# Yugoslavia durante la Segunda Guerra Mundial
Yugoslavia durante la Segunda Guerra Mundial mantuvo su neutralidad hasta 1941. En dicho año, con el deseo de ayudar al ejército italiano que se encontraba en dificultades en Grecia, la Alemania nazi solicitó derechos de tránsito a través del Reino de Yugoslavia para sus tropas. Tras la aceptación por parte del regente Príncipe Pablo para la firma de una alianza con Alemania, el rey Pedro II, bajo la influencia de algunos oficiales, puso fin a la regencia. Esta decisión trajo como consecuencia la invasión del país por el Tercer Reich alemán, estableciéndose casi inmediatamente el Frente de Yugoslavia.
El país fue repartido entre Alemania, Italia, Hungría, Bulgaria y tres regímenes títeres en Croacia, Montenegro y Serbia. La guerra consistió principalmente en una guerra de guerrillas de liberación librada por los comunistas, que se organizaron en el Ejército Partisano de Liberación, contra las fuerzas del Eje y los regímenes títeres locales. En la misma intervinieron también las fuerzas chetniks, serbios monárquicos que si bien en un principio eran oponentes a la ocupación, acabaron colaborando con las fuerzas del Eje y manteniendo una auténtica guerra civil contra los partisanos.

## La Croacia de losustachas

El Estado Independiente de Croacia en 1942, junto con la situación del resto de los antiguos territorios yugoslavos.

El nuevo Estado fue dividido en zonas de ocupación alemana e italiana. El régimen dictatorial de Ante Pavelić comenzó por abolir el Parlamento croata y proscribir toda oposición a su política. Desde la toma del poder por los ustachas, algunas unidades especiales sembraron el terror en las ciudades y pueblos de mayoría serbia asesinando a su población. La doctrina de los ustachas establecía que los únicos auténticos croatas eran los católicos y los musulmanes. Los serbios, de religión ortodoxa, quedaban excluidos. Además, a imitación de la Alemania nazi, el nuevo Estado de Croacia promulgó leyes raciales contra judíos y gitanos.
Tras las primeras matanzas de serbios, los chetniks intervinieron como en su defensa, pero lo hicieron asesinando a su vez a croatas y musulmanes. Los italianos pronto llegaron a acuerdos con fuerzas chetniks, que quedaron bajo su protección y utilizaron los territorios bajo su control para atacar a croatas y musulmanes. Los mandos italianos los utilizaron contra los partisanos y como contrapeso a los ustachas. Las fuerzas armadas croatas se mostraron incapaces de proteger a la población de los ataques de los insurrectos y Pavelić no detuvo las persecuciones de la población ortodoxa que alimentaban la revuelta. Los continuos desmanes de Pavelić produjeron un empeoramiento de sus relaciones con los mandos militares alemanes en la región.
Un movimiento de resistencia de obediencia comunista, los partisanos antifascistas, emergió desde principios de 1941, dirigido por el croata Josip Broz, conocido como Tito. En 1943, de un total de 26 divisiones de partisanos, 11 se encuentran en Croacia, y los partisanos se abren ampliamente a los serbios perseguidos por los ustachas aunque, como los ustachas y los alemanes son cada vez peor vistos por croatas y musulmanes, muchos de éstos se unen igualmente a los partisanos, que son así capaces de liberar amplias zonas del territorio.

## La resistencia en Yugoslavia
Bajo la dirección de Mihailovic (Draža Mihajlović), antiguo coronel del ejército yugoslavo, los chetniks, que incluían principalmente combatientes serbios, de tendencia monárquica y nacionalista serbia, fueron los primeros en organizar la resistencia a los alemanes y sus aliados. En junio de 1941, Josip Broz Tito, un comunista croata, creó un movimiento de partisanos al que otorgó, de acuerdo con la política de Moscú, el carácter de una amplia coalición antifascista en vez de una orientación abiertamente comunista. Los partisanos acogieron combatientes de cualquier nacionalidad. Chetniks y partisanos hicieron por un tiempo causa común contra el enemigo, pero rápidamente se enfrentaron entre sí. Durante el otoño y el invierno de 1941, Mihailovic mantuvo contactos con Nedic y en una ocasión se reunió con representantes alemanes, que trataron en vano de convertirlo en una fuerza colaboracionista más. A finales de año una ofensiva alemana, apoyada por las fuerzas de Nedic, acabó con la revuelta de chetniks y partisanos. Parte de los primeros se infiltraron entre las unidades de Nedic para evitar el ataque alemán.
En el verano de 1941, tras la proclamación de Montenegro como reino bajo control italiano, se produjo otra revuelta que permitió a nacionalistas y comunistas, de nuevo brevemente unidos, tomar el control de toda la región a excepción de las principales ciudades. Pronto el extremismo de los partisanos dividió a las guerrillas y permitió a las unidades reforzadas italianas, con apoyo chetnik, eliminar a los partisanos y retomar el control. Por acuerdo entre los vencedores de la campaña, las ciudades quedaron bajo administración italiana, mientras que las zonas rurales fueron entregadas a los chetniks.
En 1942 los chetniks alcanzaron su apogeo frente a sus rivales partisanos, aunque ambos grupos estaban aún formados abrumadoramente por serbios, a menudo chovinistas. Sólo en 1943 los partisanos lograron rehacerse y superar a sus rivales, tras una larga marcha que llevó a los principales restos de sus tropas de Montenegro y el este de Bosnia al oeste de esta. En esta región, castigada por los ustachas y con un movimiento chetnik más débil, las unidades partisanas se recobraron.
Los chetniks llegaron incluso a colaborar con el ocupante en ofensivas contra los partisanos. Los ingleses, que inicialmente daban apoyo a los chetniks, les abandonan finalmente a finales de 1943, tras la conferencia de Teherán en favor de los partisanos de Tito, que en ese momento ya contaban con 300 000 hombres, presentes en todo el territorio yugoslavo, y que ya han creado amplias y numerosas zonas liberadas. A comienzos de año, los intentos de Mihailovic de dar una imagen más liberal a su movimiento y menos panserbia, en respuesta a la propaganda partisana de Tito y su AVNOJ, fracasó. En septiembre de 1944, el rey Pedro II lanzó un llamamiento en favor de la unión a los partisanos de Tito. El llamamiento de alzamiento de Mihailovic en Serbia fue infructuoso: en vez de lograr el control del territorio o recuperar el respaldo aliado simplemente sirvió para debilitar su organización en la región, mientras que sus acciones pasaron en general desapercibidas entre los Aliados. Enfrentándose a alemanes, a las fuerzas partisanas que pretendían regresar a Serbia desde Bosnia y más tarde a las unidades soviéticas que se negaron a tratar con él, Mihailovic hubo de retirarse a finales de 1944 a Bosnia, donde las penalidades fueron disolviendo sus últimas fuerzas. En su intento de regresar a Serbia, fue finalmente capturado por las fuerzas de Tito, juzgado y ejecutado en 1946.

## Las relaciones con los Aliados
Mihailovic fue el primero es establecer contactos con los Aliados en el verano de 1941. Pronto los informes del SOE británico comenzaron a indicar la reticencia de Mihailovic en atacar a los ocupantes, pero sin indicar que el motivo era, al menos parcialmente, evitar represalias contra la población serbia.
Antes del invierno de 1942-1943, el interés de Gran Bretaña y Estados Unidos por la antigua Yugoslavia es escaso, concentrados como estaban en los combates en el norte de África y en el Frente Oriental. Los Balcanes no se contaban entre las prioridades militares de los estadounidenses.
Los gobiernos de Londres y Washington desconocieron la existencia del movimiento partisano dirigido por Tito hasta 1943. Hasta entonces toda la actividad guerrillera se atribuyó a los chetniks de Mihailovic. Este recibió el 25 de diciembre de 1945 la incorporación del coronel británico S. W. Bailey, como oficial de enlace. Proserbio y anticomunista, Bailey simpatizó con sus tropas, a pesar de su escasa estima por el propio Mihailovic. Para entonces, sin embargo, la política de Londres hacia la resistencia yugoslava comenzaba a cambiar, con tensiones entre el Gobierno británico y el Gobierno yugoslavo en el exilio, que había nombrado a Milhailovic ministro de Defensa pero se mostraba incapaz de acordar unos objetivos para la guerra, encontrándose sus miembros divididos respecto a los mismos, para insatisfacción de los británicos.
A pesar del apoyo de los diplomáticos británicos, a partir de febrero de 1943 la actitud de Winston Churchill hacia Mihailovic comenzó a cambiar gracias a los informes del SOE. Se decidió mantener el respaldo a Mihailovic pero, a la vez, enviar otra misión de enlace con los partisanos yugoslavos. Las acusaciones de Mihailovic hacia los británicos y sus declaraciones sobre su enemistad principal hacia los partisanos y croatas (además de los ustachas), no favorecieron su causa en Londres.
La segunda fase del cambio de política del Gobierno británico se desarrolló entre mayo y noviembre de 1943, cuando se celebraron las conferencias de El Cairo y Teherán. Los informes del enlace con los partisanos indicaban que estos estaban realizando la mayor parte de los ataques contra el Eje, y confirmaban los anteriores rumores de colaboracionismo de los chetniks, sin indicar los contactos de los partisanos con el Eje. Los oficiales destinados con Mihailovic confirmaron la reticencia de este a atacar al enemigo.
El interés británico por Yugoslavia aumentó a partir de la caída de Mussolini en julio, que auguró la rendición italiana. El principal objetivo de Churchill era el mantenimiento del control sobre Grecia y la restauración de su rey, Jorge II, lo que debía asegurar los intereses británicos en el Mediterráneo oriental. Churchill trató entonces de encontrar un aliado efectivo en Yugoslavia que, dada la división interna en el Gobierno en el exilio y la falta de actividad de Mihailovic, debía ser Tito. En septiembre de 1943, envió a un nuevo oficial, el general de brigada Fitzroy Maclean, con gran cantidad de personal, cuyos informes decidieron completamente a Churchill a apoyar a Tito. Maclean afirmaba que las fuerzas de este eran la principal organización de la resistencia fuera de Serbia. A pesar de admitir su carácter predominantemente comunista y su inclinación hacia el Gobierno de Moscú, Maclean consideraba un error el mantenimiento del apoyo a Mihailovic, que acabaría siendo derrotado.
En noviembre Tito formó en Jajce un gobierno provisional, el AVNOJ, que exigió que fuese reconocido por los Aliados, a la vez que se mostraba opuesto al regreso del rey Pedro II de Yugoslavia mientras Mihailovic continuase como ministro de Defensa de su Gobierno en el exilio. Ello llevó a Churchill a solicitar al rey su destitución a comienzos de 1944. En marzo tanto el embajador británico como el ministro de Exteriores volvieron a efectuar la solicitud. Finalmente, el 15 de mayo de 1944, el monarca formó un nuevo Gobierno del que se excluyó a Mihailovic, encabezado por el antiguo gobernador de Croacia, Ivan Šubašić. Stalin animó a los partisanos a alcanzar un acuerdo con este y Tito mostró su disposición al mismo en junio.
En agosto de 1944 Churchill viajó a Italia para tratar con Tito, que aseguró al primer ministro británico que no deseaba imponer un gobierno comunista en Yugoslavia, a la vez que evitaba comprometerse sobre el regreso del rey. Las promesas de Tito tranquilizaron a Churchill.
El 1 de noviembre de 1944 Tito y Šubašić alcanzaron un acuerdo para formar un gobierno de coalición, en el que el primero aportaría el doble de miembros que el segundo. El acuerdo fue aceptado por los británicos con resignación y presionaron al soberano yugoslavo, opuesto en principio, a rubricarlo, lo que le obligaba a formar un consejo regente que le representaría. Ante la amenaza de expulsión del Reino Unido, el rey cedió a finales de enero de 1945.
Pronto el nuevo Gobierno yugoslavo mostró su disposición a no permitir la formación de un estado democrático, utilizando la represión, el terrorismo de Estado y la intimidación contra la oposición, a pesar de las promesas de Tito

## Masacres y pérdidas humanas
Entre la invasión de Yugoslavia, en abril de 1941, y su completa liberación en mayo de 1945, además de los enfrentamientos estrictamente militares, el país quedó marcado por una serie de matanzas de una amplitud considerable:
- En primer lugar, las masacres de serbios cometidas por los ustachas, en el momento inmediatamente posterior a su toma del poder, en mayo de 1941. En su zona de ocupación, el ejército italiano se opone frecuentemente a esas atrocidades.
- Las víctimas de los campos de la muerte, siendo el más conocido de ellos el de Jasenovac, principal campo de exterminio de serbios y otras minorías como de judíos y romaníes. Según los cálculos, entre 500 000 y 700 000 serbios fueron asesinados por la ustacha croata.[28][29][30][31]
- EL ejército ocupacionista alemán cometió crímenes contra la población civil serbia, como fue la masacre de Kragujevac. Fue una matanza en masa de entre 2.778 y 2.794 civiles serbios, la mayoría: hombres y niños.
- Las fuerzas alemanas crearon otros campos de concentración cerca de la ciudad serbia de Niš que a día de hoy se conservan como el Campo de concentración de Crveni Krst.
- Los chetniks asesinan también a musulmanes y especialmente a croatas, principalmente en Bosnia-Herzegovina y en el Sandžak.
- Los partisanos ejecutan igualmente a muchos de sus adversarios políticos. Tras la Liberación, los británicos entregan a Tito los restos del ejército y de los funcionarios de Pavelić que se les habían rendido, junto con sus familias, en el pueblo fronterizo austríaco de Bleiburg, en total algunas decenas de miles de personas. Casi todos son exterminados en las posteriores marchas de la muerte, en las que recorren centenares de kilómetros hasta su agotamiento o en la llamada Masacre del pozo de Barbara.

El balance de todas estas masacres es difícil de establecer. Las cifras aceptadas en el siglo XXI por los estudiosos es de alrededor de un millón de muertos en todo el país, de ellos cerca de 500 000 serbios, 200 000 croatas, 90 000 bosniacos, 60 000 judíos, 50 000 montenegrinos y 30 000 eslovenos. La mayoría de las víctimas murieron en territorio del NDH. En los territorios bajo control de los ustachas, se cita a 30.000 víctimas judías (75 % de la población de 1941), 16 000-27 000 gitanos (entre el 53 y el 96 % del total de 1941) y 350 000 serbios (18 % de la población de 1941).
A estas cifras hay que añadir los muertos italianos en las Foibes, casi todos en la primavera de 1945.
En total, las pérdidas demográficas imputables a matanzas o a hechos bélicos se elevan a cerca de un millón para el conjunto de Yugoslavia, aunque algunos académicos como Rummel creen que son mayores.

## Yugoslavia

#### Creación de Yugoslavia
La palabra «yugoslavo» apareció a mediados del siglo XIX en los círculos nacionalistas croatas y eslovenos que se oponían al Gobierno austriaco como sustituta del término «ilirio», prohibido por las autoridades.. Se empleó luego en la expresión »idea yugoslava» que describía el objetivo de los opositores de unir a los eslavos del sur (croatas, eslovenos, serbios...) pese a sus diferencias lingüísticas o religiosas.
Yugoslavia (el «país de los eslavos meridionales») surgió tras la Primera Guerra Mundial; ocupaba aproximadamente el territorio de los Estados de Serbia, Croacia, Eslovenia, Bosnia-Herzegovina, Montenegro y Macedonia que aparecieron a finales del siglo XX. El reino de Serbia, que había combatido en el victorioso bando aliado en la contienda mundial, pudo reunir en torno a sí no solamente a la población de cultura serbia que había habitado hasta entonces allende las fronteras del reino, sino otras poblaciones de lengua eslava del recién desaparecido Imperio austrohúngaro. Se unió al vecino reino de Montenegro a finales de 1918 y luego con el Estado de los eslovenos, croatas y serbios, entidad efímera que agrupó algunos de los territorios de población eslava del sur del desmembrado imperio. Así apareció el Reino de los Serbios, Croatas y Eslovenos, primer nombre que recibió Yugoslavia, Estado que agrupó a buena parte de las poblaciones eslavas meridionales a excepción de los búlgaros del colindante Reino de Bulgaria, junto con variadas minorías (albanesa, alemana, húngara, italiana o turca). El nuevo Estado ocupaba tierras tradicionalmente disputadas, con distintas nacionalidades y comunidades religiosas (había católicos, ortodoxos, musulmanes y judíos; unía los territorios obtenidos de Austria-Hungría a los obtenidos del Imperio otomano en las guerras balcánicas de 1912-1913. Los serbios y montenegrinos eran fundamentalmente ortodoxos, mientras que los croatas y eslovenos solían ser católicos; existía asimismo una abundante comunidad musulmana eslava, herencia del largo período otomano. En lo político el nuevo reino era fundamentalmente una continuación del reino serbio, cuya dinastía mantuvo la jefatura del Estado; los políticos serbios dominaban además la política nacional. La nueva Constitución promulgada en 1921 tuvo además carácter centralista, en contra de lo deseado por algunos partidos como el Partido Campesino Croata (HSS).
El primer soberano yugoslavo fue el rey Pedro I de Serbia, para entonces gravemente enfermo; su hijo Alejandro, que ejercía la regencia en Serbia desde hacía algunos años, le sucedió en el trono en 1921, pocos meses después de la aprobación de la Constitución. El nuevo país tenía por prioridades crear una identidad nacional y una administración pública, pero el poder central tuvo grandes dificultades para imponer su autoridad en territorios con economías muy diferentes, de complicada integración. Los partidos políticos que trataban de atraer a más de una nacionalidad eran escasos: el Partido Demócrata, el más votado; la Unión Agraria, que pronto entró en crisis; y el Partido Comunista, fundado en 1919 y que había obtenido varias decenas de escaños en los comicios a la asamblea constituyente que se habían celebrado en noviembre de 1920. Un decreto había limitado estrictamente las actividades del partido un mes después de las votaciones, además de prohibir sus periódicos y sus sindicatos. El intento comunista por asesinar al regente Alejandro y la muerte a sus manos un antiguo ministro hizo que el partido fuese ilegalizado en agosto de 1921.

#### Tensiones internas y amenazas externas
La economía yugoslava de los primeros años del país estaba atrasada. Era una nación con grande desigualdades sociales; en algunas regiones como Macedonia, Montenegro o Bosnia-Herzegovina, existía una falta palmaria de desarrollo. En cuanto a la política, el predominio de los antiguos grupos dominantes del desaparecido reino de Serbia era uno de los principales motivos de tensión. La Administración pública y, en especial, el Ejército estaban copados por la población serbia —un 39 % de la población si se incluye a los montenegrinos, muchos de los cuales se consideraban serbios—. Yugoslavia podía parecer una «Gran Serbia». Por añadidura, las tribulaciones serbias durante la guerra mundial pese a haberse contado finalmente entre los vencedores servían de justificación para que algunos círculos dirigentes de Belgrado viesen el resto del país como territorio conquistado y la antigua población conquistada como enemiga y vencida. Esto originó una hostilidad creciente hacia el régimen monárquico entre numerosos croatas —la nacionalidad más copiosa del reino tras la serbia— y entre otras comunidades como la bosniaca (palabra que en la época designaba tanto al conjunto de los habitantes de Bosnia-Herzegovina como únicamente a los eslavos musulmanes de la región) o la eslovena. Las tensiones entre nacionalidades eran intensas, en especial entre croatas y serbios; los primeros eran los principales opositores a la dominación de los segundos. Stjepan Radić, fundador del Partido Campesino Croata, fue herido mortalmente por un diputado montenegrino en el Parlamento en 1928. Muchos terratenientes musulmanes de los antiguos territorios otomanos fueron perjudicados por una reforma agraria que favoreció por el contrario a los campesinos serbios. La tensión era máxima precisamente en las tierras otomanas conquistadas por Serbia en la primera guerra balcánica: en Kosovo, los albaneses carecían de derechos y sus revueltas eran sofocadas brutalmente; los macedonios no eran reconocidos como pueblo y se los consideraba oficialmente serbios.
El reino gozaba de la protección del Reino Unido y Francia, grandes potencias, pero lejanas, mientras que las relaciones con los países colindates eran tensas, cuando no netamente malas. Sostuvo con sus vecinos una serie de contenciosos territoriales o de población. Un litigio surgió con Italia inmediatamente después de concluir la Primera Guerra Mundial; esta se apoderó de territorios hasta entonces austrohúngaros en Istria, Venecia Julia y Dalmacia cuya población no era exclusivamente italiana, sino también eslovena y croata. Los italianos reclamaban también Fiume y su comarca. El Tratado de Rapallo (1920) fijó la frontera entre los dos países y el Estado Libre de Fiume se repartió en 1924, pero esto no bastó para acabar con las tensiones bilaterales. El régimen de Benito Mussolini codiciaba Dalmacia que contaba con una minoría italiana en la que Italia ya contaba con un enclave: la provincia de Zara. Italia llevaba a cabo al mismo tiempo una italianización brutal de las poblaciones eslovenas de Venecia Julia y trataba de controlar Albania para aumentar el acoso a los yugoslavos. Yugoslavia también tenía disputas territoriales con Bulgaria y Grecia por Macedonia, con Hungría a causa de la minoría magiar, especialmente abundante en Voivodina y con Albania por las regiones con población de cultura albanesa —fundamentalmente, Kosovo— y con Austria por la zona fronteriza entre los dos países.

Las banovinas del reino de Yugoslavia hasta 1939.

La incapacidad del sistema parlamentario para resolver los problemas entre nacionalidades hizo que el rey Alejandro abrogase la Constitución en 1929 y asumiese poderes dictatoriales. El nombre del país pasó a ser reino de Yugoslavia. El objetivo político del soberano era la consecución de la unión nacional yugoslava. Trató de centralizar el reino mediante una serie de reformas autoritarias, pero no logró resolver la cuestión de la situación de las distintas comunidades, en particular de la croata y de la musulmana. Se dividió el país en nueve provincias o «banovinas», se eliminaron las antiguas regiones históricas y los departamentos sin tener en cuenta el legado histórico ni las tradiciones culturales. Los modernos Montenegro y Macedonia se pasaron a integrarse respectivamente en las banovinas del Vardar y del Zeta; la banovina del Drava estaba formada por la mayor parte del territorio de la moderna Eslovenia. La reforma no satisfizo a nadie: los croatas vieron con disgusto la desaparición oficial de Croacia y los serbios el reparto de sus antiguos territorios —tanto la Serbia central como Voivodina y Kosovo— en cuatro de las nuevas unidades administrativas.
Parte de los nacionalistas serbios participaban en el movimiento paramilitar chetnik (četnik, en plural, četnici) —nombre que se había dado a los rebeldes que se habían opuesto a la autoridad otomana—, compuesto al comienzo por veteranos de la guerras balcánicas y de la guerra mundial y luego cada vez más por militantes nacionalistas. Alejandro I prohibió las formaciones chetniks en Serbia y Croacia en 1929, pero subsitieron oficiosamente. Sus principales dirigentes fueron primero Ilija Trifunović-Birčanin y luego Kosta Pećanac y llegaron a ser medio millón entre miembros y simpatizantes durante el período de entreguerras.
El Partido Campesino Croata era la principal organización que se oponía al poder central, pero la fracción croata más extremista era la ustacha (ustaše, insurgente), independentista y fascistoide, acaudillada por Ante Pavelić y sostenida tanto por la Italia mussoliniana como por la Hungría de Horthy. Existían otros movimientos separatistas o autonomistas más o menos virulentos, como el de los «verdes» montenegrinos o la Organización Interna Revolucionaria de Macedonia (OIRM, o VMRO en macedonio), que contó con el apoyo pasajero de Bulgaria e Italia. Alejandro I fue asesinado en Marsella en octubre de 1934 por un miembro de la VMRO que operaba de consuno con los ustachas.
El nuevo rey, Pedro II, era todavía un niño, por lo que se creó un consejo de regencia. El poder lo ostentaba en la práctica un primo del rey asesinado, el príncipe Pablo Karađorđević. Yugoslavia trató durante los años siguientes de conseguir la estabilidad interior y el mantenimiento de la neutralidad en una situación internacional cada vez más tensa. El Gobierno aumentó el comercio con el Tercer Reich, con el que deseaba congraciarse sin por ello perder las buenas relaciones que tenía con Francia y el Reino Unido. La tradicional hostilidad hacia Alemania en la región limitaba, empero, el atractivo del nazismo en Yugoslavia. Así, el antiguo ministro Dimitrije Ljotić fundó en 1935 el ZBOR, un partido esencialmente serbio nacionalista y antisemita de tipo fascista, pero que tuvo escaso respaldo electoral.
El regente Pablo trató de mantener la neutralidad del país en política exterior al tiempo que intentaba también resolver los problemas internos mediante la solución de la «cuestión croata». Alcanzó un acuerdo con el jefe del Partido Campesino Croata, Vladko Maček, en 1939 en el que se estipuló la creación de una banovina de Croacia,, cuyo gobernador o ban había de ser Ivan Šubašić. La nueva unidad administrativa abarcaba un cuarto del territorio y un tercio de la población nacional.. Por añadidura, Maček ingresó en el Consejo de Ministros en calidad de vicepresidente. No obstante, este pacto (el sporazum) no bastó para eliminar las tensiones entre comunidades. Las concesiones a los croatas satisficieron a la mayoría de estos, pero disgustaron a otras nacionalidades, especialmente de la serbia, cuyo nacionalismo creció por el abandono del ideal yugoslavista unitario. Varias organizaciones serbias empezaron a cuestionar el lugar de los serbios en Yugoslavia; algunas reclamaron la creación de una banovina que englobase los territorios serbios. La Sociedad Cultural Serbia, fundada en 1937 por el profesor universitario Slobodan Jovanović, propugnaba reorganizar el reino en una federación tripartita según las principales nacionalidades. Por su parte, la Organización Musulmana Yugoslava reclamaba la creación de una provincia de Bosnia-Herzegovina. Las organizaciones de extrema derecha se opusieron al pacto, tanto la ustacha —que lo consideraba insuficiente y exigía la inclusión de Bosnia-Herzegovina en la banovina croata— como los fascistas del ZBOR. El pacto con los croatas fue, de hecho, una medida fundamentalmente de urgencia para afianzar la unidad nacional yugoslava en un momento en el que la guerra en Europa parecía inminente. Fue tardía e insuficiente para lograr este objetivo. La Segunda Guerra Mundial empezó pocos días después de entrar en vigor; Yugoslavia se hallaba en muy mala posición para afrontar el nuevo conflicto a causa de sus debilidades internas.

### La situación de los comunistas hasta 1941
El Partido Comunista (KPJ) estaba muy debilitado a comienzo de la década de 1930. El ser una formación política clandestina lo hacía dependiente de la Internacional Comunista (Komintern), que se había opuesto al comienzo incluso a la propia existencia de Yugoslavia y que daba prioridad a pactar con los separatistas. Entre 1932 y 1935, el partido propuso no solamente acabar con la monarquía, sino también dividir el país en varias repúblicas comunistas. Contaba por entonces con apenas unos cientos de afiliados. El KPJ empezó a recuperar fuerza a finales de la década; Josip Broz, alias «Tito», que había llevado a cabo numerosas misiones en toda Europa por encargo de la Internacional durante el período de entreguerras, impuso su autoridad y obtuvo la secretaría general de la formación en 1939. Trató de allanar las complejas relaciones entre las distintas fracciones comunistas yugoslavas, fundamentalmente basadas en criterios nacionales, y logró que la Komintern abandonase los planes de disolver el KPJ..
El KPJ abogó desde entonces por mantener las fronteras del país, lo que le atrajo nuevos afiliados, especialmente entre los estudiantes; seguía siendo clandestino, pero contaba con unos seis mil miembros a finales de 1939, que aumentaron hasta los ocho mil a comienzos de 1941. El acuerdo entre el regente y el Partido Campesino Croata privó al comunista de toda posibilidad de alianza con este o con la oposición serbia: el partido quedó aislado políticamente. Por el contrario, el establecimiento de relaciones diplomáticas entre Yugoslavia y la Unión Soviética en 1940 lo benefició; pese a que el pacto germano-soviético seguía en vigor, la URSS ordenó a los comunistas yugoslavos que organizasen un «frente unido» clandestino en previsión de un eventual conflicto. Tito organizó una conferencia del partido cerca de Zagreb en octubre de ese año. El KPJ contaba ya por entonces con cuadros de distintas nacionalidades yugoslavas, y trataba de proponer soluciones para los problemas de estas. Abogaba en especial por la unidad de Bosnia-Herzegovina y por la autodeterminación de Macedonia y de Montenegro.

#### La neutralidad imposible
Yugoslavia trató de mantenerse neutral entre 1935 y 1939, cultivando las relaciones tanto con el Reino Unido —cada vez más interesado en la Europa mediterránea— como con Alemania; la influencia francesa, por el contrario, menguó. Milan Stojadinović, nombrado presidente del Gobierno en 1935, trató de mejorar las relaciones con Italia lo que, sumado a las buenas que ya tenía el país con Alemania, hizo que Yugoslavia se acercase al Eje. Yugoslavia firmó un tratado de amistad con Italia en 1937], por el que esta se comprometó a respetar la integridad territorial del reino vecino, que reconoció por su parte la posición dominante de aquella en Albania. Los italianos arrestaron a Ante Pavelić y otros dirigentes ustachas, a los que hasta entonces habían acogido.
El regente Pablo destituyó a Stojadinović en 1939, cuya política demasiado proalemana había inquietado tanto al ejército como a los círculos francófilos serbios. El país trató por todos los medios de mantenerse al margen de la creciente tensión europea. Sin embargo, los acuerdos de Múnich, la invasión italiana de Albania, el anschluss y la invasión germano-soviética de Polonia acrecentaron la preocupación yugoslava y el sentimiento de aislamiento, acentuados por la impotencia del Reino Unido y Francia. El sometimiento de Albania al protectorado italiano y la absorción de Austria por Alemania —que le dio a esta una frontera común con los territorios eslovenos yugoslavos— dejó a Yugoslavia amenazada por el norte y el sur por los dos países del Eje.
No obstante, Italia y Alemania carecían de un programa común respecto de Yugoslavia hasta 1941. Mussolini, tenía una actitud irredentista y deseaba desmantelar el país vecino para apoderarse de los territorios que ansiaba en el Adriático. Los dirigentes alemanes, por su parte, estaban divididos: Alfred Rosenberg y sus colaboradores defendían con ardor la independencia croata, mientras que Hermann Göring prefería conservar la unidad yugoslava, que consideraba de interés estratégico- Adolf Hitler estrechó lazos con el país Balcánico en junio de 1939 mediante una recepción al príncipe Pablo en Berlín.

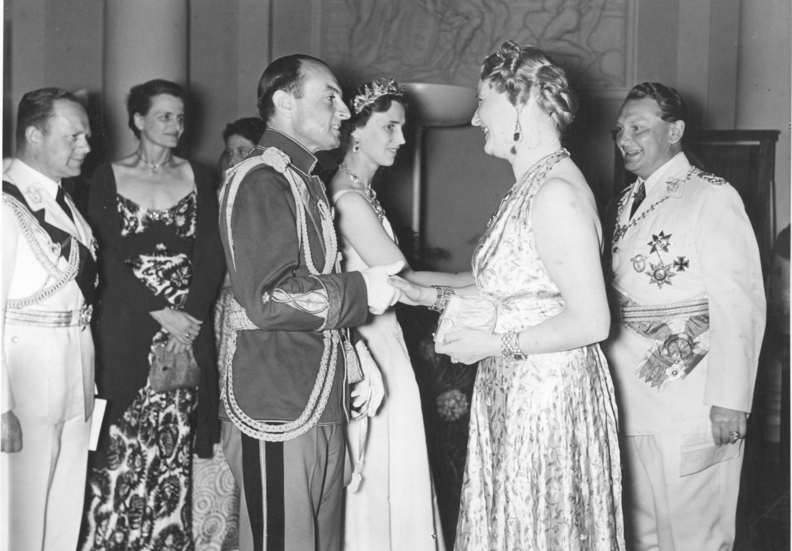
El príncipe Pablo, regente de Yugoslavia, junto a Hermann Göring y su esposa Emmy durante la visita que hizo a Alemania en 1939.

Los yugoslavos trataron al principio de protegerse de una posible entrada en guerra de Italia, que consideraban como la principal amenaza. Intentaron congraciarse con los dos bandos: con Alemania para que contuviese a Italia y con los Aliados para poder solicitar su ayuda en caso de que resultase finalmente necesaria. Francia sopesó un plan para atacar a Alemania desde los Balcanes: desembarcaría tropas en Tesalónica a las que se unirían unidades yugoslavas, griegas y turcas. El plan atraía al Gobierno yugoslavo, siempre interesado por el estratégico puerto macedonio, pero fue frustrado por los británicos, que argumentaron que supondría una provocación a Italia, todavía neutral. El abandono del plan complicó el mantenimiento de la neutralidad yugoslava: ante la espantada franco-británica Yugoslavia solicitó la ayuda soviética —por entonces ligada a Alemania por elPacto Ribbentrop-Molotov—, con la que estableció relaciones diplomáticas en junio de 1940.
Mussolini planeaba atacar Yugoslavia ese mismo año. Renovó su alianza con los ustachas a comienzos de año, pese a haberlos encarcelado tres años antes. El ministro de Relaciones Exteriores, Galeazzo Ciano, recibió a Ante Pavelić; preparó con él un plan de desmembramiento del país vecino que preveía el establecimiento de un régimen croata favorable a la Italia fascista, una monarquía cuya corona correspondería a un príncipe de la Casa de Saboya. Ciano se mantuvo, empero, bastante vago, haciendo de estos cambios meras hipótesis. Por añadidura, Hitler disuadió a los italianos de llevar a cabo el previsto ataque a Yugoslavia durante la primavera; por entonces, estaba satisfecho con dependencia yugoslava del Reich, que habían acentuado los acuerdos económicos bilaterales. Tampoco deseaba provocar a los soviéticos emprendiendo una nueva campaña en el este europeo.
La situación cambió con los acontecimientos del verano. La derrota inesperada de Francia —aliado tradicional de la monarquía serbia— dejó patente la supremacía alemana e hizo dudar a los yugoslavos de lo acertado de su posición. Mussolini había reiterado durante la campaña italiana contra Francia que no tenía intención de agredir ni a Yugoslavia ni a Grecia, pero las dificultades en los Alpes lo animaban precisamente a abordar una operación independiente de Alemania para recobrar prestigio. Dudaba entre acometer a Yugoslavia o a Grecia y finalmente escogió a la segunda. La atacó en octubre; la nueva guerra, tan cercana a su territorio, acreció la preocupación yugoslava. El país seguía siendo neutral, pero ya el ministro de la Guerra, el general Milan Nedić, sopesaba desembarcar en Tesalónica con colaboración alemana para adueñarse del estratégico puerto, con el objetivo de evitar Italia que se hiciese con él. Sin embargo, la germnofilia de Nedić y sus vínculos con el ZBOR determinaron que el regente lo relevase del cargo en noviembre, tras un bombardeo italiano de Bitola —por error, según los italianos—.
Churchill esperaba poder forjar alianzas entre el Reino Unido y los países balcánicos, pero el regente Pablo consideraba que aquel se hallaba demasiado lejos para poder auxiliar eficazmente a Yugoslavia. Prefirió entenderse con el Eje y despachó para ello emisarios a Roma y Berlín, para asegurar la neutralidad del país y tantear la posibilidad de adueñarse de Tesalónica. Los grupos antinazis yugoslavos se opusieron a esta evolución de la posición del país. Milan Gavrilović, dirigente izquierdista del Partido Agrario serbio, que había sido nombrado representante yugoslavo ante la Unión Soviética al establecerse relaciones diplomáticas con ella, intentó obtener el respaldo soviético desde su llegada a Moscú; esperaba poder alejar al regente de Alemania. Los soviéticos, sin embargo, deseaban evitar toda provocación a esta y alargaron las negociaciones con Gavrilović, que consiguió, pese a todo, convencerlos para que tratasen con los círculos militares yugoslavos hostiles a Alemania.

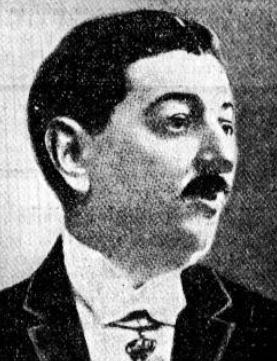
El presidente del Gobierno, Dragiša Cvetković, firmó el Pacto Tripartito a instancias del regente.

La situación de la región hizo que Hitler tratase de que Yugoslavia abandonase la neutralidad. Estaba empezando a preparar la invasión de la URSS, que le obligaba a asegurar primero la situación balcánica. Esto conllevaba a su vez socorrer a Mussolini, que se hallaba en dificultades en su contienda con Grecia, y coligarse con los países de la zona. La liga con Yugoslavia tenía un interés especial para Alemania por la campaña que planeaban contra Grecia para auxiliar a Italia. Hitler deseaba proteger el flanco derecho de sus ejércitos durante la campaña griega. Además, la posición de Yugoslavia resultaba también relevante para la futura ofensiva contra la URSS. El regente yugoslavo trató de ganar tiempo y de mejorar las relaciones con los países colindantes: firmó un tratado de amistad con Hungría en diciembre. No obstante, la influencia alemana en los Balcanes crecía velozmente. Rumanía y Hungría se coligaron con el Reich en noviembre al firmar el Pacto Tripartito; el régimen nazi deseaba que tanto Bulgaria como Yugoslavia siguiesen su ejemplo. Hitler recibió al primer ministro yugoslavo, Dragiša Cvetković, y al ministro de Asuntos Exteriores en febrero de 1941 y les solicitó que suscribiesen el pacto. Les desaconsejó que buscasen el respaldo soviético, revelándoles que Molotov, de paso por Berlín, había mencionado posibles concesiones de territorio yugoslavo a Bulgaria.
Por su parte, los británicos, que estaban venciendo a los italianos en el norte y el este de África, planeaban atacarlos también en los Balcanes. Para ello buscaron aliarse a Grecia, Turquía y Yugoslavia. Sin embargo, las negociaciones con los turcos fracasaron; los británicos redoblaron entonces los esfuerzos por atraerse a los yugoslavos. El regente recibió una carta del ministro de Asuntos Exteriores británico, Anthony Eden, el 5 de marzo en el que le solicitaba que colaborase militarmente con Grecia; los británicos desembarcaron las primeras tropas en el país heleno al día siguiente. Así, los yugoslavos se encontraban acuciados por los británicos, incapaces de ayudarlos eficazmente tras la derrota francesa, y los alemanes, cuyas exigencias eran cada vez mayores y amenazantes; inquirieron la actitud soviética, que resultó ser la de tratar de evitar verse arrastrada al conflicto balcánico. Stalin, poco convencido por las propuestas de alianza de Gavrilović, trató de aprovechar la situación pese a ello y solicitó a sus agentes en Yugoslavia que explotasen el sentimiento antialemán: Tito recibió la orden de movilizar al partido comunista yugoslavo contra la «claudicación ante Alemania». El objetivo del mandatario soviético parece haber sido el de aprovechar la tesitura de Yugoslavia para apretar a Hitler y que este se aviniese a firmar una alianza militar con la URSS que sustituyese al simple pacto de no agresión que tenían las dos naciones.
La adhesión búlgara al Pacto Tripartito y el permiso que concedió a Alemania para que sus ejércitos atravesasen su territorio dejó a Yugoslavia rodeada por Alemania y sus aliados a comienzos de marzo. Los alemanes presentaron entonces un ultimátum a los yugoslavos: exigieron que expusiesen antes del 23 del mes si iban finalmente a suscribir el Pacto Tripartito. Yugoslavia había dado largas a las peticiones alemanas hasta entonces, pero temía que esta vez una negativa conllevase represalias militares. Por tanto, el regente Pablo y sus asesores decidieron finalmente acceder a la petición de Hitler, pese a la oposición de parte del Gobierno. Cvetković rubricó el Pacto Tripartido en Viena el 25 de marzo. El Gobierno yugoslavo logró que se le eximiese de participar en las operaciones militares y que las unidades alemanas no atravesasen su territorio, concesiones que debían facilitar la aceptación de la adhesión al pacto a la opinión pública; la firma plasmaba, empero, la aceptación yugoslava de la preponderancia alemana e italiana en el «nuevo orden» que estaba surgiendo en Europa. Al día siguiente, Churchill solicitó pese a todo a los representantes británicos que siguiesen tratando de presionar a los dirigentes yugoslavos para que cambiasen de actitud.

#### El golpe de Estado de 1941

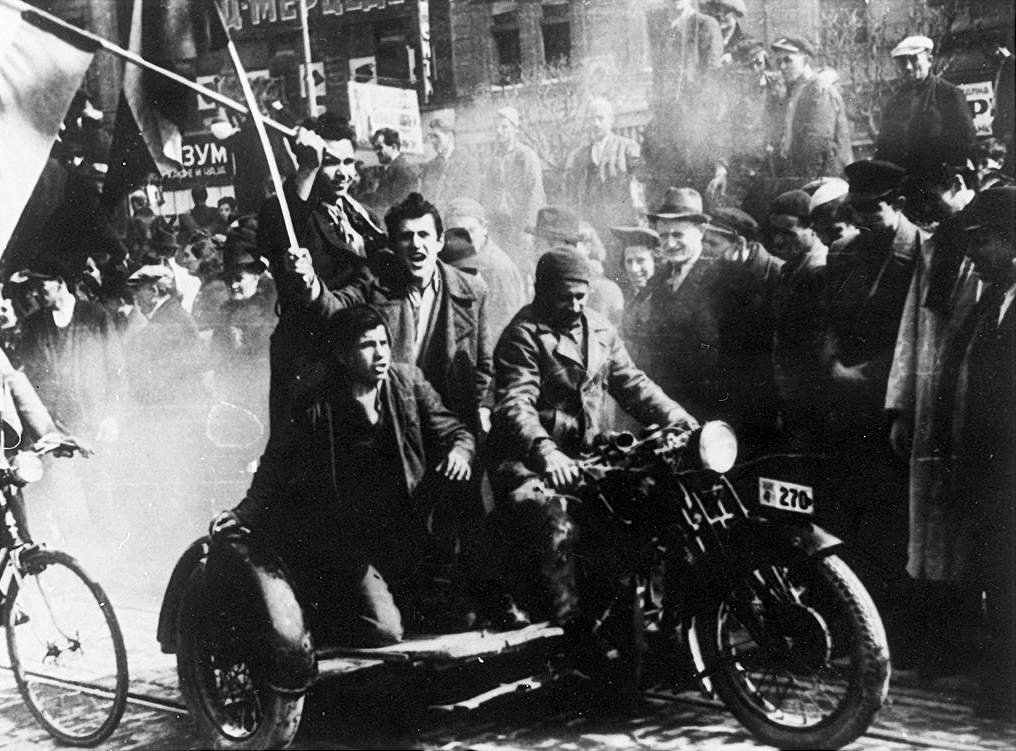
Manifestantes en Belgrado durante el golpe de Estado del 27 de marzo.

El abandono de la neutralidad y el sometimiento a los deseos alemanes desencadenaron una reacción inmediata de los círculos nacionalistas serbios. Hubo manifestaciones contrarias a la alianza con Hitler en varias ciudades, protagonizadas fundamentalmente por jóvenes serbios. Un grupo de oficiales del Estado Mayor depusieron al Gobierno de Cvetković el 27 de marzo, cuando el príncipe Pablo se hallaba descansando en Eslovenia; proclamaron la mayoría de edad del rey Pedro II pese a faltar seis meses para que la alcanzase, el final de la regencia y la asunción del poder por el soberano.
El papel británico en el golpe de Estado es controvertido: algunos historiadores creen que fue crucial, otros reprochan a los británicos haber sumido al país en la guerra. Agentes del SOE (el servicio secreto británico) destinados el Belgrado parece que influenciaron los acontecimientos animando a los conspiradores a actuar y entregándoles armas. El historiador británico de origen serbio Stevan K. Pavlowitch cree, sin embargo, que la influencia británica en los grupos nacionalistas o prooccidentales como la fracción serbia de la Unión Agraria no hizo más que aprovechar un gran descontento ya existente con la política del príncipe regente. Los británicos aceleraron los acontecimientos al animar a los confabulados, que creyeron que recibirían auxilio militar extranjero, pero el golpe de Estado fue fundamentalmente un acto espontáneo de los círculos nacionalistas serbios contra un Gobierno que consideraban débil e incapaz mediante una acción que consideraban que «salvaría el honor» de Serbia y, en general, el de Yugoslavia.
La presidencia del nuevo Gobierno de coalición la asumió uno de los responsables del pronunciamiento, el general Dušan Simović. El regente aceptó la nueva situación y partió al exilio en Grecia; Vladko Maček, por su parte, permaneció como vicepresidente del Gobierno. Los nuevos dirigentes yugoslavos contaban con recibir ayuda británica e incluso respaldo diplomático soviético; mientras, intentaron evitar la reacción hostil de Alemania afirmando que el golpe era un suceso puramente interno que no afectaba a la adhesión del país al Pacto Tripartito. El temor a provocar a Alemania hizo que el nuevo Gobierno evitase todo acuerdo oficial con el Reino Unido y se negase a recibir a Eden, quien por entonces se hallaba en Grecia. Eden soslayó la negativa enviando en su lugar el jefe del Estado Mayor británico, el general John Dill, para que se reuniese con Simović; el británico le prometió ayuda militar, pero la gran distancia entre las islas británicas y los Balcanes impedía que esta fuese inmediata. Yugoslavia trató asimismo de renovar las buenas relaciones con Italia, pero Simović, mal diplomático, llegó incluso a amenazar al emisario italiano con represalias militares, frustrando los esfuerzos de entendimiento.
Los yugoslavos contactaron también con la URSS, que se limitó a proponer la firma de un tratado de amistad y no agresión. Stalin, a quien había sorprendido el golpe de Estado, trataba principalmente de aprovechar la situación creada para disuadir a Hitler de extender la guerra y pensó que el tratado propuesto bastaría para dejar de manifiesto la solidaridad soviética con Yugoslavia y evitar un posible ataque alemán. Las conversaciones soviético-yugoslavas suscitaron tensiones entre la URSS y Alemania, lo que hizo que los soviéticos decidieran cambiar unilateralmente lo dispuesto en el pacto, que presentaron sin consultas al embajador Milan Gavrilović; el tratado de amistad quedaba reducido casi a una mera expresión de neutralidad, lo que lo hacía poco trascendente. Gavrilović, abrumado por la acción soviética, deseaba rechazar los cambios, pero el presidente Simović le ordenó que firmase la nueva versión presentada por los soviéticos. La firma estaba prevista para el 5 de abril, pero se retrasó. Se verificó finalmente el día 6 a las tres de la mañana, cuando los soviéticos ya habían recibido noticias de los movimientos militares alemanes contra Yugoslavia; Stalin exigió que se cambiase la fecha del tratado al día 5 para no enojar a Alemania.
De todas maneras, Hitler había tomado la decisión de invadir el país balcánico ya después del golpe. El cambio de la situación en el país lo había enfurecido; culpaba de él a los británicos, a los judíos británicos, que creía confabulados con el «judeo-bolchevismo». El mandatario nazi creía que Yugoslavia debía ser tratada a partir de entonces como enemiga y ordenó la destrucción del país, al que culpaba de haber estorbado sus planes balcánicos. Las precauciones yugoslavas no influyeron en su decisión. Se desató una violenta campaña de propaganda en Alemania que acusaba a Grecia y a Yugoslavia de haberse vendido al Reino Unido. Alemania atacó Yugoslavia el 6 de abril, sin ultimátum ni declaración de guerra previos; el mismo día invadió Grecia con el fin de solucionar a la vez todos sus problemas balcánicos.

## Invasión de Yugoslavia

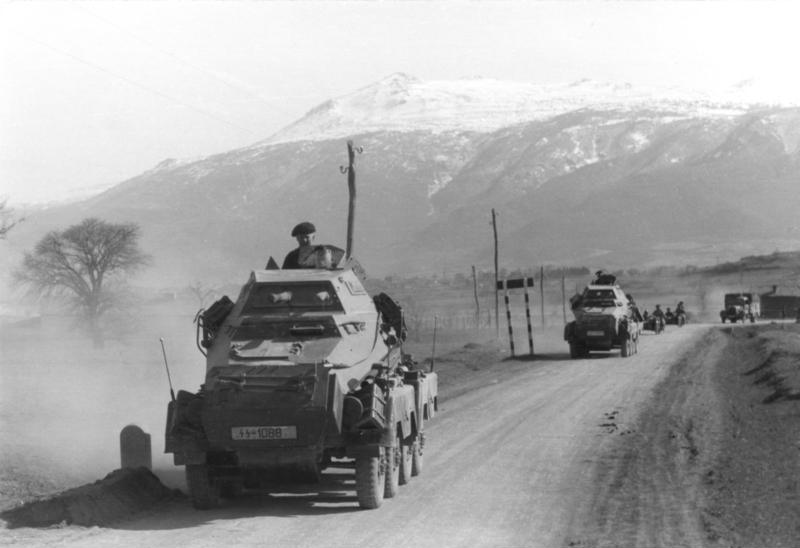
Schwerer Panzerspähwagens de la Leibstandarte SS Adolf Hitler en Yugoslavia, en 1941.

El ejército yugoslavo, mal armado y adiestrado, no tuvo tiempo de prepararse ni de movilizar a todas las tropas. Los alemanes emprendieron la Operación Castigo al amanecer del 6 de abril, que consistió en un intenso bombardeo de Belgrado que duró tres días y dañó la mitad de las viviendas de la capital. Los sucesivos ataque aéreos destruyeron el grueso de la aviación yugoslava y las infraestructuras y facilitaron la invasión.
La mayoría de las unidades alemanas, al mando del general Maximilian von Weichs, penetraron desde Bulgaria, mientras que las italianas, con tropas auxiliares yugoslavas, acometieron desde el protectorado albanés. Los yugoslavos lograron contraatacar eficazmente en el sector albanés, pero luego hubieron de pasar a la defensiva el día 14. Las tropas serbias fueron más combativas que las croatas o las macedonias, muchas de las cuales capitularon a la primera ocasión. Los alemanes avanzaron velozmente en Croacia, ayudados por los sabotajes de los nacionalistas, en especial de los ustachas; entraron en Zagreb el 10 de abril. La banovina del Drava fue invadida conjuntamente por alemanes venidos de Austria y por italianos; Liubliana cayó el día 10. Los alemanes fueron recibidos como libertadores en Kosovo por la población de cultura albanesa: una delegación de jefes de la región suscribió inmediatamente un pacto de colaboración con los invasores. Hungría invadió el país el día 11, cuando la resistencia yugoslava había cesado fundamentalmente en el norte, pese a que los dos países habían firmado apenas unos meses antes un tratado de amistad; justificó la acción afirmando que pretendía proteger a la minoría húngara. El Reino Unido anunció desde el comienzo su apoyo a Yugoslavia; los dirigentes soviéticos expresaron privadamente su simpatía por los yugoslavos, pero se abstuvieron de hacer ninguna declaración pública salvo para criticar el ataque húngaro.

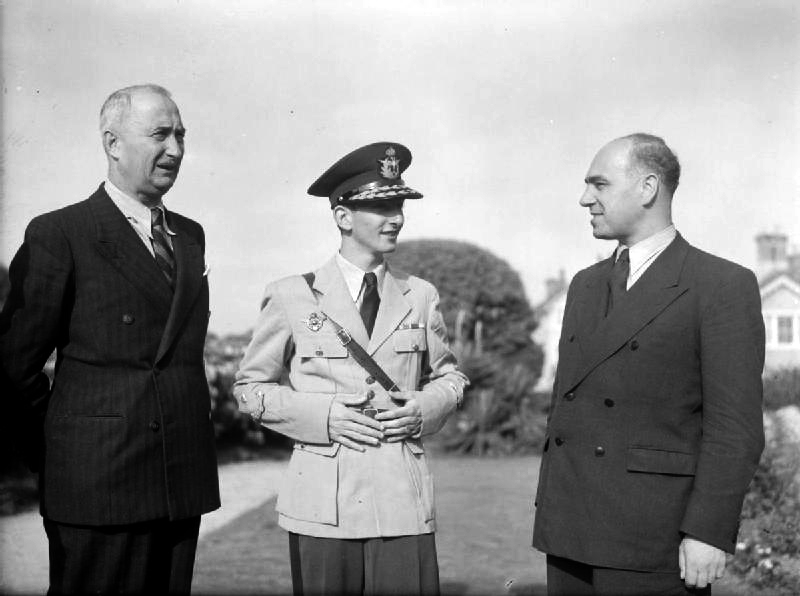
El primer ministro Dušan Simović, el rey Pedro II y el ministro Radoje Knežević, tras la llegada a Londres del Gobierno yugoslavo en el exilio.

Los alemanes entraron en Belgrado el 13 de abril. Simović se reunió el mismo día con sus ministros y nombró jefe del Estado Mayor al general Danilo Kalafatović, al que encargó la tarea de negociar un armisticio; a continuación, el Gobierno y el rey fueron evacuados a Grecia para unirse a las tropas británicas. Los alemanes e italianos se negaron a parlamentar con los emisarios del general yugoslavos y exigieron la rendición incondicional de Yugoslavia. Kalafatović fue hecho prisionero, pero representantes del alto mando firmaron la capitulación del Ejército el 17 de abril. Bulgaria, que no había participad en la agresión inicial,, despachó tropas dos días después para ocupar la banovina del Vardar casi sin combatir. Los soldados búlgaros fueron recibidos como libertadores como parte de la población. La ocupación de la Macedonia griega completó la anexión oficiosa del grueso de la región Macedonia por parte de Bulgaria.
El ejército real yugoslavo únicamente había resistido once días. Su resistencia había cesado mucho antes de lo que habían esperado británicos y griegos y había infligido escasas bajas a los ejércitos del Eje: los alemanes perdieron apenas ciento cincuenta y un hombres en la campaña. Algunos soldados lograron escapar a Grecia y luego fueron evacuadas junto con parte de las unidades griegas y británicas de manera caótica. Entre doscientos mil y trescientos mil prisioneros de guerra, entre ellos doce mil oficiales y doscientos generales (la mayoría serbios) fueron enviados a campos de prisioneros en Alemania e Italia.
Simović, el rey y los ministros apenas pasaron unos días en Grecia, que los británicos evacuaron. Los responsables políticos yugoslavos fueron transportados a Alejandría, en Egipto, luego a Jerusalén en Palestina, donde anunciaron que Yugoslavia proseguiría la lucha contra Italia y Alemania y declararon la guerra a Hungría y Bulgaria.. El Gobierno exiliado se instaló dos meses después en Londres; fue reconocido oficialmente por el Reino Unido el 21 de junio. El ministro de la Guerra y su gabinete militar permanecieron en Egipto, en el cuartel general británico en El Cairo. la capital egipcia, donde se encontraba no solamente el ministro yugoslavo sino también el antiguo responsable del espionaje británico en Belgrado fue a partir de entonces el centro de las operaciones británicas de información sobre Yugoslavia. El Gobierno de Simović conservaba el mando de escasos efectivos: apenas unos centenares de soldados exiliados en el norte de África y el Levante, algunos barcos y una decena de aviones. Los soviéticos tomaron nota de la situación y, nuevamente para evitar provocaciones a Alemania, retiraron el reconocimiento diplomático a la legación yugoslava en Moscú. Renovaron las relaciones con el Gobierno yugoslavo exiliado dos meses más tarde, tras la ofensiva alemana contra la URSS.
Hacia el final de la guerra, Hitler consideró la campaña de los Balcanes como la causa del retraso de la invasión de la Unión Soviética. La cuestión ha sido debatida por los historiadores, pero la conclusión general es que las ofensivas contra Grecia y Yugoslavia no tuvieron más que un papel menor en el fracaso de la Operación Barbarroja, que se postergó fundamentalmente por razones logísticas. Sin embargo, la invasión de los Balcanes hizo creer erróneamente a Stalin que Hitler se concentraría a partir de entonces en el Mediterráneo y no en el este europeo. Por añadidura, los intentos de Stalin de influir en la situación balcánica para mejorar su posición frente su socio alemán habían sido un completo fracaso.

## Desmembramiento del país

### Territorios ocupados y anexados

#### Reparto territorial

Partición de Yugoslavia en 1941.

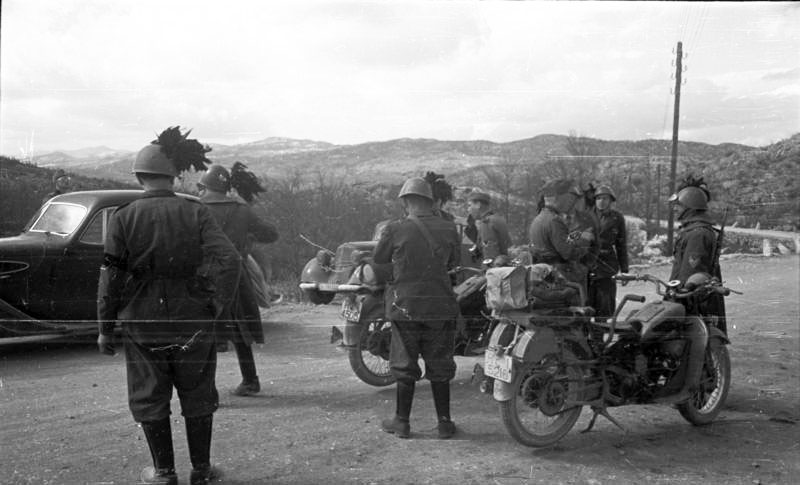
Soldados de laWehrmacht y bersaglieri italianos en Yugoslavia.

Hitler decidió acabar sin más con el Estado yugoslavo, que consideraba una creación artificial del Tratado de Versalles. En su opinión, los serbios —a los que odiaba especialmente pues los consideraba responsables de la Primera Guerra Mundial— debían ser castigados, los croatas debían unirse al Eje y los eslovenos tenían que ser germanizados o dispersados. El país fue inmediatamente desmantelado, según sus deseos, que había plasmado en las órdenes de ataque a Yugoslavia del 27 de marzo. A los italianos Hitler se limitó a notificarles sus planes de partición en abril. A pesar de su desmembramiento efectivo, Yugoslavia sobrevivió tanto como idea como a través del Gobierno en el exilio, que inmediatamente indicó su intención de continuar combatiendo al Eje.
Alemania gozaba ya antes de la guerra de una posición económica dominante en Yugoslavia, pero tras la ocupación se apoderó de las principales líneas de comunicación y de las minas, en el reparto de debía haber satisfecho también las revindicaciones territoriales de sus aliados. Italia hubo de reducir sus aspiraciones y aceptar el reparto que hizo Alemania. Aparte de las tierras anexionadas y las ocupadas por los conquistadores, se permitió que surgiesen dos nuevos Estados en el territorio hasta entonces yugoslavo: Croacia, cuyo gobierno obtuvieron los ustachas y que abarcó Bosnia-Herzegovina, y Serbia —aproximadamente con las fronteras que había tenido antes de las guerras balcánicas—, en la que se constituyó un Gobierno colaboracionista.
Los preparativos de la ofensiva contra la URSS hicieron necesaria la retirada de las mejores unidades de la Wehrmacht a las pocas semanas; fueron sustituidas por divisiones de ocupación.
La Serbia teóricamente independiente estaba casi completamente ocupada por Alemania y, en el sureste, por Bulgaria. Los invasores se repartieron su territorio en función de la población. El Banato, parte de la Voivodina, obtuvo de Alemania un estatuto de autonomía por el que la administración pasó a manos de la minoría alemana. La región quedó ocupada por Alemania por la negativa rumana a que Hungría se hiciese con ella, pues contaba con una minoría rumana. Hungría se hizo con otra parte de la Voivodina, Bačka; había pertenecido al reino austrohúngaro de Hungría hasta el final de la Primera Guerra Mundial. Aplicó una brutal política de magiarización en los territorios recuperados.
Italia se anexionó la Dalmacia central, pero tuvo que negociar con el nuevo Gobierno croata el trazado de la provincia. Ocupó también Montenegro, a la que unió la región de la bahía de Kotor y con el que planeó establecer un tercer Estado «independiente». En Dalmacia los italianos designaron un «gobernador» y tres prefectos, mientras que más al sur, en Montenegro, se nombró al comienzo un legado, que debía ser sustituido por un monarca pero que lo fue por un gobernador militar, el general Pirzio Biroli, una vez que estalló la revuelta contra el ocupante en julio de 1941. La tensión entre la población y las nuevas autoridades se extendió pronto por Dalmacia.
Los italianos integraron los territorios poblados mayoritariamente por albaneses —la mayor parte de Kosovo, el oeste de Macedonia y algunas comarcas de Montenegro— en el protectorado albanés. Hitler logró que parte de Kosovo quedase en poder de Serbia, lo que permitió a Alemania conservar ciertos yacimientos minerales. La población musulmana vio en general con buenos ojos la ocupación italiana, que le permitió ajustar cuentas con la población serbia, en parte colonos del periodo de entreguerras. En efecto, los serbios y montenegrinos asentados en el Kosovo obtenido por Italia fueron atacados por bandas albanesas que los expulsaron de sus tierras: cerca de veinte mil de ellos se refugiaron en Serbia. Otros diez mil perecieron en Kosovo durante la contienda, la mayoría durante las expulsiones de 1941.

Las zonas de ocupación de Eslovenia —según el territorio de la moderna república independiente— durante la Segunda Guerra Mundial. La provincia de Liubliana (zona italiana), en verde claro; la zona alemana, en marrón; y la húngara, en amarillo. La zona que pertenecía a Italia en virtud del Tratado de Rapallo de 1920 aparece en verde más oscuro.

Eslovenia quedó repartida entre Alemania, Italia y Hungría. Los alemanes obtuvieron el norte, el grueso de la Baja Estiria y la Alta Carniola, más de lo que habían esperado los italianos. Estos se quedaron con la Baja Carniola y la ciudad de Liubliana, con los que formaron la provincia de Liubliana. Por su parte, los húngaros se anexaron el Prekmurje. La ocupación italiana fue al comienzo bastante llevadera; los italianos respetaron las instituciones culturales eslovenas y, dado la importancia primordial de los círculos católicos de la región, mantuvieron buenas relaciones con el clero. El obispo de Liubliana, Gregorij Rožman, fue uno de sus principales interlocutores. Se creó una «Consulta» (consejo consultivo) que presidió el antiguo ban del Drava Marko Natlačen y a la que pertenecían catorce notables filoitalianos. El surgimiento de un movimiento de resistencia llevó a un endurecimiento de la actitud italiana y a la represión, con miles de muertos. El gobernador Emilio Grazioli, que ya había sido responsable de los métodos brutales de italinización de la minoría eslovena de la vecina Venecia Julia, los importó a la nueva provincia: la Consulta fue arrumbada pronto. Por su parte, los húngaros practicaron desde el comienzo una política de magiarización a marchas forzadas e impusieron el aprendizaje de su idioma. Los alemanes también trataron de germanizar su zona, prohibiendo el uso del esloveno en público y desplazando parte de la población eslovena para asentar colonos de cultura alemana, oriundos fundamentalmente de Carniola, del Tirol meridional o de Rumanía. Heinrich Himmler preveía expulsar de la región a doscientos cuarenta mil eslovenos y germanizar al resto. Pero la oposición eslovena al plan, que alimentó la resistencia, hizo que los alemanes lo redujesen. Apenas un millón de colonos alemanes se instalaron en Eslovenia durante la guerra, aunque más de ochenta mil eslovenos fueron desplazados, expulsados a Serbia o a Croacia.

La Gobernación de Dalmacia, territorio italiano a orillas del Adriático.

La Macedonia oriental la ocupó Bulgaria, que no se la anexionó oficialmente; la decisión sobre la situación exacta del territorio se dejó para la posguerra. Bulgaria la consideraba, en la práctica, territorio búlgaro «liberado» y a la mayoría de la población —a excepción de los serbios—, búlgara y trató de ganarse su favor. Los labradores serbios que se habían instalado en la desaparecida banovina del Vardar aprovechando la reforma agraria de entreguerras fueron expulsados a Serbia. Sesenta y dos mil personas tuvieron que abandonar Macedonia hasta finales de 1941, pese a las protestas de las autoridades militares alemanas de Serbia, que tenían dificultades para lidiar con el flujo de refugiados. La población macedonia aceptó bien la ocupación búlgara al comienzo, que la percibió como una revancha de los años de serbización. Pero la situación empeoró a los pocos meses: a la serbización anterior a la guerra le sustituyó la bulgarización, crecieron las requisiciones de los ocupantes y se impuso un servicio militar obligatorio. Hungría aplicó una política similar en los territorios que le habían correspondido en el reparto, que se había anexionado y de los que expulsó a los colonos yugoslavos —principalmente serbios—, que se habían asentado en ellos en el período de entreguerras. Diez mil personas fueron expulsadas a Serbia, Croacia y Montenegro desde los nuevos territorios húngaros durante las primeras dos semanas de la ocupación. Los húngaros planeaban deportar a otros ciento cincuenta mil serbios, pero hubieron de renunciar a ello por la oposición alemana. Sí consiguieron, no obstante, desterrar oficiosamente a treinta y cinco mil; otros doce mil fueron encerrados en campos y expulsados paulatinamente a Serbia.

#### Medidas represivas
Alemanes e italianos aplicaron una serie de medidas draconianas para mantener el orden y sofocar los levantamientos, que incluyeron el ajusticiamiento y la prisión de numerosos civiles. El mando alemán dio carta blanca a los jefes de ejército. Como consecuencia, el general Von Weichs ordenó el 28 de abril de 1941 que se pasase por las armas a cien civiles en Serbia por cada soldado alemán que fuese asesinado. También condenó a muerte a todo aquel detenido en posesión de armas. El ejército italiano aplicó un derecho real de 1938 que consideraba soldado a toda persona que portase armas. Las revueltas se multiplicaron en el verano de 1941 y el general Vittorio Ambrosio, jefe del 2.ª Ejército, ordenó en octubre que se fusilase al punto a todo rebelde apresado, que no se hiciesen prisioneros y que se incendiasen las casas si se consideraba necesario para cumplir las misiones. El general Mario Roatta, que sucedió a Ambrosio a comienzos de 1942 y tenía autoridad sobre el conjunto de territorios ocupados por Italia, publicó en marzo la circular 3C sobre las operaciones para mantener el orden. El documento disponía el internamiento preventivo y el represivo de familias y de «categorías de individuos» de los pueblos o incluso de poblaciones enteras, la multiplicación del arresto de rehenes civiles y el castigo de la población por los sabotajes hechos en sus comarcas. Se crearon campos de concentración en los territorios ocupados por Italia en los que encerraron, en pésimas condiciones decenas de miles de personas –sospechosos, rehenes o deportados eslovenos o dálmatas expulsados de sus casas para hacer sitio a los colonos italianos–.

#### Situación de los judíos en las distintas zonas de ocupación

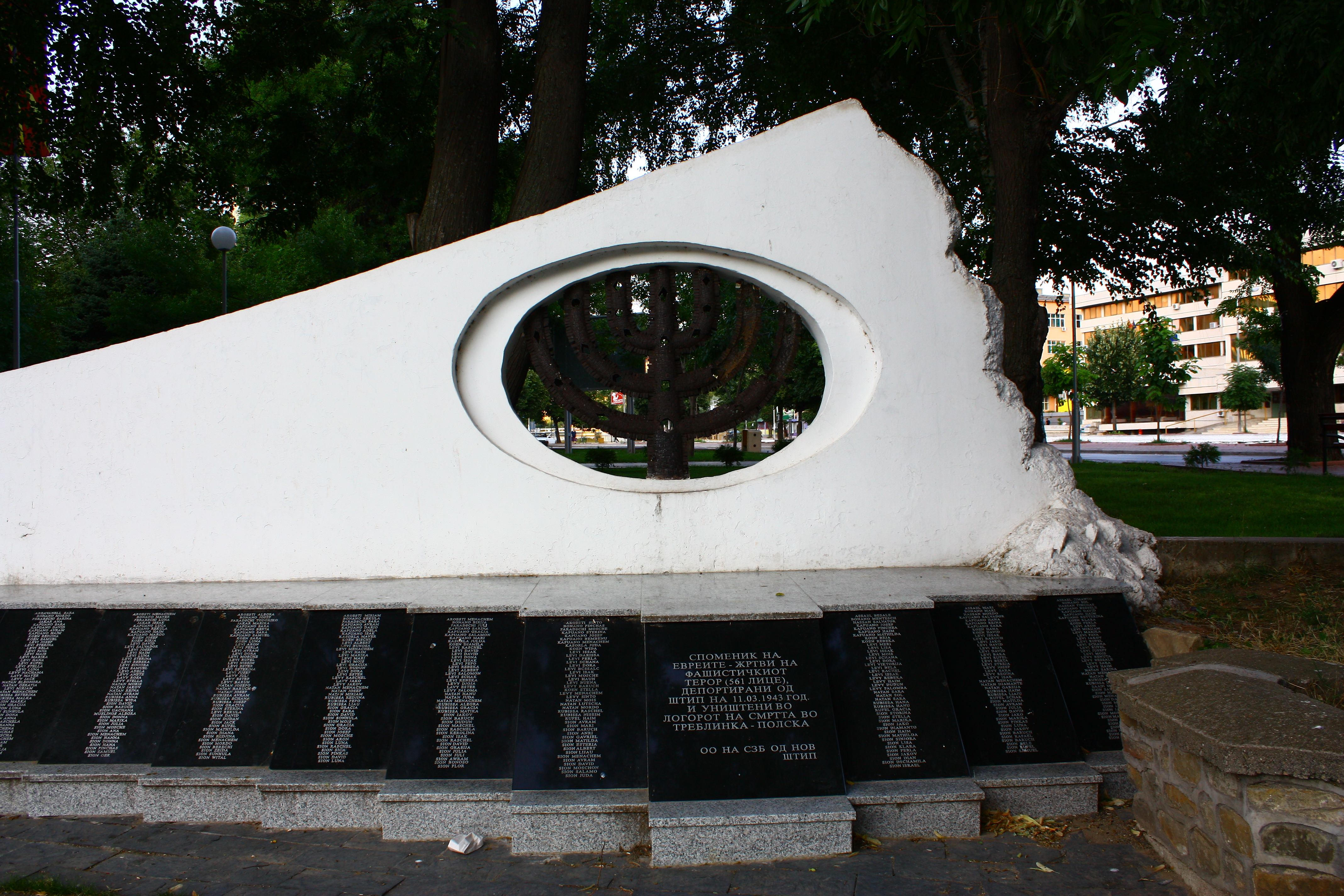
Monumento al Holocausto, en Štip.

Los judíos yugoslavos —unos setenta y ocho mil, mayoritariamente sefardíes y concentrados principalmente en Serbia en torno a Belgrado, en Sarajevo y su comarca y en Macedonia— fueron víctimas de medidas discriminatorias que se impusieron de inmediato; en las zonas dominadas por los alemanes, la discriminación dio paso pronto al exterminio.
Los varones judíos y gitanos fueron objeto preferente de las ejecuciones de represalia por los ataques de los guerrilleros a partir del otoño de 1941. Los alemanes sopesaron pero acabaron descartando crear un gueto en Belgrado; luego decidieron deportar a toda la población judía, no únicamente a los hombres adultos. Los ustachas de la zona de ocupación alemana en Crocia colaboraron estrechamente con los nazis. Los judíos croatas perdieron la nacionalidad en abril y sufrieron matanzas. El antisemitismo de Ante Pavelić —cuya esposa tenía paradójicamente antepasados judíos— era contradictorio: se arrogó el derecho a decidir quién era judío y creó el estado de «ario de honor», que permitió escapar de las persecuciones a varias personas con lazos con el nuevo régimen croata.
Los húngaros extendieron la aplicación de sus leyes antisemitas a los territorios yugoslavos de los que se habían apoderado. Habían detenido a más de mil judíos en Bačka durante la campaña, que luego entregaron a los alemanes a cambio de partidas de minerales. Los judíos de origen serbio de la Macedonia ocupada por Bulgaria fueron obligados a presentarse ante las nuevas autoridades. Los que lo hicieron fueron entregados a los alemanes. Sin embargo, la deportación sistemática de la población judía de los territorios obtenidos por Bulgaria se abordó después, a partir de 1943, tras un acuerdo germano-búlgaro en el que se estipuló su envío a los campos nazis. Siete mil lo fueron desde la Macedonia yugoslava.
Las zonas ocupadas por Italia fueron una excepción: Mussolini y sus generales se negaron a entregar a los judíos que vivían en ellas, a pesar de la insistencia alemana.

#### Consecuencias económicas
Las consecuencias económicas de la ocupación fueron desastrosas para Yugoslavia, si bien el perjuicio varió de unas regiones a otras, dependiendo de la intensidad de la violencia que sufrieron entre 1941 y 1945. El acaparamiento de los recursos y materias primas por los países del Eje se sumaba a los costes de las tropas ocupantes. El reparto de los recursos económicos era desigual: los alemanes se reservaron la mayoría de los de Croacia, para perjuicio de los italianos, y de los de Serbia; en Macedonia, alemanes y búlgaros explotaban los yacimientos de minerales. Existía además un acuerdo italo-alemán para explotar los recursos minerales de Montenegro, que en realidad favorecía los intereses alemanes.
La inflación afectó a todas las zonas ocupadas. Fue muy aguda en Croacia, muy afectada por las insurrecciones. Fue menor en Serbia, donde hubo una calma relativa entre el invierno de 1941 y la primavera de 1944 y en la que las autoridades alemanes aplicaron medidas que estabilizaron tanto los precios como los salarios. Esto no evitó que la situación económica de Serbia fuese preocupante a causa de los gastos de ocupación, que obligaron a aumentar notablemente los impuestos,, y de las «contribuciones» impuestas por el Tercer Reich: además de las considerables sumas que recibía por las tropasde de ocupación, Alemania recibía de Serbia unos doscientos millones de marcos anuales. El mercado negro se extendió por toda Yugoslavia y también creció con los años el trueque.
Los ocupantes introdujeron su moneda respectiva en las zonas que dominaba —el marco alemán, la lira, el pengő húngaro, el lev búlgaro y el franco albanés—, que en ocasiones se usó al tiempo que el dinar yugoslavo. Croacia tuvo además su moneda propia la kuna. Esta gran circulación de divisas complicó la conversión a dinares yugoslavos en la posguerra.

### La Croacia ustacha

#### Un régimen con vocación totalitaria

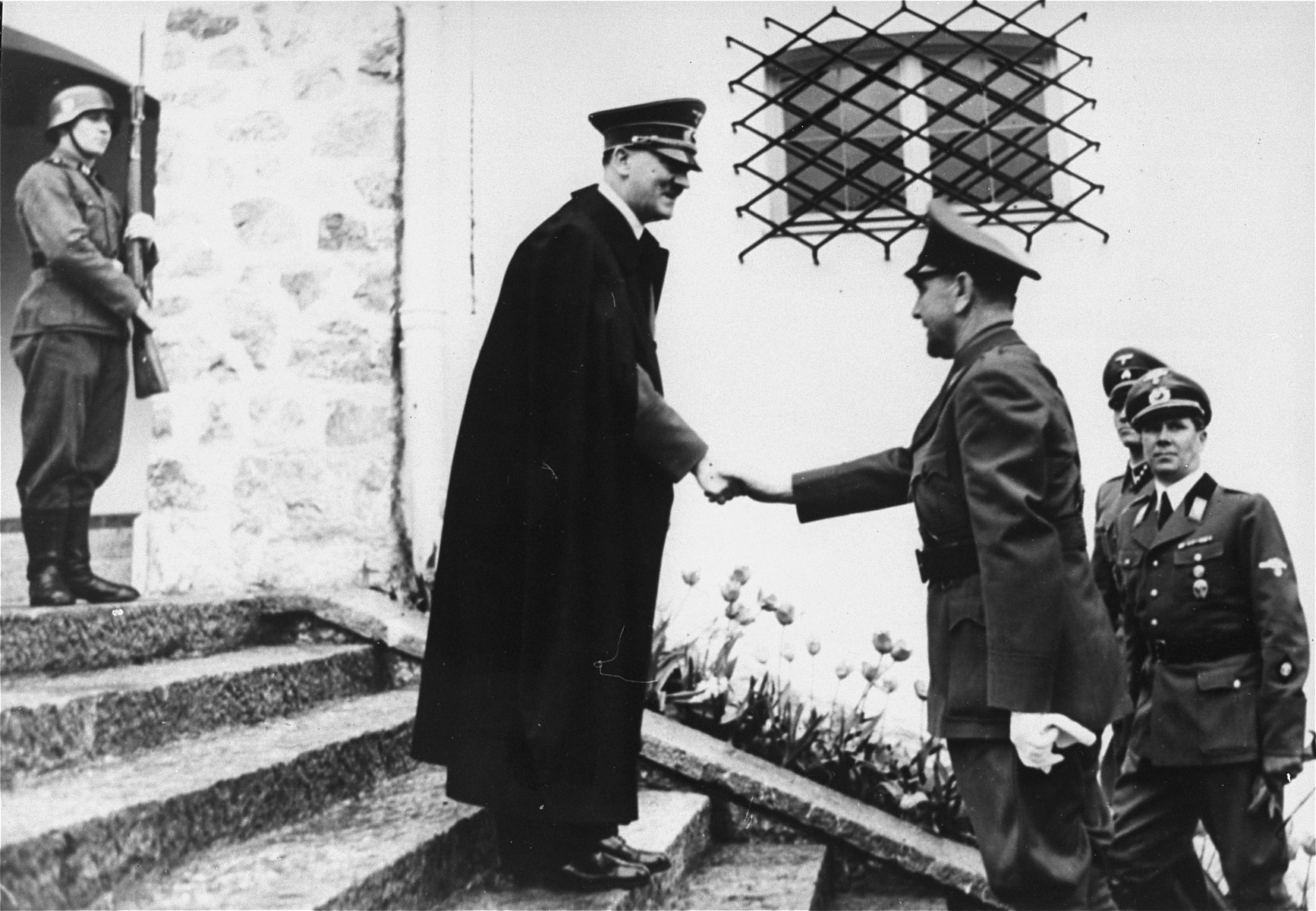
Adolf Hitler recibe a Ante Pavelić en el Berghof en junio de 1941.

Emblema ustacha.

Durante la campaña contra Yugoslavia, los invasores preveían dejar Croacia fundamentalmente en manos italianas; a los alemanes les interesaba esencialmente la economía y la situación de la minoría alemana. Mussolini recibió a Ante Pavelić, jefe de los ustachas aún exiliado en Italia, el 29 de marzo. Siguiendo las ideas que ya había presentado Ciano el año anterior, le propuso a cambio de pactar sobre Dalmacia, hacerle el caudillo de una nueva Croacia independiente. Los alemanes, por su parte, planearon en un primer momento entregar el poder a Vladko Maček o ceder la administración del territorio a Hungría. Maček rehusó el ofrecimiento alemán y los húngaros no se mostraron interesados en la gestión de Croacia, por lo que Alemania aceptó el proyecto italiano del régimen ustacha.
Slavko Kvaternik, uno de los dirigentes ustachas, proclamó el Estado Independiente de Croacia el 10 de abril, el mismo día que Zagreb cayó en poder del Eje. Pavelić llegó a la ciudad el día 15 y se proclamó poglavnik (jefe) del nuevo Estado. Maček firmó un llamamiento a sus partidarios para que reconociesen la autoridad del nuevo Gobierno ustacha. El clero croata, en particular el arzobispo de Zagreb monseñor Alojzije Stepinac, celebró al comienzo la implantación del nuevo régimen. Parte de la opinión pública consideró al principio el cambio como la desaparición de un Estado opresor y la liberación del pueblo croata.
Los ustachas no contaban antes de la guerra con más que unos miles de afiliados y carecían de los medios para administrar el territorio; según sus propios cálculos, en 1941 no tenían más de cuarenta mil simpatizantes. Así pues, Alemania e Italia trazaron dos zonas de ocupación que debían perdurar hasta que Croacia pudiese formar sus propias fuerzas armadas. Pese a la independencia teórica que se reflejaba incluso en el nombre del nuevo país, Croacia era en realidad un protectorado conjunto germano-italiano. El nuevo país quedaba bajo ocupación militar conjunta italo-germana, con una línea de demarcación entre las dos zonas definidas. El límite de las zonas de ocupación lo fijó un decreto del 7 de junio: la alemana contaba con las vías de comunicación entre Austria y Grecia, abarcaba alrededor de la mitad del territorio y era la más rica e industrializada. Alemania también administraba de forma separada un territorio con un estatuto especial poblado mayoritariamente por la minoría alemana, situado en la zona de ocupación.
Las relaciones entre Croacia e Italia eran más difíciles y complicadas que las croato-alemanas. El tratado bilateral del 18 de mayo fijó la frontera común y las zonas de influencia italianas. Pavelić cedió a Italia la Dalmacia central, pero recibió como compensación toda Bosnia-Herzegovina —de la que era oriundo—, parte de Eslavonia, así como Sirmia y el sudoeste de la Voivodina. Los italianos hicieron de su parte de Dalmacia una primera zona, a la que seguía otra en la que únicamente permitían el despliegue de tropas italianas y una tercera que ocupaba el resto de la región de ocupación asignada hasta el límite de la alemana. Los italianos retiraron la mayoría de sus fuerzas de las zonas segunda y tercera tras la firma del tratado con Croacia, confiando gran parte de las tareas de mantenimiento del orden a los croatas. Pavelić aceptó que la corona croata correspondiese a un primero del rey Víctor Manuel III, el príncipe Aimón de Saboya-Aosta, a cambio de recibir el respaldo italiano. Aimón fue proclamado rey con el nombre de Tomislav II, en referencia al soberano medieval homónimo. El tratado con Italia llamaba a Croacia reino, pero solamente lo fue virtualmente: el nuevo rey —monarca de un país que ignoraba por completo y cuya corona no había solicitado— ni siquiera lo visitó durante su supuesto reinado, ya que no se podía garantizar su seguridad. La influencia italiana sobre el régimen ustacha fue además irregular debido a Alemania, que sostenía a duras penas militarmente al Gobierno de Zagreb al tiempo que se hacía con el grueso de la explotación económica del territorio, y de la mala voluntad de Pavelić. Este detestaba haber tenido que ceder tierras a Italia, gesto que había minado desde el comienzo el prestigio del régimen entre la población.
Pavelić implantó al punto una dictadura, inspirada a la vez por el nacionalismo croata más radical, el fascismo italiano, el nacionalsocialismo alemán, el clericalismo católico y el programa agrario del Partido Campesino Croata. El movimiento ustacha quedó como partido único del país y el país adoptó el modelo totalitario. El Gobierno empezó por promulgar una serie de leyes y decretos con el fin de asegurar el control del país por los ustachas:el 17 de abril se publicó una ley sobre la «protección del pueblo y del Estado», redactada de tal manera que permitía asesinar sin más a cualquier opositor a los ustachas o a cualquier sospechoso de serlo. A la ideología extremista se sumaba una debilidad política y militar que hizo al régimen totalmente dependiente de los ocupantes; los dos factores determinaron también que emplease una gran violencia para afianzar su autoridad. El Estado Independiente de Croacia creó pronto un sistema represivo basado principalmente en la milicia ustacha —complementada con unidades irregulares— y organizó un ejército regular, la Guardia Nacional Croata (Hrvatsko domobranstvo, o Domobran). También creó un conjunto de campos de concentración en los que encerró tanto a opositores como a poblaciones consideradas hostiles por el régimen.

#### Matanzas de serbios, judíos y gitanos
Se tomaron medidas contra los judíos, serbios y gitanos desde la fundación del nuevo Estado. La población judía —entre treinta y seis mil y cuarenta mil personas— sufrió desde el comienzo la aplicación de las leyes raciales, inspiradas en las leyes de Núremberg alemanas; las matanzas comenzaron en mayo en ciudades y pueblos. Los ustachas comenzaron a deportar judíos a los campos tanto en Alemania como en Croacia. Unos cuatro mil quinientos consiguieron refugiarse en la zona de ocupación italiana,, pero otros veintiséis mil perecieron entre 1941 y 1945. Los ustachas también imitaron a los nazis en las matanzas de gitanos, dieciséis mil de los cuales fueron asesinados durante la contienda.

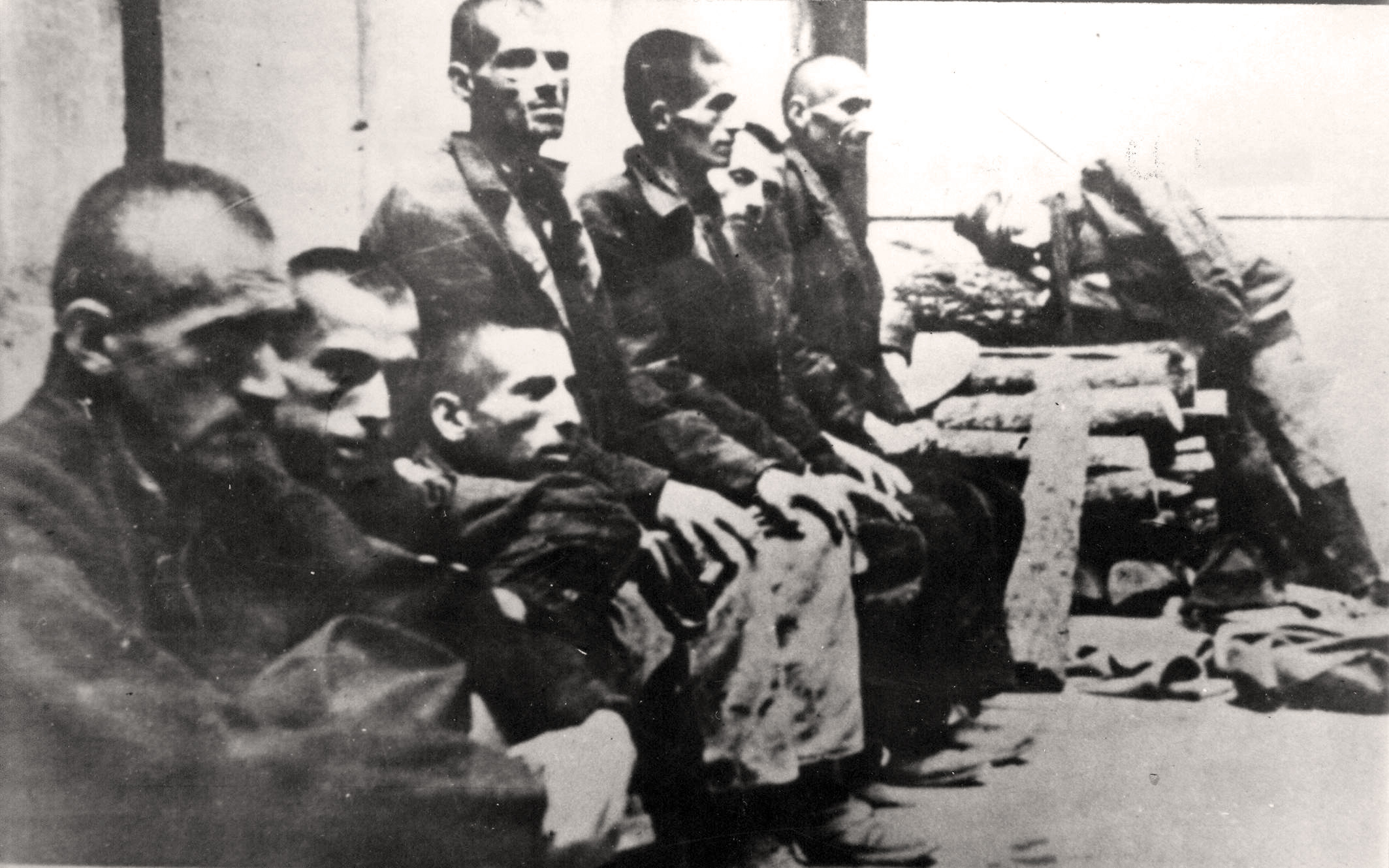
Detenidos serbios en el campo de concentración de Jasenovac.

Sin embargo, la víctima fundamental de los ustachas fue la población serbia, que por entonces vivía repartida por el 60-70 % del territorio del nuevo Estado y suponía en torno al 30 % del total (un millón novecientas mil personas), y a la que el nuevo régimen persiguió por propia iniciativa. Se trató de erradicar todo signo de cultura serbia: se prohibió el alfabeto cirílico y el culto ortodoxo. Se vetó el acceso de los serbios al Ejército, a la participación política y al ejercicio de numerosas profesiones. En algunas localidades, debían llevar un brazalete distintivo, como los judíos.

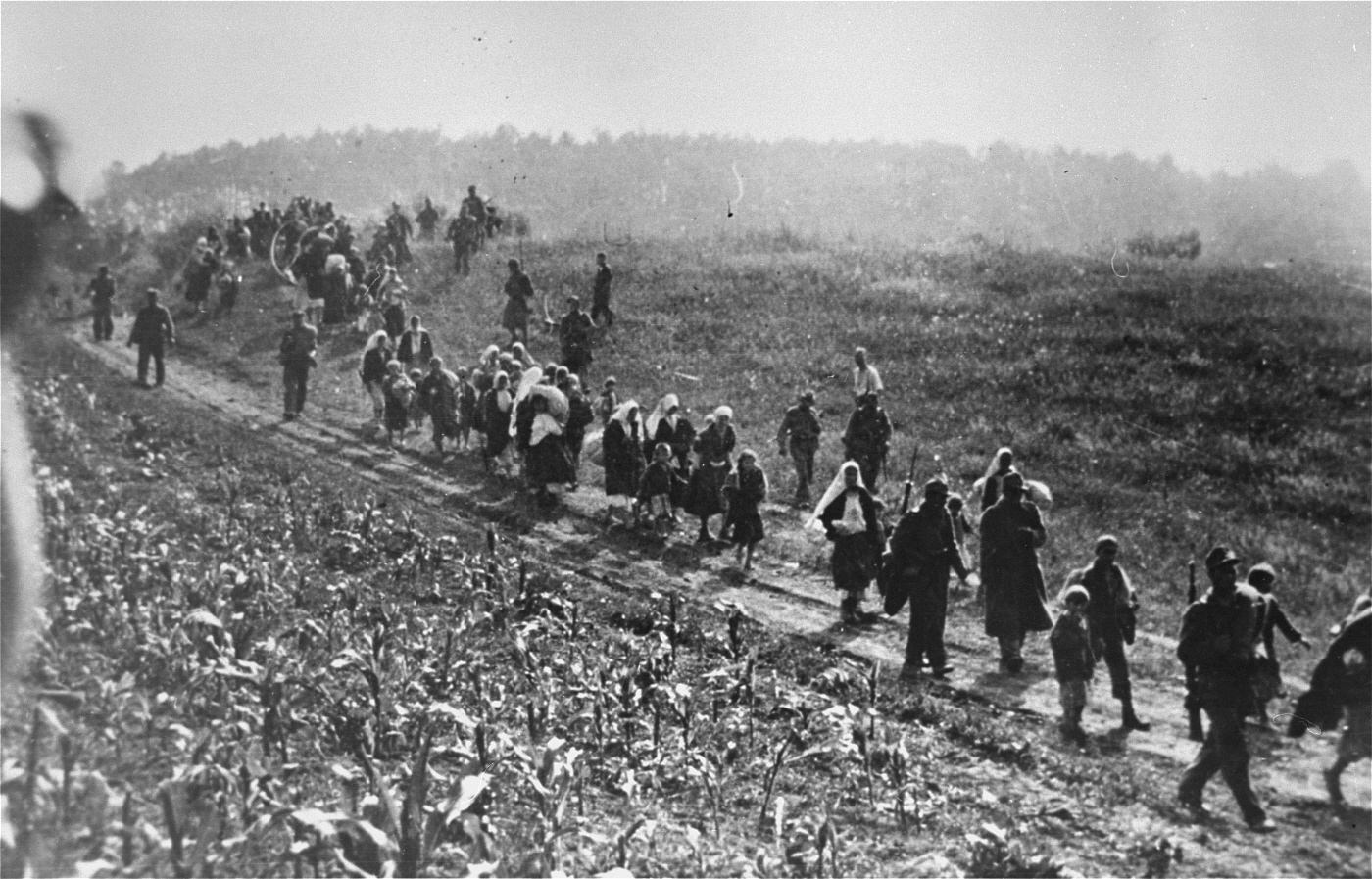
Una columna de prisioneros serbios escoltados por alemanes y ustachas camino del campo de internamiento de Šabac durante una operación contra la resistencia.

La milia ustacha operaba con total arbitrariedad y se dedicó desde el comienzo a enviar a la población serbia en campos para luego expulsarla a Serbia; los que trataban de oponerse eran asesinados sin miramientos. Las matanzas de serbios fueron creciendo con el paso de los meses, especialmente en Bosnia-Herzegovina, sumida en un verdadero baño de sangre. Las autoridades militares alemanas de Serbia registraron ciento cuarenta mil refugiados en julio. Tal flujo de inmigrantes hizo que los alemanes prohibieran la entrada en Serbia en el otoño, lo que redobló las carnicerías ustachas: sin posibilidad de deportar a los serbios, los ustachas se dedicaron con mayor ahínco a asesinarlos.
La represión de la población serbia fue brutal: a las víctimas serbias se las asesinaba con arma blanca, se las degollaba, se las arranca el hígado o el corazón o se las obligaba a enterrar a los niños asesinados antes de ser ellas mismas pasadas por las armas. Algunos de los cadáveres se quemaban en hornos crematorios, a los que en ocasiones se lanzaban niños vivos, mientras que otros se dejaban en un afluente del Danubio para que llegasen a Belgrado como macabro «saludo» a los serbios de la antigua capital. El clero ortodoxo también fue víctima de las matanzas ustachas.
No existe acuerdo sobre el número de víctimas de la persecución, que algunos autores nacionalistas croatas minimizan; los cálculos más fiables dan una cifra aproximada de trescientos mil muertos durante toda la guerra, entre los fallecidos en los campos y los que perecieron en las destrucciones de pueblos y en las batidas ustachas.
Por el contrario, los ustachas trataron de granjearse el favor de los musulmanes, que eran una importante minoría. Lograron la colaboración de varios notables —el Gobierno croata tenía dos ministros musulmanes— y de milicias musulmanas que participaron tanto en la represión de los levantamientos como en las matanzas. En Herzegovina, con escasísima población croata, los desmanes contra la población serbia fue obra fundamentalmente de los reclutas musulmanes. Sin embargo, la mayoría de la población musulmana de Bosnia desconfiaba e incluso se mostraba hostil con la política del nuevo régimen. Algunos dignatarios musulmanes llevaron incluso a firmar una protesta por las matanzas y a tildar a los milicianos musulmanes de «hez de la sociedad».
Por otro lado, los ustachas obtuvieron la colaboración de sacerdotes católicos, algunos de los cuales participaron incluso en los crímenes. La mayoría de los religiosos católicos se respaldaron a los ustachas en Bosnia eran franciscanos que vieron en ello la oportunidad de ajustar cuentas con los «cismáticos» ortodoxos. Sin embargo, la mayoría de los obispos croatas, si habían celebrado en un primer momento la independencia y el fin de la primacía ortodoxa, protestaron contra la política brutal de Pavelić, que perjudicaba a la imagen del catolicismo. Monseñor Stepinac, que no censuró públicamente al nuevo régimen, sí que trató de garantizar la seguridad de la población amenazada y salvó a varios miles de personas. Algunos serbios de Croacia y Bosnia-Herzegovina se salvaron convirtiéndose al catolicismo, esto les permitía acogerse a la protección de las autoridades religiosas católicas, que soslayaron el carácter forzoso de las conversiones. La exaltación del catolicismo por parte el régimen no bastó, empero, para que el Vaticano reconociese al nuevo Estado. La colaboración de la dirección del Partido Campesino Croata tampoco fue tan estrecha como habían esperado los ustachas: un tercio se negaron a fungir los cargos a los que se los había asignado y Vladko Maček permaneció en arresto domiciliario tras haber rehusado coligarse con ellos.
Ante Pavelić siguió el consejo de Hitler de reforzar Croacia mediante una política de «intolerancia racial», pero el salvajismo ustacha, que originó un verdadero caos en el país, llegó a molestar incluso a sus aliados alemanes e italianos. El general Edmund Glaise-Horstenau, representante del Tercer Reich en Zagreb, opinaba que la política ustacha era demente; los italianos llegaron aun a oponerse activamente a ella en algunos lugares, en los que desarmaron a algunos milicianos y protegieron a la población civil. Si la proclamación del Estado Independiente de Croacia en abril había contado con el favor de numerosos croatas, el régimen de Pavelić perdió gran parte de su crédito entre la población a lo largo de 1941.

### La Serbia ocupada

#### Primeros meses de la ocupación

Mapa de la Serbia de Nedić. Al norte, la región autónoma del Banato.

Mientras que parte de la población croata aprobó la proclamación de la independencia, el desmembramiento de Yugoslavia y la consiguiente ocupación se percibieron como una gran humillación en Serbia, cuya opinión pública se sintió traicionada tanto por el Estado yugoslavo como el Reino Unido o los croatas. La ocupación le permitió al Tercer Reich apoderarse de los recursos de la región y aplicar medidas de terror. Se implantó el derecho penal alemán en las zonas de ocupación militar, que disponía que todo sabotaje estaba castigado con la muerte. La economía quedó asimismo estrechamente dominada por las autoridades alemanas.
Los alcaldes serbios se avinieron a colaborar, pero los alemanes no se apoyaron principalmente en ellos, sino en una nueva fuerza policial compuesta por reclutas de la minoría alemana de Voivodina y organizada apresuradamente. Alemania preparaba la invasión de la Unión Soviética y deseaba ocupar Serbia con el mínimo de tropas posible y completar el dispositivo de ocupación con voluntarios SS de la minoría alemana de Yugoslavia, auxiliares serbios y tropas búlgaras, así como con la colaboración de un nuevo Gobierno. En consecuencia, la administración militar alemana creó el 1 de mayo un gabinete de comisarios serbios, formado por diez políticos de segunda fila, cuya tarea se limitaba a obedecer las directrices de los ocupantes. Lo presidió Milan Aćimović, antiguo jefe de policía belgradense y efímero ministro del período de entreguerras, que quedó como comisario responsable de la cartera de Interior.
La ocupación de Belgrado comportó la inmediata promulgación de una serie de medidas antijudías que afectaron a los quince mil hebreos serbios. Se los obligaba a presentarse a las autoridades y algunos fueron asesinados al punto. Las leyes de Núremberg se declararon vigentes en Serbia a partir del 30 de mayo.

#### El reǵimen de Nedić
Los alemanes hubieron de hacer frente a partir del verano de 1941 a doble movimiento de oposición en Serbia, formado por los chetniks de Mihailović y los partisanos de Tito. No podían enviar refuerzos a la zona porque estaban enfrascados invasión de la URSS, por lo que trataron de emplear contra la insurgencia a sus aliados; comenzaron por organizar un Gobierno serbio de mayor crédito. El Gobierno de comisarios publicó un llamamiento al pueblo serbio que firmaron trescientas siete personalidades —tanto políticos proalemanes como intelectuales o eclesiásticos, aunque estas dos últimas categorías mayoritariamente obligadas— en el que solicitaban el restablecimiento del orden; la medida debía servir para allanar el cambio gubernamental. Los alemanes lograron el apoyo de un político destacado —al contrario de lo que sucedió en la vecina Croacia, donde Maček rehusó colaborar—: el general Milan Nedić, antiguo ministro y jefe del grupo de ejércitos sur durante la invasión, que el 29 de agosto asumió la presidencia de un «Gobierno de salvación nacional». Este proclamó su lealtad al rey y lo integraban varios generales del antiguo Ejército real yugoslavo, así como Aćimović, que conservó la cartera de Interior, y varios miembros del partido ultraderechista ZBOR. Nedić, a quien no atraían especialmente las ideas fascistas y parece haber estado más preocupado por evitar la aniquilación de los serbios, adoptó una postura que Paul Garde, experto en los Balcanes, comparó con la de Pétain en Francia. La primera tarea del Gobierno fue la de ocuparse de los centenares de miles de refugiados serbios llegados tanto de Croacia como de otras regiones anexadas por los países ocupantes.
A Nedić se le autorizó crear una fuerza armada para luchar contra la insurgencia: la Guardia Estatal Serbia. Esta carecía de oficiales suficientes y resultó poco fiable, a diferencia de los auxiliares reclutados por los alemanes entre los afiliados del ZBOR. El jefe de este, Dimitrije Ljotić, evitó ingresar en el Gobierno de Nedić y optó por ejercer una influencia paralela a la gubernamental: organizó el Cuerpo de Voluntarios Serbios, que colaboró directamente con las unidades alemanas en la lucha contra la resistencia y rivalizó con la Guardia Nacional. Los ocupantes lograron también el agosto la colaboración de Kosta Pećanac, uno de los principales jefes de los chetniks durante el período de entreguerras. Varios millares de rusos blancos que se habían asentado en Yugoslavia también fueron reclutados y encuadrados en un «cuerpo de seguridad ruso» que debía participar junto con los alemanes en la persecución de los comunistas.

#### Deportación y exterminio en Serbia

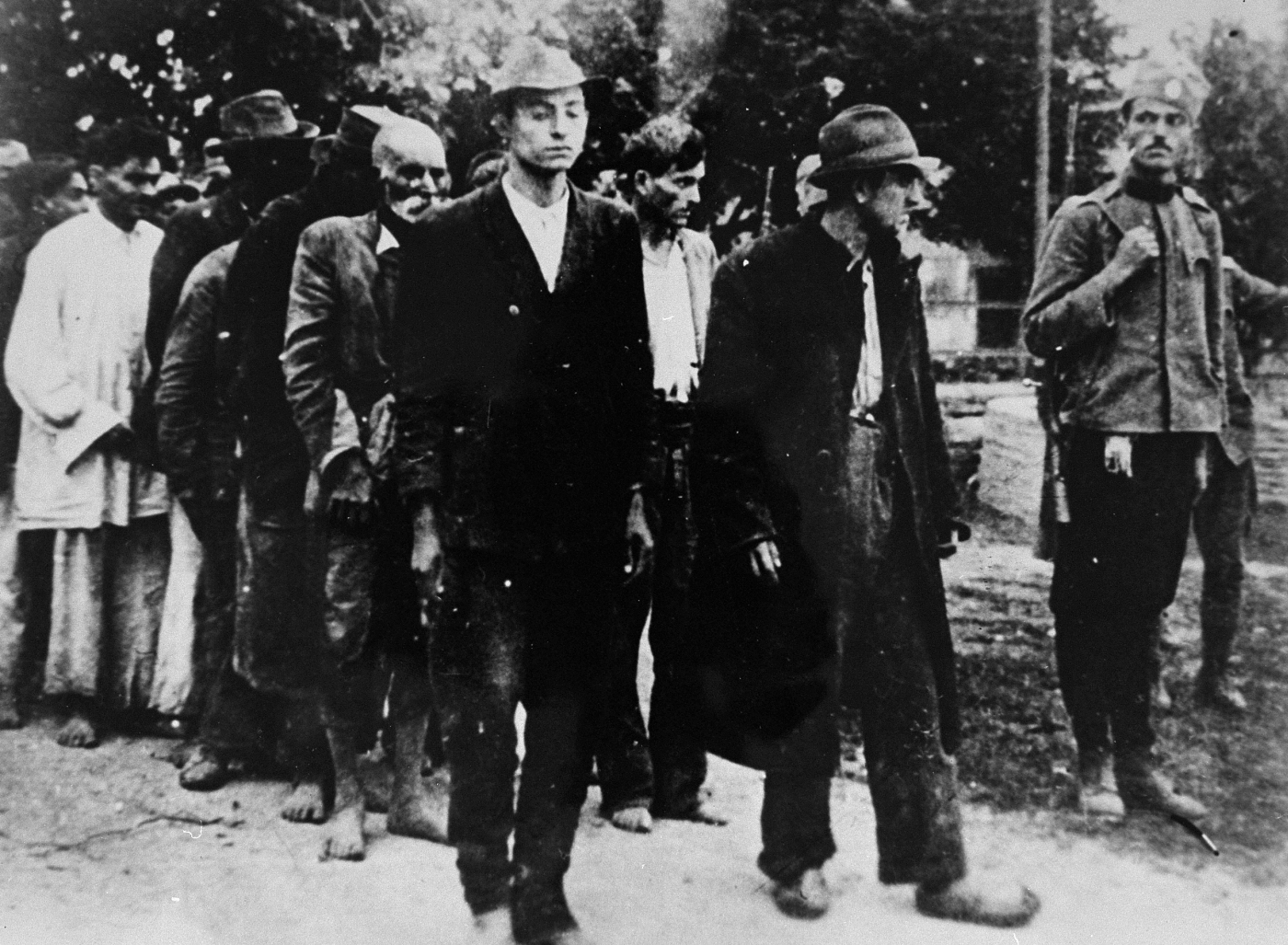
Detención de gitanos en Serbia.

Las detenciones generales de judíos comenzaron al tiempo que los primeros levantamiento en Serbia; se les confiscaron los bienes, que se vendieron a precios mínimos, generalmente a miembros de la minoría alemana. Se crearon varios campos de concentración dependientes de la Gestapo en instalaciones militares e industriales en los alrededores de Belgrado; en ellos fueron encerrados tanto los judíos como otros rehenes. El representante plenipotenciario alemán ordenó en octubre la detención inmediata de todos los varones judíos y gitanos; a estos arrestos les siguieron luego los de las mujeres y los niños. El Gobierno de Nedić, y más incluso el ZBOR, colaboraron en la operación; los alemanes, no obstante, tuvieron un papel principal en las detenciones y deportaciones, mientras que algunos policías serbios mostraron su oposición mediante resistencia pasiva.
El campo de Sajmište, abierto en diciembre de 1941 y sito cerca de Belgrado, estaba en territorio del Estado Independiente de Croacia, pero dependía de las autoridades alemanas de ocupación en Serbia; en él quedaron encerraros cerca de siete mil judíos y gitanos, fundamentalmente mujeres y niños. La mayoría pereció durante el invierno de 1941 y la primavera de 1942; varios miles fueron asesinados en un camión para gaseamientos que los transportaba luego del campo a las fosas comunes excavadas a las puertas de Belgrado. El jefe de las fuerzas de la policía de seguridad alemana presumió por entonces de que Serbia había quedado «limpia de judíos» (judenfrei).) Algunos prisioneros de guerra judíos serbios lograron que los trasladasen a la zona de ocupación italiana y consiguieron sobrevivir en la clandestinidad, a menudo gracias a certificados de bautismo falsificados.
Los judíos que residían en la zona ocupada por Hungría fueron expulsados a la controlada por Alemania; fueron encerrados y asesinados en el campo de concentración de Banjica.

## Aparición de los movimientos de resistencia

### Los chetniks

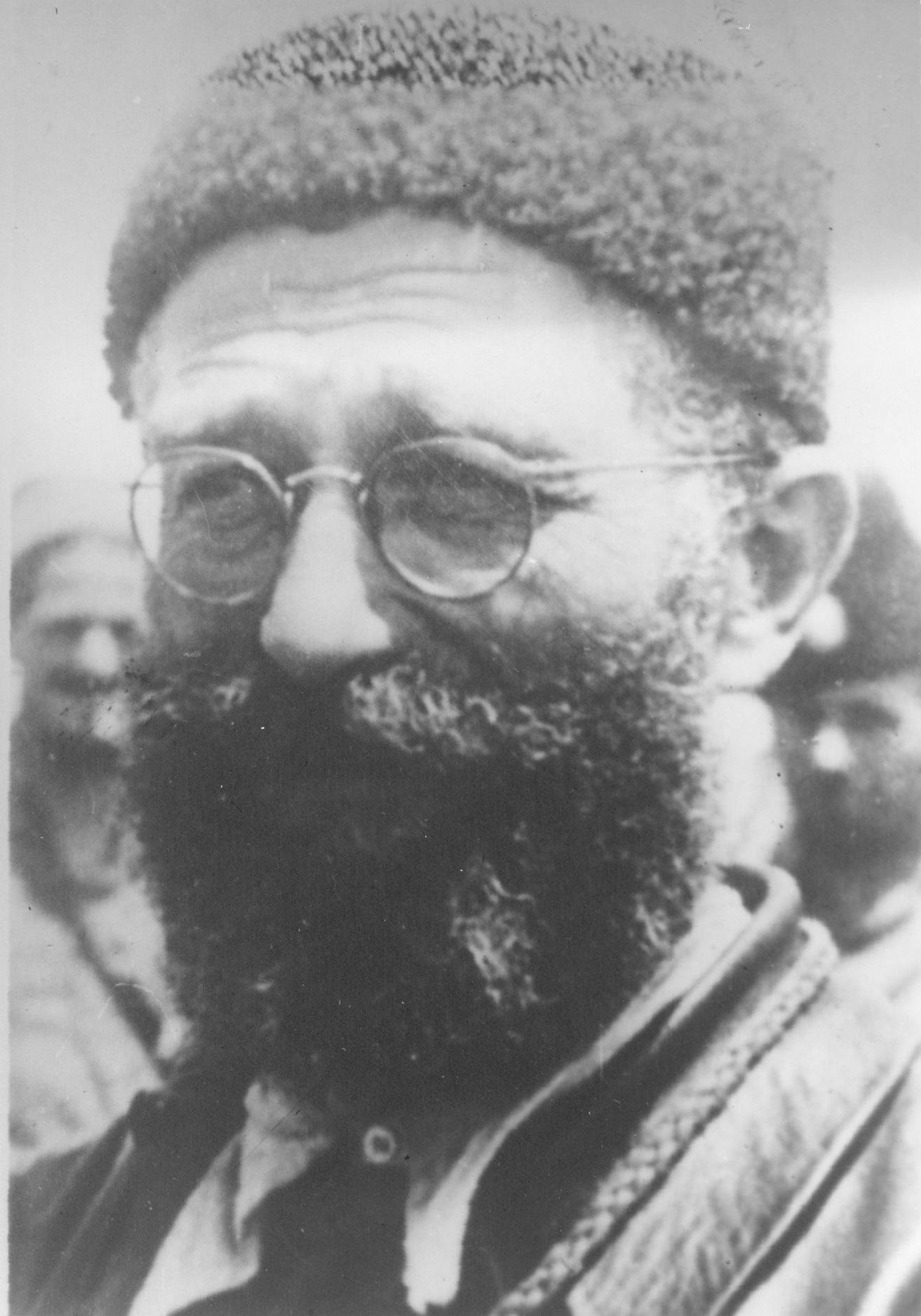
Draža Mihailović.

El estandarte chetnik, con la divisa «Por el rey y la patria; libertad o muerte».

El coronel Dragoljub, (apocodado a Draža), Mihailović, oficial serbio y jefe del Estado Mayor del 2.º Ejército destinado en Bosnia, evitó ser apresado durante la invasión del Eje. Pasó a Serbia con algunos hombres tras la capitulación. Constató que las tropas de ocupación eran exiguas y estableció contactos con otros oficiales que también habían logrado permanecer en libertad y no se habían rendido. Mihailović y sus hombres se instalaron en la comarca de Ravna gora, montañosa y de difícil acceso, el 12 de mayo. Mihailović no parece haber deseado emprender la resistencia activa contra los ocupantes: en las semanas siguientes se dedicó a crear una red de oficiales, tanto activos como de la reserva y a contactar con los británicos y con el Gobierno yugoslavo en el exilio con el fin de actuar en coordinación con estos. Partidario de la lucha guerrillera empleada por tradicionalmente por los chetniks, llamó a su movimiento Mando de los Destacamentos Chetniks del Ejército Yugoslavo (Komanda četničkih odreda jugoslavenske vojske). La organización de Mihailović —diferente del movimiento chetnik de entreguerras, aunque compartiese nombre y parte del personal— fue tomando forma paulatinamente y atrajo a unos diez mil partidarios en el oeste de Serbia.
Un mensajero chetnik se presentó en Estambul el 19 de junio y se reunió con monárquicos yugoslavos que comunicaron a los británicos la petición de ayuda y reconocimiento oficial que reclamaba Mihailović.
Los chetniks crearon un comité central nacional en agosto con algunos civiles que se habían sumado a la organización de Mihailović. Estos eran principalmente intelectuales nacionalistas serbios de la Sociedad Cultural Serbia, los más influyentes de los cuales eran Dragiša Vasić y Stevan Moljević. Moljević asumió el papel de ideólogo destacado del movimiento a partir de junio y redactó un informe en el que preveía la formación de una Serbia homogénea tras la guerra que dominaría la reconstituida Yugoslavia; el proyecto exigiría la expulsión de Serbia de un millón de habitantes. Esta Gran Serbia no parece haber sido el objetivo original de Mihailović, cuyo vago programa político solamente incluía como meta clara la restauración de la monarquía. Por otro lado, el Comité central nacional chetnik tuvo un papel secundario al comienzo.
Mihailović disponía de un equipo rudimentario de radio que le permitió comunicarse directamente con los británicos desde principios de septiembre; el 13 del mes pudo enviar un primer mensaje al Gobierno en el exilio en el que anunció que había reunido en torno a sí los restos del ejército para continuar la lucha. El Gobierno británico se hizo grandes esperanzas con los chetniks de Mihailović, sin apreciar que este pretendía sobre todo aumentar su fuerza y no desencadenar una insurrección. En efecto, aunque los chetniks fueron el primer movimiento de resistencia que se constituyó oficialmente, se limitaron al principio a defenderse del acoso de los alemanes. Mihailović deseaba evitar en lo posibles los choques con las fuerzas de ocupación para evitar las represalias contras sus hombres,, la población civil serbia y los centenares de miles de prisioneros de guerra yugoslavos. su objetivo inmediato era crear una fuerza militar clandestina que debía esperar a que desembarcasen los británicos en los Balcanes para contribuir a la derrota de los ocupantes. A medio plazo, esta estrategia suscitó deserciones entre aquellos que deseaban combatir a los alemanes sin esperar y que se pasaron a las filas partisanas.
Por añadidura, los chetniks eran un movimiento esencialmente serbio —y de los montenegrinos que se consideraban tales— ligado al antiguo régimen de entreguerras dominado por los serbios, lo que limitaba su atractivo para otras nacionalidades. Tampoco era firme la unidad del movimiento: surgieron muchos grupos chetniks en la Yugoslavia ocupada, pero Mihailović no tenía sobre ellos más que una autoridad teórica, salvo en los que estaban directamente a sus órdenes.

### Los partisanos

Estandarte partisano que en 1945 pasó a ser la nueva bandera de Yugoslavia.

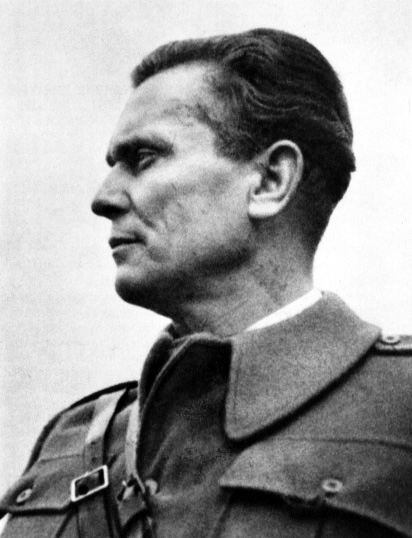
Josip Broz Tito.

Tito, jefe del Partido Comunista de Yugoslavia, se encontraba en Zagreb cuando comenzó la ofensiva del Eje; viajó a Belgrado en tren y se dedicó a reorganizar el comité central del KPJ. Tito y sus hombres de preparaban para pasar a la resistencia clandestina tras haber recibido noticias de diversas fuentes sobre el inminente ataque alemán a la Unión Soviética.
Los comunistas evitaron utilizar la palabra «Yugoslavia» en sus comunicados entre abril y junio (entre el desmantelamiento del país y la agresión alemana a la URSS), pero Tito sí que trató de mantener la cohesión del partido, mientras que algunas fracciones eran partidarias del desmembramiento. El KPJ reconstruyó sus redes, obtuvo armas y reclutó partidarios entre los opositores del régimen yugoslavo de entreguerras. Según Milovan Djilas, los comunistas vieron desde el principio a Mihailović y sus oficiales como adversarios potenciales.
La Operación Barbarroja comenzó el 22 de junio y la Internacional Comunista dio la orden a los partidos afiliados de que colaborasen en la defensa de la URSS mediante la liberación de sus partidos respectivos de la «opresión fascista», aparcando temporalmente el objetivo de la resolución socialista. El comité central del partido yugoslavo nombró a Tito jefe de las fuerzas de liberación nacional. Tito empleó a partir de entonces los lemas patrióticos para llamar al combate contra los ocupantes.
El comité central volvió a reunirse en Belgrado el 4 de julio —fecha en la que el posterior régimen comunista yugoslavo fijó el comienzo de la resistencia contra la ocupación— y decidió que los militantes tomasen las armas. El partido contaba con unos diez mil combatientes potencias, algunos de los cuales eran veteranos de la guerra civil española. Los resistentes comunistas, a los que pronto se denominó partisanos (del ruso partizan, en plural, partizani), empezaron a organizarse sobre todo en Serbia, Croacia y Montenegro. Su número creció tras la cosecha con habitantes que se unían a la primera organización insurrecta que encontraban. Tito esperaba al principio que los soviéticos obtuviesen una victoria rápida que debía permitir luego llevar la revolución a Yugoslavia con la ayuda del Ejército Rojo. El lema de los comunistas era la «resistencia antifascista», que debía atraer al conjunto de nacionalidades yugoslavas.
Los comunistas contaban con la ventaja de estar acostumbrados a la clandestinidad, a diferencia del movimiento de Mihailović. Tito era de la misma generación que Mihailović, pero los cuadros comunistas eran en general más jóvenes que los oficiales chetniks y contaban con años de acción clandestina —incluso de experiencia en combate para los que habían luchado en España—, mientras que los jefes chetniks, militares de carrera o de la reserva no habían pasado su bautismo de fuego (Mihailović era una de las excepciones). Al principio, el 90 % de los partisanos eran serbios y montenegrinos,, pero los partisanos —una nueva diferencia respecto de los chetniks— buscaban el apoyo de todas las nacionalidades yugoslavas (el propio Tito era croata de madre eslovena); esto les permitió, a la larga, atraerse seguidores de orígenes diversos. Otra ventaja de los comunistas era no tener los escrúpulos de Mihailović respecto a las posibles represalias que los ocupantes pudiesen tomar contra la población civil por las acciones de la resistencia; Tito y sus lugartenientes esperaban que la brutalidad de los ocupantes impeliese a los yugoslavos a rebelarse y a respaldar a los partisanos.

## Primeras insurrecciones (1941-1942)

### La debilidad del Eje y los primeros levantamientos contra los ocupantes
Para el alto mando alemán, los Balcanes eran una región de importancia secundaria, preferido por la mayoría de los soldados al frente oriental o al del norte de África. Esta primera percepción cambió hacia 1943 por el fortalecimiento de los diversos movimientos hostiles al Eje.
La rápida evacuación de las unidades alemanas, que debían partir a participar en la campaña contra la URSS, el comienzo de las matanzas en el NDH y la proclamación italiana de un reino títere en Montenegro desencadenaron una revuelta en gran parte de Yugoslavia durante en otoño y el invierno de 1941.

### Croacia y Bosnia-Herzegovina

El Estado Independiente de Croacia, que abarcaba fundamentalmente el territorio de la moderna Croacia salvo ciertas zonas costeras por entonces bajo administración italiana, y Bosnia-Herzegovina. Se aprecia también el límite de las zonas de ocupación italiana y alemana.

El primer levantamiento contra el régimen ustacha de Croacia fue obra de las poblaciones serbias en peligro de desaparecer por exterminio, que se alzaron en junio en Dalmacia, Bosnia-Herzegovina y en la Krajina; fue una rebelión espontánea, sin mando central. Los combates estallaron el 3 de junio en el este de Herzegovina, en la que la población serbia, perseguida y asesinada por los ustachas de la zona (fundamentalmente musulmanes) tomó las armas. Las represalias ustachas, que incluyeron el incendio de varios pueblos y asesinatos en masa, no sirvieron más que para atizar la revuelta.
Los insurgentes recibieron el auxilio de oficiales del Ejército yugoslavo llegados de Serbia para ayudar a los serbios de Croacia y de bandas formadas esencialmente por refugiados de Bosnia. El levantamiento se extendía del oeste de Bosnia al este de Croacia ya en julio. Los comunistas de la región empezaron a formar células de resistencia tras la invasión alemana de la URSS, en Sarajevo y Tuzla. Tito envió a Svetozar Vukmanović, de sobrenombre «Tempo», a organizar los partisanos de Bosnia-Herzegovina.
Los resistentes no comunistas se dieron el nombre de chetniks, pero no estaban subordinados a Mihailović. Los jefes eran fundamentalmente antiguos miembros del Partido Agrario o de las organizaciones chetniks del período de entreguerras, en ocasiones, ambas cosas. Se apoderaron rápidamente de las tierras de la orilla bosnia del Drina y de las vías de comunicación con la lindante Serbia; a veces contaron con la complicidad de oficiales de la Guardia Nacional Croata contrarios a la política de matanzas de los ustachas. Algunos de los rebeldes herzegovinos no se limitaron a acometer a las autoridades ustachas, sino que atacaron también a la población civil, especialmente a la musulmana. Los reclutas serbios de los partisanos también saqueaban y atacaban a los civiles musulmanes y croatas, lo que no impidió, empero, que los comunistas lograsen atraerse también partidarios musulmanes en mayor medida que los chetniks, lo que les permitió crecer velozmente. En el oeste de Croacia, la insurrección empezó en la frontera dálmata y se adueñó del territorio entre Drvar y Knin; el levantamiento, fundamentalmente rural, estuvo minado desde el comienzo por las rivalidades entre distintas facciones. Los comunistas se hicieron con el control de las llanuras de Sirmia y Eslavonia; sus jefes eran sobre todo cuadros croatas de las ciudades que tuvieron que tomar el mando de campesinos serbios a menudo analfabetos y contener su hostilidad hacia croatas y musulmanes. Algunos musulmanes acosados por los chetniks en la Bosnia oriental y en Herzegovina se sumaron a las unidades militares ustachas para defenderse; otros, por el contrario, formaron sus propias unidades chetniks. Mihailović despachó a diversos oficiales a Bosnia, entre ellos al mayor Jezdimir Dangić en agosto, con la misión de organizar a los chetniks de la región.

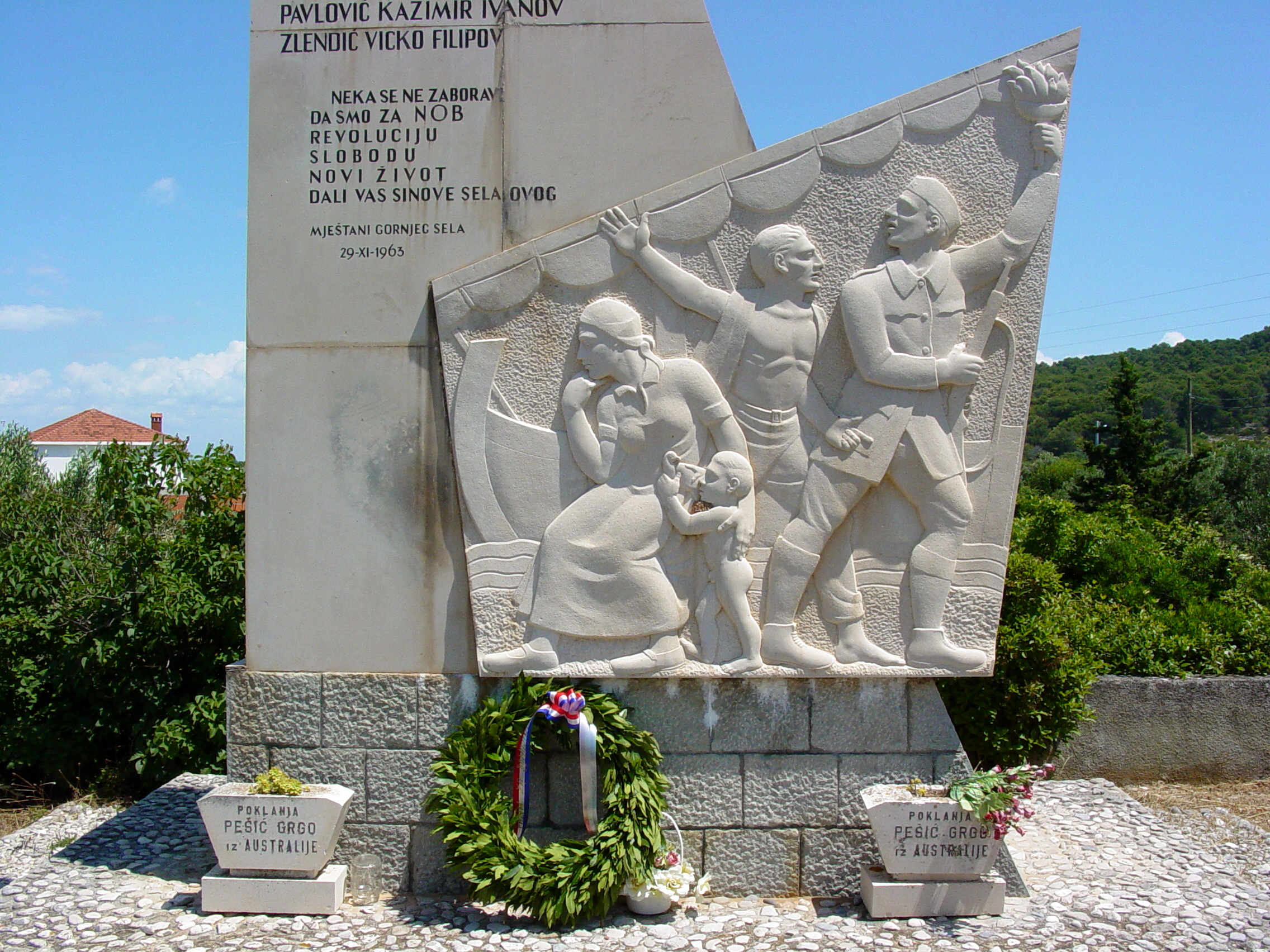
Monumento a los muertos en Šolta, en Croacia.

El régimen de Pavelić hubo de solicitar pronto la ayuda de sus protectores italianos a los que los alemanes, enfrascados en la invasión de la Unión Soviética, habían delegado las operaciones en Croacia. Los italianos intervinieron y trataron de pacificar las zonas alzadas al tiempo que intentaban que ello les costase el mínimo de bajas. Mientras, los ustachas perdieron en agosto casi toda la comarca de Lika y Kordun y grandes extensiones de Bosnia-Herzegovina.
Abrumados por la tesitura y por una insurrección imprevista, asqueados a menudo por las atrocidades ustachas, los italianos reaccionaron mediante detenciones arbitrarias y con tribunales de excepción, que firmaron veintitrés condenas a muerte en 1941; sin embargo, algunos militares italianos decidieron proteger a la población civil. Algunos grupos rebeldes serbios de la frontera entre Dalmacia, Bosnia y la Croacia contactaron con los italianos, a los que indicaron que estaban dispuestos a cesar los combates a cambio de obtener su protección, pues no tenían animadversión alguna contra las fuerzas italianas.
Así, los italianos decidieron recuperar las zonas que habían evacuado tras el tratado del 18 de mayo. Extendieron la ocupación a toda la costa y al total de la zona hasta entonces desmilitarizada: el grueso de las unidades ustachas se retiraron y las pocas unidades de la Guardia Nacional que permanecieron en la región quedaron bajo mando italiano. Los ocupantes emprendieron una campaña propagandística en la que se presentaron como protectores de la población civil, al tiempo que llamaban a poner fin al levantamiento, aunque sin exigir que los rebeldes entregasen las armas. Algunos cuyo principal interés había sido defenderse de los ustachas abandonaron la lucha; los comunistas tuvieron que lidiar con la falta de motivación para continuarla de una parte notable de sus hombres.
El general Ambrosio hizo una proclamación el 17 de septiembre en la que anunció que asumía la autoridad civil y militar de acuerdo con el Gobierno croata. Prometía la protección del ejército italiano a la población, a la que invitaba a regresar a los pueblos. En consecuencia, los italianos se encargaron a partir de entonces no solamente de la administración civil y militar de la «zona 1» de Croacia (la Dalmacia anexionada), sino también de la «zona 2» (la desmilitarizada según en tratado de mayo) y de la gestión militar de la «zona 3» (la que abarcaba el resto del territorio hasta el límite de la zona de ocupación alemana), en la que los croatas apenas conservaron la administración civil. El régimen de Zagreb celebró oficialmente lo que definió como «estrechamiento» de la liga con Italia, aunque en realidad la vuelta de las tropas italianas suponía una afrenta y un grave menoscabo de su crédito ante la población.
Representantes partisanos y chetniks se reunieron en octubre para negociar una alianza; los dos grupos llevaron a cabo varias operaciones conjuntas durante un breve tiempo, antes de la ruptura final entre ambos. Las relaciones bilaterales fueron complicadas desde el comienzo por la inclinación de los chetniks en centrarse en las incursiones contra la población musulmana. Los dos grupos se apoderaron juntos de la ciudad de Rogatica a finales de octubre. Los hombres de Dangić se dedicaron al pillaje y los asesinatos; los partisanos del lugar, mayoritariamente serbios, recibieron la orden de interponerse entre los chetniks y los civiles musulmanes, pero se negaron a hacerlo, rehusando proteger a los «turcos». El deseo partisano de emprender una insurrección conjunta en toda Yugoslavia fue una de las razones principales de la ruptura de la liga con los chetniks de Bosnia. Estos, a diferencia de aquellos, deseaban limitar el levantamiento a los serbios y eran contrarios a reclutar croatas, musulmanes o judíos. Por su parte, el temor de los partisanos a perder a sus guerrilleros serbios hizo que permitiesen los desmanes de los que se dedicaban a acosar a la población croata y musulmana. Estas atrocidades determinaron que algunas poblaciones empezasen a temer también a los comunistas y a se volviesen en su contra.
Varios jefes rebeldes nacionalistas serbios pactaron con los italianos colaborar en las operaciones contra los comunistas, cuyo apoyo menguó según se redujo la amenaza ustacha. Los italianos penetraron en Drvar en octubre con el apoyo de tropas alemanas, croatas y chetniks. Al mismo tiempo, las comunidades croatas y musulmanas trataron de obtener también la protección italiana frente a eventuales represalias serbias. Varios jefes chetniks lograron sostenerse en Croacia en el otoño de 1941: el periodista Radmilo Grdjić, el exdiputado nacionalista Dobroslav Jevđević y el pope Momčilo Đujić. Jevđević y Đujić se proclamaron vaivodas (jefes) de sus tropas. Jevđević y Grdjić contactaron con el antiguo jefe chetnik Ilija Trifunović-Birčanin, que se hallaba refugiado en Split desde la invasión del Eje, para obtener su colaboración en la organización de los grupos armados.
El Estado Independiente de Croacia se hallaba en una grave tesitura a finales de 1941 y la dañada economía era incapaz de satisfacer las exigencias de Alemania e Italia. El régimen conservaba, empero, el control de Zagreb, principalmente por ser la sede del mando alemán en la zona. Por entonces la capital albergaba a numerosos musulmanes que se habían refugiado en ella huyendo de las acometidas de los chetniks.
La «arianización» y «croatización» de los bienes serbios y judíos continuaban, a menudo como meros pretextos para el pillaje. El país seguía sufriendo cruentos enfrentamientos étnicos en las que grupos de chetniks serbios respondían con ataques a la población musulmana y católica al terror ustacha. El empleo italiano de auxiliares chetniks tensó también la relación con los ustachas, que tendieron en consecuencia a estrechar lazos con Alemania, en detrimento de Italia.

### Montenegro
Los italianos planeaban hacer de Montenegro un Estado satélite, pero no habían decidido qué tipo de gobierno iban a darle ni qué fronteras exactas tendría. Su proyecto de restaurar el reino de Montenegro —ligado a la Casa de Saboya puesto que la reina Elena era originaria de allí— encontró un primer obstáculo en la negativa tajante del heredero de la corona montenegrina, el príncipe Miguel a asumir el trono en tales condiciones. Los italianos se habían mostrado benevolentes durante las primeras semanas de ocupación en Montenegro: habían liberado a los prisioneros de guerra y conservado la administración prebélica. No notaron, empero, que los independentistas —denominados «verdes»— en los que pensaban apoyarse para dirigir el país, carecían de apoyo popular sustancial y que ya se preparaban levantamientos. Numerosos militares montenegrinos que habían combatido el frente albanés habían conservado las armas. Por añadidura, los comunistas preparaban su propio alzamiento: Tito despachó a Milovan Djilas y Arso Jovanović, oriundos de Montenegro, a organizar a los partisanos de la región.

El Montenegro ocupado: la Gobernación de Montenegro, en marrón; las tierras anexionadas por, en oscuro; y el protectorado albanés —incluidos los territorios montenegrinos incluidos en él—, en beis.

La asamblea reunida con gran dificultad el 12 de julio, presida por el dirigente independentista Sekula Drljević y compuesta por setenta y cinco delegados, proclamó la restauración de la monarquía y solicitó al rey de Italia Víctor Manuel III que designase un regente. A la proclamación le siguió inmediatamente una insurrección general en la que participaron tanto los comunistas como militares nacionalistas acaudillados por el coronel Bajo Stanišić, el mayor Đorđe Lašić y el capitán Pavle Đurišić. El general italiano Alessandro Pirzio Biroli recibió plenos poderes el 15 de julio para sofocar la rebelión. Los italianos se emplearon con vigor a aplastar a los rebeldes con la colaboración de unidades de irregulares albaneses y de musulmanes del vecino sanjacado de Novi Pazar; incendiaron pueblos, pasaron por las armas a varios cientos de personas y detuvieron a entre diez y veinte mil. Los irregulares recibieron permiso para saquear. La represión desbarató el alzamiento, carente de unidad y de armamento suficiente para continuar el combate; los grupos nacionalistas carecían de coordinación entre ellos y solamente el de Đurišić parece haber contactado con Mihailović. Los comunistas, por su parte, trataron de coligarse con los nacionalistas; Djilas propuso en vano a Stanišić que tomase le dirección militar de las operaciones conjuntas.
Pirzio Biroli envió un informe sobre la situación el 12 de agosto en el que recomendaba abandonar la idea del Estado montenegrino independiente. Mussolini adoptó esta postura en octubre y dejó la región en manos de una administración militar encargada de la Gobernación de Montenegro. El abandono del proyecto de independencia calmó a cierta parte de los insurgentes, que perdieron interés en combatir a los italianos y se centraron en luchar contra las bandas musulmanas que amenazaban a la población. Por su parte, los comunistas montenegrinos eran muy radicales, pero estaban divididos entre los que, como Djilas, propugnaban ligarse tácticamente con los nacionalistas y los más extremistas que abogaban por matar tanto a los italianos como a todos los opositores (disidentes comunistas, partisanos desertores, campesinos acomodados, espías, en especial a los musulmanes).
Los extremistas se impusieron y los comunistas desataron una campaña de terror para eliminar a todo rival potencial. Su levantamiento decayó a final del año cuando Tito llamó a Serbia a cierta parte de los hombres para socorrer a los partisanos serbios, a la sazón acuciados por los alemanes. Djilas, del que Tito pensaba que había llevado mal la situación, fue llamado a Serbia en noviembre y sustituido por Ivan Milutinović, partidario de la línea dura. Los partisanos en retirada cometieron numerosas ejecuciones sumarias..
Pavle Đurišić, deseoso de proseguir la lucha contra los albaneses y musulmanes, intentó entrar en contacto directo con Mihailović en diciembre. Solamente consiguió encontrar a uno de sus representantes, el capitán Rudolf Perhinek, al que Mihailović había encargado de palabra que nombrase a Lašić jefe militar de Monténégro y a Đurišić del sanjacado de Novi Pazar. Đurišić recibió el nombramiento firmado por Perhinek, acompañado de directrices vagas. Falsificó el documento para hacerlo parecer que lo había firmado el propio Mihailović con el fin de afianzar su autoridad. Đurišić llevaba consigo además unas instrucciones —también firmadas por Mihailović— en las que se indicaba que tras la guerra se crearía en la resurgida Yugoslavia una «gran Serbia», culturalmente depurada. El documento prohibía actuar de consuno con los comunistas y recomendaba expulsar a la población musulmana del sanjacado, a la croata de Bosnia-Herzegovina y al resto de minorías «no nacionales». Puede ser que este documento también fuese una falsificación de Đurišić.
Los partisanos seguían dominando, si bien precariamente, el noroeste de Montenegro, zona que comunicaba con el este de Bosnia, y la frontera oriental del territorio. Recobrando parte del terreno perdido mediante una contraofensiva. Su vuelta se caracterizó por las sangrientas represalias que hicieron contra sus adversarios, reales o imaginarios —supuestos agentes de la quinta columna y, más frecuentemente «enemigos de clase»—. Los comunistas conservaron Kolašin un mes y medio entre enero y febrero de 1941 durante el cual quemaron granjas y multiplicando los asesinatos; mataron a unas trescientas personas. Esta actitud —que tras la guerra el régimen de Tito tildó de «desviación izquierdista»— puso en su contra a la población y nutrió las filas de los chetniks. Stanišić proclamó la revuelta contra los comunistas. Los actos de Milutinović y los problemas que habían causado hicieron que Tito se decidiese a devolver a Montenegro a Djilas,, que a su vuelta en marzo encontró un país devastado por la violencia en el que las campañas de terror comunista habían favorecido tanto a los rivales chetniks como al ocupante.
El gobernador Pirzio Biroli decidió aprovechar las disensiones entre los grupos rebeldes. Pactó con Stanišić en marzo; este aceptó, a cambio de víveres y armas para sus hombres, dejar de atacar a los ocupantes y centrarse en la lucha contra los comunistas. Parece ser que Đurišić suscribió un acuerdo similar. El general Blažo Đukanović, antiguo ban de Zeta, fue reconocido en marzo portavoz de los nacionalistas por Stanišić y Đurišić. Los italianos se apoyaban por entonces tanto en los chetniks como en sus rivales montenegrinos, los verdes independentistas acaudillados por Krsto Popović.

### Serbia

#### Alzamiento doble
La insurrección en Serbia no fue la primera que tuvo lugar en Yugoslavia, pero fue más organizada que las que acontecieron en Croacia y Montenegro y marcó además el comienzo del enfrentamiento entre los dos principales movimientos de resistencia. A diferencia de los chetniks de Mihailović, los partisanos de Tito pasaron de inmediato a la acción, cometiendo numberosos sabotajes de vías de comunicación con la esperanza de estorbar las operaciones alemanas en el frente oriental. Las acciones comunistas se multiplicaron en julio. El tamaño del levantamiento causó dificultades a los partisanos, que no habían contado con obtener tanto apoyo: Tito hubo de mandar a una masa campesina reacia al adoctrinamiento ideológico que además no deseaba combatir lejos de sus pueblos.

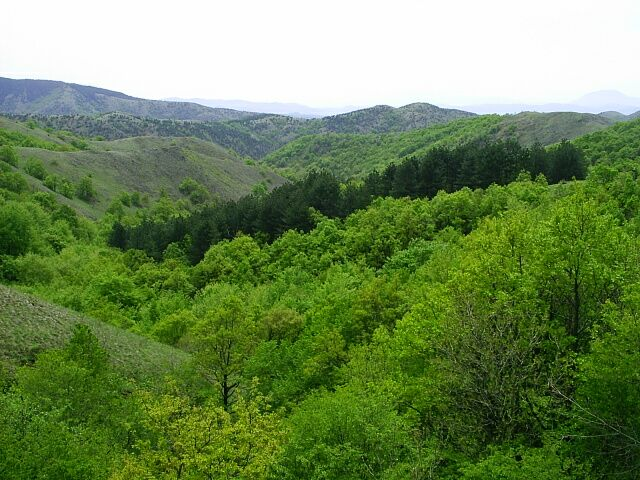
La región montañosa de Ravna Gora, primer territorio donde se asentaron los chetniks de Mihailović.

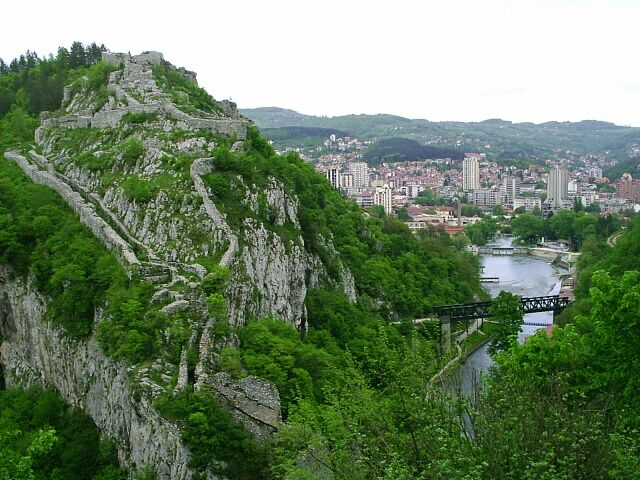
Imagen moderna de la ciudad de Užice, primer núcleo de los partisanos de Tito.

Los partisanos ya estaban combatiendo a los ocupantes, pero Mihailović seguía reticente a hacer lo propio: obedeció la directriz del Gobierno en el exilio que el 22 de julio indicó a la población en un mensaje radiado por la BBC que debía evitar las acciones de resistencia activa y esperar el desembarco de los Aliados. Mihailović, aunque con renuencia, sí ordenó algunos sabotajes, principalmente para no dar la impresión de que los comunistas eran los únicos que combatían. Su movimiento siguió siendo notablemente menos activo que el partisano; su primer combate reseñable se produjo el 31 de agosto cuando un grupo de chetniks teóricamente subordinado a Mihailović arrebató a los alemanes la ciudad de Loznica. La división entre los oficiales que reconocían la autoridad de Mihailović entre los que daban prioridad a combatir a los ocupantes y los que preferían hacerlo contra los comunistas data de esta época; parte temía las represalias contra la población civil que podían originar las agresiones. Los comunistas despacharon emisarios a Mihailović, que aceptó colaborar; desde finales de agosto, partisanos y chetniks actuaron juntos contra los ocupantes de Serbia. Mientras, en Kosovo, anexionado a Albania por los italianos, los chetniks ofrecieron escasa resistencia a los ataques albaneses contra la población serbia, si bien fue mayor que la comunista, casi nula.

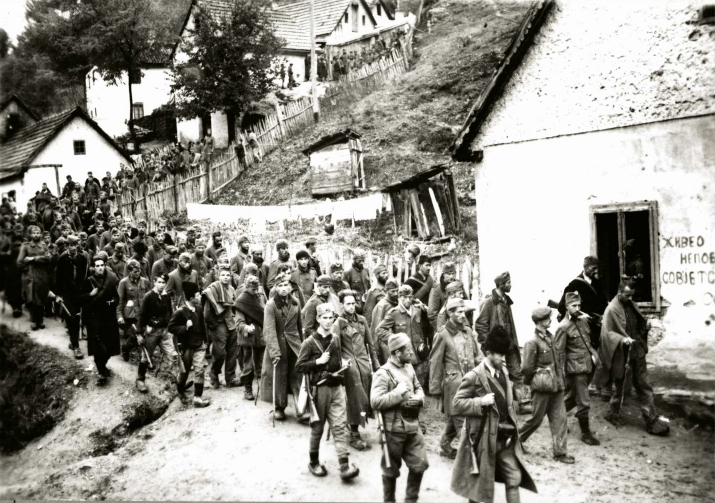
Partisanos y chetniks escoltando prisioneros alemanes en 1941.

El alzamiento hizo que los alemanes tomasen medidas radicales en Serbia al tiempo que trataban de que la población participase en las acciones represivas contra la insurgencia; una de las medidas fue el nombramiento de un nuevo Gobierno presidido por el general Nedić. La multiplicación de los actos de resistencia hizo que los alemanes declarasen Serbia zona de guerra y enviasen refuerzos desde Grecia, Rumanía y Croacia. Estas unidades debían volver pronto a esos países, por lo que los ocupantes decidieron acelerar el aplastamiento del alzamiento mediante el terror. Las primeras ejecuciones de rehenes serbios se verificó en julio y pueblos enteros fueron incendiados. Si los alemanes habían retirado el grueso de sus unidades tras la invasión del país para que pudiesen participar en la Operación Barbarroja, la rebelión les obligó a volver a mandar a Yugoslavia tropas incluso de Francia y del frente oriental.
Hitler ordenó el 16 de septiembre al alto mando del Ejército que extendiese la aplicación de la orden de abril de von Weichs —que indicaba que cien civiles debían ser ajusticiados por cada soldado alemán muerto— a todos los territorios ocupados; cincuenta personas debían ser ejecutadas por cada soldado herido y toda agresión a las fuerzas de ocupacióndebía considerarse de origen comunistas. El general Franz Böhme, enviado desde Grecia con plenos poderes para sofocar la rebelión, ordenó que no se hiciesen excepciones en la aplicación de la orden; por el contrario, el castigo se extendió a los ataques a toda persona de cultura alemana y luego a los cometidos contra los búlgaros y los colaboradores serbios. Las vías de comunicación estaban paralizadas a finales de octubre y varias ciudades menores en manos de los rebeldes, que comenzaban ya a asediar otras mayores. Los hombres de Mihailović tenían Požega, mientras que Tito fijó su cartel general en Užice; en esta se creó un embrión de Estado comunista (la «República de Užice» en el que los militantes de «desviaciones políticas» fueron pasados por las armas.
Mihailović se reunió con Tito el 19 de septiembre, por iniciativa de este. Los dos jefes de la resistencia no lograron definir un plan común de acción a causa de la desconfianza mutua y de las diferencias estratégicas fundamentales: Tito deseaba unir las fuerzas de ambos en un levantamiento general, mientras que Mihailović quería poner fin al alzamiento que creía prematuro y que peligroso para la población civil. Para Tito, la represión alemana suponía una ventaja: haría que la población tomase partido por la rebelión. Mihailović, como los alemanes, ignoraba por entonces la verdadera identidad de Tito; creía, como sus subordinados, que el jefe comunista —que había crecido hablando esloveno y el dialecto kaikavo del serbocroata y, por ello tenía un acento diferente— era un agente soviético.
Tito logró un acuerdo inestable con Mihailović y a final de mes celebró una reunión con los dirigentes del partido en la que se decidió fomentar levantamientos por toda Yugoslavia con el fin de apoderse de territorio, evitando en lo posible los combates con las tropas de ocupación. Se creó además un mando supremo de los destacamentos partisanos, cuya jefatura asumió Tito.
Winston Churchill ordenó en septiembre el envío de una misión para informarse sobre la situación de la resistencicia yugoslava, siguiendo el consejo de Hugh Dalton, jefe del SOE. La componían dos oficiales yugoslavos, los mayores Zaharije Ostojić y Mirko Lalatović y otro británico, el capitán Duane T. Hudson, antiguo agente del SOE en Serbia. Los oficiales desembarcaron el 20 de septiembre en las costas montenegrinas y se encaminaron seguidamente a Serbia. Ostojić y Lalatović pensaban reunirse directamente con Mihailović —al que quedaron luego subordinados—, pero Hudson, que debía informarse sobre la situación general, contactó primero con los partisanos. Las acciones de estos lo impresionaron y comunicó su opinión a sus jefes. Los comunistas lo escoltaron junto con Ostojić hasta Užice, donde pudo reunirse con Tito a finales de octubre. El jefe partisano le aseguró que, al contrario de lo que pensaban los británicos, sus hombres eran los únicos que luchaban contra los ocupantes.

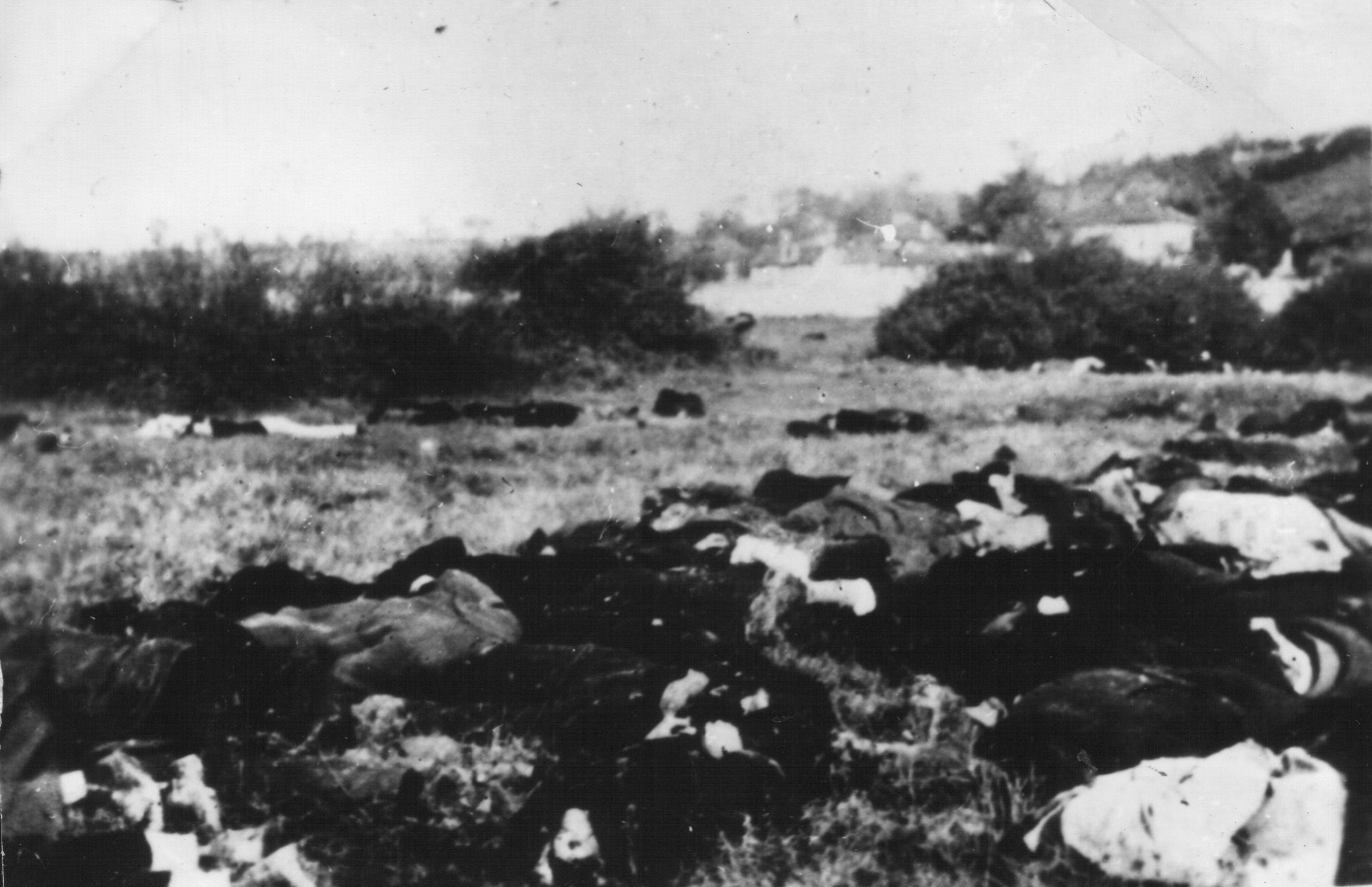
Cadáveres de rehenes abatidos en Kragujevac.

Tropas alemanas respaldadas por otras croatas, serbias Cuerpo de Voluntarios Serbios y de la Guardia Estatal Serbia y auxiliares de la minoría alemana llevaron a cabo una gran redada de castigo en Kragujevac y Kraljevo Entre el 18 y el 21 de octubre, tras un ataque conjunto de chetniks y partisanos. El objetivo era ejecutar a todos los varones apresados. Más de dos mil personas, incluidos algunos niños, fueron efectivamente asesinados los días 20 y 21. La carnicería confirmó los temores de Mihailović sobre las represalias alemanas y la inconveniencia de la rebelión y reforzó el convencimiento del jefe chetnik sobre la estrategia que se debía adoptar.

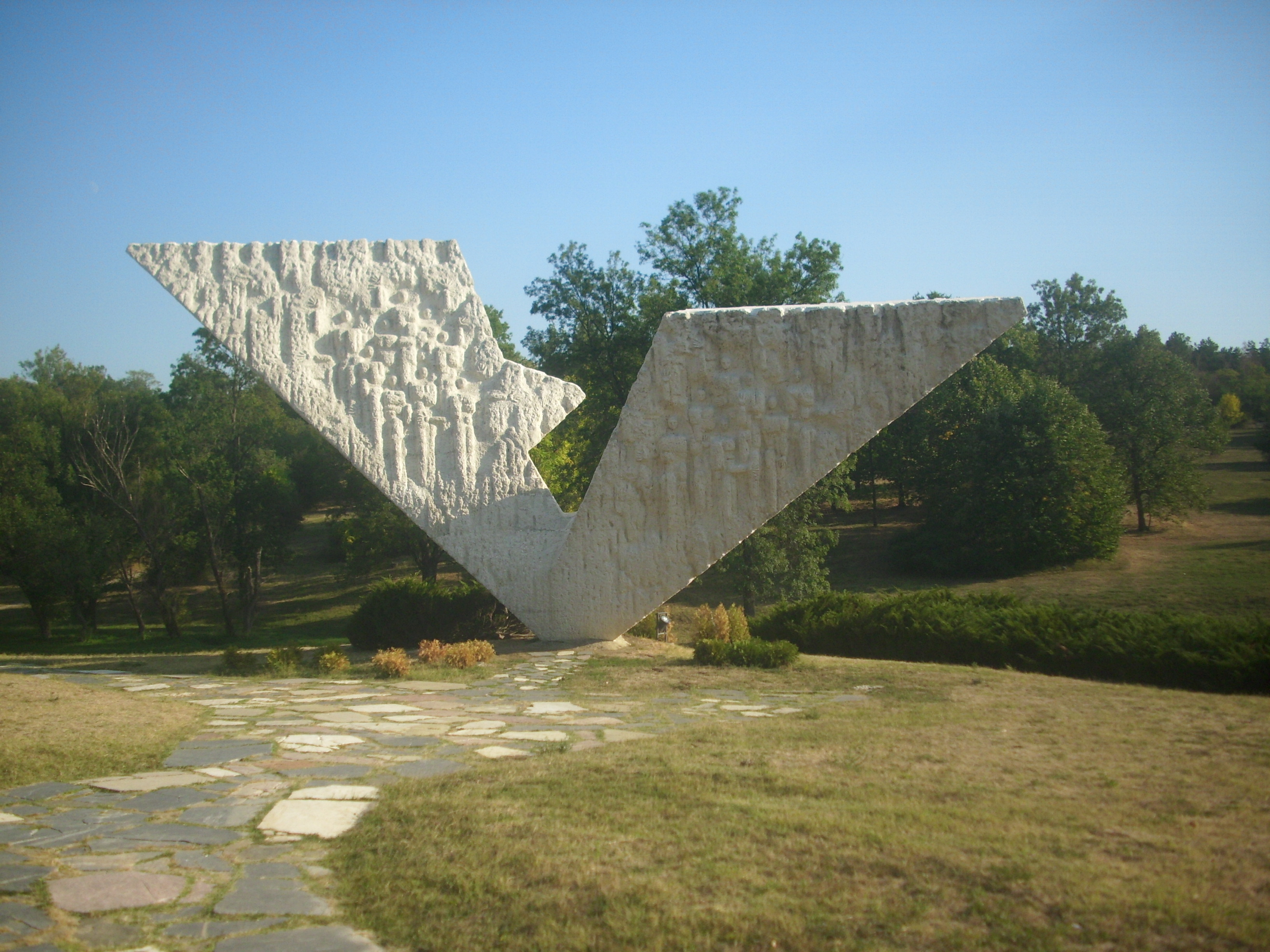
Monumento a las víctimas de la matanza de Kragujevac.

El capitán Hudson llegó al cuartel general chetnik en Ravna Gora algunos días después. Mihailović sabía por Ostojić de sus contactos con los partisanos, y lo recibió con frialdad. Pese a todo esperaba que la visita comportase ayuda concreta de los británicos. Mientras, Tito había propuesto repartirse las armas y Mihailović había evitado romper abiertamente con él, pese que los dos bandos habían chocado en varias ocasiones a lo largo de octubre.
Los británicos, que consideraban el levantamiento heroico pero prematuro, decidieron a finales de octubre, de acuerdo con el Gobierno yugoslavo exiliado, socorrer directamente a Mihailović. En consecuencia, se ordenó al mando de Oriente Próximo sito en El Cairo que abasteciese a los chetniks por mar y aire. La BBC anunció el 15 de noviembre que un decreto real había nombrado a Mihailović jefe del mando supremo del «ejército yugoslavo en la patria» (Jugoslovenska vojska u otadžbini o JVO, nombre oficial del movimiento chetnik).

#### Principio del conflicto entre partisanos y chetniks
Mientras, Tito y Mihailović se habían reunido por segunda y última vez el 27 de octubre. Titopropuso que Hudson, que acababa de trasladarse con los chetniks, participase en la reunión, pero Mihailović, que prefería evitar mostrar sus diferencias con los partisanos ante un agente británico, se negó. Las dos partes llegaron a un acuerdo limitado en el que se estipuló que los dos grupos se repartiesen las armas que obtuviesen. Mihailović decidió por entonces, sin embargo, que sus principales adversarios no eran las fuerzas del Eje, sino los partisanos y decidió atacarlos, si bien finalmente anuló la agresión porque carecía de armamento suficiente. Comunicó su posición al capitán Hudson e insistió en que se trataba de un asunto interno yugoslavo.

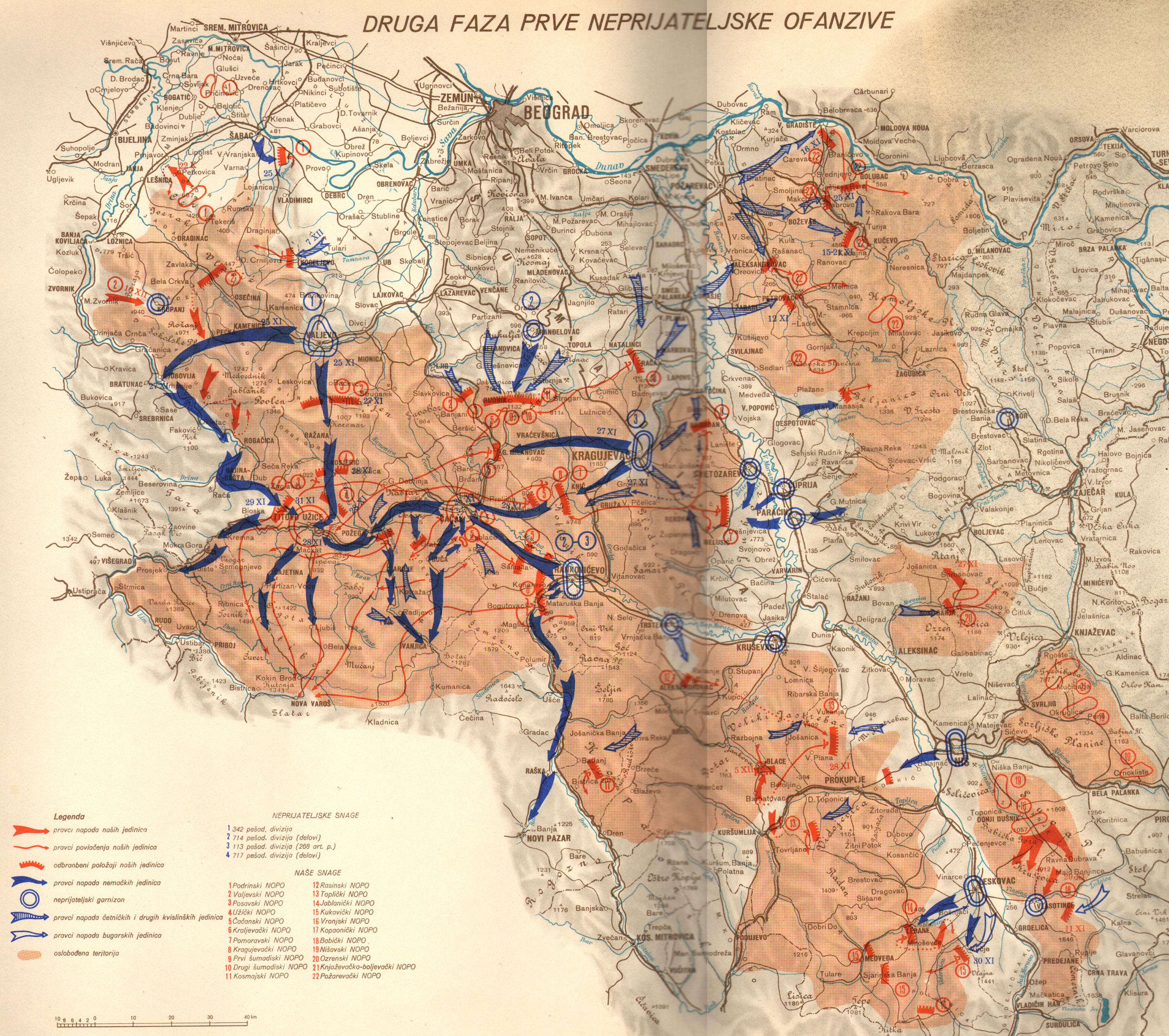
Mapa de la Operación Užice, la primera ofensiva antipartisana de los alemanes.

Las hostilidades entre partisanos y chetniks se desataron pocos días después: la noche del 1 al 2 de noviembre, los chetniks acometieron a los partisanos en su núcleo de Užice, pero fueron repelidos. Se multiplicó entonces el número de choques entre los dos grupos, que dejó a la población civil entre dos fuegos. Mihailović solicitó al Gobierno yugoslavo en Londres que acelerase el envío de ayuda británica, con la que contaba para combatir a los comunistas. Hudson, por su parte, informó a El Cairo que la ayuda aliada podía servir para alimentar una guerra civil y aconsejó presionar a Mihailović para que se uniesen todos los grupos antifascistas yugoslavos. Los chetniks recibieron un primer envío de armas por avión el 9 de noviembre, pero luego las entregas cesaron. Mientras, los alemanes continuaban con la ofensiva que habían emprendido a finales de septiembre contra lo que denominaban «bandas comunistas» (término que englobaba en realidad tanto a los hombres de Tito como a los de Mihailović) y avanzaban los cuarteles generales de partisanos y chetniks.

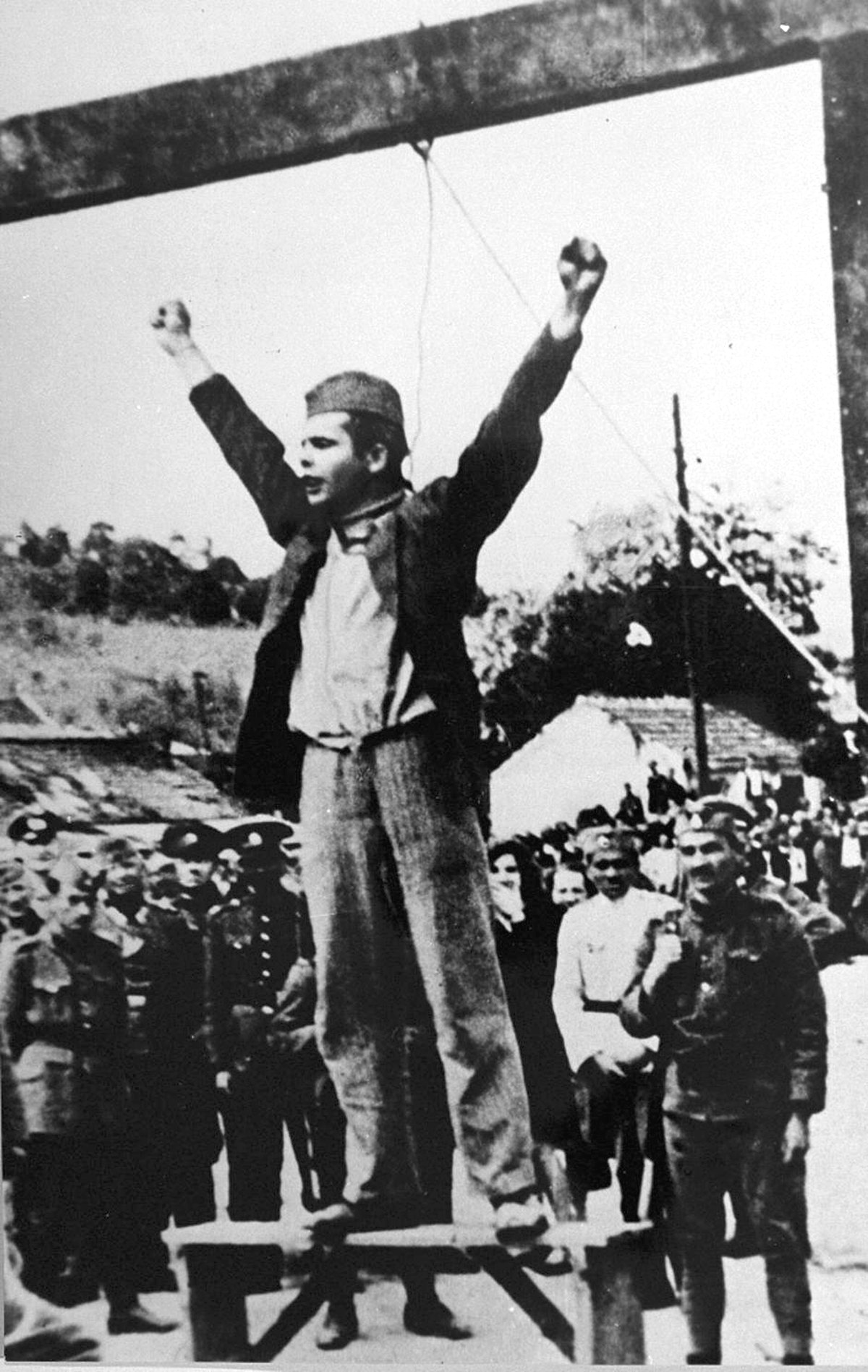
Ahorcamiento en mayo de 1942 en Valjevo del oficial partisano Stjepan Filipović.

El Gobierno de Milan Nedić trató de acabar con el problema: aunque era contrario a los dos movimientos de resistencia, Nedić creía posible negociar con Mihailović, que había sido subordinado suyo en el Ejército yugoslavo. Milan Aćimović, ministro del Interior de Nedić, mantuvo también contactos con Mihailović. Böhme se oponía a ello, pero Nedić hizo caso omiso de la posición del general alemán e hizo llegar unos mensajes al jefe chetnik en el que le proponía «legalizar» sus unidades, es decir, entregarles armas para que combatiesen a los comunistas si al tiempo ponían fin a la insurrección. Dos oficiales chetniks viajaron a Belgrado el 28 de octubre y se reunieron con el capitán Josef Matl, responsable local de la Abwehr —el servicio de información del Ejército alemán— y le propusieron coligarse contra los comunistas. La Abwehr, tras recibir información sobre el conflicto entre las dos facciones de la resistencia, decidió aprovecharlo para acabar al menos con uno de ellas; Matl sugirió encontrarse en persona con Mihailović. Si bien gozaba de mayor simpatía popular que los partisanos, Mihailović estaba por entonces en una situación casi desesperada: sus hombres habían sido vencidos por los de Tito y los amenazaba el avance alemán, sin que llegase el ansiado auxilio británico. Así, se entrevistó con el capitán Matl en Divci el 11 de noviembre y con un superior de este, el teniente coronel Rudolf Kogard. Esperaba obtener de los alemanes armas y municiones para luchas contra los comunistas y para ello aceptaba firmar una tregua con los ocupantes, aunque deseaba conservar el territorio que dominaban sus tropas en ese momento. Kogard, con escaso espíritu negociador, exigió por el contrario que los chetniks depusiesen las armas al punto, a lo que se negó Mihailović. El parlamento había fracasado, por lo que los alemanes trataron de prender a Mihailović, que se zafó con dificultad. Quizá fue una aviso de Aćimović lo que permitió escapar a Mihailović. El jefe chetnik ocultó a Hudson su reunión con los delegados alemanes y tampoco se lo comunicó al Gobierno en el exilio.
Tito propuso una tercera reunión para intentar poner fin al enfrentamiento entre las facciones yugoslavas; los representantes partisanos Aleksandar Ranković, Ivo Lola Ribar y Petar Stambolić y los chetniks Mirko Lalatović y Radoslav Đurić se reunieron a finales de noviembre. Firmaron un precario acuerdo sobre las acciones que debían llevar a cabo conjuntamente contra los ocupantes, pero no lograron solucionar todos los desacuerdos y el pacto nunca llegó a aplicarse. Por entonces los alemanes estaba concluyendo la ofensiva contra la resistencia serbia. Tito y Mihailović conversaron por teléfono por última vez el 28 de noviembre: Tito anunció que pretendía defender sus posiciones y Mihailović, que iba a dispersar a sus hombres. Finalmente los partisanos evacuaron Užice al día siguiente; diez mil hombres y mujeres abandonaron la Serbia central camino del Sanjacado de Novi Pazar montenegrino.
Los chetniks se retiraron a su refugio de Ravna Gora, donde fueron atacados por los alemanes en diciembre. Mihailović volvió a evitar ser capturado y se trasladó al monte Rudnik con una pequeña escolta. Los alemanes pusieron precio a su cabeza el 10 de diciembre. El jefe chetnik ordenó a la mayor parte de sus destacamentos que se dispersasen, pero autorizó que entre dos y tres mil de sus hombres fuesen «legalizados», es decir, que se integrasen en las fuerzas gubernamentales de Nedić en calidad de auxiliares. Parece que la idea no provino de Mihailović, que, sin embargo, parece que la aprobó. Si Mihailović no pasó a colaborar abiertamente como sí lo hizo Kosta Pećanac, esta situación le permitía que parte de sus hombres recibiesen dinero y armas para combatir a los comunistas, al tiempo que evitaba que los ataasen los alemanes. Otros grupos chetniks pasaron a Bosnia a combatir a los ustachas, aunque la mayoría abandonó la lucha.
A final de año, Mihailović se hallaba en fuga, sin tropas bajo su mando directo y sin contacto por radio con el exterior. La propaganda británica del momento, sin embargo, lo presentaba como el jefe de un amplio movimiento de resistencia nacional. La prensa aliada, tanto británica como estadounidense, exageraba desmesuradamente las hazañas de los chetniks a finales de 1941 y principios de 1942; mientras que , alors que Tito y los partisanos seguían siendo desconocidos fuera de Yugoslavia, la prensa aliada hacía de los chetniks los héroes de una «segundo frente», paralelo al teatro de operaciones africano. El propio Mihailović fue ascendido a general el 7 de diciembre.
Slobodan Jovanović relevó a Simović al frente del Gobierno yugoslavo exiliado en enero de 1942; Mihailović fue nombrado ministro de la Guerra del nuevo gabinete. Este pasó varios meses escondido en la región del monte Rudnik antes de retomar el contacto con el exterior en marzo. El Gobierno de Nedić encontró su rastro por entonces y Mihailović y Milan Aćimović se reunieron, con el beneplácito alemán. A estos se les comunicó que Mihailović estaba dispuesto a coligarse con el régimen de Nedić contra los comunistas, pero el plenipotenciario alemán Paul Bader vetó la propuesta. Mihailović dejó Serbia a mediados de mayo y se encaminó a Montenegro para tomar contacto con los jefes chetniks montenegrinos como Đurišić, que controlaban ciertos territorios.

### Eslovenia

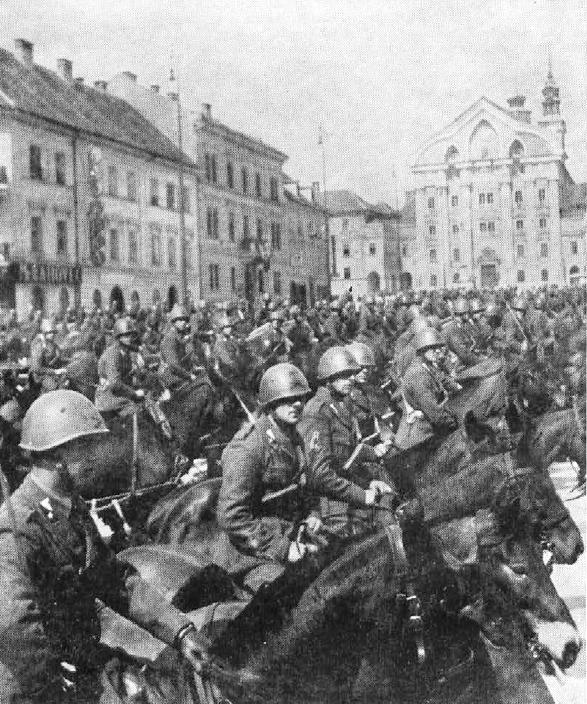
Tropas italianas en la provincia de Liubliana, en la Eslovenia ocupada.

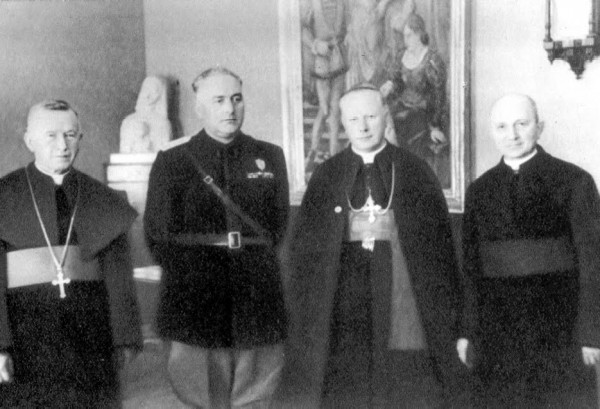
El gobernador italiano Emilio Grazioli (segundo por la izquierda) en compañía del obispo de Liubliana Gregorij Rožman (tercero).

La porción de los territorios eslovenos anexionada al Reich, industrial, se unió a las provincias austriacas y sufrió una brutal política de germanización que incluyó la deportación de parte de la población al NDH y a la Serbia de Nedić o la Europa ocupada como mano de obra. Colonos alemanes se asentaron en la región.
Las medidas italianizantes, germanizante y magiarizantes aplicadas en Eslovenia y más aún los desplazamientos de población impuestos por los alemanes avivaron el resentimiento de la población contra los ocupantes. La zona alemana situada al norte presentaba demasiados obstáculos para la actividad resistente, por lo que los comunistas optaron por organizarse en la italiana, acaudillados por Edvard Kardelj y Boris Kidrič y reforzados por numerosos refugiados llegados de las zonas alemana y húngara. Se coligaron con los socialcristianos y los liberales de izquierda que recibió el nombre de Frente de Liberación (Osvobodilna fronta o OF) y tenía un programa político moderado, «patriótico», que presentaba a Eslovenia como una entidad política separada.
El Frente multiplicó los sabotajes y los ataques a los ocupantes durante el verano de 1941; la reacción italiana fue brutal. El gobernador Grazioli formó un tribunal extraordinario en septiembre que condenaba a prisión a toda persona a la que detuviese con «literatura subversiva» y a toda aquella que hubiese agredido a soldados italianos.
El general Mario Robotti, jefe del XI Cuerpo de Ejército y de la región militar, era partidario de la severidad y chocó con Grazioli, al que consideraba poco firme. Logró en enero de 1942 que Mussolini le otorgase la potestad de decretar toda la provincia zona de operaciones. Aisló Liubliana del resto del territorio mediante una valla de alambre de espino y multiplicó los puestos militares; abrió además campos de concentración, entre los que destacó el de la isla de Rab. Aplicó asimismo con gran celo la circular 3C de Roatta, que trataba sobre las operaciones contra la insurgencia.
La represión causó nueve mil muertos en Eslovenia entre 1941 y 1943; otras treinta y cinco mil personas fueron encerradas en campos de concentración. Ello no bastó, empero, para que los italianos sofocasen la actividad rebelde e impidió que se mantuviese una colaboración política sincera y eficaz: Marko Natlačen, desilusionado por lo que entendía como un mero cambio de dominio —del serbio al italiano— dimitió de su puesto en la Consulta en diciembre de 1941.
Por su parte, los actos del Frente de Liberación disgustaron a los grupos privilegiados tradicionales, que los tenían por temerarios; monseñor Rožman denunció públicamente las actividades de los comunistas, a petición de Natlačen. Emisarios de Mihailović –quien intentaba extender su organización en Eslovenia en uno de los escasos ejemplos de esfuerzos por su parte por atraerse a la población no serbia– contactaron con organizaciones de derecha y con algunos miembros no comunistas del Frente de Liberación. Los comunistas, que intentaban someter completamente a su control el Frente, comenzaron a asesinar a los delatores y los que reclutaban para grupos rivales a finales de 1941. Esto hizo que algunos no comunistas decidiesen colaborar con los ocupantes.

### Macedonia

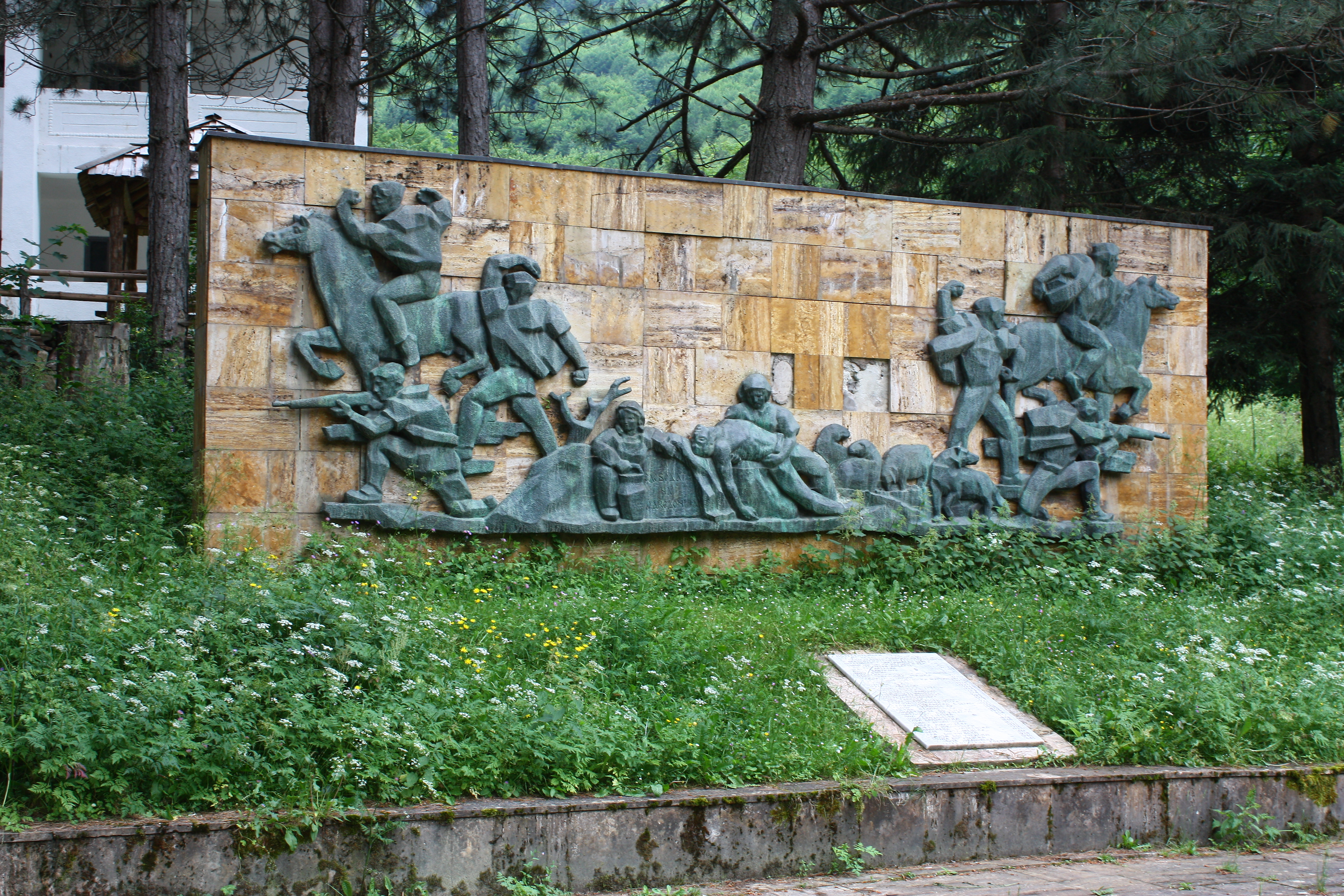
Monumento a la resistencia en Gostivar.

Macedonia había quedado repartida en dos zonas de ocupación: la búlgara al este y la italiana, al oeste. Era una región peculiar en tanto que no tenía una identidad clara: algunos macedonios se consideraban búlgaros y el dirigente regional del Partido Comunista, Metodi Shatorov, se había sometido a la autoridad del partido en Bulgaria tras la invasión del Eje, con la aquiescencia de gran parte de la dirección macedonia.
Los soviéticos reconocieron las fronteras macedonias anteriores a la guerra tras la ofensiva alemana de junio de 1941, como había solicitado Tito; la decisión otorgaba legitimidad al partido comunista yugoslavo para dirigir las operaciones en la región, en detrimento del búlgaro. Tito envió a Lazar Koliševski a sustituir a Shatorov y se hizo con el control de la organización regional del KPJ. Grupos de partisanos empezaron a acosar a los ocupantes en octubre de 1941. La resistencia macedonia, sin embargo, tuvo grandes dificultades para crecer hasta mediados de 1942: los militantes comunistas escaseaban en la región y la mayoría de ellos preferían que se formase una federación de Estados balcánicos a que reconstituyese sin más la antigua Yugoslavia. Por añadidura, los búlgaros apresaron a Koliševski en noviembre de 1941.
Los partisanos atizaron la insurrección del Vardar en abril de 1942, que fue brutalmente sofocada por los búlgaros. La distancia, lo áspero del terreno, la falta de mandos macedonios y el relativo favor de la población hacia la ocupación, que se juzgaba menos severa que el anterior dominio serbio, hicieron que la actividad partisana en Macedonia fuese marginal hasta principios de 1943 comparada con la que tuvo lugar en otras regiones yugoslavas.
El deterioro de las condiciones de vida a partir del verano de 1942, el reclutamiento en el Ejército búlgaro y las medidas de bulgarización que impuso el ocupante comenzaron a indisponer a la población macedonia lo suficiente para que empezasen a crecer los grupos de insurgentes. Los comunistas optaron por aprovechar el nacionalismo antiserbio de los macedonios, pese a que fuese precisamente un serbio, Svetozar Vukmanović, a quien Tito encomendó organizar a los partisanos de la zona. Sin embargo, Vukmanović no llegó a ella hasta comienzos de 1943. Radoslav Đurić se hizo con la jefatura de los grupos chetniks de Macedonia en abril de 1942. Se opuso tanto a los búlgaros como a los comunistas, pero con escaso resultado; la policía búlgara detuvo a muchos de sus hombres.

### Consecuencias para la vecina Albania
La insurrección comunista en Yugoslavia alcanzó al vecino protectorado italiano de Albania, que se ampliado con ciertos territorios yugoslavos y al que Tito despachó agentes para organizar la resistencia. Enver Hoxha contó con el respaldo yugoslavo para hacerse con la jefatura del nuevo Partido Comunista de Albania, que se fundó en noviembre de 1941. Los albaneses organizaron la resistencia con la colaboración de los enviados de Tito, que quedó encuadrada en el Movimiento de Liberación Nacional (Lëvizje nacionalçlirimtare o LNÇ). Mehmet Shehu, veterano de las brigadas internacionales fue su jefe militar. Las primeras pequeñas acometidas de los partisanos albaneses ocurrieron en la primavera de 1942; fueron ataques esporádicos contra los italianos y sus colaboradores.

## Una guerra civil en la guerra mundial
Yugoslavia sufrió sangrientos enfrentamientos entre la invasión de 1941 y el final de la contienda mundial en Europa e incluso una vez concluida esta; tanto los ocupantes como las facciones yugoslavas cometieron atrocidades. A la lucha entre los insurgente y las fuerzas del Eje se sumó la guerra que enfrentó a los distintos grupos rebeldes, las depuraciones políticas y las matanzas cometidas por todos los grupos armados, tanto colaboracionistas —entre las que destacan las perpetradas por los ustachas contra la población serbia— como insurrectos. Los chetniks llevaron a cabo sangrientas incursiones en los pueblos, en los que perseguían y asesinaban a los simpatizantes de los partisanos y a sus familias, además de acometer a los hombres de Nedić y de Ljotić y los separatistas montenegrinos. Además de las matanzas por motivos ideológicos, también cometieron otras por razones puramente culturales, pues su objetivo no era únicamente librar al país de la ocupación del Eje, sino crear también una «Gran Serbia» homogénea para lo que tenían que deshacerse de la población de otras culturas. Atacaban —a menudo con armas blancas— a croatas y aún más a los musulmanes, en parte pero no siempre como reacción a los desmanes del régimen de Pavelić. Quemaban pueblos enteros y en ocasiones exterminaban toda la población masculina mayor de quince años, si bien en otros lugares también agredían a mujeres y niños. Estas campañas de terror tenían además una dimensión religiosa: los chetniks mataban a los imanes, a los hafices y los sacerdotes católicos, a los que llegaban a despellejar vivos. El papel de Draža Mihailović es controvertido: parece haber condenado personalmente estos actos y haberse quejado a sus allegados, pero no haber aplicado medidas concretas para impedirlos. Dependía de jefes regionales a los que no podía reprender públicamente ni alabar por sus acciones y pretendía sobre todo mantener la cohesión del movimiento chetnik hasta la esperada llegada de los Aliados. El historiador Stevan K. Pavlowitch considera que bien Mihailović era incapaz de poner fin a los desmanes de los chetniks o bien no deseaba hacerlo. Los ataques a los civiles musulmanes bosnios fueron obra principalmente de los chetniks, que asesinaron a varias decenas de miles, los ustachas también los acosaban cada vez más.
Los partisanos también cometían atrocidades —en especial, contra sus rivales políticos, entre ellos los antiguos militantes comunistas tildados de trotskistas—, destruían pueblos y casas —entre otros motivos, para aterrorizar a la población y que no respaldase a los chetniks— y asesinaban en masa. Sin embargo y pese a sus ataques a la población civil, sus desmanes en Croacia y Bosnia-Herzegovina eran menores que los de los ustachas, los chetniks y los ocupantes. Hubo matanzas partisanas de carácter cultural, pero fueron obra de elementos incontrolados y no consecuencia de órdenes de los jefes comunistas, que no tenían interés en ellas y trataban por el contrario de granjearse el favor de todas las nacionalidades del país. También perpetraron atrocidades contra las tropas de ocupación: en la insurrección montenegrina del verano de 1941, prisioneros italianos fueron torturados por los comunistas que les arrancaban las vísceras para echárselas a los cerdos y les aplastaban el cráneo a martillazos. En Serbia, los partisanos atacaron un tren alemán que luego dejaron llegar a su destino cargado de cadáveres, entre ellos el de un soldado empalado y asado vivo.

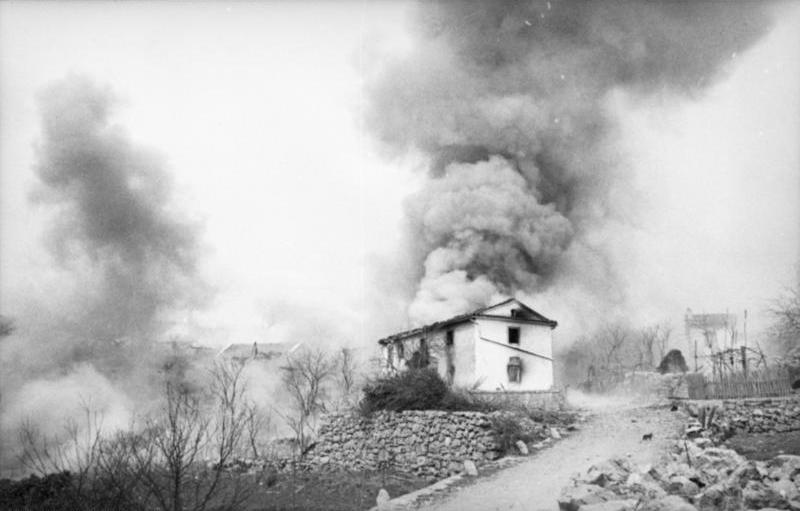
Destrucción de un pueblo en una operación represiva alemana en 1943.

Los partisanos, al igual que los chetniks, deseaban la victoria de los Aliados y la derrota del Eje en la guerra mundial, pero el enfrentamiento entre los dos grupos tendió a primar frente a la lucha por la liberación del país; la diferencia principal que los separaba eran sus planes para la Yugoslavia de posguerra, radicalmente contrarios. La prioridad de Tito era imponer un nuevo orden político, mientras que el de Mihailović era evitarlo. La ideología panserbia de los chetniks les granjeó notables simpatías entre la población de Serbia y Montenegro, pero no obtuvo el respaldo de toda la población serbia, pues los partisanos resultaban más eficaces como protectores frente a las agresiones ustachas y, en consecuencia, lograron el apoyo de numerosos serbios de Croacia. Por añadidura, los serbios que no respaldaron las acciones de los chetniks también fueron víctimas de sus campañas terroristas.
Los musulmanes estaban muy dividos. En Bosnia, algunos trataron de colaborar directamente con italianos y alemanes, arrumbando a las autoridades croatas, mientras que otros formaron grupos de autodefensa sobre los que los ustachas no tenían ningún control; el principal fue la Legión de Voluntarios Musulmanes, una milicia formaba por antiguos partisanos y miembros de otros grupos de defensa de la región, creada en octubre de 1942 por su jefe, Husein («Huska») Miljković. Este, primero aliado de los ustachas, había solicitado permiso a Pavelić para formar una unidad musulmana con el fin de combatir a los rebeldes, pero, al no conseguirlo, decidió hacerlo sin la aquiescencia del poglavnik y usarla para lograr la autonomía para la región, incluso contra las autoridades ustachas.
Eslovenia tenía menos problemas debidos a la mezcla de población. El conflicto en la región no tenía la misma dimensión de enfrentamiento cultural que en otras, sino que era fundamentalmente político, entre comunistas y anticomunistas.
El clero yugoslavo estaba tan dividido como las nacionalidades Muchos sacerdotes católicos colaboraron en distintos grados con los ustachas en Croacia y con los italianos y alemanes en Eslovenia, e incluso unos pocos se unieron a los partisanos. Los religiosos católicos eran, empero, mucho menos numerosos que los ortodoxos en las filas partisanas; los ortodoxos también tomaron partido por los chetniks. Otros clérigos ortodoxos simpatizantes de Ljotić colaboraron con los alemanes. Los religiosos musulmanes también se dividieron entre colaboracionistas y resistentes: el muftí de Zagreb, por ejemplo, fue un aliado estrecho de los ustachas. Los religiosos de las tres religiones fueron víctimas de asesinatos, ejecuciones y matanzas a manos de los diversos bandos durante el conflicto desde la primera campaña ustacha contra los sacerdotes ortodoxos de 1941.
El que el frente fuese cambiante, discontinuo y de localización imprevisible y el que gran parte de los combates fuesen de carácter guerrillero acentuaron la crueldad de la guerra en Yugoslavia. Los ocupantes trataron de aplastar las violentas insurrecciones que no habían sabido prever ni prevenir mediante medidas draconianas —batidas, apresamiento de rehenes y creaciones de campos de internamiento, tanto alemanes como italianos— y atrocidades tanto contra los insurgentes como contra la población civil. La violencia de la ocupación creció según se sucedieron las ofensivas contra la resistencia: los partisanos apresados por los alemanes llegaron a ser aplastados vivos con tanques. Mussolini ordenó en junio de 1942 a los mandos militares que redoblasen las operaciones represivas: en pocos días sesenta y siete mil hombres fueron detenidos en las zonas ocupadas por los italianos e internados en campos de prisioneros, especialmente numerosos en las islas dálmatas.
Las campañas de represión anticomunistas se intensificaron en Croacia durante 1942 y 1943 y comportaron copiosas ejecuciones que impelieron a la población croata y musulmana a alzarse; por ejemplo, la matanza de musulmanes de Srebrenica en junio de 1943 hizo que varios correligionarios abandonasen el movimiento ustacha. Abundaron las destrucciones, fusilamientos y ahorcamientos en las operaciones contra los partisanos. Todos los ocupantes, no solo alemanes e italianos, sino también húngaros —especialmente en la comarca de Novi Sad— y búlgaros cometieron desmanes.

## Operaciones de 1941 a 1943

### Alianza entre chetniks e italianos en Montenegro

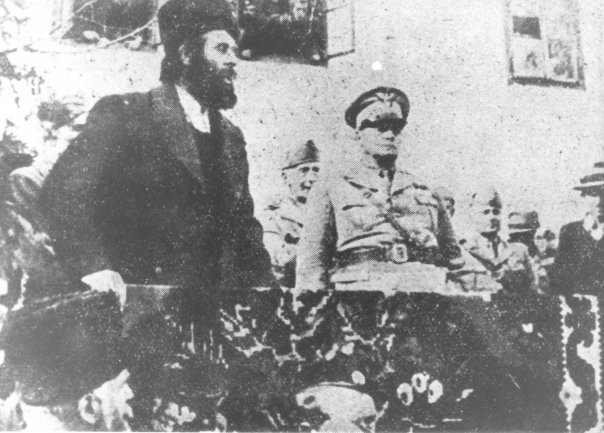
El jefe chetnik Pavle Đurišić en compañía del gobernador italiano Alessandro Pirzio Biroli.

Las atrocidades comunistas en Montenegro reforzaron a los chetniks de la región. Stanišić se coligó con los italianos el 6 de marzo de 1942 para luchar contra los comunistas; Tito envió una directriz cuatro días después en la que ordenaba a los partisanos montenegrinos que centrasen sus ataque en los chetniks, incluso si ello conllevaba evitar los choques con los italianos. Los partisanos recuperaron terreno hasta finales de mes, cuando los ocupantes desencadenaron una ofensiva contra ellos con el respaldo chetnik, al tiempo que en la vecina Bosnia se llevaba a cabo la Operación Trío y fueron expulsados de Montenegro.
El territorio había quedado pacificado, pero los italianos tuvieron que compartir el poder en la práctica con los chetniks y los separatistas «verdes». Stanišić dominaba la región central y Đurišić, cuyo cuartel general estaba en Kolašin, el norte. Los chetniks tuvieron que permitir, no obstante, que Krsto Popović, jefe de las milicia verde, conservase oficialmente la comarca de Cetiña y de Antivari. El pacto del 24 de julio de 1942 plasmó el reconocimiento italiano de Đukanović como jefe oficial de las «fuerzas armadas nacionalistas de Montenegro», apelativo que abarcaba teóricamente tanto a chetniks como a verdes, aunque los dos grupos siguieron mutuamente hostiles. Đukanović presidió un comité nacional, cuyas funciones parecen haber sido fundamentalmente simbólicas. Stanišić y Đurišić restent seguían siendo los jefes efectivos de los chetniks montenegrinos, mientras que Đukanović, que residía en Cetiña, no contaba con tropas propias. Chetniks y verdes participaron, si bien separadamente, en las operaciones italianas de mantenimiento del orden.
Mihailović y su escolta llegaron a Montenegro en junio. Durante su juicio en 1946, Mihailović afirmó haber tenido que aceptar los acuerdos con los italianos, que ya se habían pactado cuando él llegó a la región. Carecía de tropas propias, al contrario que Đurišić y Stanišić, quienes lo reconocieron como superior teórico en virtud de su autoridad «moral», si bien siguieron actuando con total independencia. Mihailović, cuyos acompañantes tuvieron tensas relaciones con los jefes montenegrinos, se instaló en el pueblo de Gornje Lipovo; los italianos decidieron no darse por enterados de su presencia. Mihailović aceptó el nombramiento de Đukanović e intentó aprovechar las armas y el material que suministraban los italianos y preparar a los grupos locales para el futuro desembarco aliado en los Balcanes.
Los chetniks montenegrios, muy unidos a su identidad serbia, se caracterizaban también por su ideología radical, teñida de extremo anticomunismo —acentuado por los desmanes comunistas en la zona— y de intensa hostilidad hacia los musulmanes. Sus contactos con Dalmacia y Herzegovina habían convencido a cierta parte de ellos de la necesidad de separarse de los croatas, incluso si ello comportaba el fin de la unidad yugoslava. Đurišić organizó un congreso chetnik en Šahovići, en la bahía de Kotor que comenzó el 1 de diciembre de 1941 y tenía por objetivo preparar un programa político para la posguerra; a él acudieron miembros de la sociedad civil serbia, pero no Mihailović ni Đukanović, que sí enviaron, sin embargo, representantes. El congreso lo dominaron Đurišić y sus partidarios y sirvió fundamentalmente para dejar patentes las posiciones extremistas e intolerantes: los participantes convinieron en que era menester restaurar la monarquía yugoslava mediante la implantación de una dictadura chetnik temporal al tiempo que se separaban las poblaciones serbia, croata y eslovena.
En el ámbito militar, Đurišić se dedicó esencialmente a vengar las persecuciones por los serbios. Hizo incursiones de represalia en Montenegro y en la frontera bosnia teóricamente contra las milicias musulmanas, pero, en realidad, a menudo contra la población civil. Así, destruyó muchos pueblos habitados por musulmanes, de lo que presumió ante Mihailović.

### Operaciones en Bosnia-Herzegovina y en Croacia

#### Conflicto entre partisanos y chetniks en Bosnia-Herzegovina

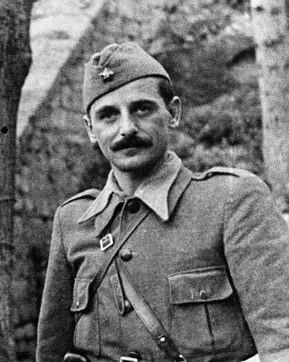
Koča Popović, jefe de la 1.ª Brigada Proletaria partisana.

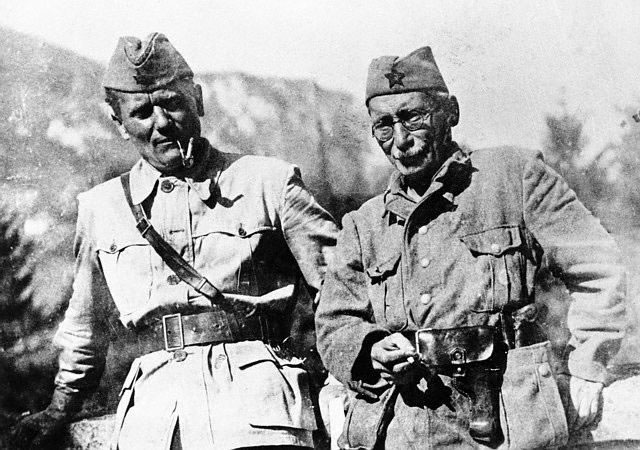
Tito y el dirigente comunista serbio Moša Pijade, en Foča.

Los partisanos habían sido expulsados de Serbia y habían perdido casi todas sus posiciones también en Montenegro a finales de 1941. Tito decidió por tanto evitar el territorio montenegrino y establecerse en Bosnia, desde donde pensaba controlar las operaciones tanto en esta región como en Montenegro. Escapó por poco de los italianos el 14 de diciembre de 1941 y llegó a los territorios de la Bosnia oriental de los que se había apoderado Svetozar Vukmanović. Tito y sus hombres se asentaron en Foča, una ciudad que había cambiado de manos en varias ocasiones y cuya población había sufrido los desmanes de las distintas facciones: los ustachas habían atacado a los serbios y luego los chetniks habían hecho lo propio con croatas y musulmanes. Los chetniks apenas opusieron resistencia a los partisanos, pues no deseaban combatir con otros serbios. Los partisanos también llevaron a cabo campañas terroristas, contra los chetniks, los comunistas moderanos, los campesinos ricos y los gendarmes, sin dejar por ello de saquear los pueblos croatas y musulmanes. Comenzaron además a reorganizarse. Crearon la 1.ª Brigada Proletaria el 21 de diciembre, cuyo mando recayó en Koča Popović; fue el modelo para otras brigadas partisanas, las unidades básicas que permitieron crear el «ejército de liberación nacional».
En un primer momento, los partisanos se centraron en combatir a los chetniks de Bosnia, en detrimento de la lucha contra los ocupantes. El mayor Boško Todorović, representante de Mihailović, había conseguido unir a los grupos de la región, orientarlos a la lucha contra los ustachas, hacerlos más prudentes en sus tratos con los italianos y dejar a los ocupantes la persecución de los comunistas; fue abatido por los partisanos en febrero de 1942. Las agresiones partisanas estrecharon los lazos de los nacionalistas de la región con los italianos. Por su parte, el extremismo de los partisanos, debido a su intento de transformar un levantamiento esencialmente serbio en una revuelta común de serbios, croatas y musulmanes contra la «burguesía reaccionaria», los debilitó.
Los excesos de cada bando reforzaba a sus enemigos. Las campañas de terror partisanas —que los propios comunistas atribuyeron luego a «desviaciones izquierdistas» como hicieron con las perpetradas en Montenegro— afectaron a pueblos enteros, sospechosos de apoyar a los chetniks, que salieron beneficiados en Herzegovina. Del mismo modo, las matanzas ustachas atrajeron nuevos reclutas a las filas ustachas: la Legión Negra, una milicia ustacha formada en Bosnia-Herzegovina para combatir a los rebeldes, contaba con gran cantidad de musulmanes que habían huido de los chetniks.
Tito recuperó el contacto por radio con la Komintern tras llegar a Foča. Los soviéticos hubieron de admitir que el Ejército Rojo no estaba en situación de socorrer a los partisanos yugoslavos. No podían aportar ayuda material a Tito y se limitaron a animarlo a que persiguiese a los probritánicos y a los colaboracionistas. Le aconsejaron además que no hiciese hincapié en el carácter comunistas de su movimiento y criticaron que hubiese llamado a la unidad militar creada brigada proletaria. Siguiendo las instrucciones de Moscú, los partisanos llamaron a partir de entonces a la población a unirse a una lucha antifascista encabezada por el Movimiento de Liberación Nacional (Narodnooslobodilački pokret o NOP).
Los alemanes estaban preocupados por la gran concentración de grupos insurrectos en el este de Bosnia y sopesaron solicitar a los italianos que ocupasen todo el Estado Independiente de Croacia, pero Hitler vetó la idea. Paul Bader, plenipotenciario alemán en Serbia, quedó encargado a principios de 1942 de dirigir la operación Operación Süd-Kroatien I con el fin de someter la región, con tropas venidas de Serbia y de Sarajevo y la colaboración del ejército croata. Los alemanes contactaron además con Jezdimir Dangić, representante local de Mihailović, para firmar una tregua con los grupos nacionalistas. Dangić acudió a Belgrado en enero para negociar con Bader y Milan Nedić; pactó con ellos un detallado acuerdo por el cual sus hombres colaborarían con los ocupantes. El general Walter Kuntze, jefe de las tropas de la Wehrmacht destinadas en el sureste europeo, lo prohibió; los alemanes no contaban con tanta libertad como los italianos para aprovechar las disensiones entre los insurrectos. Por su parte, los partisanos pactaron treguas con distintas unidades ustachas para poder dedicarse más libremente a combatir a los chetniks.
Los alemanes empezaron los preparativos de una nueva ofensiva contra los rebeldes, la Operación Trio, en enero de 1942, conjuntamente con italiaos y croatas. La operación se retrasó por los estorbos de los ustachas, que temían perder con ella el control de la Bosnia oriental. El ataque comenzó finalmente en abril y afectó a los grupos insurgentes entre Sarajevo y el Drina. La acometida no puso fin a los combates entre partisanos y chetniks, aunque los dos grupos fueron víctimas de la ofensiva. Los chetniks franquearon el paso a los alemanes para que estos alcanzasen las posiciones partisanas, mientras que los partisanos atacaron la retaguardia de los chetniks cuando a estos los atacaban los ustachas. Algunas bandas de los dos grupos decidieron, sin embargo, unirse. Dangić fue detenido en abril por orden de Kuntze, cuando se hallaba nuevamente en Serbia. Fue deportado a Polonia y parte de sus hombre fue arrestada y enviada a los campos de prisioneros.

#### Alianza entre italianos y chetniks

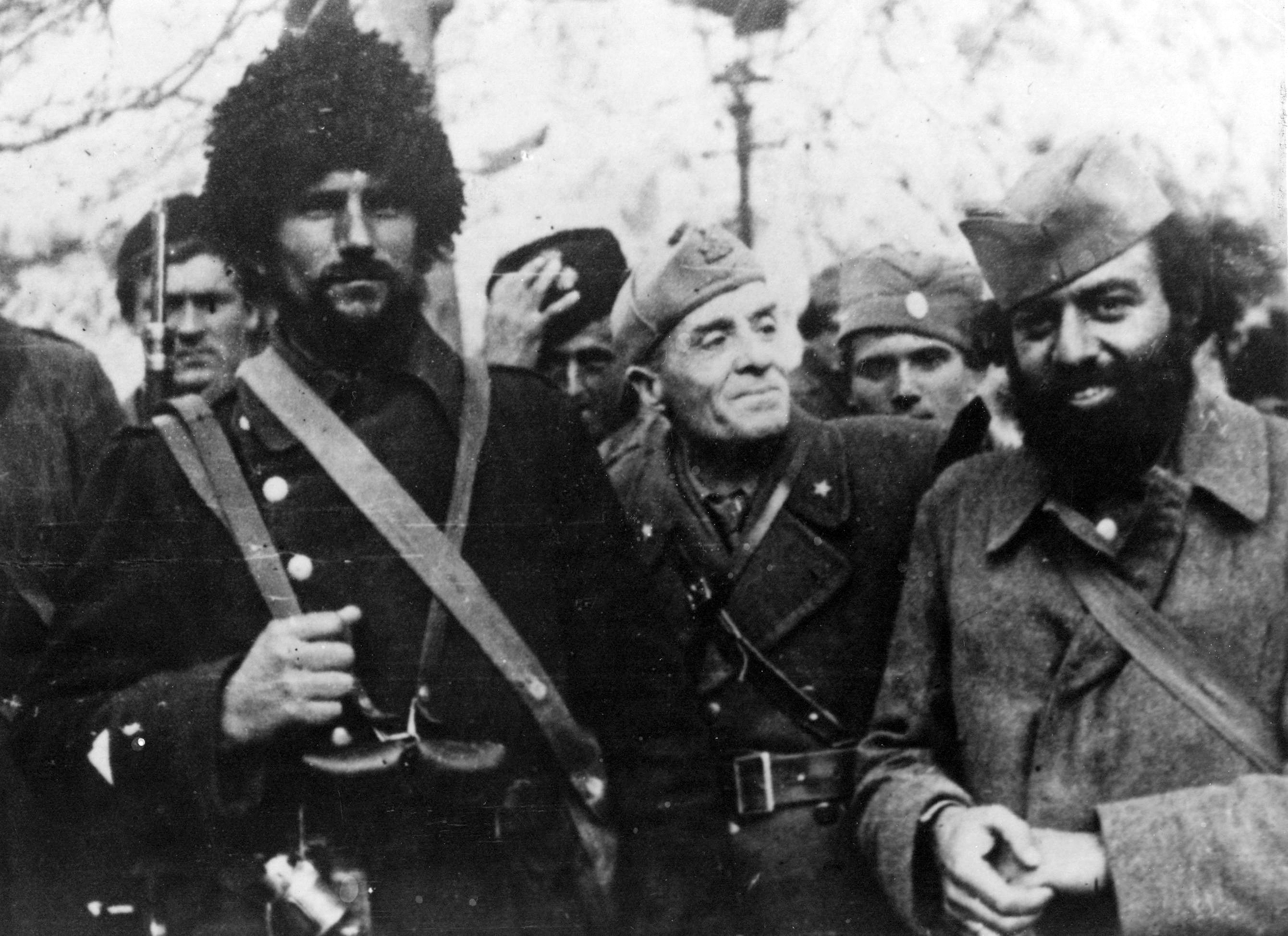
Un oficial italiano en compañía de dos chetniks.

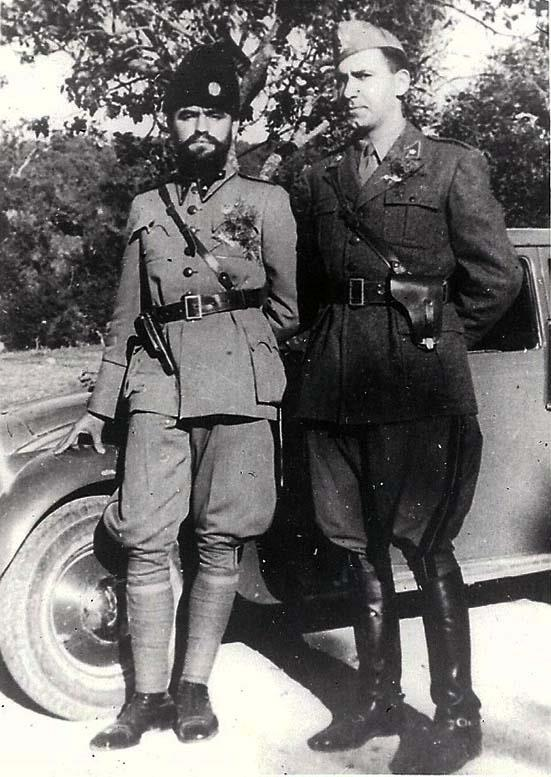
El pope Momčilo Đujić (izquierda), jefe chetnik de Dalmacia, junto a un oficial italiano.

Por el contrario, en Herzegovina, el general Mario Roatta, jefe del 2.ª Ejército italiano, aprovechó el conflicto entre partisanos y chetniks y colaboró con estos; la falta de autoridad real de Mihailović sobre algunos de los jefes chetniks de la zona, en especial sobre Dobroslav Jevđević, benefició al general. Roatta firmó un acuerdo con Pavelić el 19 de junio por el cual los ustachas se hicieron responsables del centro del país; al mismo tiempo, se creó una nueva unidad, la Milicia Voluntaria Anticomunista (MVAC), que debía cooperar con los italianos. La unidad en teoría no tenía que ver con los grupos chetniks, pero a menudo eran estos los que se integraron en ella, como unidades legalizadas. Para mayor complejidad, algunos combatientes pasaban de la unidad proitaliana a grupos aún considerados rebeldes por las autoridades italianas o al revés.
Las tropas chetniks de la zona —20514 hombres repartidos en 56 destacamentos en febrero de 1943— se repartieron por las zonas 2 y 3 de la zona de ocupación italiana. El acuerdo italo-croata que permitía la creación de la MVAC, les obligaba a reconocer la autoridad del Gobierno del Estado Independiente de Croacia y a utilizar las armas exclusivamente contra los partisanos, sin poder hacerlo contra los intereses gubernamentales ni contra la población croata. Algunos grupos de chetniks de Bosnia llegaron a pactar directamente con el Gobierno ustacha, con el beneplácito alemán. Pero, en la práctica, muchos jefes chetniks no respetaron el acuerdo con los italianos y siguieron acosando tanto a las autoridades como a la población civil croata, justificando sus asaltos como reacción al terror ustacha. Lo mismo sucedió con las bandas que debían haber colaborado con el Gobierno de Zagreb: los diversos grupos chetniks, legalizados o no, continuaron saboteando y acometiendo en ocasiones a los ustachas o a los alemanes en la zona ocupada por estos en el NDH. Los desmanes de los chetniks fueron una fuente permanente de tensión entre las autoridades ocupantes italianas y el régimen de Pavelić, que se quejó repetidamente en balde. Ello no hizo cambiar de idea a Roatta, que consideraba que la liga neutralizaba a los rebeldes nacionalistas serbios y resultaba muy útil en la lucha contra los comunistas; no pensaba lidiar con los chetniks hasta haber vencido a los partisanos. Las nuevas matanzas de octubre hicieron que varios grupos la MVAC de la zona 2 fuesen trasladados a Herzegovina y Dalmacia y otros fuesen desarmados. Roatta prometió poner fin a las tropelías de sus aliados chetniks, pero continuó empleándolos, desmintiendo en la práctica las promesas que hacía al Gobierno de Zagreb. Además, el general rechazaba algunos de los reproches ustachas, culpando de algunos de los desafueros a los partisanos o a elementos descontrolados.
Los chetniks del Estado Independiente de Croacia reconocieron al mismo tiempo a Mihailović como jefe, beneficiándose del prestigio que este se había ganado en Serbia. Ilija Trifunović-Birčanin entró en contacto con él en marzo de 1942 y recibió el nombramiento de jefe de los chetniks de Bosnia, Herzegovina, Lika y Dalmacia, con autonomía para actuar a su albedrío. Mihailović mantenía contactos infrecuentes con los distintos jefes chetniks, que no le estaban subordinados sino en teoría; además, dependía a menudo de mensajeros que debían desplazarse a pie para transmitirles las instrucciones. La autoridad de Trifunović-Birčanin —sexagenario de salud delicada que pasaba la mayor parte del tiempo en Split, lejos de los combates—, tampoco era grande. Jevđević deseaba suplantarlo como jefe de los chetniks del Estado Independiente de Croacia; colaboraba cada vez más estrechamente con los italianos, pese a presentarse como ejemplo de patriotismo para no perder prestigio. Momčilo Đujić, que también cooperaba con los italianos, dominaba el interior dálmata.
Mihailović, Trifunović-Birčanin, Jevđević y el mayor Petar Baćović, al que Mihailović acababa de nombrar jefe de Herzegovina y Bosnia central y oriental, se reunieron cerca de Avtovac el 22 de julio. Mihailović repitió a sus lugartenientes que gozaban de autonomía toda en los territorios que controlaba; les anunció también que, dadas las pérdidas que habían tenido los serbios, esperaría la llegada de los ejércitos británico o soviético para abordar campañas de importancia contra los ocupantes. Roatta se enteró de la entrevista y convocó a Trifunović-Birčanin y Jevđević para exigirles que explicasen sus vínculos con Mihailović y su postura; los dos jefes chetniks le comunicaron que Mihailović no ejercí más que una autoridad moral sobre el movimiento y que seguían sin intención de acometer a las tropas italianas. Esto no despejó el recelo de Roatta hacia ellos. No obstante, los italianos siguieron empleando a la MVAC, que además servía de protección a la población serbia frente a los ustachas, si bien algunas de las unidades, como la de Đujić iban más allá y perpetraban matanzas de croatas.
La alianza italiana les permitió a los chetniks dominar parte del Estado croata, en perjuicio de la autoridad del Gobierno de Zagreb. Los chetniks trataron además de atraerse a los musulmanes hostiles a este, pero el mayor Fehim Musakadić, al que Mihailović había encomendado la tarea de formar unidades musulmanas, fue capturado y ejecutado por los partisanos, lo que prácticamente puso fin al proyecto.
Los chetniks participaron en octubre en varias acciones represivas encargadas por los italianos. Mataron a un centenar de personas en el sur de Dalmacia, en un pueblo de la región de Split cuyas carreteras habían sido destruidas. Al mismo tiempo, hombres de Baćović y Jevđević participaron en la Operación Alfa, que los italianos llevaron a cabo contra los partisanos. Esta ofensiva se verificó en la comarca herzegovina de Prozor-Rama y en ella los chetniks incendiaron varios pueblos y mataron a unos quinientos croatas y musulmanes; la protesta del Gobierno de Pavelić hizo que los italianos retirasen las tropas chetniks.

#### Marcha partisana a través de Bosnia
Los partisanos sufrieron en la primavera el embate de los ocupantes en el este de Bosnia: la Operación Trio. Fue una de sus momentos de mayor crisis, puesto que las campañas de terror contra los desertores y sus familias —y, en general contra toda persona considerada una amenaza política para el movimiento—, acusados de colaborar con el enemigo, les habían privado de notable apoyo entre la población. Los comunistas no solo repitieron en Bosnia las medidas que les habían perjudicado antes en Montenegro, sino que sus reclutas serbios se dedicaban además a perpetrar matanzas de croatas y musulmanes que la dirección era incapaz de impedir ni de castigas. Los comisarios políticos de varias unidades partisanas fueron asesinados, en las que seguidamente los simpatizantes de los chetniks se hicieron con el control.
Con copiosas bajas y con la tropa desmoralizada, los partisanos tuvieron que abandonar parte de los territorios que habían conquistado Tito decidió dejar Foča a finales de junio y dirigirse hacia en el oeste, donde sus hombres controlaban una zona más amplia. Sus subordinados eran reticentes a evacuar una región que se creía estratégica, pero Tito impuso su criterio con el apoyo de la Komintern y argumentando que el oeste de Bosnia era un territorio que permitiría más adelante retomar Serbia más rápidamente. Así, cuatro mil partisanos se pusieron en camino para atravesar trescientos kilómetros que nadie dominaba claramente y que luego, durante el régimen comunista yugoslavo, se comparó con la Larga Marcha china. Mientras, Foča había caído en manos de los ustachas, que aplicaron represalias; la población serbia solicitó el socorro de los chetniks de Jevđević que, con respaldo italiano y de chetniks motenegrinos, se adueñaron a su vez de la población y cometieron también pillajes y matanzas.
El cruce de Bosnia durante el verano y el otoño de 1942 mejoró la situación de los partisanos: se centraron en combatir a los ocupantes —incluso si en ocasiones era simplemente por escapar al acoso al que los sometían estos— y no a los chetniks, lo que les atrajo de nuevo la simpatía popular. Evitaron en lo posible a los alemanes y las guarniciones italianas en su marcha y fueron recibidos como libertadores por los serbios bosnios, muchos de los cuales se alistaron en las unidades partisanas. Los partisanos seguían siendo mayoritariamente serbios, pero los jefes ya vigilaban que sus hombres —algunos de los cuales eran chetniks que se habían pasado a los partisanos— no atacasen a los croatas y musulmanes, lo que facilitó el reclutamiento también entre estas dos comunidades.

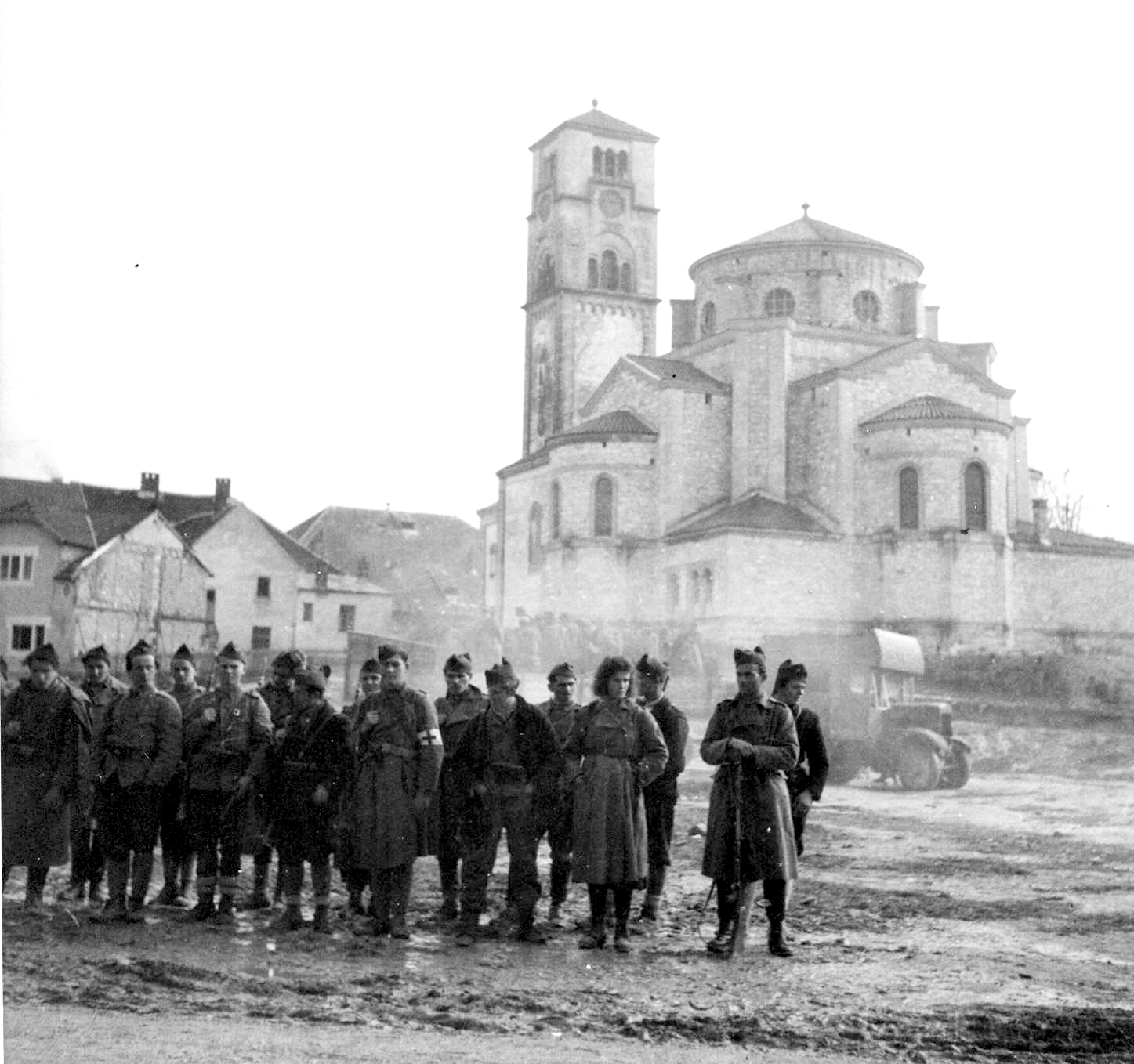
Partisanos en la denominada «República de Bihać» en 1942.

Por su parte, los partisanos expulsaron al enemigo de territorios no serbios y se granjearon el apoyo de numerosos croatas y musulmanes, especialmente de los jóvenes que deseaban escapar del servicio militar croata. Si al comienzo los partisanos habían atraído a sus filas a serbios de Bosnia que luchaban por sobrevivir, por entonces recibían el apoyo de miembros de diversas nacionalidades, deseosos de combatir. La situación económica desastrosa del Estado Independiente de Croacia, agravada por la incompetencia y la corrupción de la Administración pública ustacha, favoreció que parte de la población se sumase a la rebelión. Lo jóvenes yugoslavos que abandonaban sus hogares para unirse a los partisanos ingresaban en un movimiento que afirmaba lugar por la «liberación nacional», y no únicamente por tal o cual pueblo o comunidad. El vacío que habían dejado la desaparición de los antiguos grupos dirigentes en Bosnia y en Croacia (en el caso de los serbios, exterminados, y en el del Partido Campesino Croata, apartado de la política por su decisión de permanecer neutral) favoreció a los partisanos. Los cálculos alemanes de finales de 1942 indicaban que el número de partisanos se había multiplicado por diez desde que habían abandonado la Bosnia oriental. Los partisanos estaban cada vez mejor organizados militarmente y tenían ya una estructura mezcla de guerrilla y de ejército regular: tenían cinco «brigadas proletarias» de unos mil hombres cada una y afirmaban contar con ciento cincuenta mil hombres en armas —lo que posiblemente era una exageración—.

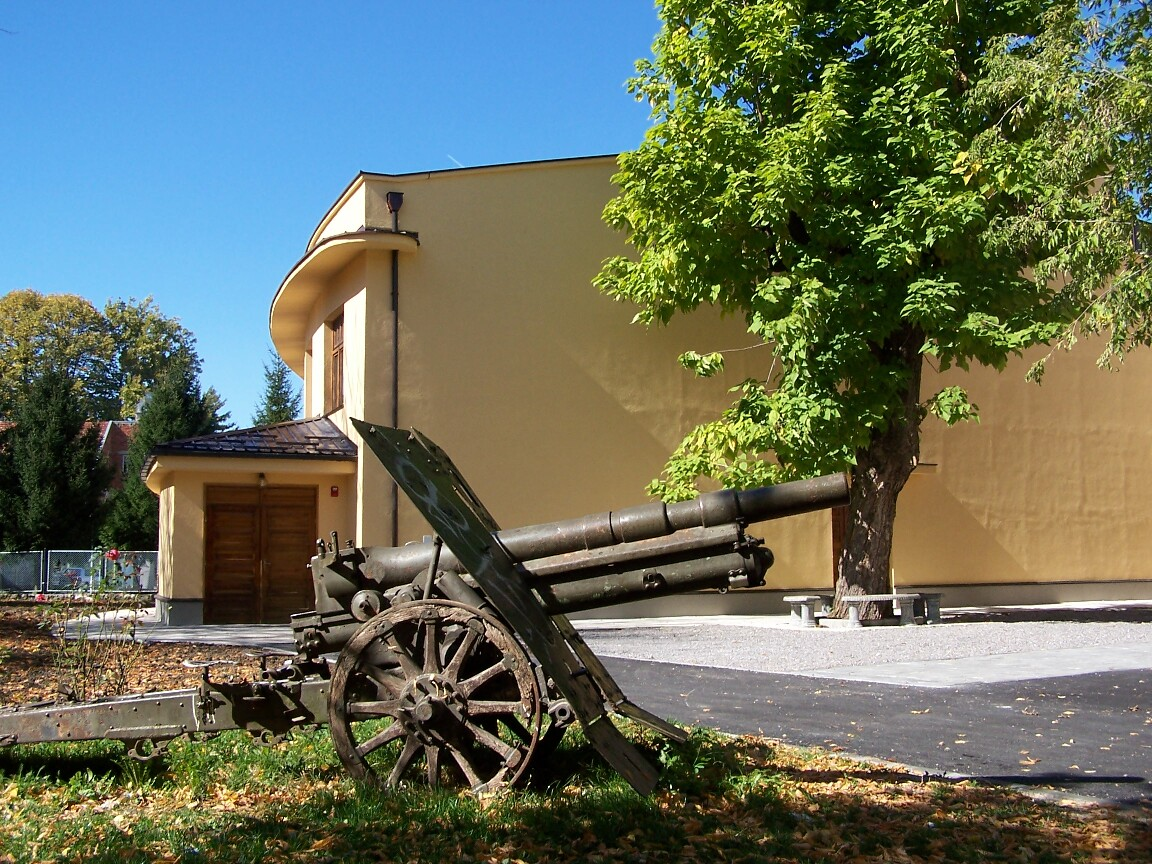
Museo del AVNOJ, en Bihać.

En octubre se hicieron con una amplia franja de territorio a través de Bosnia-Herzegovina. Tito decidió apoderarse entonces de la ciudad de Bihać, que separaba los territorios partisanos al este y al oeste del río Una: ordenó conquistarla antes del 5 de noviembre de 1942, para poder celebrar en ella el aniversario de la Revolución de Octubre. Los partisanos lograron expulsar las tropas ustachas de la ciudad y adueñarse de ella para la fecha prevista por Tito. Los resistentes comunistas contaban ya con una nueva «capital» del territorio que controlaban, que recibió el sobrenombre de «República de Bihać»; habían sido expulsados casi completamente de Serbia, Montenegro y del este de Bosnia, pero dominaban en el centro del Estado croata un territorio casi tan grande como Suiza.
Tito comunicó a la Komintern su intención de crear una especie de Gobierno en Bihać. Stalin aprobó la idea de crear un organismo de dirección panyugoslavo que sirviese para atraer a los «antifascistas», pero desaconsejo que se presentase como un Gobierno, pues entraría en conflicto con el exiliado en Londres y crearía con ellos tensiones entre la URSS, el Reino Unido y los Estados Unidos. Así, la primera reunión del Consejo Antifascista de Liberación Nacional de Yugoslavia (Antifašističko Vijeće Narodnog Oslobođenja Jugoslavije o AVNOJ) se verificó en Bihać el 16 y 27 de noviembre; fue una asamblea de cincuenta y cuatro delegados comunistas o simpatizantes del partido. Ivan Ribar, exvicepresidente del Partido Democrático que se había unido a los partisanos —en cuyas filas combatían sus dos hijos—, pero que no se había afiliado al partido Comunista, fue elegido presidente del organismo. En la asamblea participaron también delegados de la Organización Musulmana Yugoslava, del Partido Campesino Croata y sacerdotes ortodoxos serbios. La reunión hizo hincapié en la idea de liberar el país y soslayó la revolución comunista: Tito pronunció un discurso alabando la lucha común de todas las nacionalidades yugoslavas contra los invasores. Se aprobó una resolución en la que se proclamó que el AVNOJ representaba al movimiento de liberación nacional que reunía en torno a sí a los «verdaderos patriotas». La asamblea decidió también que la nueva Yugoslavia que surgiría tras la contienda mundial debía garantizar la igualdad entre las distintas nacionalidades. Los partisanos pasaron a denominarse Ejército de Liberación Nacional (Narodnooslobodilačka vojska o NOV) y Tito conservó el mando supremo. El AVNOJ creó además un comité ejecutivo que, aunque no se proclamó como Gobierno, actuó como al.
La situación yugoslava y la de los movimientos insurrectos había cambiado netamente a finales de 1942. Tito, había pasado de ser simplemente el jefe de los comunistas rebeldes a encabezar un movimiento de liberación nacional que propugnaba un proyecto político nuevo, al tiempo que surgía un culto a su persona.}} Por el contrario, Mihailović, que al principio había sido reconocido como el representante de los Aliados en Yugoslavia y cuyas tropas se beneficiaban de la colaboración con los italianos, pasó a centrarse en desbaratar el proyecto partisano.

### Nuevas ofensivas de los ocupantes en Bosnia y Montenegro

#### Operación Weiss
La situación militar alemana empeoró en el norte de África a finales de 1942 y a los alemanes empezó a preocuparles que el enemigo desembarcase en los Balcanes; en consecuencia, decidieron preparar junto a los italianos una nueva ofensiva contra la resistencia yugoslava, que podía colaborar en un posible desembarco aliado. Afianzar el control de los Balcanes resultaba importante también por otras razones, además de las defensivas: la región suministraba bastantes alimentos y, especialmente, metales necesarios para la producción alemana de armamento: Yugoslavia producía bauxita, cobre y antimonio, y era paso obligado del cromo turco. Era también uno de los principales canales de abastecimiento de Rommel. Cubría asimismo el flanco derecho de los ejércitos destinados en la URSS de posibles agresiones desde el Mediterráneo.
Los objetivos alemanes e italianos, sin embargo, no coincidían: aquellos exigían el fin de los acuerdos entre italianos y chetniks y el desarme de estos además del aplastamiento de los partisanos, mientras que los italianos no deseaban acometer una dura campaña en Bosnia ni desarmar a sus aliados, que consideraban útiles contra las fuerzas de Tito. El general Alexander Löhr, jefe del Grupo de Ejércitos E, quedó a cargo de la Operación Weiss, que debía tener tres fases: en la primera los partisanos de la Bosnia occidental y de Lika serían rodeados y aniquilados; en la segunda, los supervivientes serían empujados hacia el sur hacia una emboscada en la que serían eliminados; en la tercera y última fase, los italianos desarmarían a los veinte mil chetniks de Montenegro y Herzegovina.
Italianos y alemanes celebraron una conferencia en la «guarida del lobo», el cuartel general de Hitler, a finales de diciembre; el führer insistió en que todos los movimientos de resistencia debían ser destruidos y Von Ribbentrop rehusó la propuesta italiana de colaborar con los chetniks. Por su parte, Dobroslav Jevđević participó a espaldas de Mihailović en la conferencia que tuvo lugar en Roma el 3 de enero de 1943 para preparar la ofensiva contra los partisanos, a la que asistieron Löhr, Roatta y el jefe del Estado Mayor italiano Ugo Cavallero. La insistencia italiana de emplear a los chetniks originó un intercambio de misivas entre Hitler y Mussolini en febrero y marzo para aclarar la situación balcánica. Hitler insistió con vehemencia en que Mussolini acabase con la cooperación del ejército italiano y los chetniks; recalcó la necesidad de dejar de entregarles armas y de desarmarlos tras haberse verificado las destrucción de los grupos partisanos.
La primera fase de la operación comenzó en enero y en ella participaron tropas alemanas, italianas y croatas. Los partisanos habían previsto volver a Montenegro y Serbia para acabar con los partisanos antes de que los Aliados alcanzasen Yugoslavia y para estar más cerca de las posiciones del Ejército Rojo, pero la agresión enemiga desbarató el plan y les obligó a trasladarse apresuradamente. Los alemanes les arrebataron la mayor parte del territorio que habían dominado hasta entonces y dejaron a su paso copiosas víctimas civiles. Tito y los partisanos tuvieron que abandonar a toda prisa Bihać, en pleno invierno; los alemanes entraron en la población el 29 de enero. Sin embargo, la mala coordinación de las unidades enemigas y la información que obtuvieron de sus informadores en la Administración croata, les permitieron a los partisanos evacuar la zona, llevarse a los heridos y parte de la población, para evitar que sufriesen represalias. Por otra parte, la jefatura militar partisana en Croacia permaneció para continuar luchando contra chetniks y ustachas. Esta primera fase de la operación conjunta concluyó el 15 de febrero y logró hacer huir y dispersar a los partisanos, pero no aniquilarlos.

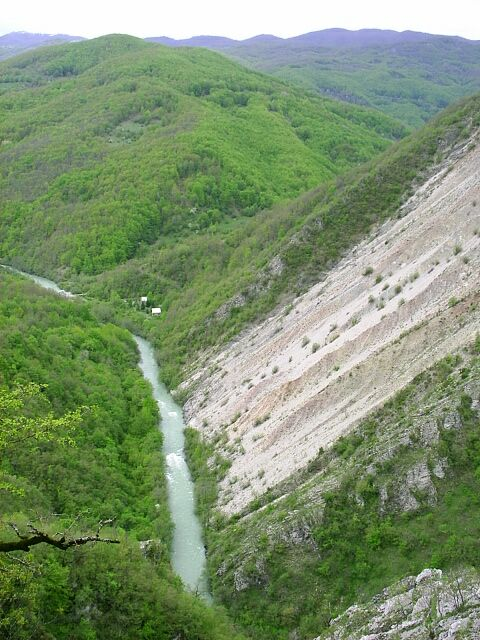
Vista del río Neretva, en Bosnia-Herzegovina.

Hubo importantes cambios en el alto mando italiano mientras ocurría la primera fase de la operación contra los grupos rebeldes: Ambrosio sustituyó a Cavallero, Mario Robotti a Roatta; además, Ciano cedió la gestión de los asuntos exteriores a Mussolini (Giuseppe Bastianini, hasta entonces gobernador de Dalmacia, fue nombrado subsecretario de Estado de Asuntos Exteriores). Mussolini hizo estos cambios para afianzar su control de la situación y relevar a algunos dirigentes considerados poco proalemanes.

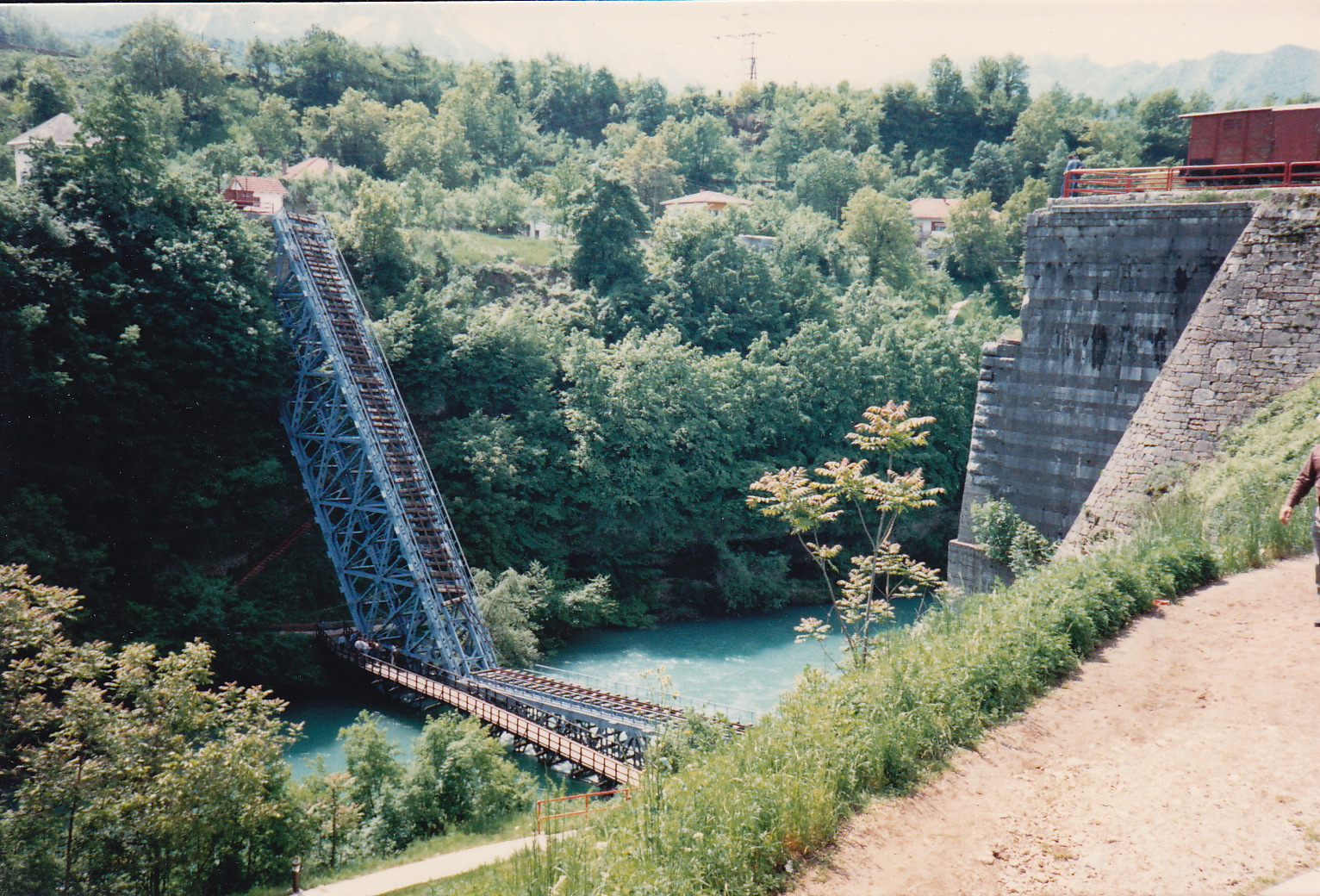
El puente construido por los partisanos para cruzar el Neretva en Jablanica, que fue destruido durante la batalla y se conserva como monumento.

Mihailović, tenía previsto acometer una gran ofensiva contra los partisanos en enero, cuyas operaciones en Bosnia oriental iban a quedar en manos de Zaharije Ostojić. El desencadenamiento de Weiss le hizo cambiar de planes y coordinar la acción no solo con los italianos, sino también con los alemanes, aunque sin contactar directamente con estos últimos.
Los partisanos habían sufrido copiosas pérdidas y se encaminaban hacia el Neretva, que debían cruzar para escapar de la persecución del enemigo. Tito se acercaba al río, próximo a territorios chetniks ,al frente de veinte mil hombres cuando Mihailović ordenó la movilización en calidad de ministro de la Guerra; entre doce y quince mil chetniks se reunieron entre Mostar y Kalinovik, en Herzegovina, en los alcores que dominan el Neretva, para tratar de cortarles el paso. Los alemanes dieron comienzo a la segunda fase de Weiss el 20 de febrero: el objetivo era destruir a las unidades enemigas apiñadas junto al Neretva.
Partisanos y chetniks sostuvieron reñidos combates entre el 27 de febrero y el 7 de marzo; los primeros trataban de abrirse paso y escapar del cerco enemigo. Mal organizados, debilitados por la negativa italiana a darles más armamento, los chetniks finalmente cedieron; los partisanos abrieron brecha en las filas enemigas y cruzaron el río por dos lugares. Los italianos se concentraban en evitar que los partisanos se adueñasen de la costa, incluso si ello conllevaba que ocupasen en su lugar territorio chetnik. Mihailović se desplazó a la región para tomar personalmente el mando de las tropas chetniks, pero no logró enderezar la situación, pese a los denodados combates que se libraron durante todo el mes marzo. La descoordinación del enemigo benefició a los partisanos: los italianos no permitieron a las tropas de Löhr ir más allá de Mostar, lo que abrió un camino de escape a los comunistas y los alemanes atacaron a los chetniks mientras estos seguían enzarzados con los partisanos.
Los partisanos contactaron con los alemanes mientras se libraban los combates de marzo para tratar de negociar una tregua, un intercambio de prisioneros y el reconocimiento de combatientes regulares para sus hombres; las dos partes se reunieron en varias ocasiones (entre los negociadores partisanos estuvieron Koča Popović y Milovan Djilas). Tito deseaba además ganar tiempo para acabar definitivamente con los chetniks; el cese de hostilidades entre sus tropas y las alemanas le permitió centrarse en arremeter contra los chetniks de Herzegovina y Montenegro que aún bloqueaban su avance. Las conversaciones entre alemanes y partisanos acabaron fracasando a finales de abril, por la oposición de Hitler y Von Ribbentrop. Los servicios de información alemanes trataron de aprovechar las disensiones entre las facciones yugoslavas nuevamente el mayo y esta vez se dirigieron a Mihailović. Se reunieron con un enviado chetnik, pero esta nueva iniciativa fue una vez más desbaratada por la oposición de Hitler
Tito perdió varias decenas de miles de hombres en la Operación Weiss, pero pudo luego reorganizarse en Herzegovina y encaminarse seguidamente hacia el Drina y Montenegro. Sus tropas quebraron las líneas italianas y chetniks, atravesaron en Drina y penetraron de nuevo en Montenegro,, en pleno territorio chetnik: su avance obligó a Mihailović a abandonar su cuartel general y establecerse en las colinas, a unos veinte kilómetros de Berane. Los chetniks no se recuperaron nunca completamente de la derrota que les infligieron en el Neretva, al menos en el ámbito militar. Los alemanes anularon la tercera fase de Weiss, en la que los chetniks deberían haber sido desarmados, dado el fracaso de las fases previas. La ofensiva había debilitado enormemente a los partisanos, pero no los había eliminado.

#### Operación Schwarz

Mapa de la Operación Schwarz.

Los alemanes emprendieron una nueva ofensiva inmediatamente después del fracaso de Weiss: la operación Schwarz (luego llamada también en Yugoslavia quinta ofensiva antipartisana o batalla del Sutjeska). Seguían temiendo un desembarco enemigo en los Balcanes, especialmente entonces, que la posición de Italia no parecía de fiar; la nueva operación debía asegurar la región y tenía la misma meta que la anterior: eliminar el grueso de la resistencia.

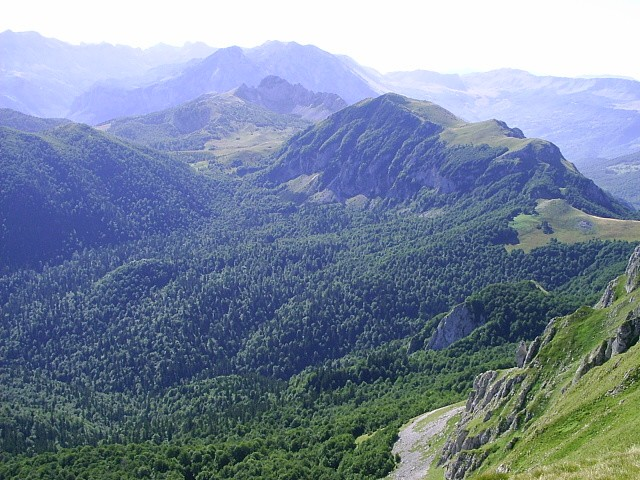
El macizo de Zelengora, lugar donde se desarrolló una de las fases de la ofensiva.

La presión alemana para que Mussolini rompiese los vínculos con los chetniks creció desde principios de 1943. El caudillo italiano cedió el 3 de marzo, pese a las objeciones de Ambrosio, que deseaba acabar antes con los partisanos; Mussolini ordenó al ejército que desarmase a los chetniks, pero la pasividad de los mandos hizo que volviese a cambiar de opinión cinco días después. Hitler consideraba que el riesgo de desembarco aliado hacía de los chetniks un peligro mayor —por su estrecha relación con los británicos— que el que suponían los partisanos. Las unidades alemanas emprendieron la ofensiva en Montenegro el 15 de mayo, con colaboración croata y búlgara; su objetivo era eliminar tanto a Mihailović como a los partisanos. No habían comunicado los preparativos a los italianos que, pese a todo, tuvieron que aceptar la presencia de tropas alemanas en el Sanjacado de Novi Pazar y en el este de Montenegro. El ejército italiano participó con gran reticencia en la Operación Schwarz, que mermó su prestigio.
Parece, aunque no es seguro, que los alemanes propusieron por entonces a Pavle Đurišić legalizar sus fuerzas a cambio de que colaborase en la lucha tanto contra los comunistas como contra el resto de chetniks. Đurišić propuso en una reunión de jefes chetniks montenegrinos que Mihailović se coligase temporalmente con los alemanes, pero este se negó. Los alemanes entraron en Kolašin el 14 de mayo y apresaron a Đurišić y a dos mil de sus hombres; los italianos, aliados hasta entonces al jefe chetnik, protestaron en vano y no pudieron impedir que fuese enviado a Alemania. Mihailović sí logró huir, acompañado de su Estado Mayor y de los oficiales de enlace británicos, al oeste de Serbia el 24 de mayo.
Mussolini intento en balde distinguir entre chetniks montenegrinos y tropas de Mihailović para seguir retrasando el desarme de aquellos, pero finalmente volvió a ceder ante las exigencias alemanas y ordenó a Ambrosio que desarmase a todos los chetniks. Mientras, muchos chetniks montenegrinos que habían quedado sin jefe se pasaron a los partisanos. Los italianos lograron que los alemanes aceptasen retrasar el desarme de los hombres de Momčilo Đujić en los Alpes Dináricos, que les resultaban muy útiles en los combates con los partisanos. Sí que redujeron, no obstante, las raciones que les entregaban, lo que incitó a cierta parte de ellos a cambiar de bando. Las dos grandes operaciones contra la resistencia supusieron una contundente derrota para Mihajlović y la pérdida del control de Montenegro. Las acciones alemanas en Bosnia y Herzegovina no lograron eliminar a los chetniks de la zona, en parte por la colaboración italiana para evitarlo, lo que originó tensión entre ambos aliados.
Los tratos de Tito con los alemanes le habían hecho confiarse respecto de estos y centrarse en luchar contra los chetniks, por lo que la nueva ofensiva lo pilló desprevenido. Sus hombres hubieron de retirarse a Bosnia a través de cañones en los que sufrieron encarnizados asaltos enemigos. Unos cien mil soldados alemanes, italianos, croatas y búlgaros acometieron a los veinte mil partisanos de Tito en la montaña de Zelengora. Estos, diezmados por los embates del enemigo, por el hambre el frío y las enfermedades —la mitad cayeron en la operación— consiguieron pese a todo y en terribles condiciones atravesar los desfiladeros del Sutjeska, zafarse de la persecución y alcanzar la Bosnia oriental. Esta vez los comunistas hubieron de abandonar a los heridos y matar a los prisioneros italianos que llevaban consigo. Tito fue herido gravemente el 9 de junio, pero consiguió escapar. Las batallas libradas durante las operaciones Weiss y Schwarz costaron abundantes bajas a los partisanos, pero les confirieron un notable prestigio entre la población yugoslava y les atrajeron la estima de los Aliados.

### Primeros reclutamientos de las SS en Yugoslavia

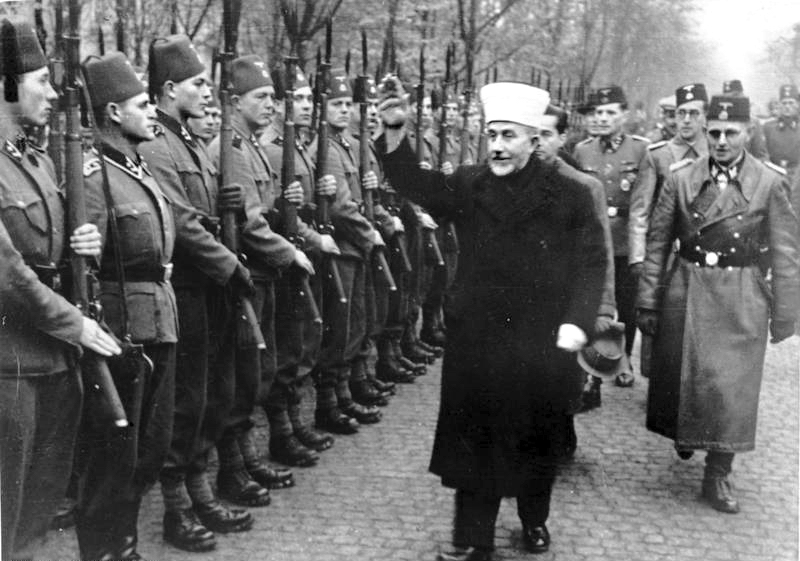
El gran muftí al-Husseini pasa revista a la 13.ª División de Montaña SS Handschar.

Así, italianos y alemanes tuvieron que afrontar a finales de 1942 y principios de 1943 la inestabilidad persistente de la Croacia ustacha. Los italianos empezaban a mostrar señales de desánimo al constatar que las zonas «pacificadas» que habían entregado a la administración del régimen de Pavelić habían vuelto a sumirse en el caos. La Guardia Nacional Croata era ineficaz y sus armas solían acabr en poder de los comunistas. En cuanto a los alemanes, Löhr le sugirió a Hitler que sustituyese a Pavelić, disolviese el partido ustacha y diese plenos poderes en la zona a Glaise-Horstenau. Hitler descartó deshacerse de Pavelić el 10 de marzo de 1943, pero sí aumentó la autoridad de Heinrich Himmler, jefe de las SS, para que pacificase de una vez el treatro de operaciones yugoslavo.
Los alemanes ya habían formado en 1942 la 7.ª División de Montaña SS Prinz Eugen con reclutas de la minoría alemana yugoslava al mando del obergruppenführer Artur Phleps y aprovecharon las diferencias entre comunidades para crear cuerpos de policía y unidades Waffen-SS uniformes culturalmente. Konstantin Kammerhofer, representante de Himmler en Croacia, fundó la Deutsch-Kroatische Polizei, compuesta por alemanes croatas que tuvieron que jurar fidelidad a Hitler.
Notables musulmanes desilusionados con el Gobierno de Pavelić y que deseaban la autonomía para Bosnia se dirigieron a Hitler en 1942. En su memorial, denunciaron la política ustacha, a la que culpaban de las matanzas cometidas por los chetniks, al tiempo que tildaban de pasada el levantamiento serbio como fomentado por los judíos. Afirmaban que los bosníacos eran descendientes de los godos, se ofrecían a colaborar con Alemania y a crear una «legión musulmana». Los alemanes desoyeron la oferta hasta que las SS decidieron plasmar el proyecto de Himmler de liga con el mundo islámico formando una división Waffen-SS con relcutas musulmanes. Pavelić desconfiaban intensamente del proyecto, pero hubo de transigir con él; la 13.ª División de Montaña SS Handschar se formó a principios de 1943. Los alemanes gozaron de la colaboración del gran muftí de Jerusalén, Amin al-Husayni, a la sazón en el exilio que pasó tres semanas en Crocia en la primavera de 1943 para participar en la propaganda que debía favorecer el alistamiento de soldados para la nueva división. El 60 % de los soldados de la división eran musulmanes bosnios, a los que se añadieron alemanes croatas para alcanzar la dotación mínima de la unidad. No obstante, la Handschar sirvió menos en el frente que como instrumento propagandístico alemán en Oriente Próximo; antes de entrar en combate en Yugoslavia, los soldados fueron enviados a Francia para seguir un largo programa de adiestramiento. Allí se distinguieron por protagonizar un motín que la propaganda nazi se esforzó por ocultar.

### Eslovenia

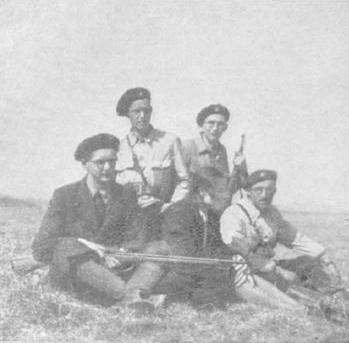
Guardias eslovenos hacia 1943.

Los grupos no comunistas de la provincia de Liubliana trataron de unir fuerzas en 1942 a propuesta del Partido Popular Esloveno ante el crecimiento del Frente de Liberación formado por los partisanos de la región. Marko Natlačen, monseñor Rožman y el general Leon Rupnik crearon una organización clandestina en marzo, la Alianza Eslovena (Slovenska zaveza o SZ), que reunió a los católicos, liberales y socialistas con el objetivo de formar un ejército de liberación, contactó con el Gobierno yugoslavo en el exilio. Los italianos conocían la creación de la nueva formación eslovena, pero la toleraron con la esperanza de que monseñor Rožman la orientase hacia una política filoitaliana y rompiese con el Gobierno exiliado. Rupnik, por su parte, trató de que los italianos se aviniesen a conceder autonomía administrativa a los eslovenos y permitiesen que formasen unidades armadas, en vano. El Partido Popular Esloveno siguió respaldando al rey exiliado y a Mihailović, pero deseaba tratar directamente con Londres y estorbó los esfuerzos del representante de Mihailović, el mayor Karel Novak, por formar redes de resistencia. La Alianza careció de grupos armados al comienzo, pero los creó a partir de mayo para enfrentarse a los partisanos. Recibieron el nombre de Legión de la Muerte (Legija Smrti), y sus miembros procedían de diversas organizaciones derechistas, entre ellas los chetniks de Novak; los primeros choques con los comunistas hicieron que solicitasen el reconocimiento italiano como medio de obtener su colaboración. La Legión sí fue reconocida por el Gobierno en el exilio, que empezó a enviarle subsidios mensuales en agosto.
Rupnik aceptó el nombramiento de gobernador de la provincia de Liubliana en junio de 1942. La Legión colaboró con los italianos en una ofensiva antipartisana a mediados del mes siguiente. Los italianos constataron la utilidad de los auxiliares eslovenos y decidieron reconocerlos oficialmente: estos pasaron a formar una sección de la Milicia Voluntaria Anticomunista. Los ocupantes decretaron el 6 de agosto que todas las unidades anticomunistas eslovenas se integrarían en la MVAC. Al mismo tiempo, la Alianza Eslovena creó grupos de autodefensa, los guardas rurales (vaške straže), a menudo organizados por los curas de las parroquias. El general Roatta visitó a monseñor Rožman a mediados de agosto para persuadirlo de que los círculos católicos abandonasen la neutralidad para «defender la civilización y la religión« de los «bolcheviques». Rožman aceptó y escribió poco después al general Robotti para comunicarle su intención de ayudar a las fuerzas de ocupación a restablecer el orden. El Partido Popular Esloveno aceptó también hacerlo y presentó a los italianos una lista de los oficiales que debían liberar para que participasen en la lucha contra los comunistas. 
Los guardias rurales carecían de reconocimiento oficial, y a menudo se confundían con los hombres de la MVAC, cuyo elemento principal acabaron por ser. La MVAC eslovena comenzó teniendo ochocientos hombres, alcanzó los dos mil en noviembre de 1942, y los seis mil al año siguiente; fue el principal enemigo de los partisanos. Los anticomunistas eslovenos mantuvieron un doble juego, de colaboración con Italia y de contactos con el Gobierno yugoslavo y nunca se opusieron abiertamente a los italianos, cuyo apoyo les era muy beneficioso.
Los comunistas asesinaron a Natlačen en octubre y desencadenaron con ello una represión implacable por parte del gobernador Grazioli, que incluso puso en riesgo la colaboración eslovena con los italianos. El general Robotti llevó a cabo una ofensiva a mediados de octubre con cuatro divisiones italianas y el apoyo de unidades alemanas y ustachas venidas de Croacia. Los partisanos perdieron varios miles de hombres y parte del territorio esloveno que habían controlado hasta entonces. Comprendieron que las campañas terroristas contra sus rivales, reales o supuestos, les habían privado de apoyo y decidieron por ende mejorar sus relaciones con los círculos católicos. En consecuencia, el padre Metod Mikuž, único sacerdote que hasta entonces se había unido a los partisanos eslovenos, fue nombrado consejero religioso del Frente de Liberación en los últimos días de 1942.
Las disputas territoriales con los países vecinos también afectaron a las acciones de la resistencia eslovena. El comité ejecutivo de Frente de Liberación reclamó en octubre de 1942 la «reunificación del pueblo esloveno, de Spielfeld a Trieste», expresando así palmariamente el deseo de apoderarse de territorios hasta entonces italianos y austríacos. La reivindicación incomodó intensamente a los comunistas italianos —que todavía no habían podido organizar un alzamiento contra el Gobierno de Mussolini— y desató una complicada negociación entre las dos agrupaciones comunistas. Tito logró que la Komintern escribiese a los italianos para recomendarles que aceptasen la anexión yugoslava de ciudades hasta entonces italianas. Los dos partidos comunistas alcanzaron un mínimo acuerdo en diciembre en el que pactaron únicamente combatir conjuntamente al fascismo. Esto permitió, en todo caso, estrechar paulatinamente los vínculos entre ambos y formar una treintena de comités clandestinos tan solo en Trieste, de los que las autoridades fascistas italianas ignoraron.
Novak siguió tratando de afianzar su organización durante 1943, pues el movimiento de Mihailović esperaba que los Aliados desembarcasen en la región. Novak empezó a crear unidades militares clandestinas en febrero, denominadas Guardias Azules. Trató de recabar el apoyo de la MVAC contra los ocupantes, pero la Alianza Eslovena lo impidió. Por su parte, los partisanos atacaron a los ocupantes al tiempo que desbarataban los intentos chetniks por implantarse en Eslovenia. El Frente de Liberación publicó el 1 de mayo un manifiesto, conocida como «declaración de los Dolomitas» en el que los miembros liberales y socialcristianos renunciaron a toda autonomía y admitieron el papel preponderante de los comunistas en la resistencia eslovena.
El debilitamiento de Mussolini durante el verano de 1943, con el desembarco enemigo en Sicilia afectó al equilibrio de fuerzas: los alemanes pretextaron un ataque partisano a un tren para apostar una división en la provincia de Liubliana.

### Serbia
Los partisanos habían sido casi eliminados en Serbia, donde la organización de Draža Mihailović pasó 1942 dedicada a infiltrarse en la Guardia Nacional Serbia y en la Administración encabezada por Nedić. Mihailovićdirigía campañas clasdestinas de propaganda contra este desde Montenegro, contra Ljotić y contra Pećanac; logró además que el Gobierno en el exilio degradase a los generales partidarios de Nedić. Las condiciones de la ocupación eran muy duras en Serbia, cuyo Gobierno debía lidir con las exacciones de los ocupantes y con la cesión de mayor territorio a Bulgaria, decisión alemana que socavó gravemente su autoridad. Gran parte de la Administración y del ejército del Gobierno de Salvación Nacional de Serbia jugaba además a dos bandas en previsión de que el Eje perdiese la guerra: mantenía contactos con la organización de Mihailović, a la que suministraba armas y divisas. Los hombres de Mihailović también asesinaban a los comunistas y sus simpatizantes y a los colaboracionistas; redactaban listas para cada pueblo con las personas a las que deseaban eliminar.
Los alemanes decidieron desbandar los destacamentos formados por chetniks de Pećanac y Mihailović en el verano de 1942, pues los consideraban poco fiables; a finales de año muchos de los chetniks ya habían sido desarmados y otros trasladados a otras unidades auxiliares. Parte de los chetniks lque habían sido legalizados volvieron a la clandestinidad durante el verano. El mando británico de Oriente Próximo solicitó a Mihailović que sabotease las líneas de ferrocarril que llevaban a los puertos griegos para estorbar el abastecimiento alemán en el norte de África; la petición se plasmó en una serie de ataques a las vías entre septiembre y diciembre. Mihailović también hizo un llamamiento a la desobediencia civil en noviembre. Los británicos lo felicitaron por estas acciones, que tildaron de esenciales para la campaña de El Alamein, si bien parece que exageraron su trascendencia y que sirvieron fundamentalmente como maniobras de distracción. Sí fueron lo suficientemente graves como para provocar una reacción alemana brutal: los ocupantes purgaron el ejército serbio, disolvieron las unidades que aún quedaban de chetniks legalizados y detuvieron a cierta parte de sus soldados. Reorganizaron además a los destacamentos de voluntarios de Ljotić y cambiaron de nombre: a partir de entonces fueron el Cuerpo de Voluntarios Serbios. Desataron una ola ed arrestos durante el invierno que afectó a miles de personas, arrestadas por ser consideradas saboteadoras, comunistas o simpatizantes de Mihailović y enviadas a campos de internamiento. La [7.ª División de Montaña SS Prinz Eugen]] llevó a cabo acciones punitivas y la Gestapo desmanteló parte de la organización de Mihailović, que perdió unos mil seiscientos miembros, muertos en las operaciones policiales contra la insurgencia. Esta violenta represión puso fin abruptamente a las acciones de Mihailović contra los ocupantes. Los chetniks llegaron a la conclusión a finales de 1942 que era preferible no atacar a los alemanes.

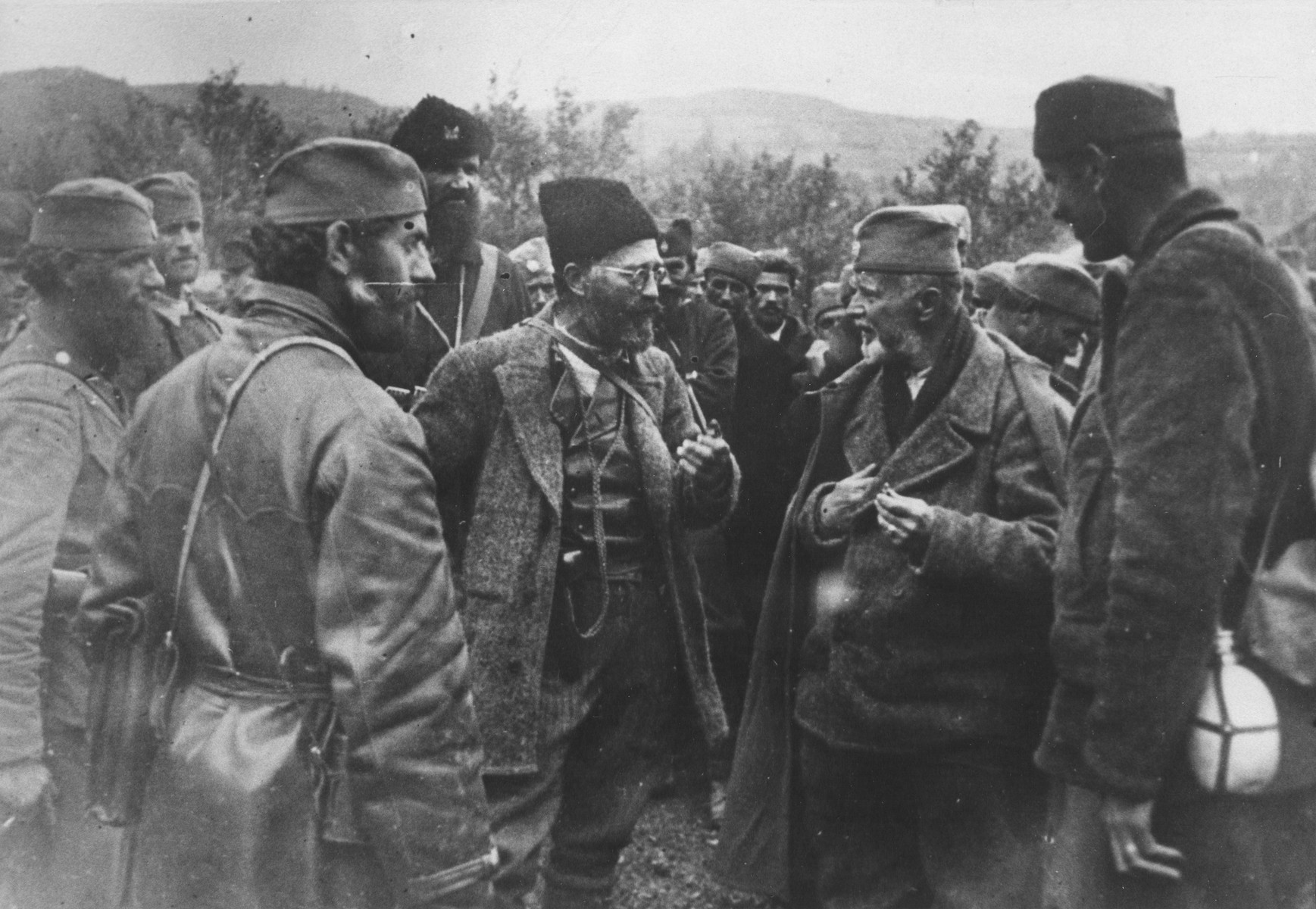
Draža Mihailović, en le centro, rodeado por sus hombres.

Mihailović volvió a Serbia a mediados de 1943, tras haber escapado en Montenegro a la Operación Schwar; Serbia había sufrido menos enfrentamientos que otras zonas yugoslavas a partir de 1941, pero había sufrido una ocupación particularmente dura, escasez de alimentos, la imposición de un servicio de trabajos forzados —unos cien mil serbios fueron enviados a Alemania a trabajar en calidad de aportación serbia a la guerra— y desmanes por parte de la Wehrmacht, la Gestapo y sus colaboradores, que incluyeron la ejecución de varios cientos de personas al mes para mantener el orden. Los chetniks hicieron sabotajes, desarmaron a destacamentos de la Guardia Nacional y libraron escaramuzas contra las tropas búlgaras y el Cuerpo de Voluntarios de Ljotić, con ayuda de las armas que les suministraban lo británicos. No obstante, Mihailović evitaba en lo posible los choques con los alemanes y las grandes operaciones, para evitar represalias. Consciente de que su movimiento era percibido como esencialmente serbio y que únicamente los partisanos eran una organización atraían al resto de nacionalidades, intentó reclutar croatas y ampliar la base política de su movimiento. Logró que se sumasen a él algunos políticos del período de entreguerras, el principal de los cuales fue Živko Topalović, efe del pequeño Partido Socialista de Yugoslavia. Topalović trató de reorganizar la estructura política del movimiento, pero al hacerlo chocó con los nacionalistas de la Sociedad Cultural Serbia; lo mismo les sucedió a otros, como los antiguos afiliados del Partido Democrático, que mantuvieron tensas relaciones con los nacionalistas de derecha encabezados por Stevan Moljević. Los chetniks se fueron apoderando de tanto territorio serbio que finalmente constituyeron una autoridad rival del Gobierno de Nedić; el movimiento seguía aquejado, empero, de problemas organizativos y escorado hacia la derecha debido a la corriente encabezada por Moljević, la principal. Vladimir Predavec, hijo de un exvicepresidente del Partido Campesino Croata fue uno de los escasos croatas que trabajó con Mihailović.
Las acciones más importantes los chetniks contra los alemanes desde el levantamiento de 1941 se llevaron a cabo en octubre de 1943, tras la capitulación italiana y a instancias de los británicos: Mihailović ordenó que se saboteasen dos vías de comunicación. La primera fue la voladura de un viaducto y varios puentes que comunicaban Užice y Visegrado en la que sus hombres tuvieron que combatir con tropas alemanas y ustachas Justamente después del asalto los chetniks penetraron en territorio bosnio controlado por los partisanos, que los acometieron y tomaron Visegrado. Luego los chetniks atacaron un convoy que navegaba por el Danubio, al este de Serbia. Este segunda operación suscitó represalias alemanes: cincuenta civiles fueron asesinados. Mihailović tenía que cambiar de escondrijo continuamente, pues su persecución se había redoblado.

## La política de los Aliados (1941-1943)

### Apoyo a los chetniks

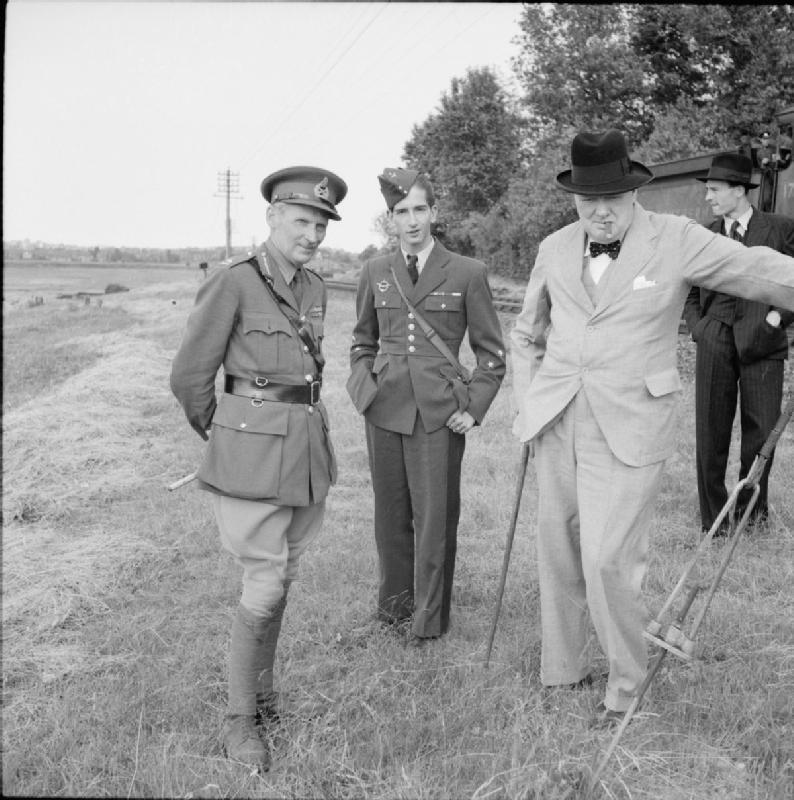
El rey Pedro II de Yugoslavia, en el centro, con el general Montgomery y Winston Churchill.

El Reino Unido solamente reconocía como jefe de la resistencia a Mihailović en 1941. Este fue nombrado ministro de la Guerra en el gabinete que presidió en 1942 Slobodan Jovanović, momento en el que gozó de más prestigio en Occidente. El Gobierno en exilio se dirigió a los soviéticos cuando tuvo noticia de su conflicto con los partisanos —primero con mediación británica y luego directamente, cuando se reanudaron las relaciones diplomáticas— para tratar que aquellos lograsen que los hombres de Tito se sometiesen a la autoridad de Mihailović. Yugoslavia era un teatro de operaciones secundario para los Aliados, pero no carecía de importancia estratégica: una guerrilla activa podía permitir retener en la región gran cantidad de tropas enemigas. Este interés, puramente militar, hizo que el Gobierno británico tratase de poner fin a las desavenencias en el seno de la resistencia yugoslava, cuyo aspecto político no le interesaba.
Los británicos fueron los únicos que al comienzo ayudaban a los resistentes yugoslavos —en concreto, a los chetniks, los únicos con los que tenían contacto directo— mediante el envío de armas, divisas y otro material. La Unión Soviética se hallaba en un brete ante la agresión alemana y carecía de agentes de enlace en Yugoslavia, por lo que no podía intervenir materialmente. Sí aceptó, por otra parte, coordinar su propaganda con la británica; los británicos solicitaron que los soviéticos atribuyesen a Mihailović todo el mérito de la resistencia, lo que desconcertó a los partisanos. Tito cesó las operaciones contra los chetniks para no disgustar a los soviéticos durante el invierno de 1941, pero expidió mensajes a la Komintern para que se pusiese fin a la propaganda favorable a Mihailović. Por su parte, los británicos pidieron al Gobierno yugoslavo que hiciese que Mihailović aceptase unir fuerzas con los partisanos, tras haber solicitado la colaboración soviética para lograr esta unión de los resistentes. Por entonces, los Estados Unidos carecían de información relevante sobre la situación yugoslava y Roosevelt se limitó a expresar su respaldo a la resistencia serbia cuando tuvo noticia de las matanzas de carácter político perpetradas por los ustachas.
Dos nuevos grupos de agentes británicos fueron lanzados en paracaídas en Yugoslavia a principios de 1942 con la misión de retomar el contacto con la resistencia yugoslava y con el capitán Hudson de quien no se tenían noticias. El ejército croata detuvo a uno de ellos; el otro, encabezado por el mayor Atherton, aterrizó en territorio partisano. Atherton llegó al cuartel general de Tito en Foča en marzo; los partisanos lo recibieron con recelo a causa de la desconfianza que había suscitado Hudson con sus idas y venidas entre partisanos y chetniks y que hacían dudar a aquellos de las intenciones británicas. Atherton y su operador de radio abandonaron Foča a mediados de abril, parece que con la intención de reunirse con Mihailović y Hudson, pero los dos desaparecieron: luego partisanos y chetniks se acusaron mutuamente de haberlos asesinado. Mihailović mantenía apartado a Hudson, pues le disgustaban sus tratos con los partisanos. El agente británico vivió casi prisionero de sus anfitriones durante un tiempo, pero a comienzos de mayo se le permitió contactar con el cuartel general de El Cairo con el equipo de radio de Mihailović.
Mihailović era conocido por el público occidental desde 1941, al que se lo había presentado como uno de los héroes de la resistencia europea; Tito, por el contrario, pasó mucho tiempo preterido por la prensa internacional. La mayoría de los actores del conflicto, tanto los ocupantes como sus colaboradores y loa Aliados, ignoraban su identidad. Únicamente la publicación de una fotografía suya en un periódico partisano a principios de 1943 permitió a los servicios del Estado Independiente de Croacia averiguar que se trataba del militante comunista Josip Broz. La prensa nazi y ustacha relevó la identidad en marzo de 1943.
Los británicos reanudaron el envío de armas, divisas y otro material por paracaídas a los chetniks en marzo y abril de 1942, anticipándose así a la solicitud del Gobierno de Jovanović. Los estadounidenses, que recibieron la visita de Pedro II en julio, despacharon víveres en calidad de reconocimiento por los servicios prestados por los chetniks a la causa aliada. Por su parte, el Gobierno soviético seguía sometido desde principios de año a las peticiones partisanas para que pusiese fin a la propaganda que alababa a Mihailović y lo denunciase como colaboracionista. Los soviéticos no tuvieron interés en hacerlo al comienzo, y se limitaron a responder a los partisanos que se centrasen en combatir a los ocupantes, dejando en segundo término el enfrentamiento con los chetniks. Sin embargo, acabaron cediendo a las solicitudes de Tito en el verano: el 6 de julio, Radio Yugoslavia Libre, una emisora en serbocroata que gestionaban comunistas yugoslavos en las oficinas de la Komintern en Moscú, anunció una resolución de los partisanos yugoslavos en la que se tildaba a Mihailović de traidor. Asimismo, los soviéticos limitaron el apoyo que hasta entonces habían dado al Gobierno yugoslavo exiliado, para defender a partir de entonces sus propios intereses. Mantuvieron, empero, una actitud ambigua y siguieron tratando con el Gobierno exiliado hasta 1944, lo que irritó a los partisanos yugoslavos.

### Primera dudas británicas
La preocupación del Gobierno yugoslavo fue creciendo a lo largo del otoño de 1942 por los persistentes rumores que afirmaban que los hombres de Mihailović no combatían a los ocupantes y que pactaban con los italianos. En consecuencia, el gabinete envió un mensaje sobre el asunto a Mihailović, quien respondió que no toleraba colaboración alguna con los italianos. Al Gobierno británico le preocupaban a su vez los mensajes del capitán Hudson, que había podido retomar el contacto con el cuartel general aliado; el oficial del SOE informaba de la colaboración de lo chetniks de Montenegro y la pasividad de Mihailović ante los ocupantes, sin dejar por ello de recomendar que se enviasen más armas al jefe chetnik. Los británicos deseaban conocer mejor la situación, por lo que decidieron despachar un oficial de alta graduación a Mihailović; el coronel William S. Bailey fue lanzado en paracaídas al cuartel general de este cerca de Kolašin el día de Navidad. Al mismo tiempo, otro oficial del SOE en Londres, el mayor Peter Boughey, aseveró en una conversación con el secretario del Gobierno yugoslavo en el exilio Živan Knežević, que Mihailović era un colaboracionista como Nedić. El Gobierno yugoslavo se quejó al Ministerio de Asuntos Exteriores británico, que negó la afirmación del oficial, pero el desliz evidenció la incomodidad creciente de los británicos con Mihailović.
Los medios de comunicación británicos y estadounidenses comenzaron a reflejar los rumores sobre colaboracionismo a finales de 1942 y comienzos de 1943; el público seguía ignorando el nombre de Tito, pero los medios empezaron a mencionar el crecimiento de los partisanos en Yugoslavia. La corriente de opinión prosoviética y filocomunistas en el Reino Unido también favorecía a los partisanos. La BBC, cuyo jefe de la sección yugoslava era hostil a la monarquía de entreguerras, dio gran publicidad a las acciones partisanas. El coronel Bailey alertó a sus superiores sobre ello, deplorando que la BBC le pusiese así en un brete frente a los chetniks. Pese a ello, la BBC llegó a presentar a los hombres de Tito como los únicos verdaderos resistentes de la Europa ocupada en febrero de 1943; se disculpó por ello tras haber protestado el Ministerio de Asuntos Exteriores, pero la inclinación propartisana de la cadena no cambió. La emisora radio Yugoslavia Libre, comunista, atribuyó a los partisanos la voladura de varios puentes que en realidad habían efectuado lo chetniks a instancias británicas; la BBC difundió la misma versión, para desesperación de Mihailović

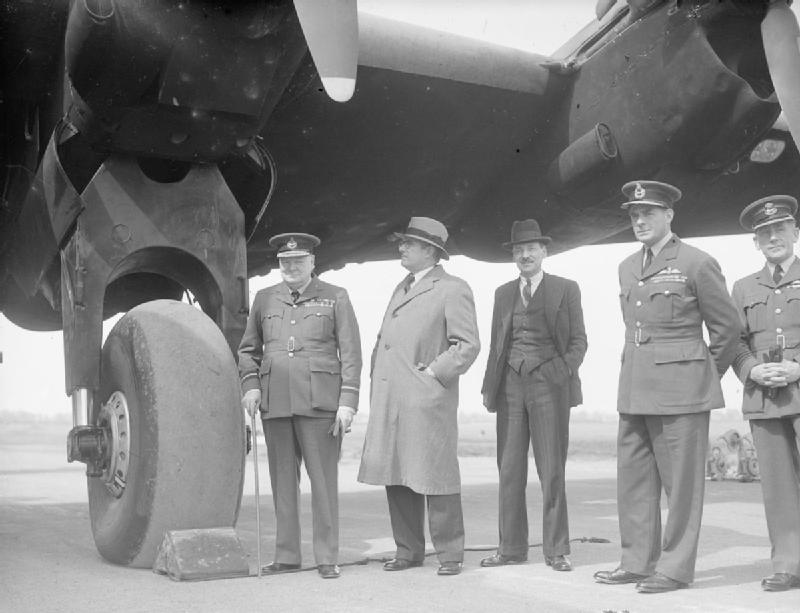
Winston Churchill en una visita al mando de Bombardeo de la Real Fuerza Aérea británica

Algunos simpatizantes comunistas del SOE de El Cairo favorecieron también a los partisanos, como James Klugmann —con contactos con los «cinco de Cambridge—; estos agentes acentuaron los informes negativos de Hudson sobre los chetniks al tiempo que extendieron infundios sobre Mihailović para desprestigiarlo al tiempo que realzaban as acciones de los partisanos. Los mensajes de Mihailović a su Gobierno pasaban además por el SOE de El Cairo, y a menudo se transmitían con retraso o se omitían. Los defensores de Mihailović afirmaron tras la guerra que este había sido víctima de una campaña de desinformación orquestada por los comunistas británicos; si bien eran ciertas las simpatías comunistas en diversas oficinas oficiales y medios de comunicación británicos, también los chetniks contaban con numerosos apoyos, también en la sección cairota del SOE. La influencia de Klugmann fue exagerada por los partidarios de Mihailović, que lo presentaron como uno de los principales jefes del SOE en Egipto cuando en realidad no contaba ni con la influencia ni con la posición jerárquica que le hubieran permitido cambiar la política británica por sí solo en favor de los partisanos, pese a haber manipulado efectivamente información. La propaganda comunista ensalzaba a Ttito,, pero Mihailović gozaban también de apoyo político en el Reino Unido, sobre todo al comienzo; los conservadores eran casi todos favorables a los monárquicos yugoslavos, a los que veían como aliados naturales.
El coronel Bailey expidió los primeros informes al Ministerio de Asuntos Exteriores en enero de 1943. Criticó la falta de visión política de Mihailović y los fallos de su organización, pero señalaba que era una fuerza resistente en Serbia, donde contribuía a inmovilizar varias divisiones alemanas y búlgaras; admitía que sus hombres habían pactado con los italianos en Montenegro, pero señalaba que parecía que Mihailović nunca había hecho lo propio con los alemanes. Bailey abogaba por seguir sosteniendo a Mihailović, pero recalcaba también la necesidad de apoyar a otros grupos de la resistencia y de intentar unir a chetniks y partisanos para no tener que respaldar a un tiempo a dos grupos antagónicos. Los británicos aceptaron el consejo de su agente sobre la conveniencia de estrechar lazos con los partisanos: propusieron a los soviéticos enviar una misión de enlace conjunta, pero Stalin no mostró interés en la idea, por lo que el gabinete británico decidió finalmente mandar un equipo exclusivamente británico, como había propuesto el SOE.

### El discurso de Mihailović
Mihailović dio un discursoa sus tropas reunidas en Donje Lipovo el 28 de febrero de 1943, durante la Operación Weiss, en el que criticó acerbamente y en presencia de Bailey lo que consideraba escasa ayuda y perfidia británicas. El informe que Bailey envió a sus superiores indicó que el jefe chetnik había declarado en su arenga que los serbios estaban casi abadonados y que los británicos solamente deseaban explotarlos a cambio de un mínimo respaldo al tiempo que mantenían casi prisioneros al rey Pedro II y al Gobierno. Había añadido además que no renunciaba a aniquilar a los aprtisanos ni a aprovechar el apoyo de los italianos mientras estos fuesen los únicos que aportasen ayuda abundante a los chetniks; había concluido afirmando que sus enemigos eran los ustachas, los partisanos, los croatas y los musulmanes y que únicamente cuando los hubiese vencido se enfrentaría a los italianos y los alemanes. Mihailović abandonó el lugar tras la alocución sin comunicar su destino a Bailey y se encaminó a tomar el mando de las operaciones contra los partisanos en el Neretva. El informe sobre el discurso causó estupor en el Gobierno británico; se sumaba a una serie de informaciones sobre las relaciones entre italianos y chetniks y al hecho de que Mihailović, consultado por su Gobierno acerca de la colaboración de Jevđević con el enemigo, había presentado negativas poco convincentes. El discurso marcó el principio del fin de la colaboración de los británicos con Mihailović que, pese a todo, continuó durante todo 1943.
El Ministerio de Asuntos Exteriores británico protestó oficialmente al presidente del Gobierno yugoslavo Jovanović por el discurso de Mihailović; recalcó que el Gobierno británico revisaría su apoyo exclusivo a los chetniks si no cambiaba la actitud de Mihailović. El Gobierno yugoslavo le envió una directriz a este en abril en la que le instaba a evitar toda acción respecto de los italianos o de los demás movimientos resistentes que pudiese suscitar reproches de los Aliados. Envió otra nota en mayo a petición británica en la que se pedía a Mihailović se centrase en la actividad contra el Eje, pactase con los partisanos y evitase toda colaboración con los italianos, las relaciones con el Gobierno de Nedić, además de mejorar la coordinación con el mando de Oriente Próximo por medio del coronel Bailey. Mihailović respodió que daría prioridad a la resistencia y cesaría los contantos con los italianos. Pero nuevas tensiones surgieron de inmediato cuando Bailey le comunicó una instrucción del mando de Oriente Medio en la que se le pedía que retirase sus fuerzas hacia el este del Río Ibar dejando el resto de Montenegro en poder de los partisanos, a causa del colaboracionismo de los jefes chetniks montenegrinos. Mihailović se negó, con el respaldo del Gobierno exiliado.
Los estadounidense empezaron a interesarse por Yugoslavia a principios de 1943; en primavera, la OSS creó una sección en El Cairo junto a la ya existente del SOE. Churchill escribió a Roosevelt en abril para sugerirle que se crease una cabeza de playa en Dalmacia que permitiese mejorar las actividades relativas a la resistencia: el envío de armas, víveres e incluso de destacamentos. El primer ministro británico seguía limitándose a tratar sobre Mihailović, pese al discurso de este de dos meses atrás.

### Relaciones con el Gobierno en el exilio

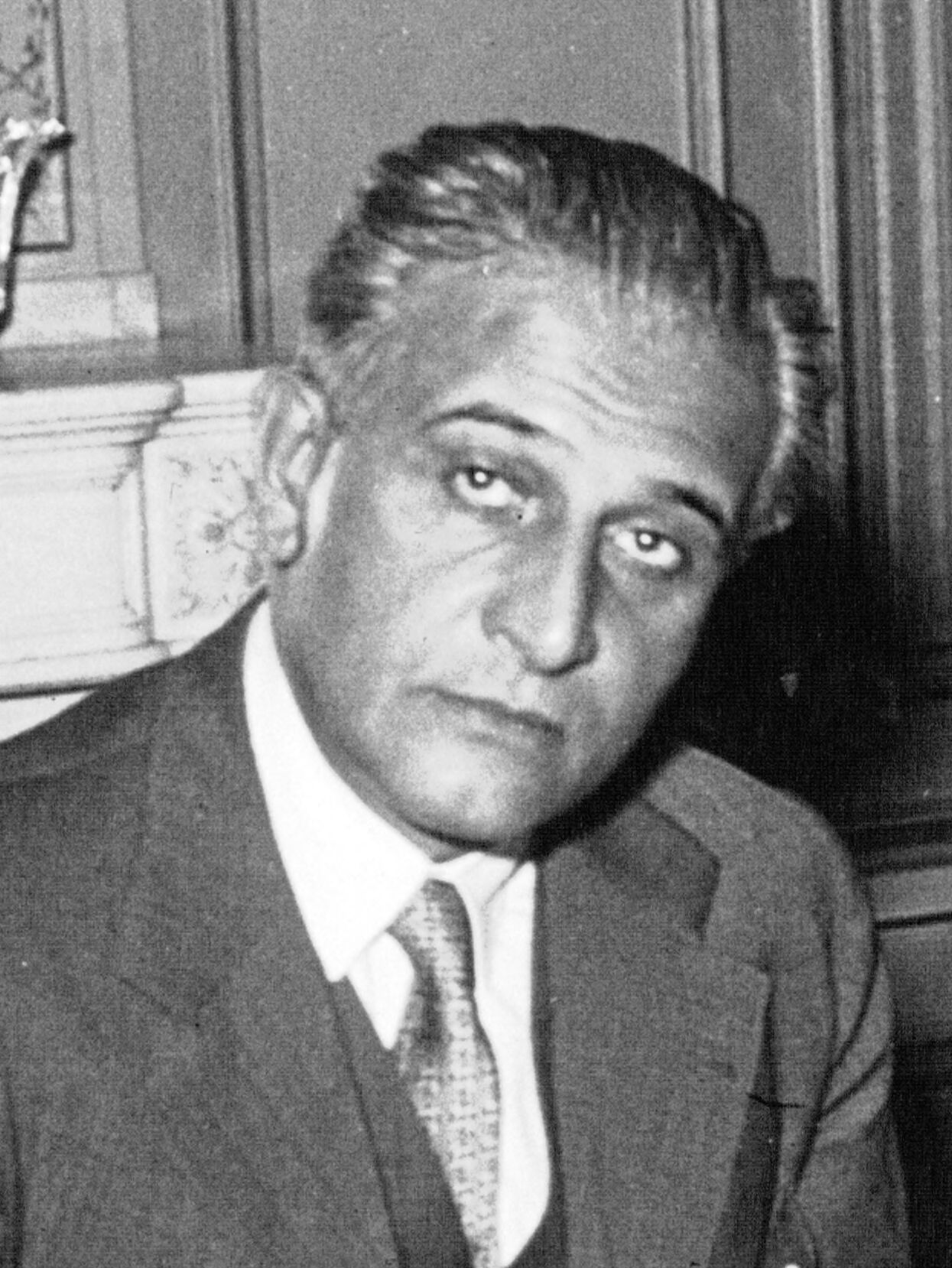
Božidar Purić, cuarto presidente del Gobierno yugoslavo en dos años.

El Gobierno británico tuvo que lidiar no solamente con las dudas cada vez mayores acerca de Mihailović, sino cambién con la inestabilidad y las desavenencias intestinas del Gobierno yugoslavo exiliado. Las tensiones entre ministros serbios y croatas minaba el gabinete de Slobodan Jovanović, que tuvo gran dificultad para consensuar una declaración sobre los objetivos bélicos. Jovanović, intelectual septuagenario carente de experiencia política, no lograba resolver las diferencias y sosnteía un programa panserbio que atizaba la tensión con los representantes de las otras nacionalidades; era un decidido partidario de los chetniks, al igual que el embajador yugoslavo en Washington, Konstantin Fotić. Este agravó la situación al desatar una violenta campaña anticroata en los Estados Unidos que acabó por precipitar una crisis gubernamental. Los expatriados yugoslavos se dividieron en diversas fracciones: la de los partidarios de la «gran Serbia» seguían viendo en Mihailović a su paladín, mientras que entre los que preferían una Yugoslavia más igualitaria crecían las simpatías por los partisanos.
Una nueva crisis gubernamental estalló cuando Pedro II anunció que se casaría con Alejandra de Grecia, sobrina del rey Jorge II de Grecia: la reina madre y la mayoría de los ministros serbios consideraban indecentes el anuncio cuando Yugoslavia aún estaba ocupada y desmembrada. Los ministros croatas aprovecharon la situación para lograr la destitución de Jovanović; este cesó el 17 de junio de 1943 y dejó el cargo a otro político serbio, Miša Trifunović. Las presiones británicas para que tanto el Gobierno yugoslavo como Mihailović cambiasen también contribuyeron a la sustitución de Jovanović; la marcha de este fue una señal de la caída en desgracia de los chetniks ante los Aliados. El Gobierno yugoslavo presentó por fin una declaración sobre los objetivos bélicos en la incluyó una referencia genérica a la resistencia sin mencionar a Mihailović, tanto para contentar a los británicos como para reducir la tirantez entre serbios y croatas. Jovanović, tras haber abandonado la Presidencia del Gobierno, envió un mensaje personal a Mihailović en la que le comunicó la esperanza de que los chetniks aprovecharína la capitulación italiana —cada vez más probable— para apoderarse de armas y emplearlas para vencer a los partisanos. El discurso real del 26 de junio elogió al conjunto de resistentes yugoslavos, sin nombrar a los partisanos aunque incluyéndoles implícitamente en tal categoría, para satisfacción del embajador soviético.
El Gobierno exiliado seguía desorganizado e inestable —pese a la sustitución de Trifunović por el diplomático Božidar Purić en agosto— y perdió rápidamente su crédito ante los británicos. El joven soberano, inexperto y sin sentido político, buscaba fundamentalmente rodearse de partidarios de su matrimonio, por lo que formó un gabinete de funcionarios que no representaba ya ni al conjunto de partidos políticos ni de las comunidades yugoslavas. En marzo sugirió trasladarse con el Gobierno a El Cairo, más cerca de Yugoslavia, y donde se encontraba tanto el Gobierno griego en el exilio como el mando británico para Oriente Próximo. El Gobierno británico acogió la idea con alivio: se desembarazaba así de lo que consideraba una fuente de problemas; Pedro II, Purić y el resto de ministros se instalaron en la ciudad egipcia el 28 de septiembre.

### Envió de misiones de enlace aliadas a los partisanos

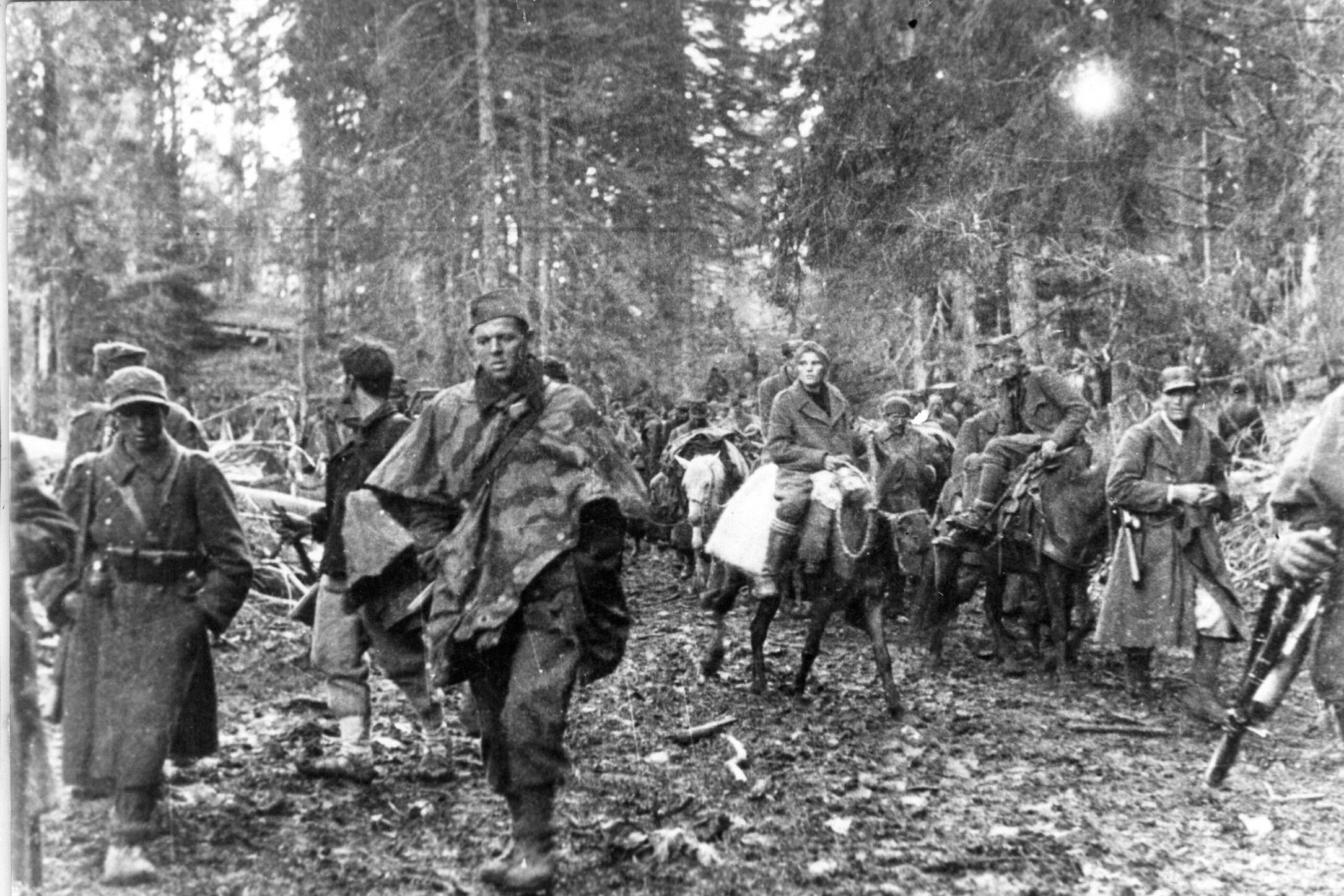
Partisanos cerca del río Sutjeska, durante la Operación Schwarz.

Los británicos enviaron las dos primeras misiones de enlace con los partisanos el 21 de abril de 1943, compuestas por voluntarios canadienses de origen yugoslavo, a Bosnia y Croacia. Los británicos esperaba informarse mejor sobre la situación yugoslava y establecer buenas relaciones con Tito con la esperanza de influenciarlo y, a la vez, de mejorar su imagen ante los soviéticos. Los hombres de Tito comprobaron la identidad de los agentes y luego les permitieron establecer contacto con El Cairo; los británicos despacharon un tercer equipo al cuartel general partisano en Croacia en mayo. Se preparó también el envío de otro al sur de Montenegro, cuyo mando se encomendó al capitán Frederick William Deakin —cercano a Churchill, quien, sin embargo, no intervino en su nombramiento—. Deakin y un oficial canadiense fueron lanzados sobre Montenegro a finales de mayo y llegaron precisamente en medio de la Operación Schwarz, por lo que asistieron a los intensos combates que libraron los partisanos contra los alemanes. Deakin, cuyo compañero había muerto, pronto envió informes a sus superiores en los que detallaba las acciones partisanas y recomendaba enviar ayuda; el cuartel general británico en Oriente Próximo se fue convenciendo paulatinamente que los hombres de Tito eran el grupo resistente más activo de Yugoslavia. Deakin —que ignoraba las negociaciones de sus anfitriones con los alemanes durante la Operación Weiss— se convenció de que los partisanos tenían razón al acusar de colaboracionismo a Mihailović, no solamente con los italianos, sino también con los alemanes; comunicó la participación de auxiliares chetniks en las últimas fases de la Operación Schwarz. La información de Deakin tuvo gran impacto en las autoridades británicas, tanto en Londres como en El Cairo.
Los informes sobre grupos chetniks que colaboraban con los ocupantes se fueron acumulando a lo largo de 1943, informes que señalaban también la gran actividad partisana contra el enemigo y que los alemanes podían cruzar indemnes los territorios controlados por los chetniks. Los documentos provenían de los equipos del SOE en Yugoslavia, cada vez más numerosos, pero también de los mensajes alemanes interceptados y descifrados por Ultra, que les permitieron a los británicos, entre otras cosas, conocer el desarrollo de las operaciones Weiss y Schwarz.
Churchill propuso a Eden a finales de julio enviarle a Tito a uno de sus estrechos colaboradores, Fitzroy Maclean, oficial del SAS y diputado conservador. Los Estados Unidos también empezaron a desempeñar un papel relevante en Yugoslavia. Despacharon sus propios equipos del OSS durante el verano y el otoño de 1943 a Mihailović y aTito: el capitán Mansfield se unió a Bailey en el centro chetnik, mientras que el capitán Benson se reunió con Deakin en el partisano. Deakin envió a sus superiores un nuevo informe sobre la colaboración constante y cada vez más estrecha de Mihailović con los alemanes, con información del oficial de enlace partisano Vladimir Velebit.
Los italianos capitularon a principios de septiembre, y a finales de mes los Aliados enviaron a Tito y Mihailović nuevos equipos de enlace encabezados por oficiales británicos, con la misión de hacer informes completos sobre la situación en Yugoslavia y los movimientos de resistencia. Fitzroy Maclean, que fue ascendido a general de brigada,, fue enviado al cuartel general partisano, mientras que el general Charles Armstrong lo fue al chetnik. Los dos fueron lanzados el 19 y el 24 de marzo, respectivamente; iban acompañados de sendos oficiales estadounidenses ( el mayor Farish iba con Maclean, y el teniente coronel Seitz, con Armstrong). Maclean resumió así la misión en sus memorias: «Mi tarea consistía por tanto en decir simplemente al Gobierno qué hombres, en Yugoslavia, mataban más alemanes y por qué medios podríamos ayudarlos a que matasen más».
Un buque de guerra pilotado por partisanos intentaba encontrar una base naval en Italia en la que pudieran refugiarse los barcos yugoslavos asediados en Split por los alemanes a comienzos de octubre cuando se encontró con un equipo del OSS que trataba de establecer a su vez comunicaciones entre Italia y las islas adriáticas en poder de la resistencia. Los agentes estadounidenses tenían que limitarse a establecer bases en los alrededores de Bari, pero establecieron un sistema de abastecimiento de los partisanos más eficaz que el que se hacía por el aire. Este permitió la evacuación de muchos partisanos heridos, que eran trasladados a Italia para ser tratados allí. Los partisanos encontraron también por primera vez periodistas occidentales, que airearon los combates que libraban con los alemanes. Al mismo tiempo, se redujo el envío de armas a los chetniks, que había crecido tras la llegada a Yugoslavia de Armstrong, pero que menguó en el otoño y el invierno de 1943 y acabó por cesar completamente.

### Abandono del desembarco en los Balcanes
Winston Churchill, cuyo Gobierno era responsable de las operaciones aliadas en el sureste Europeo, sopesó en principio desembarcar en Dalmacia. La eventual llegada de los Aliados occidentales a la zona animaba a Mihailović, preocupaba a Tito, y hacía que los ocupantes redoblasen los esfuerzos por eliminar a la resistencia antes de que se ocurriese el desembarco anglo-estadounidense. Estas operaciones alemanes e italianas favorecieron a medio plazo a los partisanos, puesto que los obligaron a concentrarse en la lucha contra los ocupantes y no contra los chetniks, granjeándose con ello las simpatías de la población.

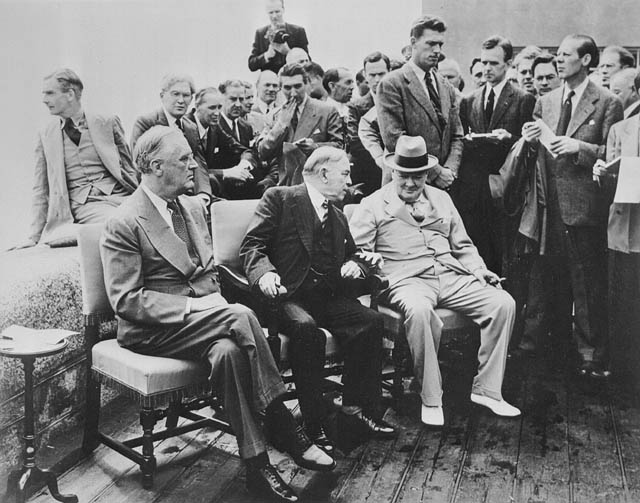
La idea de desembarcar en los Balcanes fue arrumbada por primera vez en agosto de 1943, en la primera conferencia de Quebec.

Los Aliados desembarcaron en Sicilia el 10 de julio en lo que debía ser la primera etapa en la formación de un segundo frente europeo que se sumase al oriental y permitiese arrebatar Europa al enemigo. Mussolini fue destituido de sus funciones el día 25. Churchill retomó la idea de desembarcar en Dalmacia antes del desembarco en Sicilia y la mantuvo cuando la campaña continuó y la capitulación italiana pareció inminente. Recalcó en un mensaje a Harold Alexander, jefe de los ejércitos anglo-estadounidenses destinados en la isla italiana, el interés de la operación: mitigaría la presión que sufría la URSS, protegería Grecia y dejaría Austria al alcance de los Aliados. Tampoco descartaba que los alemanes evacuasen la zona y no estorbasen el desembarco. Mihailović hizo un análisis idéntico al de Churchill y ordenó a sus tropas que se preparasen tanto para la llegada de los Aliados como a una posible retirada alemana. Por otra parte, Churchill felicitó a Tito pocos días antes del comienzo de la campaña siciliana por haber escapado a la Operación Schwarz y le comunicó la próxima apertura del frente italiano.
Sin embargo, los estadounidenses se mostraron remisos sobre lo oportuno de la operación durante los preparativos de la conferencia aliada que se iba a celebrar en Quebec; ello hizo que Churchill se limitase a proponer una serie de acciones puntuales en el Adriático para colaborar con la resistencia en la zona. Finalmente, estadounidenses y canadienses optaron por desembarcar en Normandía en la primavera de 1944 —en lo que luego fue la Operación Overlord— y descartaron la operación balcánica; Churchill hubo de ceder. Roosevelt sí que mencionó en la conferencia, no obstante, la posibilidad de emplear en la zona tropas griegas y yugoslavas exiliadas de las que habían sido adiestradas por los anglo-estadounidenses.
Tras la conferencia, Henry Maitland Wilson, general en jefe del mando británico para Oriente Próximo, propuso apoyar a la resistencia yugoslava para que pudiese seguir acosando a los alemanes y facilitar con ello las operaciones europeas previstas para 1944. El embajador británico ante el Gobierno yugoslavo prefería que la ayuda se concediese exclusivamente a Mihailović, pero Wilson planeaba colaborar con todas las organizaciones resistentes.
Churchill retomó varias veces el plan de desembarco en los Balcanes, pero los estadounidenses y su propio Estado Mayor se negaron repetidamente a estudiarlo. Los Aliados sí que atizaron el temor alemán al desembarco mediante operaciones de distracción que mantuvieron viva la amenaza de una ofensiva en Grecia o Yugoslavia; el objetivo era que no retirasen unidades de la región y las enviasen a reforzar el frente italiano.
Mihailović fue incapaz de entender la evolución de la política aliada; se creía imprescindible en la estrategia general y pensaba que el papel esencial que otorgaba a Yugoslavia hacía inevitable que los Aliados desembarcasen en los Balcanes.

### Apoyo final a los partisanos
Anthony Eden trató de obtener la colaboración soviética en la conferencia de Moscú de octubre de 1943 para lograr un acuerdo entre los dos grandes grupos de la Resistencia yugoslava, pero Molotov evitó la cuestión.. Fitzroy Maclean fue evacuado en avión a El Cairo tras haber pasado dieciocho días con Tito. Churchill y Roosevelt se reunieron allí a finales de noviembre, después de que la capitulación italiana hubiese cambiado notablemente la situación yugoslava; la conferencia precedió en algunos días a la de Teherán, en la que los mandatarios británico y estadounidense se reunieron con Stalin. Maclean fue el primer oficial británico en volver de Yugoslavia con un informe completo. Había tenido una impresión muy favorable de Tito y de la resistencia comunistas y señaló en su informe —basado principalmente en datos daportados por los propios partisanos— que eran una fuerza insoslayable en Yugoslavia y que probablemente dominarían el país si los Aliados vencían en la guerra mundial. Armstrong, el oficial de enlace enviado a Mihailović, no pudo acudir a El Cairo por lo complicado que hubiese resultado la operación; su informe en el que analizaba los pormenores de las ventajas y desventajas del movimiento chetnik, llegó demasiado tarde a Londres para que Anthony Eden pudiese llevárselo a El Cairo. Solamente Maclean y Deakin —este había llegado a la ciudad egipcia tras la conferencia de Teherán— estuvieron presentes para exponer a Churchill el punto de vista partisano. El historiador Stevan K. Pavlowitch considera que la presencia de Armstrong y Bailey no hubiese bastado para cambiar la decisión de Churchill. El informe de Maclean contenía numerosas inexactitudes y exageraba notablemente la potencia militar partisana, pero confirmaba la información obtenida usando Ultra y por ello resultó decisivo. Churchill se convenció de que el movimiento de Tito era el más eficaz en el combate contra Alemania y debía dársele preferencia respecto al de Mihailović.

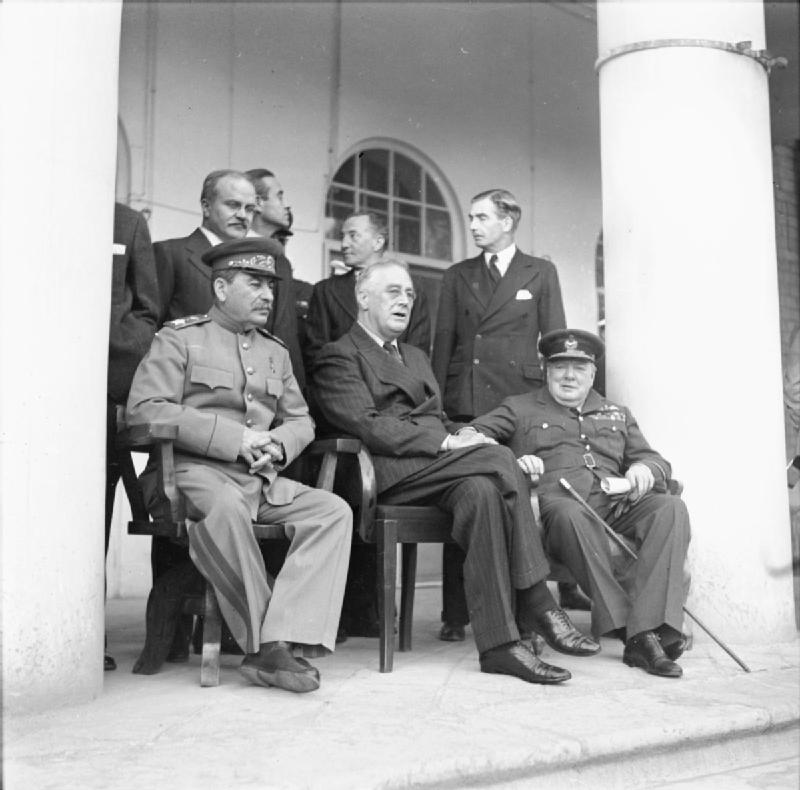
Stalin, Roosevelt y Churchill en la conferencia de Teherán.

Churchill se reunió seguidamente en El Cairo con Roosevelt y los jefes del Estado Mayor; propuso complementar la Operación Overlord con otro desembarco en el sur de Francia o en el norte de Yugoslavia. Roosevelt prefería la ofensiva en Francia, como comunicó al rey Pedro II, a la sazón también en El Cairo.
Churchill abogó en la conferencia de Teherán por dar prioridad a la ayuda a los partisanos yugoslavos frente a los chetniks; los consideraba más activos y eficaces en la lucha contra el Eje. Stalin se mostró indiferente al entusiasmo de Churchill por los partisanos, pero accedió a ayudar en lo posible a Tito. Churchill volvió a retomar la idea de desembarcar con efectivos limitados en el Adriático. Los soviéticos se opusieron, más por razones militares que políticas: lo esencial para ellos era la aparición de un nuevo frente en Europa occidental que redujese la presión alemana en el oriental; las operaciones en el sur de Europa les parecían secundarias. Stalin, con el concurso de Roosevelt, deseaba dar prioridad a Overlord y defendió la realización de un desembarco en el sur de Francia en vez de en los Balcanes, con el fin de dispersar las fuerzas enemigas cuando se efectuase la operación en Normandía. Esto confirmó los temores de Churchill de que los Balcanes y el resto de la Europa central quedarían en manos del Ejército Rojo. La reunión también trató sobre Mihailović: para sorpresa general, Molotov propuso que se le enviase una misión diplomática soviética, pero Eden respondió que las informaciones con las que contaba indicaban que no valía la pena trabajar con el dirigente chetnik. La conferencia de Teherán marcó el final del interés aliado por los chetniks.
Churchill se reunió con Maclean, Deakin y una delegación partisana encabezada por Vladimir Velebit que acompañaba a este a su vuelta a El Cairo desde Teherán. El primer ministro británico se entrevistó con los dos oficiales el 9 y el 10 de diciembre para tratar sobre la información que poseían acerca del colaboracionismo chetnik. Mientas, Velebit y el resto de enviados de Tito trataban de estrechar relaciones con los militares aliados con el objetivo de obtener de ellos mayor ayuda. Maclean indica en sus memorias que el primer ministro británico, a quien había advertido de que Yugoslavia podía acabar alineada con la Unión Soviética, le respondió que ni él ni Maclean pensaba establecerse en Yugoslavia. Según Maclean, Churchill añadió luego: «cuanto menos nos preocupemos usted y yo de la forma de gobierno que fijarán los yugoslavos, mejor»; la prioridad era saber «quién de ellos hacer más daño a los alemanes». Churchill recibió a Pedro II el día 10; le anunció que tenía pruebas irrefutables de la colusión de Mihailović con los ocupantes e insistió en la necesidad de apartarlo del Gobierno. Churchill se entrevistó a continuación con Božidar Purić, al que comunicó su intención de aumentar la ayuda que se daba a los partisanos; el primer ministro yugoslavo protestó, pero Churchill replicó que prefería centrar su colaboración en los que combatían y criticó la pasividad de Mihailović.
En paralelo, los partisanos formaron durante la segunda sesión del AVNOJ, que se celebró al tiempo que la conferencia de Teherán, un Comité de Liberación Nacional, que se proclamó único Gobierno de Yugoslavia. El apoyo cada vez más manifiesto del Gobierno a los partisanos y la aparición de un organismo político rival al Gobierno real en el exilio suscitó dudas entre los políticos británicos. Richard Law aclaró en la Cámara de los Comunes que el Gobierno británico daba prioridad a ayudar a Tito frente a Mihailović puesto que los partisanos eran más activos en la lucha contra los alemanes. El Departamento de Estado de los Estados Unidos, por su parte, se mostró circunspecto: reiteró la legitimidad del Gobierno exiliado en Londres, sin dejar por ello de propugnar que se respaldase a todas las fuerzas resistentes yugoslavas, sin tomar partido por ninguna. Churchill creía que había que romper con Mihailović, pero sin abandonar a la vez a Pedro II, por lo que trató de este y Tito estrechasen relaciones.
Los británicos dieron una última oportunidad a Mihailović el 8 de diciembre: le pidieron que volase dos puentes. Mihailović prometió hacerlo, pero la oposición de sus hombres hizo que finalmente no diese la orden correspondiente. Propuso llevar a cabo una operación alternativa, pero el cuartel general aliado de El Cairo, que ya no confiaba en él, no mostró interés en la contrapropuesta.

## La capitulación italiana y sus consecuencias

### Alemanes y partisanos se apoderan de las zonas ocupadas por Italia

Partición de Yugoslavia en 1943.

Mussolini prohibió la colaboración con los chetniks a finales de mayo de 1943, cediendo por fin a las exigencias alemanas; la orden se cumplió solo en algunas zonas: en otras, los grupos chetniks siguieron colaborando con los mandos italianos que lo permitieron, como fue el caso del grupo de Đujić. Mussolini sustituyó a Pirzio Biroli con el general Barbasetti di Prun en el Gobierno de Montenegro el 1 de julio. La destitución de Pirzio Biroli, partidario decidido de reanudar la colaboración con los chetniks, probó al movimiento de Mihailović de una baza importante.
Los diversos beligerantes fueron preparándose durante el verano de 1943 para una posible capitulación italiana. Los partisanos habían sobrevivido a la Operación Schwarz, reforzado su presencia en Bosnia y expulsado de algunos lugares a las tropas alemanas; por entonces dominaban alrededor de un quinto del territorio yugoslavo. Los chetniks habían vuelto a extenderse por Montenegro tras la retirada de los partisanos de la región en junio y julio. Los italianos tenían intención de desarmarlos en Montenegro mientras seguían colaborando con ellos en algunas zonas del Estado Independiente de Croacia. Los alemanes aumentaron sus efectivos en Yugoslavia por si debían desarmar a las catorce divisiones italianas destinadas en el país, que contaban con unos trescientos ocho mil soldados.
Las unidades alemanes penetraron en las zonas de ocupación italianas durante el verano. Hitler encomendó al mariscal de campo Maximilian von Weichs —quien había mando la invasión de 1941— el mando de todas las fuerzas alemanas desplegadas en el sureste europeo. Von Weichs tomó el mando también del Grupo de Ejércitos F. Ese mismo mes, los partisanos trataron de firmar una tregua con Mihailović, al que propusieron combatir conjuntamente a los alemanes. Milovan Djilas se reunió con dos enviados chetniks, Zaharije Ostojić y Petar Baćović, a tal efecto. Pero Mihailović rehusó la oferta, que tomó como señal de debilidad de Tito; amenazó a Ostojić y Baćović con excluirlos si seguían tratando con los comunistas.
Los alemanes contaban en el otoño de 1943 con el doble de efectivos que en 1941: trece divisiones. El 3 de septiembre, el mariscal Badoglio, que había sucedido a Mussolini al frente del Gobierno italiano, firmó un armisticio con los estadounidenses y los británicos que se hizo público cinco días después. La noticia sorprendió a las tropas italianas destinadas en Yugoslavia: la mayoría se enteró de la noticia por la radio; su desorganización era total. Los partisanos y lo chetniks tampoco esperaban la rendición: tanto Tito como Mihailović estaban furiosos para lo haber sido advertidos por los oficiales de enlace. Alemanes, partisanos y chetniks trataron de apoderarse de las zonas hata entonces en poder de Italia y de todo el armamento posible tan pronto conocieron la noticia. El general Wilson hizo un llamamiento a las tropas italianas para que se sometiesen a su autoridad, no entregasen las armas a los alemanes y combatiesen junto con los «pueblos de los Balcanes». Los oficiales de enlace recibieron la orden de negociar la rendición de las unidades italianas que tuviesen cerca, postergando a Tito y Mihailović, cosa que disgustó a estos. Deakin y Benson asistieron en Split al desarme de la guarnición italiana por Koča Popović y sus partisanos; por su parte, los chetniks recibieron la capitulación de los italianos de Berane en presencia de Bailey, y de los de Priboj ante Hudson y Mansfield.
Los italianos reaccionaron de diversas maneras: la mayoría tomó el armisticio como una liberación y se apresuró a entregar las armas, fundamentalmente a los alemanes, pero también a chetniks y partisanos; una minoría se unió a los alemanes; y otra, se sumó a las unidades chetniks o partisanas.
Los partisanos se adelantaron en general a los chetniks y en pocos días se adueñaron de la mayoría de la costa dálmata y de las islas. Penetraron en territorio italiano el 15 de septiembre y se apoderaron de Istria y de los territorios entre Trieste y Austria. Cercaron Zagreb a principios de octubre y amenazaron incluso la vía férrea que une esta con Belgrado. También se hicieron con gran cantidad de armamento italiano; los chetniks también, pero en menor cuantía.
Por su parte, los alemanes invadieron todas las zonas hasta entonces italianas. El Reich creó una zona de operaciones que abarcaba la costa adriática (Operationszone Adriatisches Küstenland'o OZAK) que dependía de la reichsgau de Carintia y del gauleiter austriaco Friedrich Rainer; abarcaba zonas italianas, eslovenas y croatas y se extendía de Údine en Italia a Liubliana.
La mayoría de los soldados italianos —el 2.º Ejército casi al completo— fue apresada por sus antiguos aliados y despachada a campos de prisioneros en Alemania. Algunos fueron víctimas de matanzas. Los alemanes no tuvieron problemas en dominar a las unidades destinadas en Eslovenia y Croacia, completamente desorientadas; en Montenegro, Dalmacia y Bosnia, por el contrario, algunas unidades italianas siguieron combatiendo, pero en el bando contrario, como la Brigada Mameli en Zara o la División Garibaldi. Los soldados que trataron de unirse a los partisanos no fueron siempre bien recibidos: muchos fueron vistos con desconfianza y algunos encarcelados, maltratados o incluso asesinados. Además, los resistentes purgaron las unidades italianas de fascistas y de los oficiales considerados inaceptables por los yugoslavos; participaron luego en acciones de guerrilla, pero también fueron empleados como mera carne de cañón.
En las zonas en las que la ocupación italiana había sido más dura, como en Dalmacia y en las islas del Adriático, los italianos, identificados con los fascistas, sufrieron represalias draconianas. En la isla de Biševo, donde se hallaba un campo de prisioneros, varios miles de soldados italianos fueron lanzados al mar. En las regiones anexionadas tanto antes de la guerra como durante la contienda o en las sometidas a una italianización violenta, las represalias no se limitaron a los militares, los notables y los jefes del partido fascista, sino que afectaron a la población italiana en general e incluyeron matanzas. Varios cientos de italianos fueron lanzados a los pozos de las comarcas calcáreas a finales de 1943.

### Nueva situación política y militar

#### Croacia y Bosnia-Herzegovina

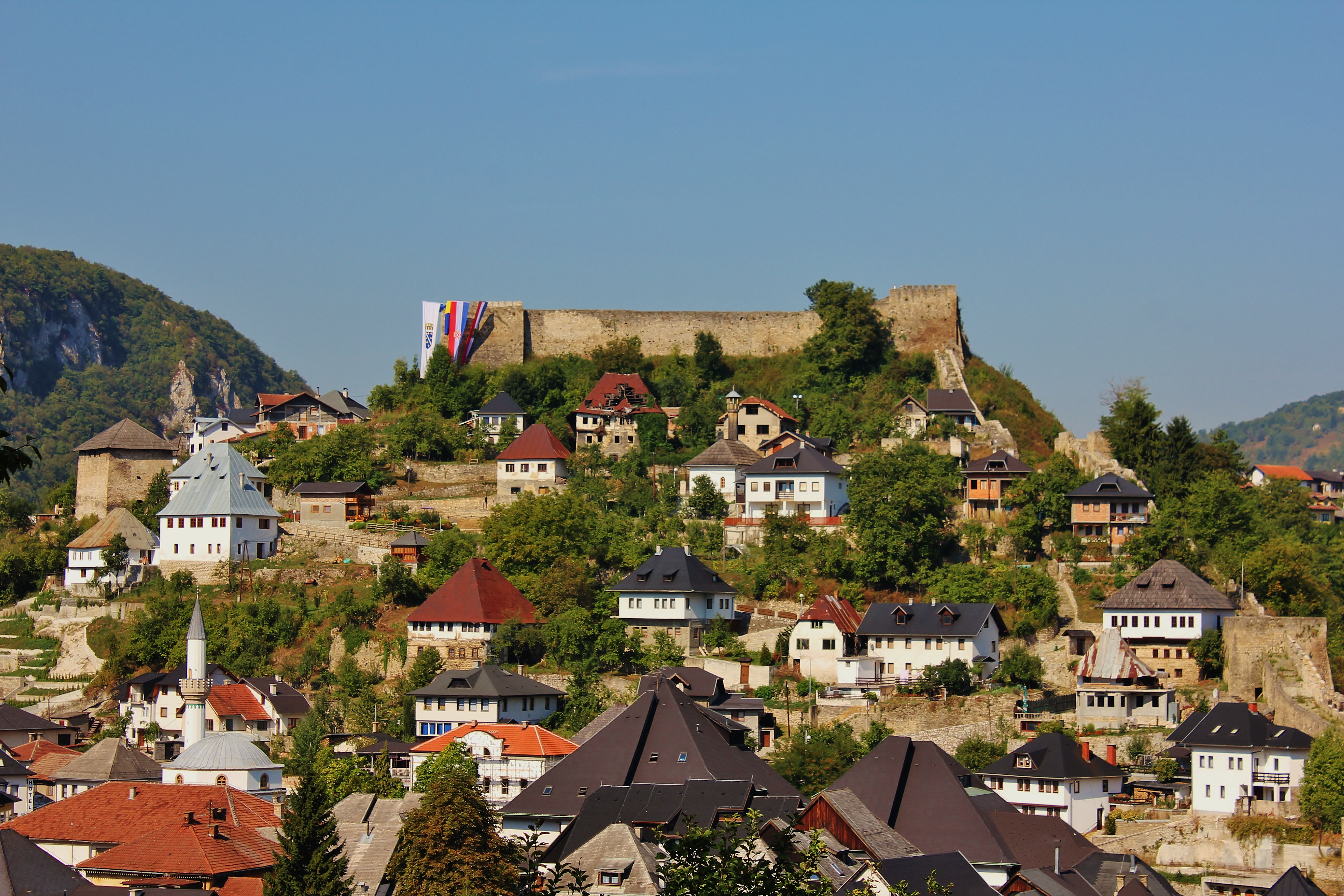
La ciudad de Jajce, cuartel general partisano durante cierto tiempo

Ante Pavelić aprovechó la capitulación italiana para abrogar los tratados bilaterales con Italia y la unión dinástica con la Casa de Saboya; proclamó también la anexión de los territorios italianos en Dalmacia. Los ustachas emprendieron nuevos ataques contra los partisanos para legitimar sus pretensiones territoriales. La debilidad del Estado croata, muchas de cuyas tierras estaban en poder de partisanos y chetniks, preocupaba a los alemanes. Von Weichs propuso estrechar el control alemán del país, pero Hitler se negó.
El Ejército croata se reorganizó para dotarse de unidades con mayor movilidad, controladas por alemanes, mientras que las milicias ustachas crecieron hasta alcanzar los cuarenta y cinco mil hombres, fundamentalmente jóvenes reclutas fanáticos. El XV Cuerpo SS de Caballería Cosaca, que los alemanes habían formado con prisioneros y desertores del Ejército soviético y que hasta entonces había hecho tareas de vigilancia en Yugoslavia, recibió nuevas misiones; sus hombres, sin embargo, sembraron el terror entre la población croata por sus atrocidades, que llegaron a disgustar al propio Goebbels. Los alemanes desplegaron también voluntarios Waffen-SS neerlandeses y escandinavos en Croacia, que los alemanes trataban como territorio ocupado. Pavelić trató de anexionarse nuevos territorios, en especial Fiume, Kotor e Istria, pero los alemanes se negaron tajantemente, pues consideraban que el régimen croata carecía de medios políticos y militares a la altura de sus ambiciones.
Por su parte, los partisanos trataron de apoderarse de Bosnia, cuya parte oriental dominaban los chetniks. Tomaron Tuzla, en el noreste; la guarnición de la Guardia Nacional Croata se pasó a su bando. Muchos soldados del régimen ustacha desertaron y se pasaron a los partisanos. Lo mismo sucedió con los autonomistas musulmanes. La propaganda para atraer croatas y musulmanes disgustaba a cierta parte de los partisanos serbios, algunos de los cuales se pasaron a su vez a los chetniks.
El caos y el vacío de poder en el que se encontraba Bosnia favorecieron a los partisanos. La mayoría de los yugoslavos que deseaban unirse a la resistencia o romper con el pasado se sumaban a las filas comunistas; en Bosnia, contaban cada vez con más partidarios de las tres comunidades principales (serbia, croata y musulmana). Los partisanos seguían siendo mayoritariamente serbios, pero atraían a personas de las diversas nacionalidades, pues no se les identificaba con una en particular. Los croatas habían sido muy pocos al comienzo, pero en 1944 ya suponían alrededor de un 30 % de todos los partisanos. Los musulmanes que se sumaban a los partisanos eran generalmente de origen urbano, mucho más favorables al movimiento de Tito que la población rural. Sin embargo, la hostilidad musulmana hacia el Gobierno de Pavelić creció a lo largo de 1943. Por ejemplo, los musulmanes de la región de Prozor-Rama, que se sentían amenazados por los ustachas, suministraron muchos combatientes a los partisanos. En la de Bania Luka, el creciente poder partisano hizo que la población musulmana perdiese parte del temor a las represalias chetniks y apoyase cada vez más a las unidades de Tito. Estas tomaron Jajce, ciudad de la Bosnia central con una imponente fortaleza, en agosto; allí se fijó la nueva «capital» partisana.

#### Eslovenia

Emblema de la Guardia Nacional Eslovena

El Frente de Liberación esloveno —los partisanos de la región, acaudillados por Boris Kidrič— redoblaron las agresiones contra los anticomunistas, que carecían de mando conjunto y de respaldo directo de los Aliados. Las Guardias Azules del mayor Novak fueron aniquilados; este huyó a Italia y fue sustituido por Ivan Prezelj como representante regional de Mihailović. Muchos miembros de la MVAC fueron apresados y pasados por las armas. Los alemanes mantuvieron a Leon Rupnik al frente del gobierno provincial de Liubliana tras consultarlo con monseñor Rožman y lo nombraron además prefecto; se le permitió formar una Guardia Nacional Eslovena (Slovensko domobranstvo, cuyos miembros se llamaban domobranci) para luchar contra los partisanos. Los primeros reclutas provinieron fundamentalmente de la antigua MVAC. No se sabe exactamente por qué, pero Rupnik fue destituido como jefe de la Guardia un mes más tarde y no fue hasta septiembre de 1944 euando se lo nombró inspector general de los domobranci. El ideario de la Guardia era católico, anticomunistas y antisemita; la unidad estaba tutelada por el ejército alemán y solamente tenía autoridad sobre la población eslovena, lo que limitaba la eficacia de sus operaciones de mantenimiento del orden. Colaboró en la deportación de judíos de la antigua zona de ocupación italiana. Los alemanes crearon además una policía eslovena, subordinada también a sus servicios de seguridad.
El Frente celebró una asamblea popular en Kočevje entre el 1 y el 4 de octubre de 1943, especie de Parlamento provisional que proclamó la voluntad del pueblo esloveno de formar una confederación con los demás pueblos yugoslavos y la unión del litoral a Eslovenia, pese a estar poblado mayoritariamente por croatas.

#### Montenegro

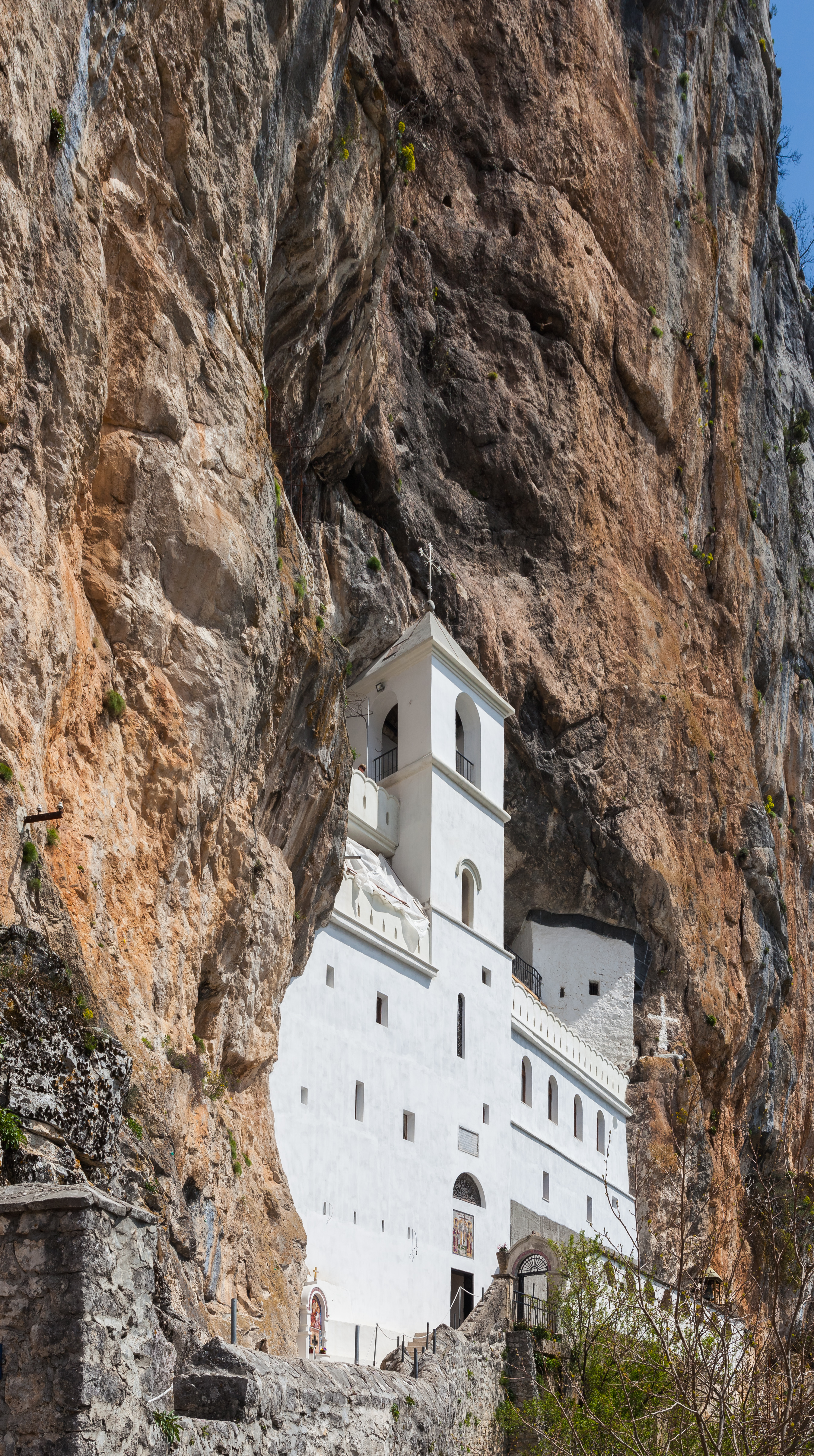
El monasterio de Ostrog, donde perecieron en octubre de 1943 la mayoría de los jefes chetniks montenegrinos.

Loa alemanes cortaron las vías de comunicación de los italianos en Montenegro al tiempo que invadían la región y llamaban a los montenegrinos a luchar contra los «cobardes italianos». El jefe chetnik Blažo Đukanović intentó vanamente que los italianos se le rindiesen. Los alemanes alcanzaron Podgorica el 15 de septiembre y detuvieron al jefe de la guarnición italiana.
Partisanos y chetniks de la región de Berane compitieron por obtener la capitulación y las armas de los italianos; el general Giovanni Battista Oxilia, jefe de la División Venezia, intentó primero contactar con los británicos y los chetniks para combatir junto con ellos a los alemanes, pero finalmente pactó con los partisanos al comprender que estos gozaban por entonces del favor de los Aliados. Los partisanos de la zona, al mando de Peko Dapčević, tomaron finalmente Berane; Oxilia y sus hombres se unieron a ellos. Los chetniks se apoderaron, empero, de parte del arsenal italiano, si bien hubieron de abandonar la ciudad. Oxilia tomó el mando de la División Garibaldi, formada por los restos de las unidades italianas destinadas en Montenegro.
Los alemanes dominaban Cetiña, la costa montenegrina y algunas vías de comunicación a finales de septiembre, pero el resto del territorio se lo disputaban chetniks y partisanos. Blažo Đukanović, Bajo Stanišić y gran parte de los jefes chetniks montenegrinos se refugiaron en el monasterio de Ostrog, que los partisanos cercaron y tomaron a mediados de octubre: Đukanović, Stanišić y el grueso del comité nacionalista pereció durante los combates.

#### Macedonia y Kosovo
La retirada italiana les permitió a los partisanos cambiar de estrategia en los territorios que habían escapado hasta entonces a su control en los que la identidad nacional de la población no era clara. En Macedonia, Svetozar Vukmanović formó un frente común con los comunistas búlgaros del Frente Patriótico, los albaneses del Movimiento de Liberación Nacional y griegos del Frente de Liberación Nacional y abogó por la unión de los macedonios; el comité central macedonio hizo un llamamiento en junio a la unidad de Macedonia, sin mencionar Yugoslavia, gesto que suscitó duras críticas a Vukmanović.
La retirada de los italianos, que habían anexado la parte occidental de Macedonia a su protectorado albanés, les permitió a los partisanos de la región —Vukmanović había operado hasta entonces en la zona italiana— extender su control al oeste. Publicaron un nuevo manifiesto en el que llamaban a luchar contra los ocupantes y a la unidad entre macedonios; el documento mencionaba una federación balcánica, pero insinuaba que la región seguiría formando parte de Yugoslavia, lo que disgustó a cierta parte de los militantes de Skopie. Por añadidura, Vukmanović utilizó la llegada de agentes británicos a su cuartel general para desacreditar a los chetniks de la zona.

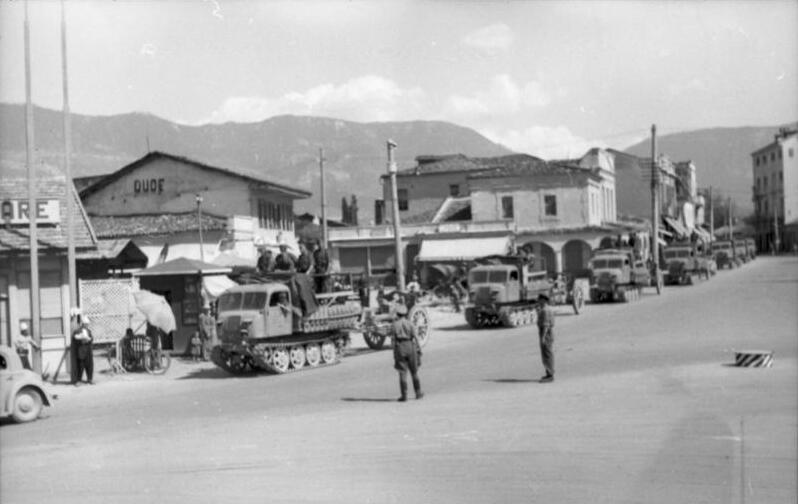
Tropas alemanes en Kosovo en septiembre de 1943.

El comité central del partido aprobó mantener la unidad de Macedonia en diciembre de; a partir de entonces, Vukmanović fue libre de negociar con los búlgaros y griegos y de abogar por unir la Macedonia yugoslava la Macedonia del Pirin (la parte búlgara). Llegó a reclutar hombres en el territorio griego, lo que desató la tensión con la resistencia comunista griega. ELAS exigió la disolución de las unidades macedonias, pero estas se limitaron a trasladarse a territorio yugoslavo. Radoslav Đurić, que representaba a Mihailović en Macedonia, mandaba un pequeño grupo compuesto fundamentalmente por refugiados serbios que se enfrentó en varias ocasiones con los partisanos. El mando de estos correspondía a Mihajlo Apostolski y se dieron el nombre de Ejército Popular de Liberación de Macedonia. Formaron una primera brigada de setecientos combatientes en noviembre de 1943, pero siguieron siendo poco numerosos y activos hasta 1944.
La posición de los resistentes yugoslavoe en los territorios de población albanesa era incómoda. Los alemanes habían ocupado lo que hasta entonces había sido el protectorado italiano, tanto la antigua Albania como los territorios yugoslavos con los que los italianos habían ampliado la región. La mayoría de los albaneses deseaban mantener las nuevas fronteras, lo que impidió que Mihailović obtuviese respaldo notable en la zona. Los partisanos tuvieron que mantener un complicado equilibrio y se declararon partidarios de la autodeterminación de Kosovo. Formaron un Consejo de Liberación Popular de Kosovo y Metojia que presentó la lucha contra los ocupantes de consuno con las demás comunidades yugoslavas como el medio para lograr la unión de Kosovo con Albania. Los dirigentes del Partido Comunista no tenían aún una postura neta respecto del estatuto que tendrían la región en tras la guerra: algunos estaban dispuestos a que Albania conservase Kosovo, pero únicamente si se integraba en la futura federación yugoslava. El limitado margen de maniobra de los comunistas yugoslavos ante las rivalidades nacionalistas hizo que estos se apoyasen en los resistentes comunistas albaneses de Enver Hoxha.
Svetozar Vukmanović fue enviado a ayudar en la organización de estos tras la capitulación italiana; se creó un ejército de liberación nacional para enfrentarse a los nacionalistas albaneses de Balli Kombëtar, coligados con los alemanes y que habían formado un nuevo Gobierno colaboracionista. Cuarenta y nueve delegados comunistas de Kosovo se reunieron en Bujance entre el 31 de diciembre de 1943 y el 2 de enero de 1944; la resolución aprobada en ella afirmaba que Kosovo era parte integrante de Albania. Tito tildó esta postura de reaccionaria y el buró político del Partido Comunista declaró írritas la conferencia de Bujance y sus conclusiones.
Por su parte, los alemanes atizaron aún más que los italianos el nacionalismo albanés. Xhafer Deva, ministro del Interior en la Albania ocupada por los alemanes, organizó una nueva expulsión de población serbia de Kosovo.

#### Medidas alemanas

##### Nuevas ofensivas

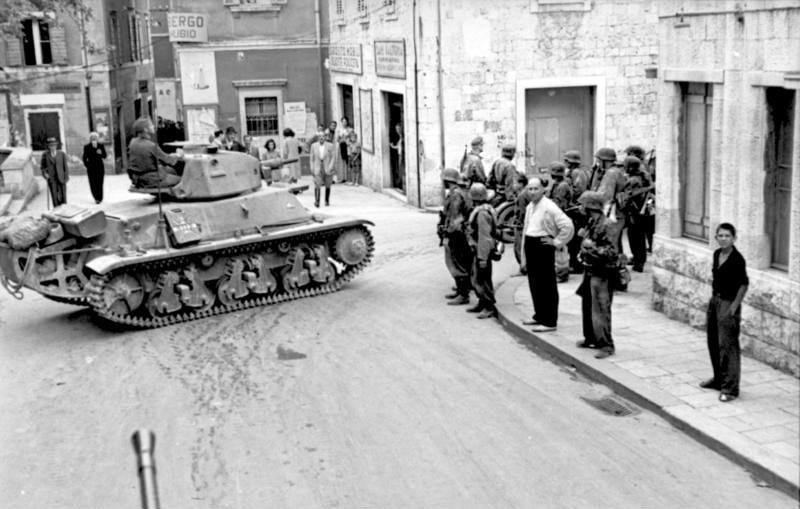
Tropas alemanas en Split, Croacia.

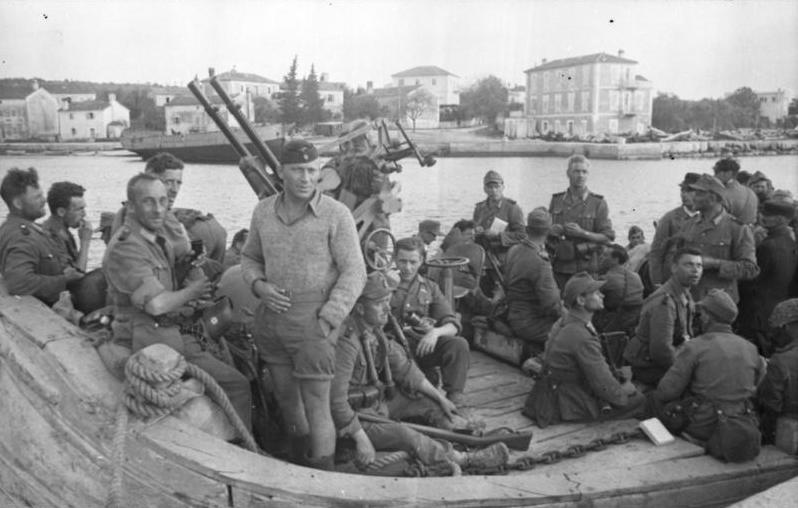
Transporte fluvial de soldados alemanes en Yugoslavia.

Los alemanes emprendieron una nueva serie de ataques contra los insurgentes tras la capitulación italiana que se extendió hasta febrero de 1944 y se conoce como «Sexta Ofensiva Antipartisana». Uno de ellos fue la Operación Kugelblitz que tenía por meta adueñarse de las zonas evacuadas por los italianos, en particular del litoral adriático y las islas. Los partisanos no habían previsto la intensidad del contraataque alemán y tuvieron que ceder terreno. Los alemanes lograron reducir notablemente la actividad de la resistencia en toda Yugoslavia para finales de 1943. No obstante, su dominio sobre los territorios recuperados era frágil y no consiguieron apoderarse de todas las islas adriáticas.

##### Represión y deportaciones
Los alemanes emprendieron una intensa persecución de las comunidades eslavas e italianas de los territorios de la zona de operaciones del litoral adriático que tenían intención de anexionarse. Las operaciones de represión quedaron a cargo del general Odilo Globocnik —que ya había estado a cargo del exterminio de judíos en Polonia—, que fue nombrado jefe de las SS y de la Policía en la OZAK. Los judíos que habían sobrevivido hasta entonces refugiados en lo que había sido la zona de ocupación italiana fueron apresados y deportados. Se creó además un campo de concentración, el de la risiera di San Sabba, a las afueras de Trieste; era el campo de tránsito hacia Auschwitz por el que pasaban los deportados judíos y donde se encarcelaron a rehenes eslovenos y croatas, miles de los cuales perecieron.

##### Intentos de reforma
El diplomático austríaco Hermann Neubacher, nombrado a la sazón responsable para los Balcanes del Ministerio de Asuntos Exteriores, intentó cambiar la estructura política de la Yugoslavia ocupada. Propuso crear una federación que hubiese presidido Nedić y hubiese reunido a Serbia, Montenegro y el Sanjacado de Novi Pazar, pero Hitler rechazó el plan. Sí logró, por contra, que mejorasen las condiciones de ocupación de Serbia; se redujeron, por ejemplo, las muertes de rehenes a finales de 1943. Neubacher estableció además contacto con los políticos croatas con el objetivo de formar un Gobierno que sustituyese al de los ustachas, si bien este proyecto no se llevó finalmente a la práctica.

##### Alianzas entre chetniks y alemanes

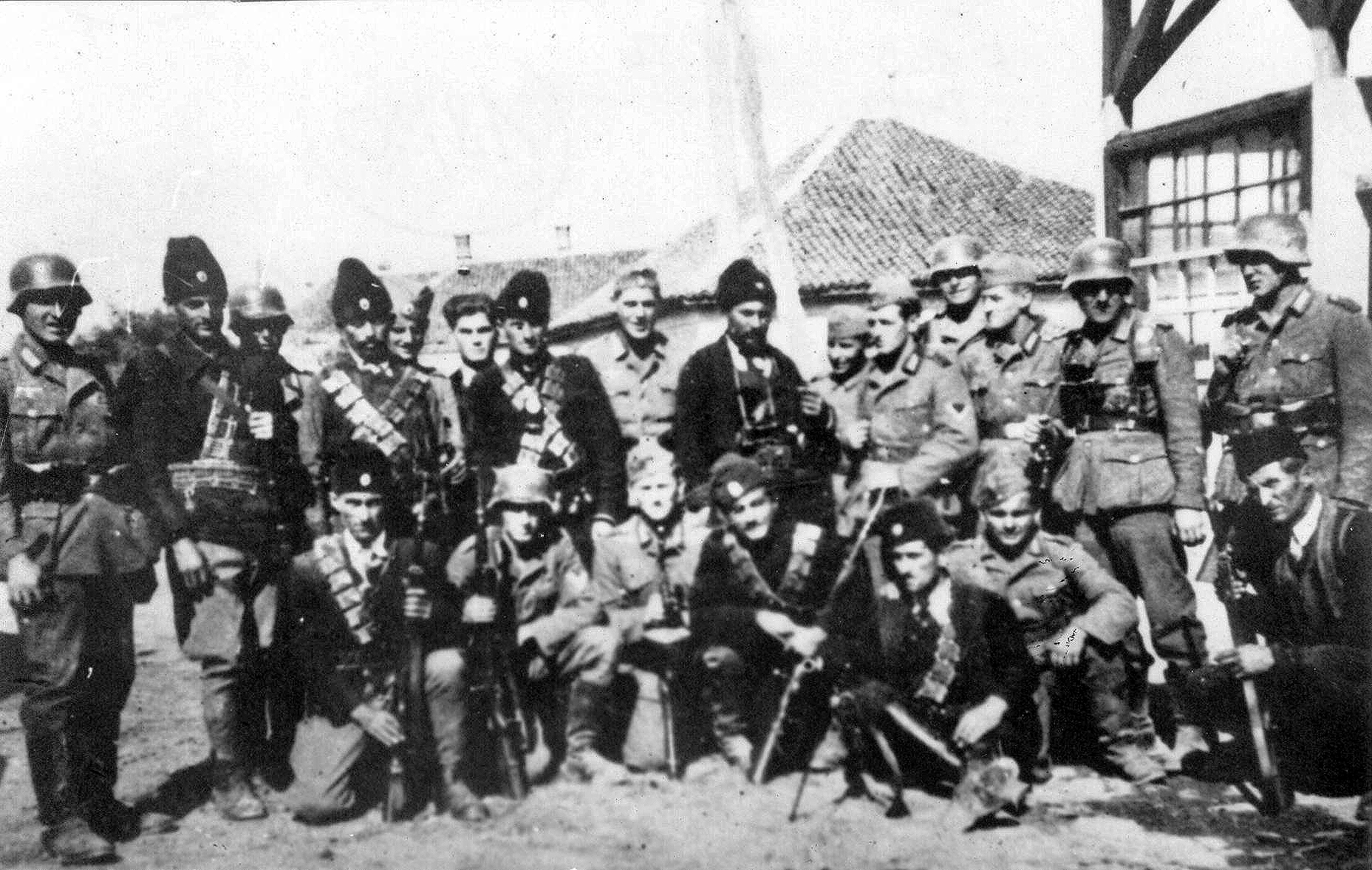
Soldados alemanes en compañía de un grupo de chetniks.

La capitulación italiana fue una catástrofe para los chetniks, pues les privó de su principal aliado en Yugoslavia. Mihailović se puso en contacto en julio con el nuevo Gobierno de Badoglio, al que propuso colaborar siempre que Italia rescindiese la alianza que tenía con Alemania; Badoglio se negó, pero el dirigente chetnik decidió continuar las negociaciones con los italianos, sin por ello dejar de intentar apoderarse de sus armas. Los partisanos aprovecharon mejor la capitulación italiana que sus rivales chernitks: con más armamento, emprendieron ataques cada vez más audaces contra ellos.
La traición italiana hizo que los alemanes cambiasen de actitud respecto de los chetniks: varios jefes militares se apresuraron a rubricar acuerdos con algunos dirigentes chetniks para conservar el control del territorio. En Herzegovina, Dobroslav Jevđević, puso a sus cinco mil hombres al servicio de los alemanes tras pactar con un agente de la Abwehr. En Dalmacia, Momčilo Đujić, privado del sostén italiano, se dirigió a los alemanes para protegerse de los previsibles asaltos de los partisanos y los ustachas.
En Serbia, los alemanes reconocieron la influencia del movimiento de Mihailović y la debilidad del régimen de Milan Nedić. En consecuencia, Neubacher y Von Weichs entablaron negociaciones con los grupos chetniks del territorio, que se avinieron a entenderse con el Gobierno colaboracionista. Se alcanzaron pactos con cuatro jefes militares chetniks, que firmaron treguas de varias semanas o incluso meses con los alemanes y se comprometieron además a no acometer a los milicianos musulmanes ni a la administración serbia de Nedić. La infiltración clandestina chetnik en el Ejército y la Administración pública serbios se volvió más patente, casi pública, y socavó todavía más la autoridad de Nedić. Este protestó ante los alemanes, en vano. Si bien se planearon acciones conjuntas germano-chetniks contra los partisanos a cambio de la entrega de armas a los grupos serbios, no cesaron por ello los choques entre algunos de estos y las unidades alemanas; esto hizo pensar a los alemanes que los acuerdos en realidad solamente habían servido para reforzar la organización de Mihailović. Esta, por su parte, ocultó los pactos a los oficiales de enlace británicos y estadounidenses. Mihailović conocía los acuerdos y parece que los consideró un mal menor que mejoraba en todo caso su situación táctica.
La situación le costó a Nedić el escaso crédito del que aún gozaba entre la población, pero también perjudicó la imagen de Mihailović, tanto en Serbia como frente a los Aliados. Los tratos entre chetniks y alemanes, de escasa trascendencia militar, fueron descubiertos por los británicos merced al descifrado de mensajes alemanes, lo que influyó en la decisión de Churchill de retirarle el apoyo a los chetniks.
Por otro lado, Pavle Đurišić logró escaparse en noviembre de 1943 y llegar a Serbia; fue apresado nuevamente en Belgrado. Los alemanes y Nedić decidieron aprovechar las simpatías de las que el detenido gozaba entre los serbios de Montenegro; así, le propusieron coligarse para luchar contra los partisanos, plan que Đurišić aceptó. Estos pactos minaron la autoridad, ya de por sí relativa, de Mihailović en el movimiento chetnik. La mayor parte de los rubricados en Serbia fueron anulados a partir de febrero de 1944, debido tanto a la insatisfacción de varios jefes chetniks con la plasmación en el terreno, perjudicial para su imagen entre la población, como a la oposición de Nedić, Ljotić y de varios mandos alemanes. Los chetniks sufrieron varias agresiones alemanas en marzo y abril. Đurišić fue el único jefe que mantuvo oficialmente la liga con los ocupantes en Serbia en la primavera de 1944. La colaboración oficiosa, por el contrario, continuó, pues ambas partes sacaban provecho de ella.
En Croacia, la incapacidad ustacha para eliminar a los partisanos hizo que los alemanes empleasen para ello los servicios chetniks. Pavelić y sus colaboradores hubieron de permitirlo, pese a que seguían considerándolos enemigos mortales. En Montenegro, Neubacher fracasó en el intento de unir a las fuerzas anticomunistas ya que los «verdes» de Krsto Popović se negaron a parlamentar con los serbios.

## Los partisanos proclaman un Gobierno alternativo

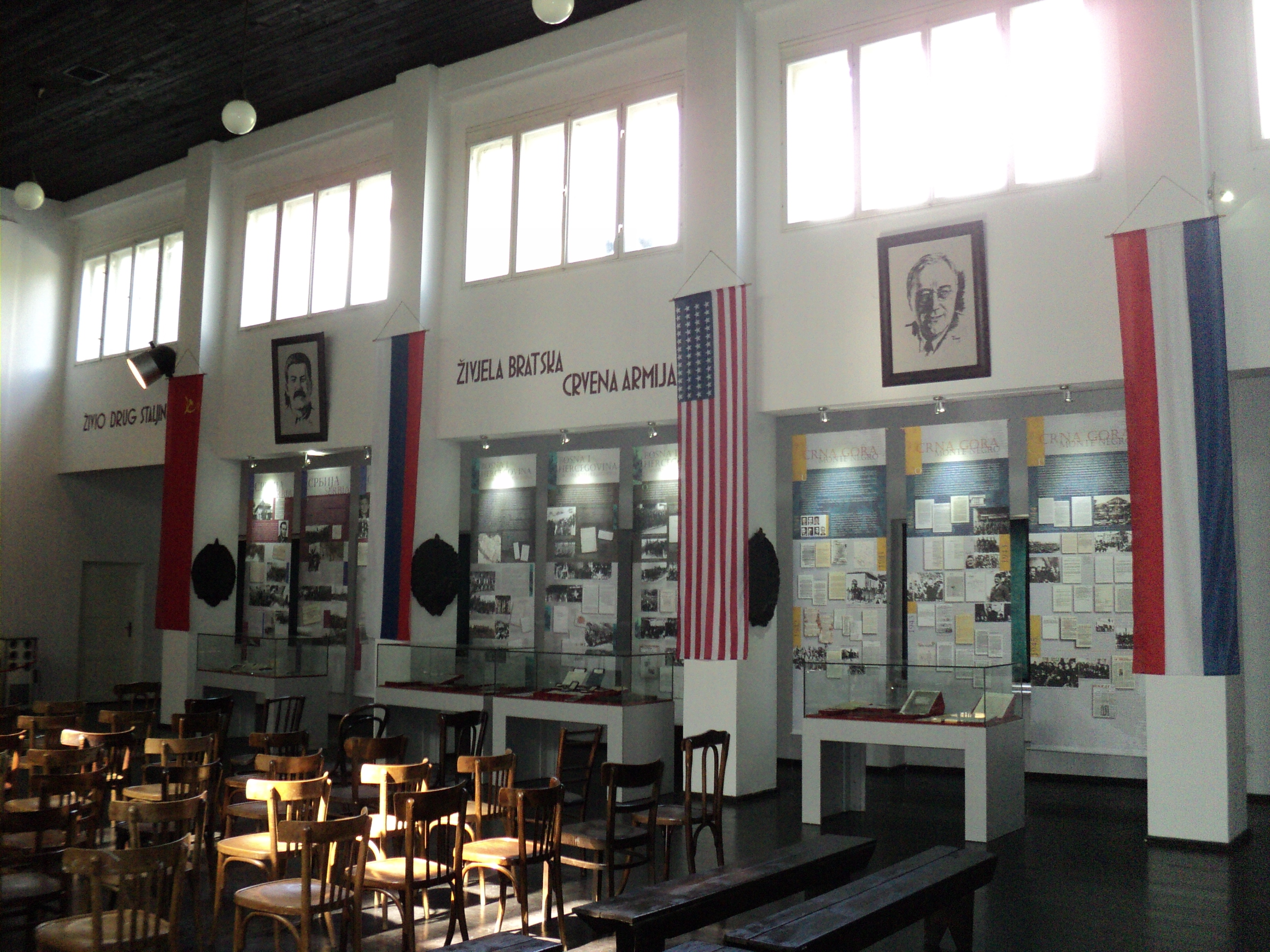
Museo del segundo congreso del AVNOJ, en Jajce.

Tito decidió celebrar una segunda reunión del Consejo Antifascista de Liberación Nacional de Yugoslavia (AVNOJ) en 1943. Sabedor de su ventaja militar —los combatientes partisanos eran por entonces el doble que los hombres de Mihailović en Serbia—, era consciente de que parte de la población, especialmente la serbia, no estaba preparada para una abolición de la monarquía. Por ello, deseaba crear un Gobierno alternativo al dirigido por el rey Pedro para reforzar su posición política y afianzar la legitimidad de su movimiento, una autoridad central que pudiese ser reconocida internacionalmente como el gobierno legítimo de Yugoslavia.
Se crearon diversos organismos a imagen del AVNOJ para cada nacionalidad —excepto para Serbia, de donde los partisanos habían sido expulsados en 1941— durante la preparación del nuevo congreso. Los croatas fueron los primeros en crear el suyo, en junio: el Consejo Antifascista de Liberación Nacional de Croacia (Zemaljsko antifašističko vijeće narodnog oslobođenja Hrvatske o ZAVNOH), al que se sumaron tanto la sección croata del Partido Comunista Yugoslavo (KPJ) de Andrija Hebrang como militantes del Partido Campesino Croata. Tito permitió que el ZAVNOH ocultase el carácter fundamentalmente comunista del organismo para atraer mayores simpatías. Sin embargo, el órgano directivo de los partisanos croatas mostraba una independencia creciente: Hebrang llegó incluso a presentarlo como el sucesor del Sabor (las Cortes croatas de la época austrohúngara) y a prometer una mayor autonomía para la región cuando concluyese la guerra. Surgieron también el Comité Nacional de Liberación Esloveno (Slovenski narodnoosvobodilni svet o SNOS), el Consejo Antifascista Regional para la Liberación de Montenegro y de la Bahía de Kotor (Zemaljsko antifašističko vijeće narodnog oslobođenja Crne Gore i Boke o ZAVNOCGB) y el Consejo Antifascistas de Liberación Nacional de Bosnia-Herzegovina (Zemaljsko antifašističko vijeće narodnog oslobođenja Bosne i Hercegovine o ZAVNOBiH) en octubre y noviembre. También se pretendía la creación de una organización macedonia similar, pero resultó complicado.
El nuevo congreso se inauguró el 29 de noviembre de 1943, al tiempo que los partisanos sufrían la sexta ofensiva alemana contra ellos y se celebraba también la conferencia de Teherán. Ciento cuarenta y dos delegados, comunistas o simpatizantes, se reunieron en Jajce, en presencia de oficiales de enlace británicos y estadounidenses, entre ellos Deakin, que todavía no había regresado a El Cairo. Tito denunció en un discurso la «opresión panserbia» y a los defensores del antiguo régimen y lamentó el apoyo que a estos les otorgaban aún los Aliados. El AVNOJ aprobó una declaración —obra del serbio Moša Pijade y del esloveno Edvard Kardelj— en la que proclamaba su proyecto de Estado federal democrático en el que se reconocerían los derechos de las diversas nacionalidades y que estaría constituido por Serbia, Croacia, Eslovenia, Montenegro, Bosnia-Herzegovina y Macedonia. El antiguo sistema estatal basado solamente en los serbios, los croatas y los eslovenos sería sustituido por otro que también reconocería en igualdad de condiciones a los montenegrinos y a los macedonios. Algunos, como el comunista montenegrino Milovan Djilas, preferían que hubiese únicamente cinco repúblicas federadas y que Bosnia-Herzegovina fuese solamente una región autónoma porque a los musulmanes bosníacos no se los consideraba aún una nacionalidad separada; pero los delegados bosníacos se opusieron a ello con vehemencia. Tito logró vencer la resistencia de algunos cuadros comunistas serbios como Moša Pijade y que se acepte crear una república de Bosnia-Herzegovina. Sin embargo, no dejó clara la situación de los bosníacos, a los que, en todo caso, se les reconoció como comunidad religiosa y cultural separada. Por añadidura, la proclamación como nacionalidades de los montenegrinos —muchos de los cuales se consideraban serbios—y de los macedonios —cuyo territorio reclamaban otros países como Bulgaria o Grecia— causó problemas. A los albaneses se los reconoció como minoría étnica, con derechos específicos, pero no se trató la cuestión de Kosovo.
Otro acto importante del congreso fue la creación de un "Comité Nacional de Liberación de Yugoslavia" (Nacionalni komitet oslobođenja Jugoslavije o NKOJ), de diecisiete miembros, que se proclamó Gobierno provisional. En él había varios ministros no comunistas, como el escritor cristiano de izquierdas Edvard Kocbek, miembro del Frente de Liberación esloveno. Los delegados aprobaron el traspaso de los poderes del Gobierno en exilio al nuevo Comité Nacional de Liberación, en el que Tito era tanto presidente como ministro de Defensa. La asamblea de Jajce prohibió el regreso del rey Pedro II hasta que la población pudiese pronunciarse libremente sobre el sistema político del país. Además, Tito recibió el grado de «mariscal de Yugoslavia», creado expresamente para él; fue la primera vez en la que los partisanos utilizaron el nombre verdadero de su jefe.
A los soviéticos se les había anunciado la celebración del congreso de Jajce apenas con tres días de antelación antes de la inauguración y por ello no pudieron enviar delegados a participar en él. La iniciativa de Tito enfureció a Stalin, pues temía que agriase las relaciones de los partisanos con británicos y estadounidenses; se sorprendió al constatar que sus aliados occidentales no protestaron por la proclamación de un Gobierno partisano. Para entonces británicos y estadounidenses consideraban ya al movimiento de Tito la principal, o incluso la única, fuerza militar verdaderamente antinazi. Ante tal reacción occidental, Stalin decidió felicitar a Tito el 14 de diciembre.
Tito era hijo de un croata y de una eslovena, había pasado tiempo en el extranjero y era un internacionalista convencido, lo cual resultaba una ventaja para él al tratar el problema de las nacionalidades yugoslavas. El proyecto de federación anunciado por los partisanos les atrajo simpatías, especialmente en las regiones centrales de yugoslavas, que habían sufrido mucho con el conflicto y en donde las diversas comunidades étnicas estaban bastante mezcladas. Los lemas de igual de derechos entre nacionalidades, de fraternidad entre pueblos y de derecho a la autodeterminación —que los comunistas esperaban que no se emplease— tuvieron gran éxito entre la población y contribuyeron a convencer a los Aliados de que los partisanos eran el único movimiento capaz de unir a las distintas comunidades cuando acabase la guerra solucionando así la "cuestión de las nacionalidades" que había dificultado la vida del Reino de Yugoslavia.

## Victoria de los partisanos (1944-1945)

### Situación política y militar de enero a agosto de 1944

#### Partisanos, chetniks y Aliados

##### Estado de las fuerzas partisanas y chetniks

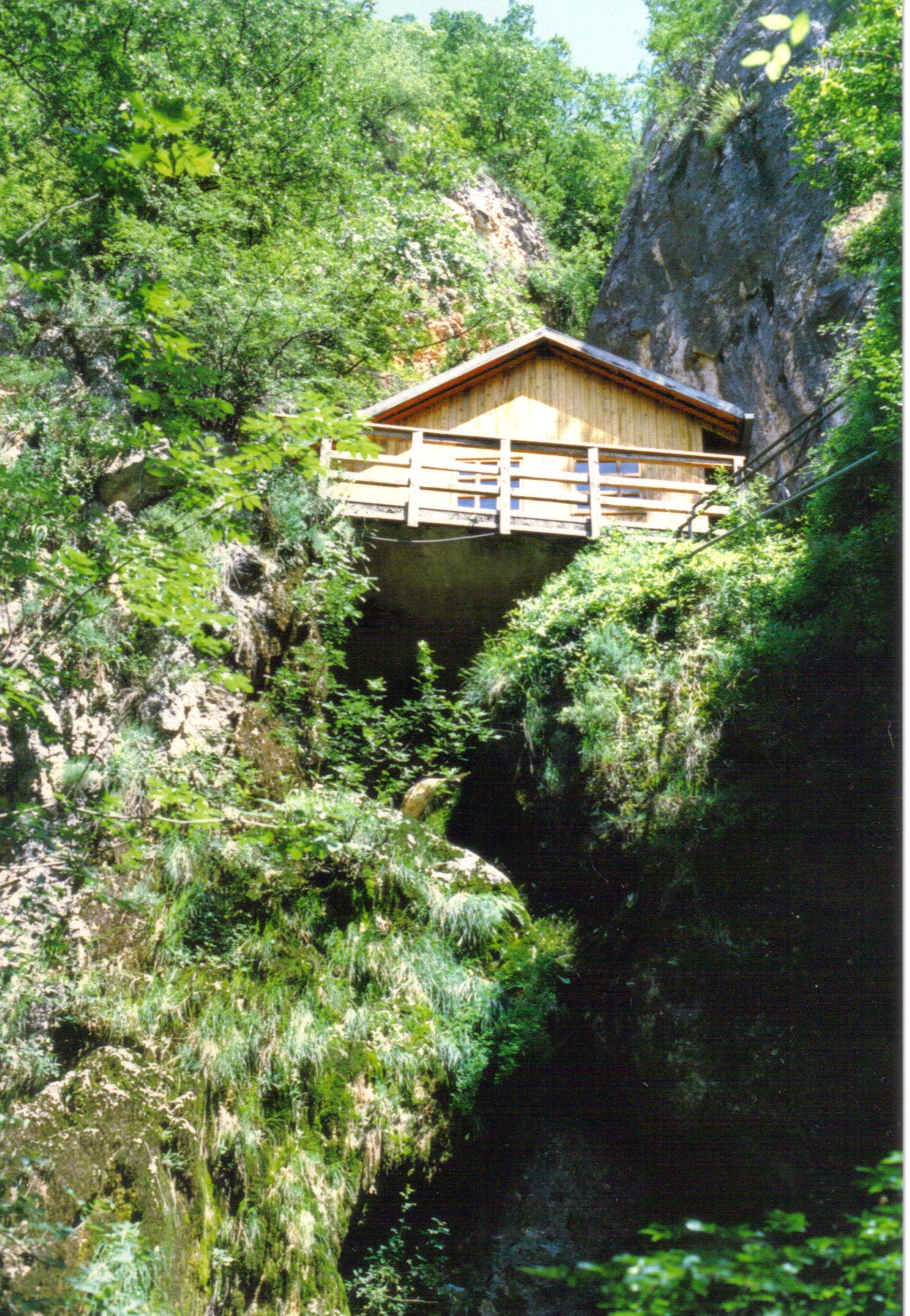
La cabana de Tito, conservada en su antiguo cuartel genera en Drvar.

Los partisanos evacuaron Jajce el 7 de enero de 1944, ante la llegada inminente de tropas alemanas. Tito fijó el nuevo cuartel general en Drvar, al oeste de Bosnia. El mismo mes, Winston Churchill, convencido de que Mihailović era un lastre para Pedro II y debía ser cortar las relaciones con él, reforzó la alianza con Tito, para lo que envió a Fitzroy Maclean y a su propio hijo, el mayor Randolph Churchill. Los dos hombres fueron lanzados en territorio partisano el 20 de enero; llevaban una carta del primer ministro británico para Tito; Churchill había enviado duplicados a Stalin y Roosevelt. En ella Churchill saludaba calurosamente al jefe comunista y le comunicaba el fin del apoyo británico a los chetniks, así como su esperanza de que Mihailović fuese destituido de sus funciones. Recalcaba que el Reino Unido seguía coligado con Pedro II y que no sería ni "caballeresco ni honorable" arrumbar al soberano, si bien no solicitó que Tito reconociese la autoridad del rey. Tito y Churchill intercambiaron varios mensajes en febrero; Tito indicó que comprendía los compromisos británicos con el rey, pero no asumió ninguno, sino que se limitó a señalar que el futuro sistema político de Yugoslavia se decidiría mediante una consulta popular. Las respuestas de Tito satisficieron al Churchill. Aquel aprovechó la presencia de Maclean y Randolph Churchill para dar una buena imagen de su movimiento, si bien parcialmente irreal.
Por parte chetnik, Bailey, Mansfield y algunos representantes de Mihailović partieron al cuartel general aliado en El Cairo en febrero. Seitz y Hudson fueron evacuados en marzo. El capitán chetnik Borislav Todorović, uno de los que acompañaba a Bailey y Mansfield, no había recibido la carta que Mihailović debía haberle enviado para los Aliados. Mientras, el Gobierno británico decidió en enero retirar al resto de oficiales de enlace que se hallaban aún con los chetniks. La negativa de Mihailović a llevar a cabo la operación que le habían solicitado en diciembre y la recepción en el Ministerio de Asuntos Exteriores de un nuevo informe del SOE de El Cairo acerca de la colaboración de los chetniks con los alemanes y los italianos precipitó la decisión británica; el informe destacaba el papel de Mihailović en la Operación Weiss, en la que había recibido ayuda italiana, si bien no había colaborado directamente con los alemanes.
Mihailović era consciente de la ventaja que había obtenido Tito del congreso del AVNOJ celebrado en Jajce, por lo que decidió dotarse de un proyecto político coherente, que hasta entonces no había tenido, además de liberalizar en algo su programa pro-serbio. Organizó así un congreso chetnik que se reunió del 25 al 28 de enero de 1944 en el pueblo de Ba, cerca de la meseta de Ravna Gora, en Serbia, y al que acudieron doscientos setenta y cuatro personas; este "Congreso de Ba" lo presidió el político socialista serbio Živko Topalović, que logró arrinconar en esta ocasión la corriente nacionalista que representaba Moljević. Los concurrentes pertenecían a diversas corrientes políticas, pero eran todos serbios, salvo seis. Mihailović trató de reducir la inclinación a la colaboración con el Eje y llamó a la unidad de la resistencia nacional, a la que invitó a los comunistas. Abogó por implantar tras la guerra una monarquía constitucional, democrática y federal basada en la unión de tres entidades: Serbia, Croacia y Eslovenia, pero los límites de estos tres territorios quedaron sin definir claramente. No se abordó en Ba qué sucedería con el resto de nacionalidades; Mihailović se contentó con criticar que los comunistas dividiesen al pueblo serbio entre serbios de Serbia, bosníacos, montenegrinos y macedonios. En todo caso, el "Congreso de Ba" llegó demasiado tarde como para tener un impacto real en el conflicto: su consecuencia principal fue la anulación de diversos acuerdos entre mandos alemanes y chetniks. A este Congreso no asistieron oficiales de enlace británicos, ya advertidos que su gobierno no apoyaría más a los chetniks; el único agente extranjero que asistió (aunque por iniciativa propia y sin órdenes superiores) fue el teniente George Musulin, un oficial estadounidense de ascendencia serbia, enviado por la OSS como parte de la misión militar de EE. UU. ante Mihailović.
Mihailović emprendió la reforma del movimiento una vez concluido el congreso. Se ordenó a los chetniks que no volviesen a pactar con los alemanes, pero que evitasen en lo posible los choques con ellos, y que eliminasen a las fuerzas del régimen de Ljotić por colaboracionismo. Đurišić y Đujić —que colaboraban con los alemanes—, fueron nombrados jefes respectivos de Montenegro y Dalmacia. Mihailović se abstuvo, sin embargo, de dar mando oficial alguno a Jevđević, cuyas acciones había condenado el reciente congreso de Ba. Por su parte, los alemanes reaccionaron ante el congreso redoblando las operaciones policiales y las detenciones contra los chetniks; muchos de los delegados fueron arrestados. En febrero, llevaron a cabo una operación conjunta en la que participaron tropas alemanas, búlgaras y el Cuerpo de Voluntarios Serbios y que dejó ochenta chetniks muertos y novecientos trece detenidos, entre ellos el capitán Perhinek, estrecho colaborador de Mihailović.

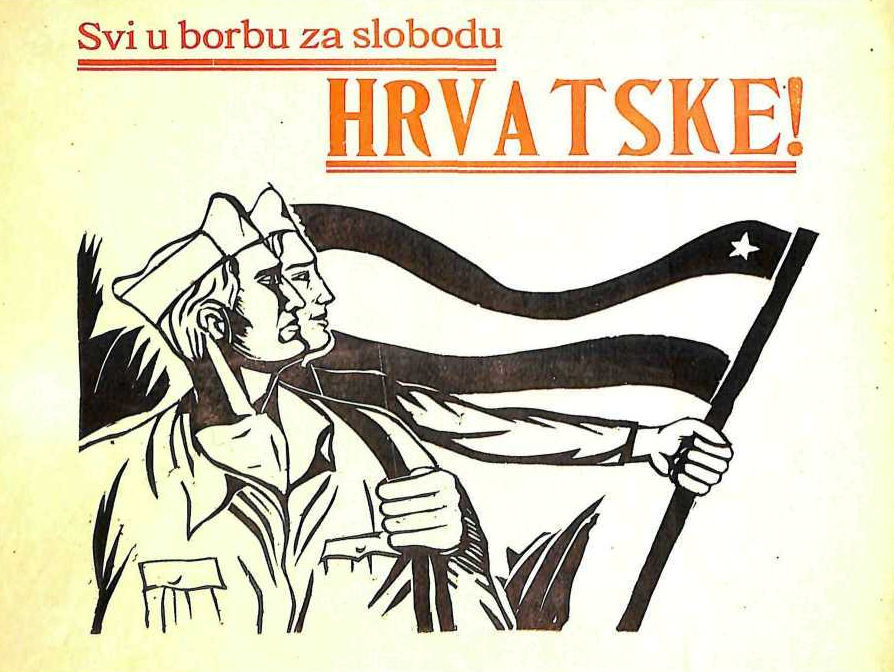
Cartel propagandístico de los partisanos croatas.

Los soviéticos y los estadounidenses despacharon sendas misiones a territorio partisano a finales de febrero; la URSS envió al teniente general Korneiev, mientras que los Estados Unidos mandaron al mayor Weil. Los tres principales aliados contaban por tanto con representantes ante Tito, si bien la situación soviética había imposibilitado hasta entonces que la URSS aportase ayuda material a los partisanos. Tito estrechó lazos con ellos durante los meses siguientes enviaron varias misiones a Londres y Moscú; las primeras fueron las de Velebit al Reino Unido y la de Djilas a la URSS. Velebit se reunió con Eisenhower; Djilas dos veces con Stalin quien, descontento por el acercamiento de los partisanos a los británicos y estadounidenses, le puso en guardia contra ellos.
Los británicos informaron a los estadounidenses a finales de febrero de la decisión de retirar a sus oficiales de enlace con los chetniks. La OSS decidió entonces retirar también al teniente George Musulin, último de los oficiales estadounidenses que estaba aún con Mihailović. El general británico Charles Armstrong envió un informe crítico con los chenitks en abril, un mes antes de ser evacuado en el que mencionaba su pasividad y falta de preparación militar; concluía que la organización de Mihailović no podría acelerar la derrota del Eje más que en algunos días y que era irreconciliable con la organización rival partisana. Por el contrario, los agentes estadounidenses Seitz y Mansfield defendieron la causa de Mihailović al volver a su patria; su información motivó que los responsables de EE. UU. decidiesen mandar una nueva misión militar a Mihailović y reanudar la ayuda a este. Churchill escribió a Roosevelt para disuadirlo, argumentando la necesidad de mantener una posición coordinada en los Balcanes. Roosevelt no anuló el proyecto, pero lo limitó a una misión de menor tamaño, cuyo mando recayó en el teniente coronel Robert McDowell.

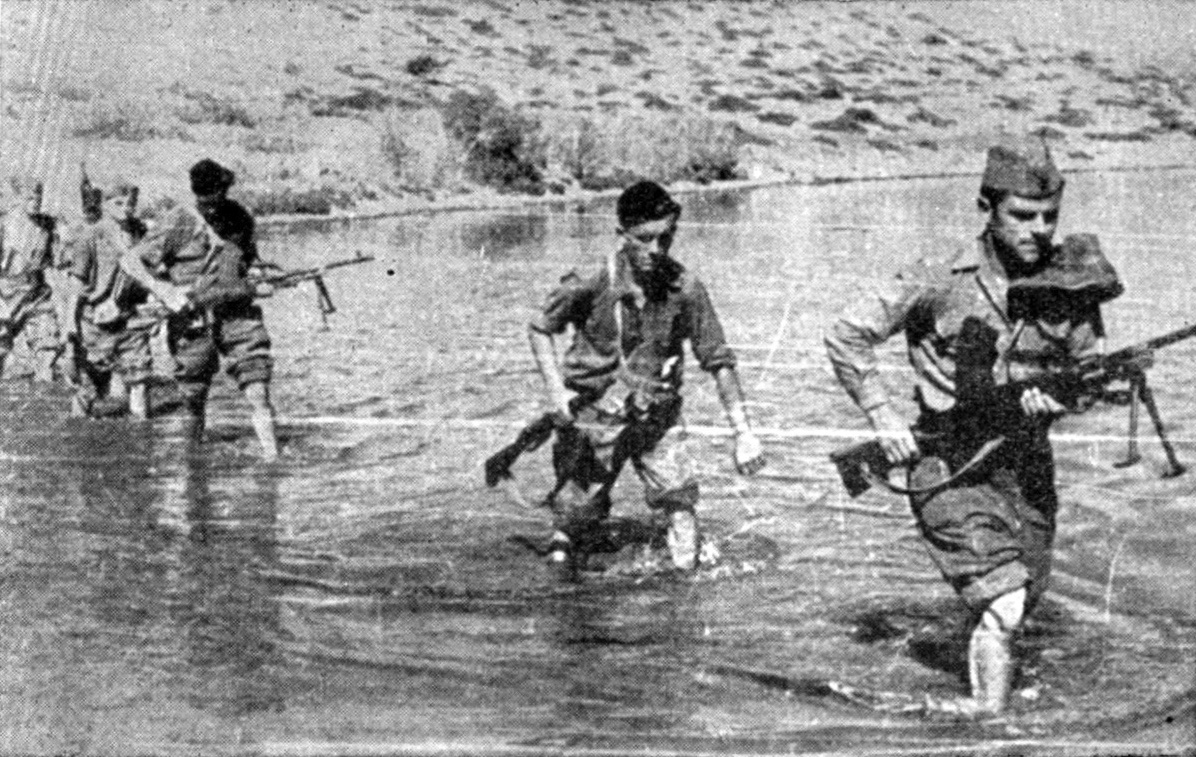
Partisanos en Croacia

Uno de los objetivos partisanos para 1944 era volver a Serbia, de donde habían sito expulsado tras el aplastamiento de la rebelión de 1941. Trataron de penetrar en la región en marzo y abril desde Montenegro. Las fuerzas de Mihailović tuvieron que acordar nuevas treguas con los alemanes para poder impedirlo. Chetniks, alemanes, búlgaros y auxiliares serbios combatieron contra los partisanos, si bien a menudo sin coordinación entre sí; los voluntarios de Ljotić eran los más activos en la lucha contra los hombres de Tito. Los partisanos tuvieron que retirarse tras ocho semanas de infructuosos combates; habían sufrido copiosas pérdidas y se retiraron a la parte montenegrina del Sanjacado de Novi Pazar.
En Croacia, los partisanos tuvieron que lidiar con los crecientes deseos de independencia de la facción de Hebrang, que impuso el uso de la bandera croata y deseaba obligar a los combatientes serbios, incluso en las zonas donde la etnia serbia era mayoría, a aceptar la autoridad de comisarios políticos croatas. El paso de algunos serbios a las filas chentiks hizo que la dirección croata fusile a otros que se oponían a sus medidas tras un proceso «estalinista». Tito, que veía con desaprobación lo que consideraba exceso de autonomía del ZAVNOH, envió a Kardelj y Djilas a poner orden entre los partisanos croatas; Hebrang fue destituido durante el verano tanto del comité central como del ZAVNOH. El jefe regional chetnik en Macedonia, Radoslav Đurić, fue arrestado por orden de Mihailović por haber mantenido contactos tanto con los alemanes como con los partisanos; escapó y se pasó a los partisanos con gran parte de sus hombres.
Los últimos militares aliados que seguían junto a Mihailović, unos sesenta, fueron evacuados por aire entre el 29 y el 31 de mayo, junto con unos cuarenta pilotos estadounidenses derribados en Rumanía, que se habían refugiado en Serbia. Los acompañó Živko Topalović, a quien Mihailović designó representante suyo ante el cuartel general aliado situado en Caserta (Italia), pero la misión de Topalović fracasó: los Aliados mantuvieron su decisión de romper con Mihailović. La comunicación entre Mihailović y los Aliados se volvió unidireccional a partir de mayo: aquel siguió enviando mensajes a estos, que no respondían ya.
La autoridad de Mihailović sobre los chetniks menguó durante el verano, tras ser destituido del Gobierno en el exilio a inicios de julio en el nuevo gabinete formado por Ivan Šubašić. Uno de sus subordinados, el capitán Vojislav Lukačević, que esperaba el pronto desembarco de los Aliados, difundió una proclama a mediados de agosto en nombre de los chetniks de Bosnia, Herzegovina oriental y el Sanjacado de Novi Pazar en la que anunció que a partir de entonces obedecerían directamente al rey Pedro y no al jefe chetnik.

##### Bombardeos aliados y Operación Halyard
Los aliados bombardearon Balgrado el 16 de abril de 1944 y causaron copiosas víctimas civiles; fue el primero de una serie de ataque aéreos en la Yugoslavia ocupada. La aviación aliada bombardeo fábricas, aeródromos, instalaciones petrolíferas, ferrocarriles y puertos entre Maribor y Skopie.

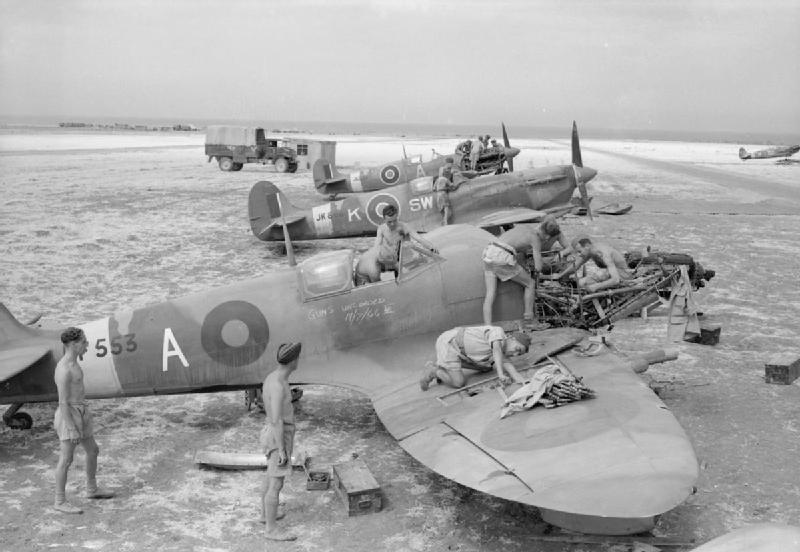
Mantenimiento de Supermarine Spitfires de la Escuadrilla Balcánica (Balkan Air Force).

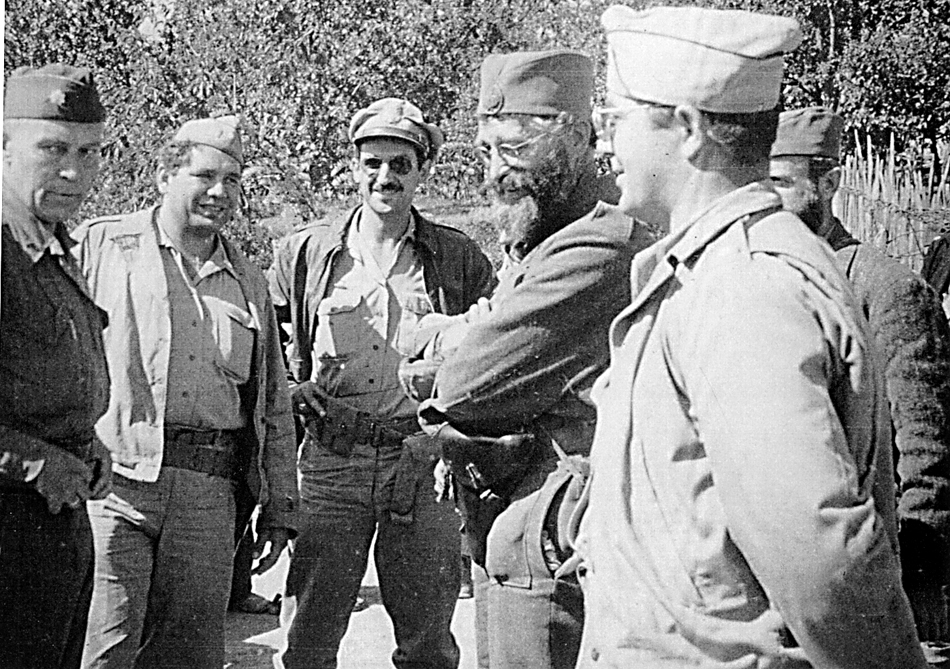
Mihailović junto a oficiales estadounidenses encargados de la Operación Halyard.

El general Wilson, que a principios de año había dejado el mando de Oriente Próximo para suceder a Eisenhower al frente del mando conjunto aliado en el Mediterráneo, creó la Escuadrilla Balcánica (Balkan Air Force o BAF) el 1 de junio; el mando de la nueva unidad cuyo cuartel general se fijó en Bari se confirió al vicemariscal William Elliot. La mayoría de los pilotos eran británicos, aunque también los había estadounidenses, italianos, yugoslavos, griegos y polacos. Su misión era avituallar a los partisanos, evacuar a sus heridos y bombardear las vías de comunicación en las regiones del Adriático y del Danubio. La unidad hizo más de dos mil cuatrocientas misiones tan solo en julio de 1944.
Muchos pilotos, en especial estadounidenses, hubieron de aterrizar de emergencia a la vuelta de los ataques cada vez más frecuentes en la Europa oriental —entre otros, contra los campos petrolíferos de Ploiești, en Rumanía— durante la primavera de 1944. Centenares de ellos aterrizaron en Yugoslavia y la mayoría, siguiendo órdenes, se trasladaron a territorio partisano, pero otros alcanzaron posiciones chetniks.
Mihailović lo aprovechó para contactar con los Aliados. Los americanos fueron informados en julio de que centenares de sus pilotos estaban refugiados con los chetniks, por lo que decidieron organizar su evacuación; la misión, sin embargo, debía limitarse a rescatar a los pilotos, por insistencia de los británicos. El general Wilson formó la Unidad de Rescate de Aviadores (Air Crew Rescue Unit, apodada « equipo Halyard») para encargarse de la labor; el mando de esta unidad especial correspondió al teniente Musulin, que había sido evacuado de territorio chetnik algunas semanas antes y que fue lanzado nuevamente en Yugoslavia el 2 de agosto.
La Operación Halyard empezó una semana después, con la llegada de aviones americanos para transportar a los pilotos; doscientos cincuenta de estos fueron evacuados en los primeros vuelos junto con varios militares británicos y prisioneros fugados de origen francés, británico, soviético e italiano. Los acompañó un grupo de representantes chetniks que deseaban aprovechar la operación para reanudar las relaciones con los Aliados, pero que no lo lograron. Tito se encontraba precisamente el Italia cuando llegó la delegación. El capitán Lalich, que había llegado con los primeros aviones, sustituyó a finales de mes a Musulin. El teniente coronel McDowell, despachado por la OSS para contactar con Mihailović, llegó a Serbia el 26 de agosto en uno de los vuelos de la unidad de rescate. Aunque más de quinientos militares fueron rescatados desde territorio chetnik entre agosto y diciembre, ello no bastó para que Mihailović recuperase el favor de los Aliados.

#### Ocupación, colaboración y resistencia

##### Nuevas unidades auxiliares alemanas

Insignia de la división Waffen-SS albananesa Skanderbeg.

Los alemanes siguieron contando con el apoyo de unidades auxiliares yugoslavas en su lucha contra los partisanos y crearon algunas nuevas. Organizaron una nueva unidad Waffen-SS fundamentalmente musulmana en febrero de 1944, la 21.ª División de Montaña SS Skanderbeg, compuesta esencialmente de albaneses de Kosovo, que participó en la deportación de judíos y cometió matanzas de serbios. La división SS Handschar se desplegó también en Yugoslavia a comienzos de 1944, tras un largo período de formación en Francia; operó fundamentalmente como una milicia nacionalista que también perpetró desmanes en los pueblos serbios- Sin embargo, los pactos entre alemanes y chetniks y la actitud ustacha inquietaron a muchos de los SS bosniacos, que empezaron a desertar en abundancia en el verano y a pasarse a las filas partisanas, aprovechando además la amnistía que Tito proclamó en septiembre. Los alemanes disolvieron la división Handschar en noviembre. Decidieron crear otra unidad SS musulmana, la 23.ª División de Montaña Waffen-SS Kama, que no llegó a entrar en combate. Las deserciones afectaron también notablemente a la división Skanderbeg.
Đurišić volvió a Montenegro en junio, tras haber participado en el desbaratamiento de las incursiones partisanas en Serbia; organizó un «cuerpo de voluntarios montenegrinos», compuesto por entre cinco y siete mil hombres. Estaba subordinado teóricamente a Nedić, dependía oficialmente del Cuerpo de Voluntarios Serbios de Ljotić y actuó en la práctica como unidad auxiliar alemana. Ello no impidió que Đurišić se proclamase fiel a Mihailović, cuyas relaciones con los Aliados debían permitirle cambiar de bando cuando conviniese. Justificaba su colaboración con los ocupantes porque consideraba menester combatir a los comunistas y asegurar el abastecimiento de Montenegro, sumido en la penuria.

##### Eslovenia
Eslovenia, sometida a la administración militar del general SS Erwin Rösener, era una región de importancia estratégica porque podía ser el lugar donde desembarcasen los Aliados. Para el Frente de Liberación era la zona que permitía contactos con la resistencia comunista italiana. Los dos partidos comunistas allí operativos, el esloveno y el italiano, alcanzaron un acuerdo en abril de 1944 donde fijaron la zona de actuación de cada uno en Istria y Venecia Julia, en función de la composición étnica del territorio. El Frente de Liberación esloveno colaboraba con los representantes del Comité de Liberación Nacional italiano, compuesto tanto por comunistas como por no comunistas. La cuestión territorial seguía siendo, no obstante, problemática para los dos grupos: el apoyo italiano era fundamental para los eslovenos, pero el líder comunista Edvard Kardelj era contrario a reclutarlos en gran número, por si surgía algún choque por el control del territorio. Por su parte, Mihailović trataba de mantener sus grupos aliados en Eslovenia. La Guardia Nacional Eslovena de Leon Rupnik mantuvo una actitud ambigua: colaboraba con los alemanes en la lucha contra los partisanos comunistas, pero se consideraba a sí misma como aliadófila y socorría a los pilotos anglo-estadounidenses derribados en la región; por añadidura, mantenía lazos con la "Alianza Eslovena", clandestina, que tenía contactos a su vez con el Gobierno en el exilio y con Mihailović.
Los alemanes consideraban cada vez más probable un desembarco aliado en la zona, por lo que en abril decidieron poner orden entre sus colaboradores eslovenos: detuvieron a unos cincuenta oficiales de la Guardia Nacional, a quienes acusaron de estar en contacto con Mihailović. Por su parte, Rupnik se había opuesto a formar una división Waffen-SS formada por eslovenos, pero finalmente tuvo que aceptar que sus hombres jurasen fidelidad a Hitler y operasen bajo la supervisión de las SS. Para colmo, los intentos alemanes de reclutar eslovenos determinaron el paso a las filas partisanas de eslovenos reacios a servir en unidades bajo control alemán.

##### Croacia
El Estado Independiente de Croacia estaba a comienzos de 1944 en plena decadencia política y económica, con amplias zonas bajo control efectivo partisano, administración incompetente y tropas desmoralizadas. El general SS Ernst Otto Fick comentó por entonces que Pavelić era en la práctica «el alcalde de Zagreb», puesto que su autoridad efectiva apenas llegaba a los suburbios de la capital croata. El general Walter Warlimont presentó un abrumador informe a Hitler sobre la situación política y económica del régimen ustacha, la consecuencia fue una nueva serie de operaciones represivas de las SS para intentar mejorar la situación y los alemanes llegaron a analizar incluso tornar Croacia a un protectorado. Por su parte, algunos cuadros ustachas trataron de contactar a los Aliados con la intención de cambiar de bando, lo que hubiese incluido la sustitución de Pavelić pero cometieron el error de informar al propio Pavelić, que creyeron aprobaría sus acciones; fueron arrestados en agosto y condenados a muerte. Los intentos de reorganización de los restos del Partido Campesino Croata desencadenaron una serie de detenciones. Pavelić acusó además al general alemán Edmund Glaise-Horstenau de haber negociado su relevo con los «campesinos»; el plenipotenciario del Reich en Zagreb volvió indignado a Alemania y consiguió que lo relevasen del puesto.
El aumento de la violencia ustacha contra los musulmanes determinó el surgimiento de nuevos grupos armados hostiles al régimen de Pavelić. Inclusive Huska Miljković, jefe de la Legión de Voluntarios Musulmanes, se sometió a la autoridad de los partisanos, pero fue asesinado en abril de 1944 por uno de sus lugartenientes proustacha.

##### Zonas húngaras
El empeoramiento de la situación del frente oriental amenazaba a Hungría, por lo que el regente Horthy trató de estrechar lazos con los Aliados y preparó un cambio de bando. Alemania reaccionó en marzo de 1944 con la Operación Margarethe con la ocupó militarmente el país. Tanto el territorio húngaro de entreguerras como las adquisiciones húngaras en suelo yugoslavo quedaron sometidas a la Wehrmacht, que impuso su control a las autoridades húngaras.
La pequeña comunidad judía del Prekmurje esloveno —un millar de personas—, que ya carecía de derechos civiles desde la anexión del territorio por Hungría, sufrió nuevas persecuciones a manos del nuevo ocupante. Los alemanes arrestaron a los judíos con la colaboración de los militantes regionales de la Cruz Flechada y los deportaron; la mitad pereció.

##### Macedonia
La nueva campaña de bulgarización en Macedonia nutrió las filas partisanas y chetniks. Alemanes y búlgaros emprendieron la primera ofensiva importante contra ellas en la primavera de 1944. Los partisanos sufrieron escasas bajas y lograron desbaratar a los chetniks. Delegados de los partisanos macedonios se reunieron el 2 de agosto en el monasterio de Prohor Pčinjski y proclamaron la creación de la Asamblea Antifascista para la Liberación del Pueblo Macedonio (Antifašističko Sobranie za Narodno Osloboduvanje na Makedonija o ASNOM), versión macedonia del AVNOJ y cuya creación estaba prevista desde el año anterior. La ASNOM anunció que, en virtud de la decisión del segundo congreso del AVNOJ, Macedonia se integraría en una Yugoslavia democrática y federal, e hizo un llamamiento a la población a unirse a los partisanos; los comunistas macedonios indicaron asimismo que las fronteras prebélicas yugoslavas servirían de base a las negociaciones territoriales.

#### Avance del Ejército soviético
El Ejército soviético invadió Rumanía durante el verano en la segunda ofensiva de Jassy-Kishinev, parte a su vez de la Operación Bagration, y se acercó por tanto a la frontera yugoslava. Los partisanos redoblaron los esfuerzos por volver a Serbia a partir de julio con el objetivo de estar presentes en la región cuando llegasen a ella las unidades soviéticas. Los jefes chetniks constataron la inferioridad armamentística que sufrían frente a los partisanos y trataron de coligarse con Milan Nedić. Una reunión secreta se celebró entre Nedić y Mihailović el 20 de agosto; el jefe chetnik, remiso, se había dejado convencer finalmente por sus subordinados. Los dos hombres eran conscientes de que Alemania estaban perdiendo la guerra e intentaron de mejorar su situación, cada vez más peligrosa para ambos. Nedić le propuso a Mihailović entregarle armas alemanas y el mando de la Guardia Estatal Serbia y darle un puesto en su gabinete. Esta liga anticomunista contó con las simpatías de Neubacher y de los generales alemanas, pero Hitler la vetó cuando se le informó del proyecto. Finalmente los chetniks no obtuvieron más que pequeñas cantidades de armas y munición alemanas.
Tras el triunfo del golpe de Estado rumano del 23 de agosto, el avance soviético en Rumanía complicó la situación de los ejércitos alemanes en la zona: perdieron los pozos petrolíferos rumanos en Ploiești y corrían el riesgo que quedar aislados del resto del frente si los soviéticos seguían avanzando hacia el oeste, sobre todo después que tropas soviéticas llegasen a la frontera de Bulgaria en los primeros días de septiembre y precipitaran la instauración de un gobierno antialemán. El avance soviético obligó a Alemania a preparar la evacuación de sus unidades de la península balcánica a partir de agosto. Von Weichs y Löhr, los generales al mando de las tropas alemanas destinadas en Grecia, organizaron el repliegue a lo largo de dos ejes principales: las unidades estacionadas en Albania se dirigirían hacia Mostar, mientras las tropas situadas en Grecia emplearían el ferrocarril que unía Salónica con Budapest pasando por Skopie y Belgrado. La Stavka planeó impedir la retirada enemiga mediante el empleo del 3.º Frente Ucraniano de Fiodor Tolbujin y las fuerzas partisanas de Tito

### Tito, el hombre de los Aliados

#### Acuerdo con el Gobierno en el exilio

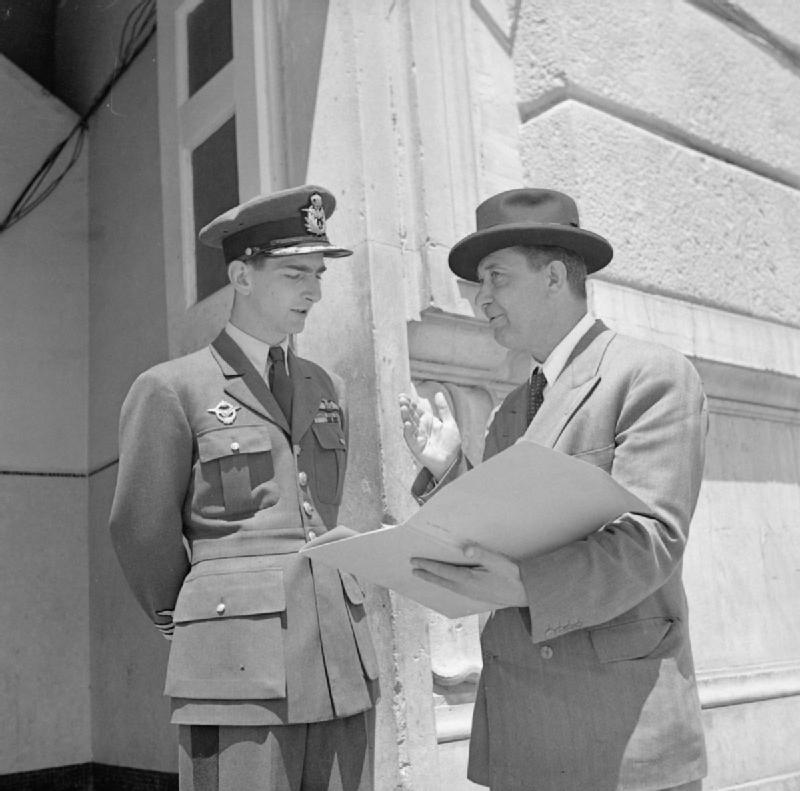
Ivan Šubašić (derecha) con el rey Pedro II.

Churchill seguía tratando de estrechar lazos entre el rey Pedro II y Tito, y para ello invitó en febrero de 1944 al monarca y al Gobierno en el exilio que todavía presidía Božidar Purić a que volviesen a Londres. Conocía la llegada de la misión soviética a territorio partisano y consideraba que Tito sería un figura insoslayable de la posguerra, por lo que urgió al rey a romper oficialmente las relaciones con Mihailović y a nombrar un nuevo Gobierno que le facilitase la tarea de establecer relaciones con el jefe partisano. Sugirió que nombrase presidente del nuevo Consejo de Ministros a Ivan Šubašić, exgobernador de la banovina de Croacia. Šubašić había roto relaciones con el Gobierno exiliado en 1942, cuando aún era uno de sus representantes en los estados Unidos y gozaba de ciertos contactos en los círculos políticos estadounidenses. Monárquico y favorable a la unidad yugoslava, tenía la ventaja de ser croata, lo que había de permitirle acabar con la orientación panserbia de los anteriores gabinetes y dar una imagen menos exclusivamente serbia a la monarquía, además de acabar simbólicamente con el vínculo entre Croacia y el Eje. El recelo de Churchill antes las intenciones de la URSS le hizo desear cada vez más que se formase un nuevo Gobierno yugoslavo de unidad: temía que los soviéticos dominasen todos los Balcanes tras la guerra, incluida Grecia e incluso intentasen hacerse con el control de Italia. También por entonces, el embajador yugoslavo en Moscú, Stanoje Simić, anunció que apoyaba a los partisanos y cesó todo contacto con el Gobierno exiliado.

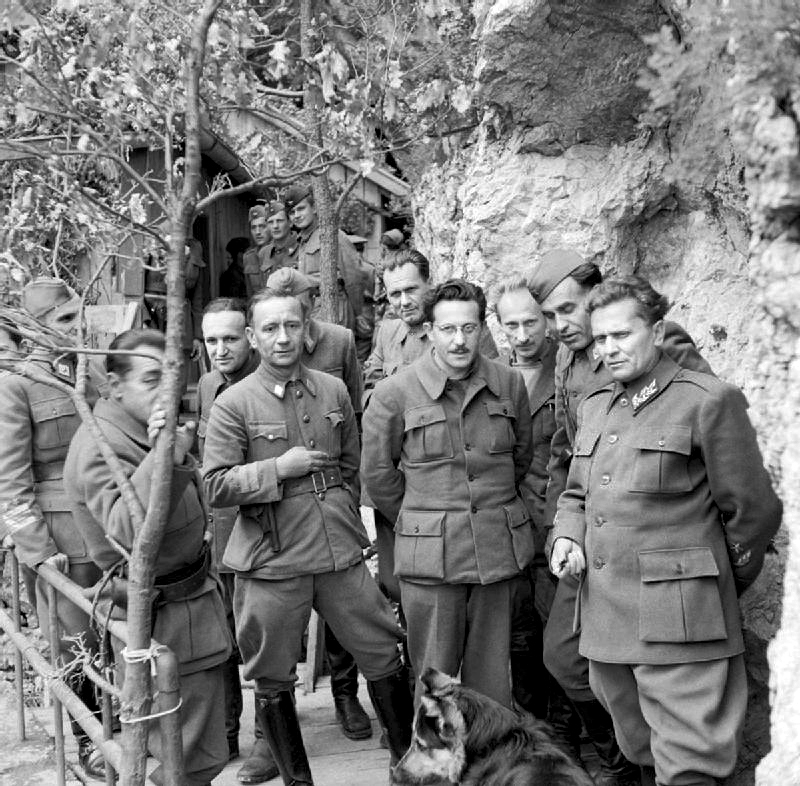
Josip Broz Tito (derecha) con otros dirigentes partisanos, entre ellos Edvard Kardelj, Arso Jovanović y Edvard Kocbek, en mayo de 1944.

La reticencia del rey Pedro y la falta de unanimidad en el seno del Gobierno británico frenaron el acercamiento a los partisanos. Churchill era muy favorable a Tito, no así el Ministerio de Asuntos Exteriores. Tampoco era unánime la opinión de los agentes británicos; Churchill recibió a Maclean, Hudson y Bailey el 6 de mayo, que habían vuelto a Londres. Bailey era la primera vez que podía exponer en detalle sus conclusiones, que matizaban las conclusiones de los mandos: recalcó que Mihailović no había colaborado personalmente con el enemigo y que gozaba aún de grandes simpatías entre la población en Serbia. Pedro II acabó por ceder a la presión de Churchill el 17 de mayo: destituyó al Gobierno de Purić y el 1 de junio, tras cierto retraso, nombró uno nuevo presidido por Šubašić.
Churchill declaró en la Cámara de los Comunes el 24 de mayo que el nombramiento de Šubašić debía servir para unir a las fuerzas yugoslavas; justificó asimismo el cese de la ayuda a Mihailović alegando que este no combatía al enemigo y que algunos de sus subordinados habían pactado incluso con él.
Tito recibió a algunos periodistas estadounidenses en su cuartel general de Drvar en mayo, lo que le permitió informarse mejor sobre la opinión pública occidental. El representante de la Associated Press logró publicar en varios periódicos la entrevista que le hizo, evitando la censura militar, entre ellos en el New York Times del 21 de mayo. En ella Tito solicitaba ayuda material de los Aliados y el reconocimiento como Gobierno legítimo de Yugoslavia del Comité de Liberación Nacional.
La nueva ofensiva alemana contra los partisanos empezó pocos días después, el 25 de mayo, y los pilló desprevenidos. Los alemanes atacaron el cuartel general enemigo en Drvar con el fin de apresar a Tito. La Luftwaffe machacó las posiciones partisanas, que a continuación asaltaron los paracaidistas; Tito escapó por la mínima junto con los oficiales de enlace aliados. La aviación aliada intervino para socorrer a los partisanos que, pese a ello, perdieron varios miles de hombres, aunque lograron escapar de la tenaza enemiga, excesivamente parca en hombres. Tito se hallaba alejado del grueso de sus tropas por primera vez desde el principio de la guerra y fue rescatado por un avión aliado el 3 de junio y trasladado al cuartel general aliado en Bari.
Tito seguía desconfiando de las intenciones británicas, y deseaba volver cuanto antes a Yugoslavia. Así se lo comunicó a Fitzroy Maclean, llegado de Londres para reunirse con él. A comienzos de junio, fijó el nuevo cuartel general partisano en la isla de Vis, controlada por los partisanos y las fuerzas regulares aliadas y que servía de punto de apoyo para las líneas de abastecimiento de la resistencia yugoslava.
Šubašić, que carecía aún de ministros ante la negativa de los serbios a participar en su gabinete, tenía que establecer contacto con la resistencia que debía operar en coordinación con su Gobierno. Dejó Londres el 10 de junio junto con el rey y el coronel Bailey y se trasladó primero a Bari y luego a la isla de Vis. De camino, el grupo se entrevistó con Wilson en Argel, que les anunció que el Reino Unido iba a dividir las labores en el frente yugoslavo: Tito dirigiría los asuntos militares y Šubašić, los políticos. El rey y Bailey permanecieron en Malta mientras que Šubašić continuaba solo hasta Bari, donde se vio con Živko Topalović, el representante de Mihailović, al que parece haber querido incluir en su gabinete. Šubašić llegó a Vis el 13 de junio, donde se reunió con Tito. Los dos alcanzaron un acuerdo tras tres horas de negociación: el nuevo Gobierno en el exilio debía excluir a las fuerzas políticas hostiles a los partisanos y sería la población la que decidiese tras la guerra el sistema político del país. Se mencionó además la posibilidad de unir el Gobierno exiliado y el Comité de Liberación Nacional partisano. En cuanto al futuro político del país, Tito se limitó a asegurar a Šubašić que no tenía intención de imponer el comunismo. El Ministerio de Asuntos Exteriores se mostró poco entusiasta con el pacto y recalcó que no mencionaba la vuelta del rey a Yugoslavia. Maclean y Randolph Churchill defendían con ardor dar todo el apoyo posible a Tito; Bailey, por su parte, deploraba que se abandonase al movimiento de Mihailović, que consideraba que tenía relevancia militar.

#### Reunión entre Churchill y Tito

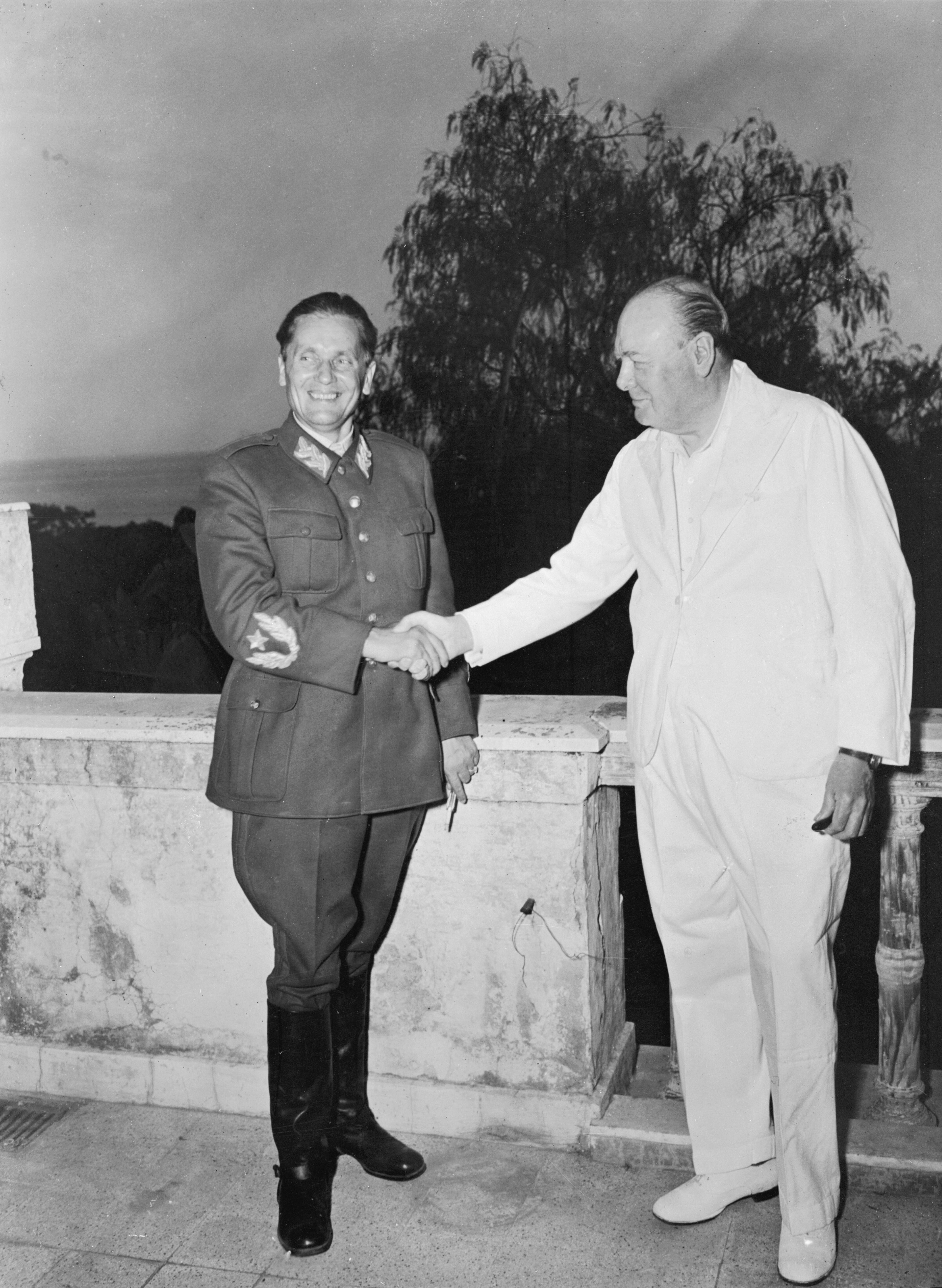
Reunión del mariscal Tito y del presidente del Gobierno británico Winston Churchill en agosto de 1944

A continuación, se invitó a Tito a acudir a Italia para reunirse con Wilson. Aquel aceptó primero y cambió de opinión después, tanto por los temores de sus asesores por su seguridad, como por evitar que Wilson le impusiese una entrevista con Pedro II. Sin embargo, este volvió a Londres con Šubašić y Vladimir Velebit, representante de Tito. Šubašić reanudó entonces las relaciones diplomáticas con la Unión Soviética. El nuevo Gobierno se formó finalmente el 7 de julio, con ministros serbios, croatas y eslovenos; dos de ellos simpatizaban con el Movimiento de Liberación Nacional, aunque no representaban al Comité Nacional de Liberación. Mihailović quedó excluido y el propio Šubašić asumió la cartera de Defensa.
Wilson invitó nuevamente a Tito el 12 de julio a acudir a Italia con ocasión de la visita de Šubašić al cuartel general aliado en Caserta; el jefe partisano declinó en el último momento ante la desconfianza que, según sus consejeros, había despertado el acercamiento a Šubašić. La irritación británica y el consejo de los soviéticos se hizo cambiar de opinión nuevamente: propuso entonces acudir dentro de unas semanas. El avión privado de Wilson lo llevó a Italia el 5 de agosto; Tito y su Estado Mayor se reunieron seguidamente con el mando británico para tratar las operaciones en los Balcanes y el abastecimiento de los partisanos. Winston Churchill decidió aprovechar la ocasión para tratar personalmente con Tito, que permaneció en Italia hasta su llegada. Los dos se reunieron por fin el 12 de agosto en Capri, a donde acudió también Šubašić al día siguiente. Churchill expresó su deseo de que Yugoslavia contase con un Gobierno de unidad nacional en el que los comunistas no acaparasen el poder; insistió además en que el armamento que suministraban los Aliados no debía emplearse en una «guerra fratricida». Le propuso además a Tito que se reuniese con Pedro II, pero este rehusó arguyendo que resultaba prematuro. Tito expresó el deseo de anexionarse Istria y la Venecia Julia. Estas pretensiones territoriales y el que las armas que se enviaban a los partisanos se utilizasen para combatir a los chetniks preocupaban a los estadounidenses. La entrevista decepcionó a Churchill, que salió de ella convencido de que Tito deseaba hacerse con el monopolio del poder en Yugoslavia. Comunicó esta inquietud a Anthony Eden en un memorando en el que afirmaba la gran responsabilidad que tendría en Reino Unido si tras la guerra Tito empleaba el armamento que se le estaba entregando para hacerse con el poder; Eden respondió que el Ministerio de Asuntos Exteriores era consciente del riesgo y había avisado de él repetidamente al primer ministro, en balde, pues Churchill había decidido apoyar a Tito.
Partisanos y anglo-estadounidenses decidieron llevar a cabo la Operación Ratweek para estorbar la retirada alemana a través de Yugoslavia; los partisanos debían actuar en coordinación con oficiales británicos y atacar ciertos objetivos con apoyo aéreo y marítimo de los Aliados. Tito, más seguro tras la entrevista con Churchill, regresó a Vis y dio las órdenes pertinentes para poner en marcha la ofensiva que debía permitir a sus hombres volver a Serbia. Šubašić volvió a plantear la formación de un Gobierno de unidad nacional a finales de agosto, pero Tito le dio largas, alegando lo complicado del momento, cuando sus tropas libraban encarnizados combates con los alemanes. El jefe partisano insistió, empero, en que era menester deshacerse de los que consideraba traidores, como Mihailović.

### Conquista de Serbia

#### Los partisanos regresan a Serbia
Los partisanos redoblaron los esfuerzos por hacerse con el dominio del territorio yugoslavo mientras los alemanes abordaban la retirada de los Balcanes; contaban para ello con la ayuda de los Aliados. Un decreto real disolvió el mando supremo del Ejército yugoslavo el 29 de agosto de 1944, lo que privó a Mihailović de su último cargo oficial; el decreto lo había propuesto el propio Šubašić e hizo a Tito jefe único se la resistencia. Además, se pasó a Mihailović a la reserva. Este reaccionó con una circular a sus lugartenientes en la que afirmó seguir en contacto con el rey.
Mihailović decidió jugarse el todo por el todo: su estrategia se había basado desde el comienzo en que los anglo-estadounidenses desembarcarían en los Balcanes, pero, ante la ausencia de desembarco, optó por desencadenar la insurrección aprovechando el avance de los ejércitos soviéticos, con la esperanza de que estos apreciasen el gesto. Ordenó una levantamiento general en nombre del rey para el 1 de septiembre. Los chetniks llevaron a cabo varios ataques limitados contra alemanes y búlgaros y aumentaron el número de soldados, aunque solamente podían armar a cuarenta mil. Vojislav Lukačević hizo varios cientos de prisioneros a una división germano-croata y propuso una tregua a los partisanos, que no respondieron al ofrecimiento.
El teniente coronel McDowell y Mihailović se reunieron dos veces con Rudi Stärker, subordinado de Neubacher, en septiembre con el fin de negociar la rendición de las unidades alemanas destinadas en los Balcanes y acortar así la guerra en Europa. Stärker parece que propuso colaborar con los estadounidenses para «salvar a Europa del bolchevismo», pero a los estadounidenses únicamente les interesaba la capitulación enemiga. Se acordó una reunión entre McDowell y Neubacher, pero Hitler y Ribbentrop pusieron fin al parlamento. Churchill había solicitado a Roosevelt que retirase a McDowell; este recibió la orden de hacerlo, pero retrasó la partida varias semanas.

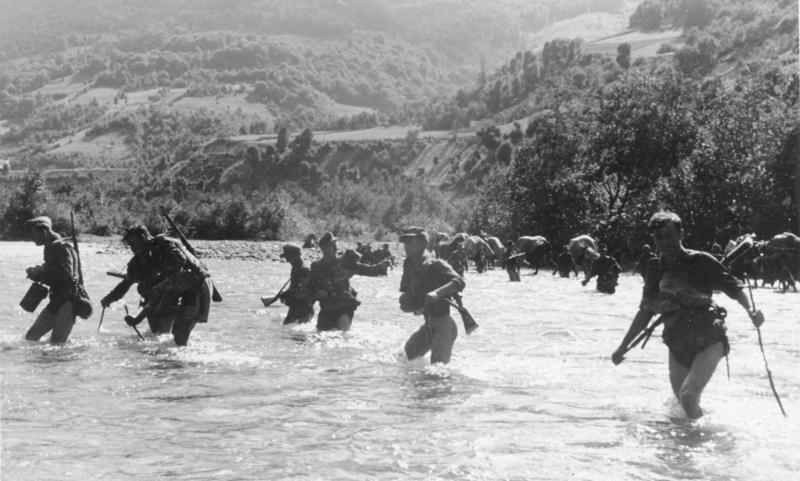
Tropas alemanas en una operación contra los partisanos en la cuenca del de Jablanica, en el límite entre la Serbia central y Kosovo, en julio de 1944.

La Operación Ratweek empezó el 1 de septiembre; los partisanos hostigaron a los alemanes para estorbar su retirada, pero también aprovecharon para atacar a los chetniks. La retirada alemana y la próxima llegada del ejército soviético los favorecían. Tito prometió ese mismo mes amnistiar a todas las tropas colaboracionistas —entre las que se incluían tanto las ustachas como las chetniks— que se uniesen a los partisanos, siempre que no hubiesen cometido crímenes.
El Ejército soviético entró e Bulgaria a principios de septiembre. El Frente Patriótico dio un golpe de Estado y se hizo con el poder; a continuación, el país cambió de bando. Churchill y Roosevelt se reunieron en la segunda conferencia de Quebec entre el 11 y el 16 del mes; trataron de pasada la situación en Yugoslavia. Churchill trató de retomar el proyecto de desembarco en el Adriático, aseverando que, si se verificaba en Istria, permitiría adueñarse de Trieste, atravesar los Alpes entre este y Liubliana y alcanzar Viena. Los estadounidenses, no obstante, eran contrarios a toda campaña en la Europa central.
El rey Pedro II pronunció un discurso radiado el 12 de septiembre en el que animaba a los serbios, croatas y eslovenos a unirse al ejército de Tito. El soberano condenó además el uso de su nombre y la autoridad de la Corona para justificar la colaboración con el enemigo y la siembra de la «discordia entre el pueblo». No se pronunció el nombre de Mihailović, pero la alusión era clara. El discurso desató una ola de deserciones entre los chetniks; los que permanecieron junto a Mihailović lo hicieron fundamentalmente por lealtad a este o por su ideología anticomunista. Los chetnitks tuvieron que abandonar las operaciones contra los alemanes para centrarse en combatir a los partisanos. Mihailović escapó por poco a mediados de septiembre cuando los partisanos se apoderaron de su cuartel general cerca de Pranjani, pero sus documentos cayeron en manos de los hombres de Tito. Los partisanos capturaron a Lukačević esa finales de mes.
Tito voló a Moscú la noche del 18 de septiembre sin avisar a los oficiales de enlace británicos y estadounidenses para coordinar con los soviéticos la ofensiva en Serbia. Se reunió por primera vez con Stalin el día 21. Los dos dirigentes comunistas trataron sobre el reconocimiento soviético del Comité Nacional de Liberación y de las modalidades de la ayuda soviética a los yugoslavos. Tito deseaba recibir armas y material y liberar por sí mismo Belgrado, pero tuvo que ceder y aceptar que el Ejército soviético participase en las operaciones en Yugoslavia. Los ejércitos soviéticos estaban ya muy cerca de la frontera yugoslava para que Tito consiguiese que no penetrasen en el país y además la retirada alemana a través de Serbia impedía que la región se alzase sin ayuda. A cambio de las concesiones de los partisanos, los soviéticos se comprometieron a cederles la administración de los territorios liberados y a abandonar el país tan pronto concluyesen las operaciones militares.
En cuanto a la situación interna de Yugoslavia, Stalin, que deseaba congraciarse con los británicos, le recomendó a Tito que entablase buenas relaciones con Pedro II, a quien siempre podría «apuñalar por la espalda» más adelante. Tito, sin embargo, era contrario a todo acuerdo con la monarquía. Acordó, por otra parte, que anunciaría que el Comité Nacional de Liberación había otorgado permiso a los soviéticos para que operasen en el espacio aéreo yugoslavo contra las unidades alemanas en retirada. La operación se presentaba como un acuerdo entre Gobiernos, lo que dificultaba que los Aliados occidentales pudiesen actuar en el futuro en Yugoslavia sin contar con su autorización. Tito planeó la operación con el mariscal Tolbujin. Tuvo que aceptar que las tropas búlgara —aliadas ya a la Unión Soviética— siguiesen operando en Yugoslavia, pero obtuvo de los soviéticos más de lo que había esperado: Stalin le entregó tanques y material suficiente para equipar doce divisiones. Por añadidura, los soviéticos pusieron a su disposición trescientos mil soldados, trescientos cincuenta y ocho tanques, mil doscientos noventa y dos aviones, dos mil doscientos cañones y morteros y ochenta barcos, además de diez divisiones búlgaras, dispuestas a respaldar sus acciones. Los soviéticos comunicaron a los británicos la visita de Tito a principios de octubre, que disgustó intensamente a Eden.

#### Ofensiva soviético-partisana hacia Belgrado

Acometidas soviéticas, partisanas y búlgaras durante la liberación de Belgrado

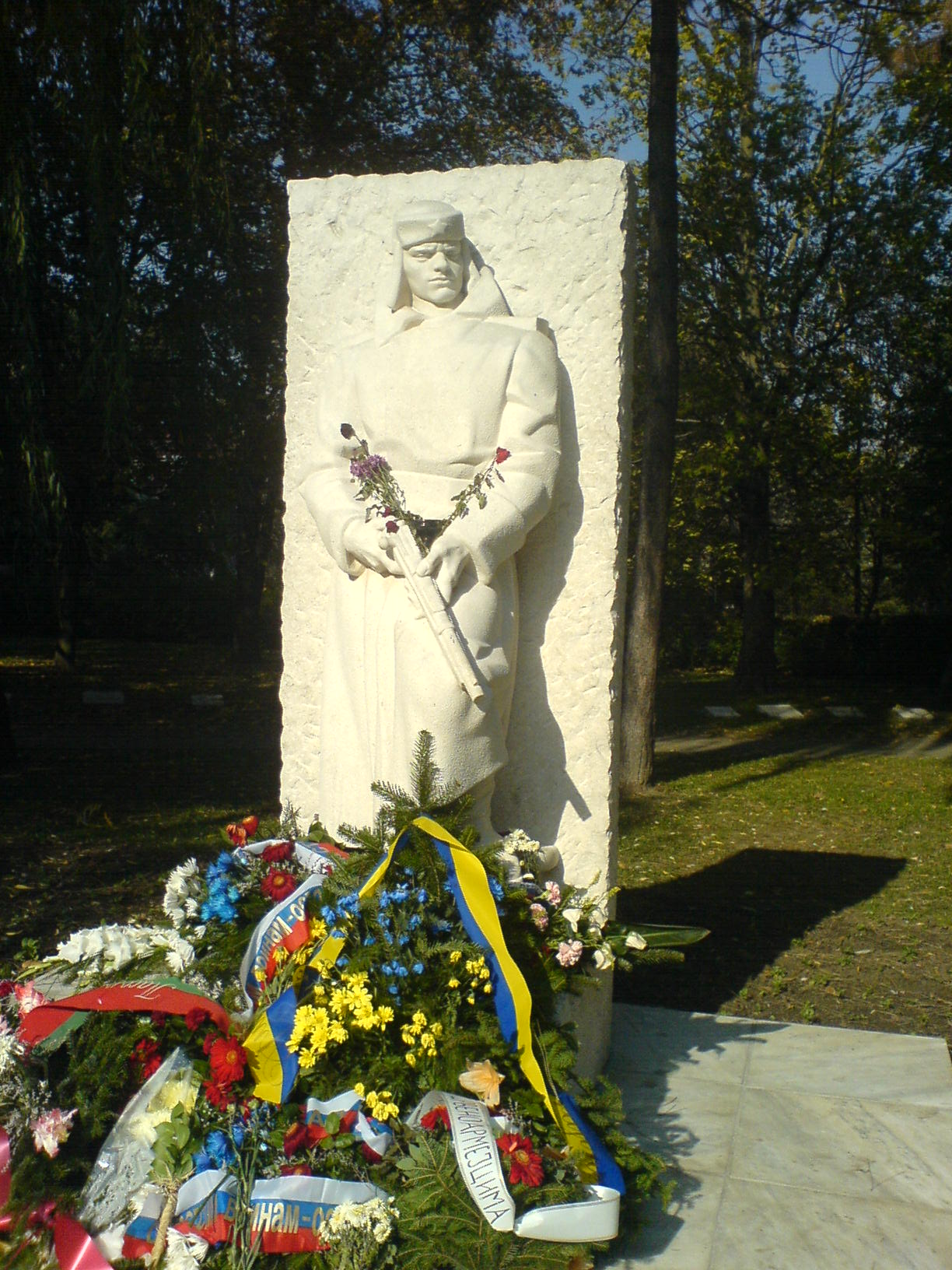
Monumento a los soldados del Ejército Rojo caídos en Serbia en el «cementerio de los libertadores», en Belgrado

Los partisanos dominaban ya amplias zonas de Serbia antes de la llegada del ejército soviético; habían llevado una ofensiva en dos direcciones: las unidades de Koča Popović habían avanzado por el sur y el este y las de Peko Dapčević, por el oeste, ambos grupos en dirección a Belgrado. El acuerdo entre Tito y los soviéticos se rubricó oficialmente el 29 de septiembre y el 1 de octubre el Ejército soviético, al mando de Tolbujin, cruzó la frontera rumano-yugoslava y se encaminó hacia Belgrado en coordinación con los partisanos. Niš cayó en su poder el día 15. Tito pasó a Rumanía, donde se reunió con una delegación búlgara con la firmó un acuerdo para combatir conjuntamente a los alemanes; fijó luego su cuartel general en la frontera. Milan Nedić y sus ministros se reunieron por última vez el 3 de octubre antes de emprender la huida a Austria. Al mismo tiempo, la Wehrmacht evacuó a toda prisa a la minoría alemana a Alemania y Austria para evitar que sufriese represalias; la mitad de los alemanes de Serbia partieron antes de acabar el mes.
Los partisanos no se hallaban presentes en los lugares por los que los soviéticos penetraron en Serbia desde las vecinas Rumanía y Bulgaria. Sí lo estaban los hombres de Mihailović, con los que los soviéticos colaboraron brevemente antes de desarmarlos. Los soviéticos hicieron caso omiso de los emisarios de Mihailović, a los que acabaron deteniendo. Los chetniks tuvieron que enfrentarse a la vez a los alemanes en retirada, a los partisanos, a los soviéticos y a los búlgaros. Algunos grupos chetniks colaboraron con los alemanes, al igual que los restos de la Guardia Estatal Serbia, muy debilitada ya. El grueso de los chenitks de Serbia ya habían sido derrotados cuento las escasas tropas de Nedić, unos seis mil quinientos hombres, anunciaron que se sometían a la autoridad de Mihailović.
Belgrado seguía bien defendida, pese a que los alemanes se retiraban, por lo que los combates por el control de la capital duraron más de una semana. Además, Tolbujin desvió parte de sus fuerzas hacia Hungría cuando se hallaba a unos quince kilómetros de Belgrado, tanto para reforzar el sector húngaro del frente como para esperar a las unidades partisanas que, según el acuerdo entre Tito y Stalin, debían participar en la operación y avanzaban lentamente al no estar motorizadas.
Partisanos y soviéticos entraron en Belgrado finalmente el 20 de octubre. Tito llegó a la ciudad el 27, el día que se organizó el desfile de la victoria. El jefe partisano, acompañado de Maclean y de otros dos oficiales de enlace (uno soviético y otro estadounidense), pronunció un discurso de agradecimiento a los Aliados en el que prometió librar el resto del país. Mihailović, acompañado de McDowell y de algunos centenares de hombres, dejó Serbia y pasó a Bosnia Los partisanos pudieron fundar la sección serbia del AVNOJ, la Antifašistička skupština narodnog oslobođenja Srbije o ASNOS, en noviembre.
Los atropellos de los soldados soviéticos en Belgrado —que incluyeron violaciones, asesinatos y saqueos— tensaron las relaciones entre partisanos y soviéticos, pese al papel crucial de estos en la liberación de la capital. Sin embargo, el ejército soviético abandonó Yugoslavia a mediados de noviembre para encaminarse a Budapest; por entonces los alemanes conservaban el noroeste del país y Mihailović un enclave en Bosnia. Los yugoslavos despacharon además un contingente a combatir junto a los soviéticos en Hungría, que sufrió un millar de bajas.
Ivan Šubašić, volvió a Yugoslavia invitado por Tito, con el que reanudó las negociaciones a finales de octubre. Los dos alcanzaron un nuevo acuerdo el 1 de noviembre; el AVNOJ pasaba a considerarse el Parlamento legítimo del país, se estipulaba que el rey permanecería en el exilio y lo representaría en Yugoslavia un consejo de regencia y se formaría un Gobierno de unidad nacional hasta que se aprobase la nueva Constitución. Pedro II, furioso, deseaba destituir al punto a Šubašić, pero Churchill le recomendó que esperase a que volviese. Šubašić, sin embargo, no regresó directamente a Londres, sino que viajó primero a Moscú para reunirse con Stalin. Maclean, lamentó que Šubašić no hubiese avisado al soberano de su viaje a la URSS, pero aconsejó a Pedro II que aceptase de todas maneras las condiciones impuestas por Tito; e l rey se negó. Pero Churchill declaró que los Aliados podrían asumir simplemente que el rey aceptaba el pacto, lo que hizo que finalmente Pedro II cediese el 25 de enero de 1945. Churchill, Roosevelt y Stalin aceptaron la situación yugoslava en la conferencia de Yalta; pactaron que se formase a la mayor brevedad un Gobierno de unidad nacional y que los diputados de entreguerras ingresasen en el AVNOJ siempre que no hubiesen sido colaboracionistas.

#### Repercusiones en Grecia y Albania
Churchill siguió apoyando a Tito, pero cada vez con menor entusiasmo; trató de que Pedro II pactase con el dirigente comunista para conservar la monarquía en Yugoslavia, pero no controlaba los acontecimientos del país balcánico. Era incapaz de evitar la expansión comunistas en el sureste europeo, salvo en Grecia. Propuso a Stalin en la nueva conferencia de Moscú un reparto improvisado de Europa oriental en zonas de influencia británica y soviética; según la propuesta, que Stalin pareció aceptar, Yugoslavia quedaría dividida a partes iguales entre los dos países, mientras que en Grecia el 90 % de la influencia extranjera sería británica.
El desembarco aliado en los Balcanes se produjo finalmente en el otoño de 1944, pero no en Yugoslavia, sino en Grecia. Los británicos, que llevaron consigo al Gobierno griego en el exilio chocaron pronto con el principal grupo de la resistencia (EAM), al que derrotaron en los combates de final de año e impidieron tomar el poder.
En Albania, la retirada alemana y la ayuda logística yugoslava les permitió a los comunistas adueñarse del país —salvo de Kosovo, que Tito pretendía volver a integrar en la Serbia yugoslava—.

### Victoria partisana en el resto del país

#### Consolidación del poder de Tito y hundimiento de sus adversarios

##### Retirada alemana y victoria comunista en Macedonia y Montenegro
Los alemanes tenían aún cuatrocientos mil soldados en territorio yugoslavo a finales de 1944. Von Weichs y Löhr defendieron Macedonia y el este de Serbia lo suficiente como para permitir la evacuación del grueso de sus unidades a Bosnia y Croacia tras haber perdido Belgrado, conservando de esta manera las comunicaciones con las unidades destinadas en Hungría. El mando alemán fijó una línea defensiva que iba del Drava al Adriático pasando por Sirmia, Kosovo y la Bosnia oriental. El sector de Sirmia, defendido con encono, resistió los embates enemigos hasta abril de 1945. En Macedonia los alemanes hubieron de afrontar el cambio de bando de los búlgaros y evacuar la región, pese a que era un punto esencial para la retirada de las unidades situadas más al sur. Hitler sopesó crear un Estado Independiente de Macedonia presidido por el antiguo jefe de la Organización Interna Revolucionaria de Macedonia Vancho Mihailov, cuya principal misión debía ser cubrir la retirada alemana. Mihailov, que mantenía relaciones con los ustachas y residía por entonces en Zagreb fue enviado a Skopie, pero pronto se dio cuenta de que la misión era imposible, por lo que renunció y volvió a Croacia a los pocos días.
La evacuación alemana de Macedonia empezó a principios de octubre; los ataques partisanos y búlgaros retrasaron la operación unos diez días; los búlgaros llevaron el peso de estos combates. Los alemanes concluyeron la retirada de Grecia y aceleraron la de Macedonia; dejaron Skopie el 13 de noviembre. Los partisanos solamente tenían que enfrentarse ya a los auxiliares albaneses que los ocupantes habían utilizado para proteger las vías de comunicación. Se apoderaron velozmente del territorio macedonio e impusieron una serie de órganos de gobierno «democráticos». Los militantes comunistas probúlgaros fueron expulsados u obligados a aceptar el programa proyugoslavo del partido.
En Montenegro se libraron combates de extrema violencia; el territorio fue arrasado y bombardeado durante la evacuación alemana del territorio y los combates sin cuartel entre los partisanos y sus rivales. Los comunistas se adueñaron de Cetiña el 13 de noviembre. Pavle Đurišić, que había logrado escapar del cerco de la ciudad, emprendió con quince mil personas, combatientes y civiles, el cruce del Sanjacado de Novi Pazar y de parte de Bosnia para reunirse con las fuerzas de Mihailović; la columna hostigada tanto por los partisanos como por los ustachas y los bombardeos aliados quedó diezmada también por el frío, el hambre y las enfermedades.

##### Purgas en Serbia y en Kosovo
Una vez controlada Serbia, la OZNA, la policía política partisana creada en mayo de 1944 y dirigida por Aleksandar Ranković, persiguió a los simpatizantes de Mihailović, Nedić y Ljotić. Los tribunales regulares volvieron a operar solamente a partir de diciembre, sin que por ello dejasen de actuar ni los militares ni los revolucionarios. Muchos que habían participado en la organización de Mihailović o en la Administración proalemana fueron ejecutados mediante procedimientos sumarísimos. Tan solo en Belgrado, diez mil «enemigos de clase» fueron pasados por las armas sin juicio; se ignora aún el número exacto de las víctimas de la represión política en Serbia. Les suabos el Banato, de los que más de veinte mil habían servido en las SS, fueron tratados con especial brutalidad: parte había sido evacuada por las tropas alemanas, pero de los que se quedaron algunos fueron ajusticiados y otros deportados a realizar trabajos forzados en la Unión Soviética.
El número de partisanos creció enormemente: en Serbia llegaron a ser más de doscientos cincuenta mil. Sin embargo, la transformación de la guerrilla en un ejército regular no fue sencilla: muchos de los nuevos reclutas fueron enviados sin adiestramiento adecuado al sector de Sirmia, donde decenas de miles perecieron.
La situación también era difícil en Kosovo, que los alemanes habían evacuado en noviembre de 1944 tras haberlo empleado, igual que Macedonia, como pasillo para la retirada de las unidades situadas más al sur. Los partisanos, al mando de Svetozar Vukmanović, volvieron a la región con la intención de integrarla nuevamente en Yugoslavia, pero tuvieron que afrontar la rebelión nacionalista y anticomunista de parte de la población albanesa en la que participaron especialmente los antiguos auxiliares de los alemanes —entre ellos miembros de la Balli Kombëtar y varios miles de desertores de la 21.ª División de Montaña SS Skanderbeg— que habían conservado las armas que les habían entregado los ocupantes. Los yugoslavos, débiles en la zona, tuvieron que solicitar la ayuda de los comunistas albaneses de Enver Hoxha. e incluso así, el aplastamiento de la rebelión se retrasó hasta diciembre. Esto no puso fin a los alzamientos albaneses; en Kosovo, únicamente la población serbia recibió como libertadores a los partisanos. La población albanesa temía la venganza de los serbios y los nacionalistas esperaban poder expulsar a los comunistas y formar una «gran Albania». Las tropas de Hoxha acabaron retirándose, lo que obligó a Tito a someter al territorio a administración militar en febrero de 1945 para someterlo; tuvo que enviar decenas de miles de hombres que a menudo trataban a toda la población como si hubiesen sido colaboracionistas.

##### Situación en la frontera italiana
La posibilidad de una victoria partisana hizo resurgir en Istria y Venecia Julia el conflicto territorial italo-esloveno. Palmiro Togliatti, jefe del Partido Comunista Italiano, que acababa de volver del exilio, trató de entenderse con los correligionarios eslovenos, cuyas reivindicaciones llegó a aceptar. Tito llamó en septiembre de 1944 a librar a los «hermanos» eslovenos y reivindicó las dos regiones; la sección de Trieste del PCI se integró entonces en el partido comunista esloveno. En octubre, Togliatti, obedeciendo órdenes de Moscú y en vista de la ventaja militar de Tito, solicitó a los comunistas de la Venecia Julia que recibiesen a los yugoslavos como hermanos: pactó con Kardelj y Djilas la anexión yugoslava del territorio. Británicos y estadounidenses, por su parte, estaban preocupados por las ambiciones de Tito en la zona: el 21 e febrero de 1945, el mariscal británico Alexander firmó con los partisanos otro acuerdo en el que las partes estipulaban que parte de Istria quedaría bajo control aliado, hasta la frontera austriaca.

##### Situación en el Estado Independiente de Croacia

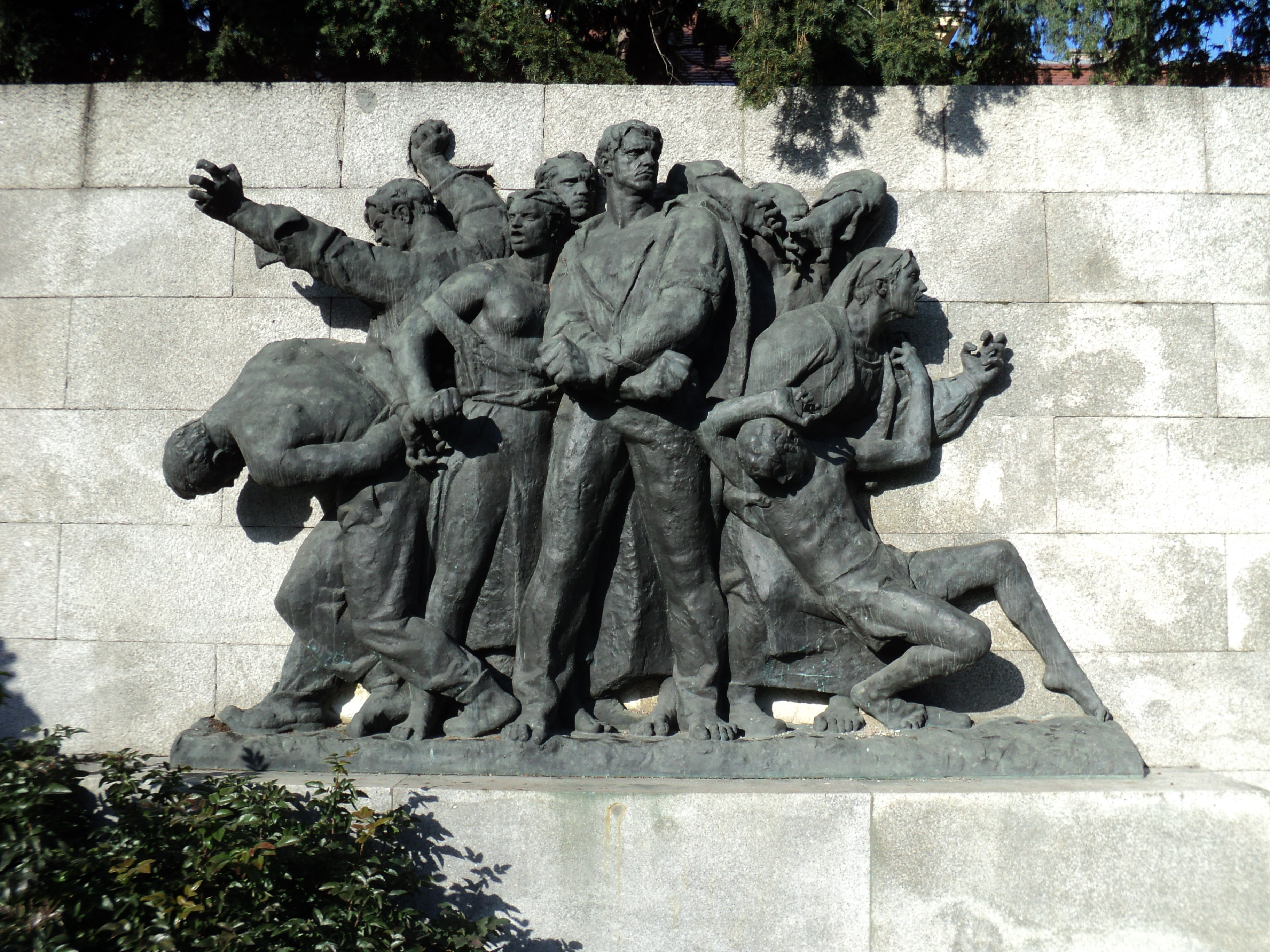
Monumento a los muertos, en Zagreb.

La situación general yugoslavo hizo que los alemanes descartasen sustituir a Ante Pavelić. Este visitó a Hitler por última vez en septiembre de 1944; le aseguró el respaldo del pueblo croata y su confianza en le victoria final. El poglavnik, reforzado por el apoyo del führer, anunció a continuación nuevas medidas represivas contra los ortodoxos.
Siegfried Kasche, embajador de Alemania en Croacia, que sostenía pese a la oposición de la Wehrmacht la conveniencia de respaldar a Pavelić, impuso su criterio; los mando alemanes recibieron orden de apoyar únicamente a los ustachas y de dejar de colaborar con los chetniks de la región. La tesitura era tal, empero, que la Wehrmacht renunció a desarmar a los chetniks, pese a las protestas ustachas; el propio Hitler tuvo que aceptar finalmente coligarse en la práctica con los chetniks para combatir a los partisanos.

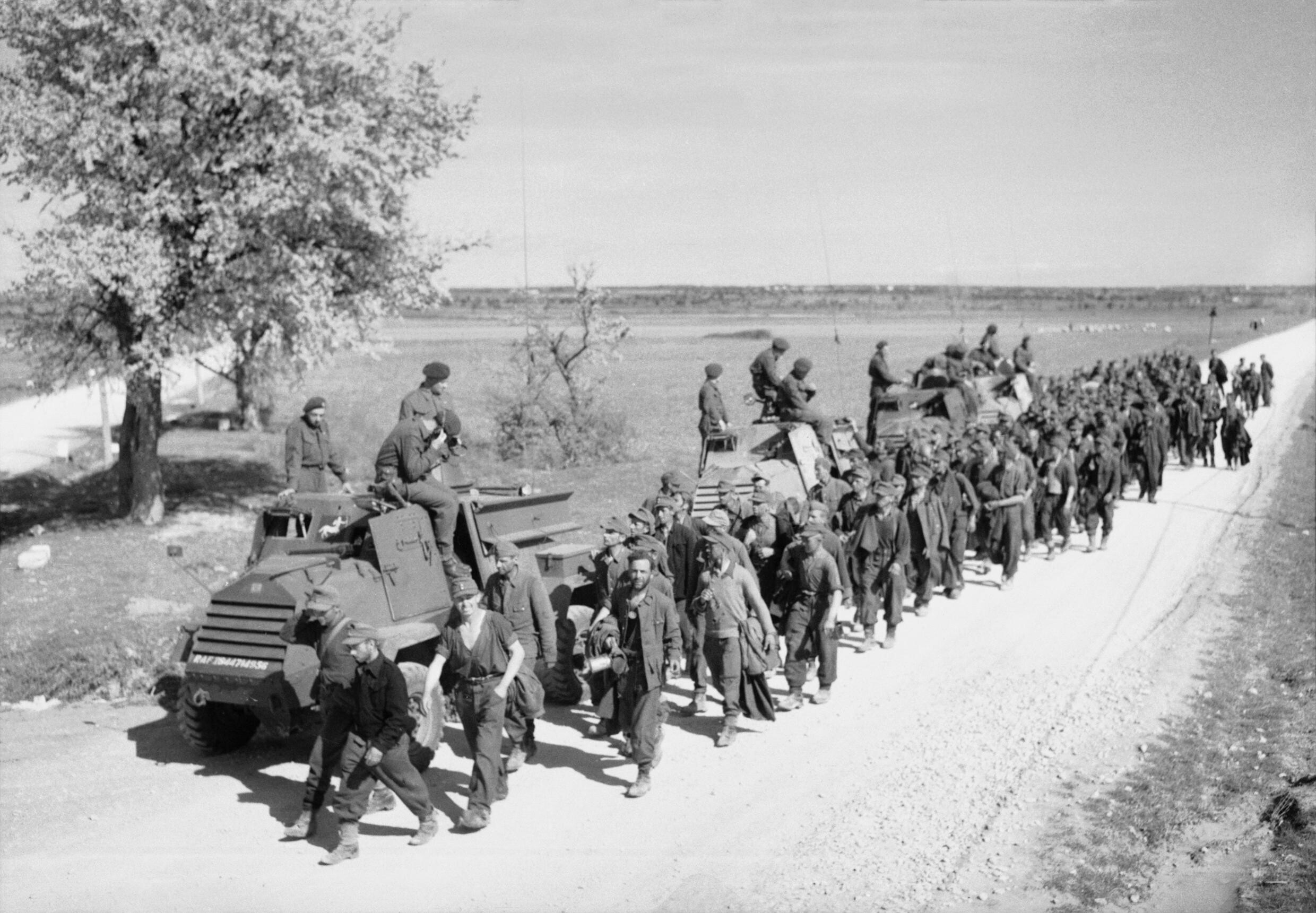
Destacamentos de un regimiento de la Real Fuerza Aérea encargados de avituallar a los partisanos asisten al paso de una columna de prisioneros alemanes, capturados por las fuerzas de Tito en la región de Bihać.

Los ocupantes lograron reclutar veinticinco mil miembros de la minoría alemana yugoslava en las SS para finales de 1944, pero ello no impidió que perdiesen el control de ciertos territorios: a finales de año, el centro y sur de Dalmacia, el este de Herzegovina y de Bosnia, que pasaron a dominar las fuerzas de Tito. La amnistía prometida por los partisanos multiplicó las deserciones en las filas ustachas y en las de otros auxiliares de los alemanes, como en la 13.ª División de Montaña SS Handschar, cuya disgregación se aceleró. Unidades enteras de la Guardia Nacional Croata, reclutas de las SS, milicianos musulmanes y chetniks se pasaron a los partisanos. Los alemanes traspasaron la sede del mando de las tropas del sureste europeo a Zagreb y trataron de resistir en Croacia, que necesitaban controlar para permitir la retirada de las tropas desplegadas más al sur.
Croacia estaba sumida en el caos a principios de 1945: Zagreb albergaba a cuatrocientos mil refugiados y en ella se sucedían las ejecuciones a diario. Los alemanes comenzaron a abandonar Croacia a finales de febrero. Algunos de los dirigentes ustachas trataron de contactar con el mariscal Alexander para ofrecer sus servicios a los Aliados con la esperanza de que ello permitiese mantener la independencia croata, pero sus emisarios fueron apresados y pasados por las armas por los comunistas. Las tropas comunistas acabaron la conquista de Bosnia-Herzegovina en la primavera: el 6 de abril entraron en Sarajevo.

##### Disgregación de las fuerzas de Mihailović
Expulsado de su núcleo en Serbia, Mihailović trató de recobrar fuerzas reclutando musulmanes y nombrando un general para la supuesta sección croata del movimiento chetnik, que nunca llegó a existir. La llegada de seiscientos militares británicos a los alrededores de Dubrovnik le hizo pensar que por fin tenía lugar el esperado desembarco anglo-estadounidense, pero los soldados de la Real Fuerza Aérea llegaban únicamente para supervisar la entrega de artillería a los partisanos.
McDowell fue evacuado por avión el 1 de noviembre de 1944; sus mandos ordenaron que propusiese a Mihailović partir con él, pero este le respondió que prefería luchar y morir en su país. McDowell solicitó a sus superiores que se crease un Gobierno yugoslavo de unidad nacional con representantes tanto de los partisanos como de los chetniks que, bajo supervisión aliada, garantizase la celebración de elecciones libres; la propuesta chocaba con la actitud de británicos y estadounidenses y fue desechada. Mihailović mantenía contacto por radio con Topalović, que utilizó para proponer a los Aliados en octubre y noviembre que sus hombres —unos cincuenta mil, según él— cortasen la retirada alemana de Albania. Los Aliados no respondieron a esta última oferta de Mihailović. El último oficial aliado que había permanecido con él, el capitán Lalich, responsable estadounidense de la Operación Halyard, fue evacuado el 11 de diciembre.
Mihailović dio orden a sus hombres el 3 de enero de 1945 de agruparse en el norte de Bosnia, pero sus tropas, agotadas y dispersas, desertaban, vendían la munición o se dedicaban al pillaje. Dimitrije Ljotić, refugiado en Eslovenia desde octubre del año anterior con cuatro mil voluntarios serbios, trató de formar un frente antipartisano; propuso a los chetniks reunir todas las fuerzas anticomunistas en Istria. Jevđević y Đujić se le unieron con dos mil y seis mil hombres respectivamente. Los ustachas dejaron paso libre a los hombres de Đujić por orden de Ribbentrop.
Mihailović empezó por rechazar la propuesta de Ljotić, postura que Đurišić obecedió. Đurišić se reunió con aquel en la región de Drvar, donde el jefe chetnik había fijado su cuartel general. Entonces descubrió que Mihailović ya no tenía contacto alguno con los Aliados, que las fuerzas chetniks habían sido abandonadas y que carecían de estrategia. En consecuencia, le propuso a Mihailović que pasase a Eslovenia, pero este se negó. Ello hizo que Đurišić rompiese con él y partiese con sus hombres y algunos otros dirigentes del movimiento como Ostojić, Baćović o Dragiša Vasić. Debía cruzar territorio ustacha, por lo que pactó con el dirigente separatista montenegrino Sekula Drljević, que por entonces se hallaba en Zagreb colaborando con Pavelić. Los dos llegaron a un acuerdo en virtud del cual las tropas de Đurišić pasarían a servir a Drljević en calidad de «ejército nacional montenegrino». Đurišić trató de engañar a Drljević, enviándole enfermos y heridos mientras trataba de alcanzar con el resto Eslovenia, con el objetivo de unirse a las fuerzas de Ljotić. Esto hizo que Drljević pidiese ayuda a Pavelić para enfrentarse a él. En efecto, los ustachas casi aniquilaron a los hombres de Đurišić el 12 de abril en la comarca de Bania Luka; los ustachas habían retirado incluso tropas del frente para participar en la operación. Đurišić, Ostojić, Baćović y Vasić fueron apresados y pasados por las armas. Parte de los supervivientes aceptaron sumarse a las fuerzas de Drljević y luego fueron evacuados hacia Austria.
Ljotić y los chetniks que estaban en Istria siguieron invitando a Mihailović a unírseles con la esperanza de formar una alianza anticomunistas que pudiese obtener el beneplácito de los Aliados, sin comprender que para entonces el respaldo de Mihailović no hubiese bastado para salvarlos. Mihailović, ya en una situación desesperada, no se oponía ya a la propuesta de Ljotić; pensaba además que el litoral esloveno era un buen lugar para reanudar la comunicación con los Aliados, por lo que autorizó a los subordinados que lo deseasen que marchasen a Eslovenia. La mayoría de los chetniks no lo logró, sino que pereció de camino. Los que sí lo consiguieron quedaron sometidos a la autoridad del general SS Odilo Globocnik, al igual que los hombres de Ljotić.
Mihailović, por el contrario, no marchó a Eslovenia, poco convencido con la propuesta de unión heterogénea de Ljotić. Además, para entonces resultaba impensable que se pusiese a las órdenes de Globocnik cuando trataba de recobrar crédito ante los Aliados en calidad de resistente. Así pues, se fijó como objetivo prioritario regresar a Serbia,, pues lo habían convencido de que había estallado un levantamiento contra los comunistas. Hizo un llamamiento a los serbios, croatas y eslovenos el 6 de abril, cuarto aniversario de la agresión alemana a Yugoslavia, en nombre del reino y de todos los partidos políticos y partió hacia Serbia cruzando Bosnia. Pensaba encontrar una rebelión contra los comunistas y ponerse al frente de ella. En realidad, los mensajes en este sentido eran una argucia de los comunistas para atraerlo a un celada.
Vladimir Predavec, el aliado croata de Mihailović, acudió a Croacia para presentar un plan a Vladko Maček que afirmó haber redactado McDowell y que consistía en agrupar a las fuerzas anticomunistas en Eslovenia que debían representar a la «otra Yugoslavia» y negociar desde allí con Tito con el apoyo del 5.º Ejército estadounidense, por entonces destinado en Italia. Fue capturado de camino y llevado ante Pavelić, quien se mostró interesado en el plan. Pavelić contactó seguidamente con Maček para proponerle que participase en el proyecto, pero este, receloso, se negó y el plan fracasó.

##### Tito, jefe del Gobierno de unidad nacional
Tito y Šubašić alcanzaron un acuerdo sobre la composición del Gobierno el 26 de febrero de 1945. Se formó un consejo de regencia de tres miembros —dos de ellos partisanos— que debía representar al rey; Pedro II lo aceptó el 3 de marzo, acuciado por los británicos. El Gobierno en el exilio presentó la renuncia a los regentes tres días después y el Comité de Liberación Nacional hizo lo propio ante el AVNOJ. El consejo de regencia tomó su primera y única decisión de sus existencia al día siguiente: nombró un nuevo Consejo de Ministros con Tito al frente y Šubašić como ministro de Relaciones Exteriores. Veintitrés de los veintiocho ministros del Gobierno de «unidad nacional» eran comunistas y otros dos, simpatizantes; solamente tres, entre ellos Šubašić, no tenían vínculos con el movimiento de Tito y casi carecían de toda influencia. Tito firmó en Moscú un tratado de amistad y cooperación con la Unión Soviética el 11 de abril.
Stalin respectó fundamentalmente el acuerdo con Churchill de octubre de 1944 acerca de las zonas de influencia respectivas; tenía presente el equilibrio de fuerzas en la región y no deseaba tensar la relación con los demás Aliados. Esto hizo, por ejemplo, que no reaccionase ante las acciones británicas respecto de los comunistas griegos (Grecia, como Italia y a diferencia de Yugoslavia, estaba demasiado lejos de las unidades soviéticas como para que la URSS pudiese controlarlas). En Yugoslavia, como en el resto de la Europa oriental, pensaba que los comunistas pudiesen hacerse paulatinamente con el poder. Sin embargo, Tito y los partisanos tenían suficiente influencia como para soslayar el acuerdo entre las dos potencias y arrinconar sin miramientos a los monárquicos; esto disgustó a Churchill e incomodó a Stalin.

#### Últimas ofensivas y nuevas matanzas

##### Ofensivas en Croacia y Eslovenia

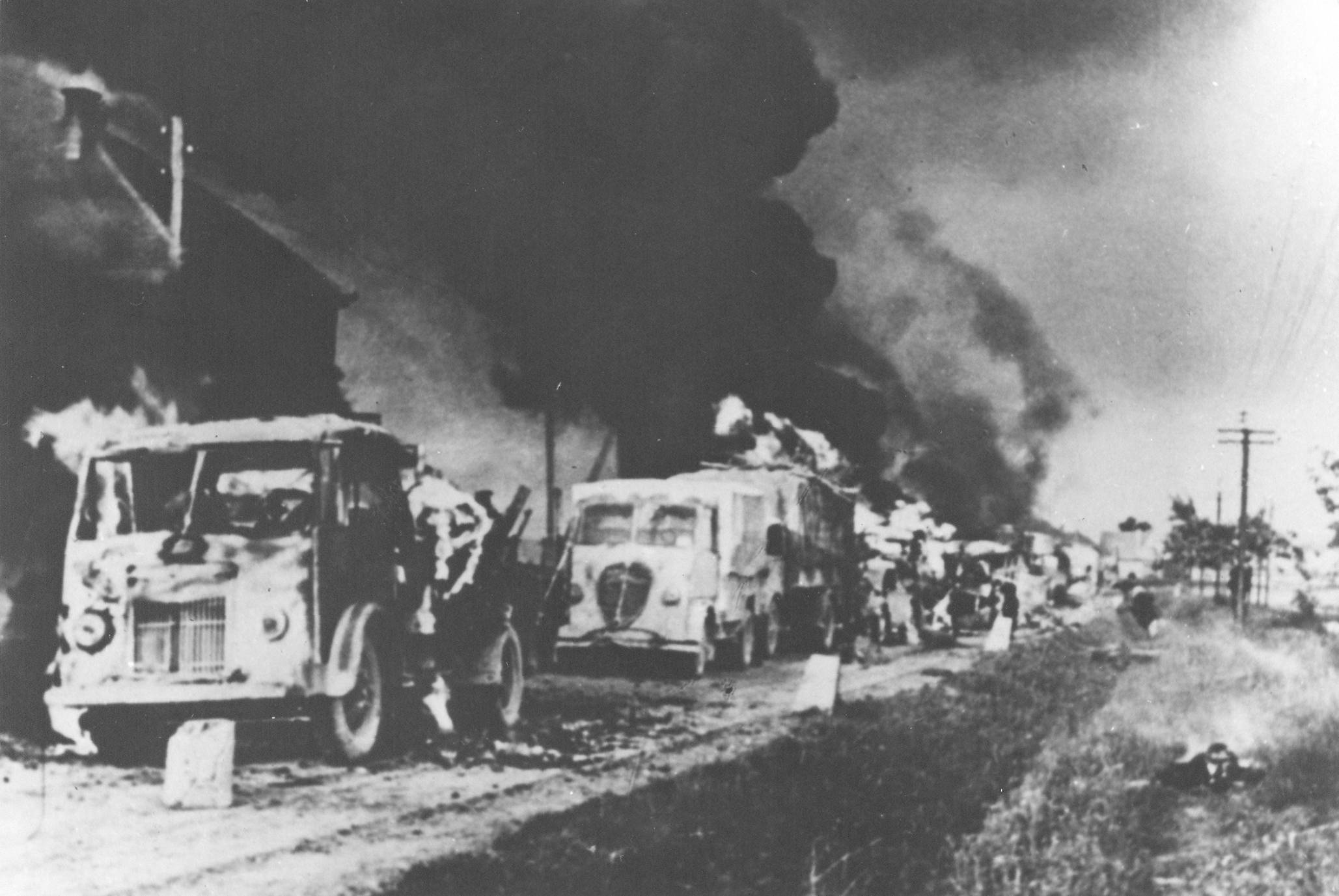
Columna de camiones destruidos en las cercanías de Zagreb.

El Ejército yugoslavo, nuevo nombre de los partisanos en cuanto que ejército regular, emprendieron una nueva ofensiva el 20 de marzo para vencer definitivamente a los alemanes y sus aliados. Los ejércitos 1.º y 2.º al mando respectivamente de Peko Dapčević y Koča Popović se dirigieron hacia Zagreb para acabar con los ustachas. Otros dos ejércitos avanzaron hacia Eslovenia: el 3.º de Kosta Nađ se encaminó hacia la frontera austriaca y el 4.º de Petar Drapšin, hacia la italiana.
Los ustachas habían reorganizado sus fuerzas: la Guardia Nacional se había unido a la milicia; juntas contaban con unos ciento cincuenta mil hombres. Su resistencia fue encarnizada e infligió treinta y seis mil bajas a Dapčević. Pese a ello, las unidades de Tito abrieron brecha en el sector de Sirmia el 12 de abril tras reñidísimos combates. Ante Pavelić abandonó Zagreb el 5 de mayo con sus ministros tras haber propuesto en balde entregar el poder a monseñor Stepinac, al que se ofreció a nombrar regente. Las tropas yugoslavas llegaron a la ciudad el 9 de mayo, que para entonces ya había sido evacuada por el enemigo. Los ustachas, dispersos por las regiones septentrionales, fueron víctimas de grandes matanzas; se calcula que el ejército de Tito mató a sesenta mil de ellos. Centenares de miles de personas —miembros del régimen ustacha y de la policía, pero también civiles, entre ellos serbios, judíos y musulmanes que huían de los combates— huyeron hacia Eslovenia y la frontera austríaca.
En Eslovenia se hallaba el segundo núcleo de enemigos de Tito, mezcla variopinta de miembros de la Guardia Nacional Eslovena y refugiados civiles y militares, entre los que estaban voluntarios de Ljotić, supervivientes de la Guardia Estatal Serbia, cosacos del cuerpo de caballería de las SS, chetniks, ustachas y rusos blancos. Monseñor Rožman}} trató en vano de que los anglo-estadounidenses desplegasen unidades en la zona antes de la llegada de los ejércitos de Belgrado; a los Aliados solamente les interesaba la rendición incondicinal del enemigo. Ljotić falleció en un accidente automovilístico el 23 de abril. El avance de las tropas comunistas y la falta de planes de defensa para Liubliana hicieron que sus enemigos dejasen la ciudad el 3 de mayo y se dirigiesen hacia la frontera austriaca.

##### Victoria final de los comunistas
Tito intentó adueñarse de Istria y de la Venecia Julia al tiempo que sus ejércitos penetraban en Eslovenia, pese al acuerdo que había firmado en febrero. Las tropas yugoslavas entraron en Trieste el 1 de mayo. El Comité de Liberación Nacional italiano, que acababa de proclamar la insurrección contra el Gobierno fascista, evacuó la ciudad para evitar los choques con los yugoslavos. Al día siguiente, llegaron tropas neozelandesas, a las que se rindió la guarnición alemana el día 3. Los Aliados no se entrometieron en las operaciones de los yugoslavos durante las semanas siguientes, para evitar conflictos. Los italianos sufrieron una campaña de terror tanto en Trieste como en otras zonas de Istria, de la Venecia Julia y de Dalmacia. Entre cuatro mil y diez mil de ellos perecieron, acusados de fascistas y de «enemigos del pueblo», en una serie de matanzas, una de la más conocida de las cuales fue la la de las dolinas.
El ejército de Tito atacó a los ocho mil o doce mil hombres de Mihailović el 10 de mayo entre el Drina y el Neretva; estos se hallaban agotados y diezmados por el tifus y fueron aniquilados por el enemigo, que contaba ya con artillería y armamento pesado. Mihailović sobrevivió y escapó con unos mil o dos mil hombres, que se dispersaron.

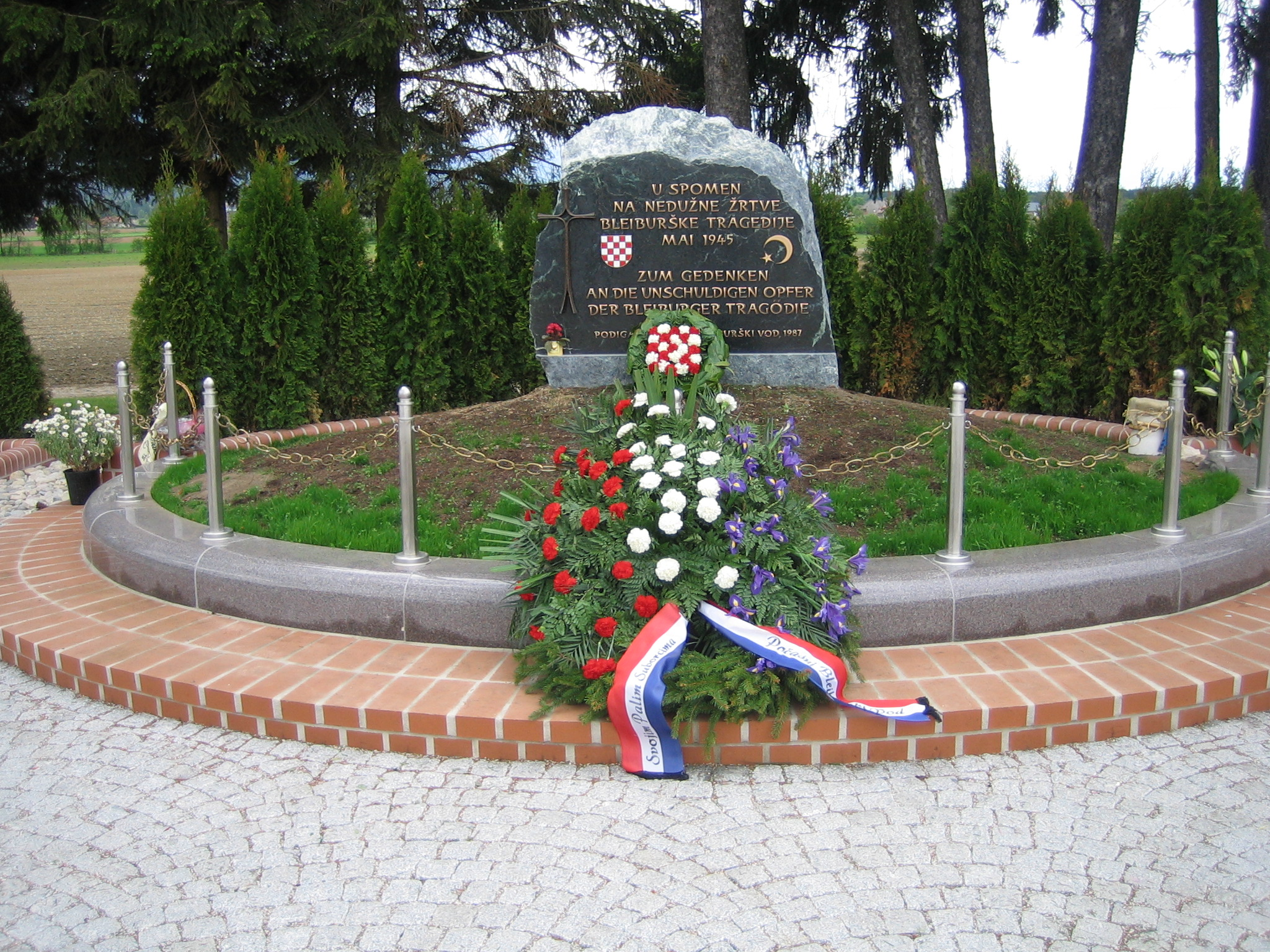
Monumento de la masacre de Bleiburg en Austria.

Los restos del Grupo de Ejércitos E de Alexander Löhr intentaron abandonar Eslovenia y pasar a Austria, pero las tropas comunistas yugoslavas se lo impidieron; el grueso de la unidad se rindió el 8 de mayo. Entre ciento setenta y cinco mil y doscientos mil soldados alemanes fueron hechos prisioneros. La Segunda Guerra Mundial se prolongó una semana más en Yugoslavia, pese a la capitulación alemana en una serie de choques como la batalla de Poljana, debida a que parte de las tropas alemanas se negaron a rendirse a las fuerzas de Tito, que consideraban irregulares. Las últimas tropas ustachas huyeron también hacia Austria, donde se rindieron a los británicos el 15 de mayo..
Los Aliados habían llegado después que los yugoslavos a Trieste, pero se les adelantaron en Carintia, parte de la cual Tito también deseaba anexionar a Yugoslavia. Las diversas columnas de fugitivos que alcanzaron Austria y evitaron la persecución de los comunistas se rindieron a los británicos. Pero estos deseaban evitar los choques con las fuerzas de Tito cuando la guerra acababa de terminar en Europa y se negaron a aceptar la rendición de los ustachas el 15 de mayo, que habían llegado a la región de Bleiburg, y que tuvieron que deshacer el camino y entregarse a los comunistas; la mayor parte de los que se hallaban en Austria fueron expulsados a Yugoslavia. Muchos fugitivos venidos de Eslovenia llegaron a Viktring, en la comarca de Klagenfurt; fueron desarmados por los británicos, que los encerraron en campos antes de entregarlos a los comunistas yugoslavos. Los chetniks refugiados en Austria también fueron entregados a los yugoslavos por sus antiguos aliados británicos, mientras que los desertores del Ejército soviético fueron entregados a la URSS, cuyas tropas también habían alcanzado Austria. Parte de los capturados por los ejércitos de Tito o de los que les fueron entregados fueron despachados a campos de prisioneros, pero otros fueron fueron pasados por las armas sin juicio. Algunos fueron asesinados de inmediato, mientras que otros hubieron de recorrer primero cientos de kilómetros a pie. Cuando llegaban a su destino eran fusilados por los comunistas, que no se molestaron ni en identificar a las víctimas y las enterraron en fosas comunes, entre las que destaca la de la meseta de Kočevski Rog, en los Alpes Dináricos. En estas matanzas murieron entre veinte mil y treinta mil, o incluso cuarenta mil personas, muchas culpables de colaboracionismo preo no de crímenes de guerra. La más conocida es la llamada incorrectamente masacre de Bleiburg. Parte de la dirección ustacha fue asesinada, pero no Ante Pavelić, que logró escapar. Los jefes chetniks Jevđević y Đujić también consiguieron escapar al extranjero, al igual que monseñor Rožman.

## Balance humano

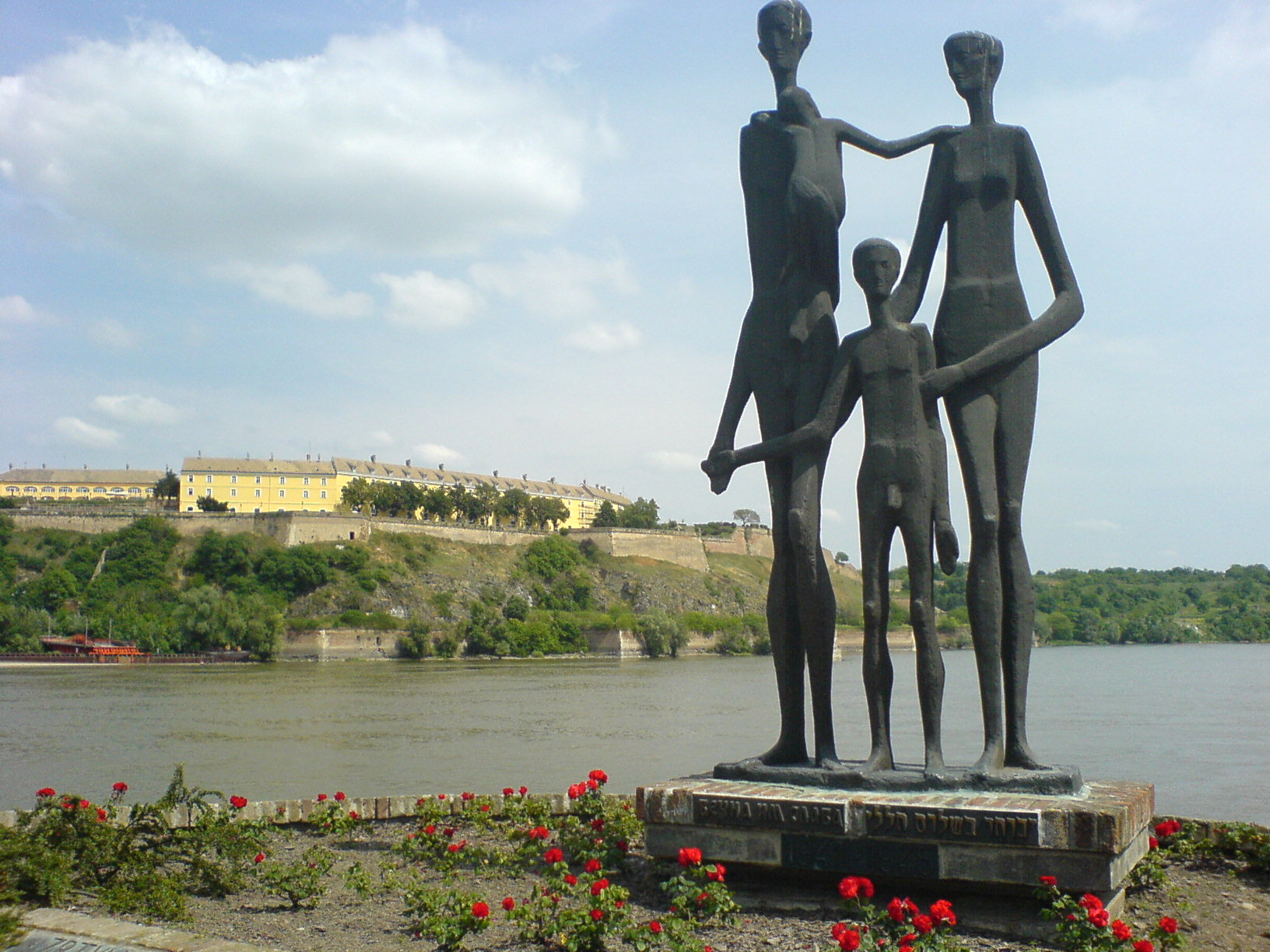
Monumento a las víctimas del fascidmo en Novi Sad (Serbia).

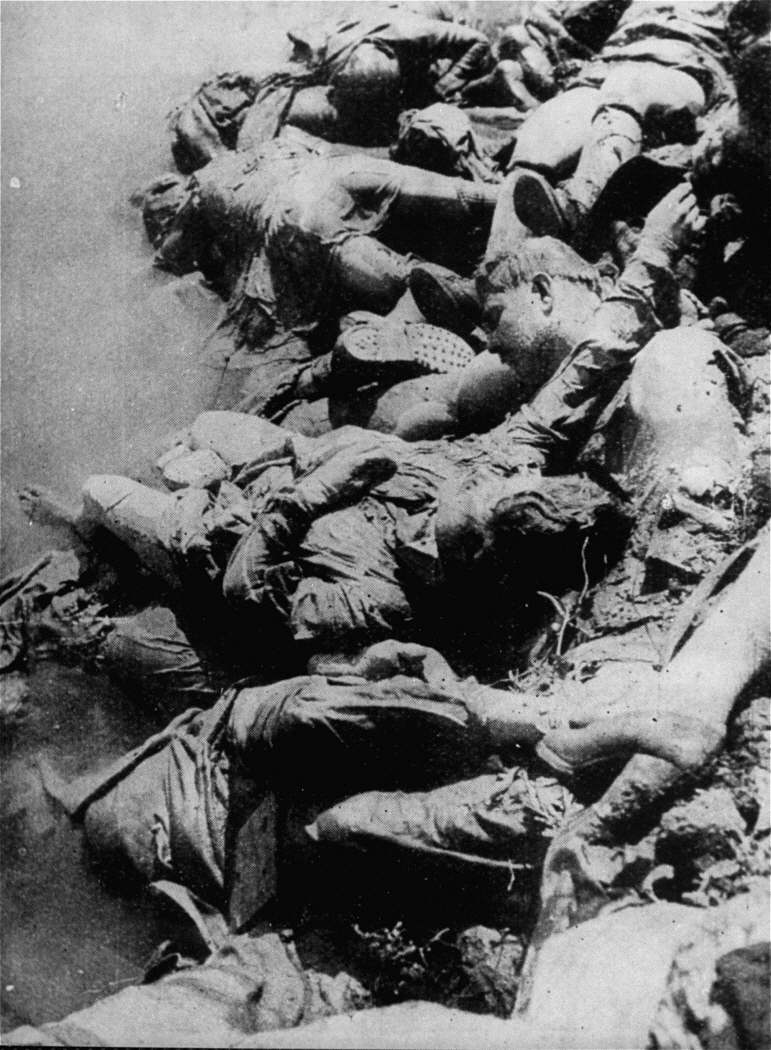
Cadáveres de víctimas de la ustacha en 1945

El número de víctimas yugoslavas del conflicto mundial es elevadísimo: en la Europa invadida por Alemania, solamente lo superan los de la Unión Soviética y Polonia. Se calcula que un décimo de la población del país pereció en la guerra.
Algunos cálculos —entre ellos el del Gobierno yugoslavo de finales de la década de 1940, probable exagerado— afirman que hubo hasta un millón setecientas mil víctimas, trescientas mil de ellas militares y el resto civiles. A las que murieron en los combates se sumaron las de persecuciones culturales, las deportaciones y las matanzas, perpetradas tanto por los ustachas como por los chetniks y los partisanos. La falta de documentación hace casi imposible conocer el número exacto de muertos, que ha dado lugar a acaloradas disputas.
El estudio del economista croatas Vladimir Žerjavić de 1949 calcula en quinientas cincuenta mil las víctimas serbias de la guerra y en cincuenta y siete mil las judías; la Federación de Comunidades Judías de Yugoslavia calcula que hubo sesenta y tres mil doscientos hebreos muertos en la guerra, veinticuatro mil de ellas en los campos de exterminio alemanes y treinta y unos nueve mil asesinados en la propia Yugoslavia.
El número de muertos en el territorio dominado por los ustachas es particularmente difícil de cifrar. El estadístico serbio Bogoljub Kočović calcula que hubo trescientas treinta y cuatro mil víctimas serbias en Croacia y Bosnia-Herzegovina. Vladimir Žerjavić afirma que fueron doscientos noventa y cinco mil los serbios asesinados por los ustachas y veinteséis mil los muertos judíos y dieciséis mil los gitanos. Algunos cálculos de las víctimas de los ustachas llegan hasta las seiscientas mil víctimas de una población de seis millones cien mil personas en 1941, si bien otros dan cifras mayores: ochocientos mil o incluso un millón de muertos. Por otra parte, Žerjavić calcula que los civiles croatas y musulmanes asesinados por los chetniks en el Estado Independiente de Croacia fueron sesenta y cinco mil. El Instituto de Historia del Movimiento Obrero de Croacia, cuyo director era a la sazón Franjo Tuđman, posteriormente presidente de la Croacia independiente, redujo el número supuesto de víctimas hasta las ochenta mil. Tuđman, en un libro que publicó en Londres en 1984, redujo aún más la cifra, hasta las cincuenta mil personas muertas en todos los campos de concentración de Croacia.
En cuanto al número total de muertos, Vladimir Žerjavić aseveró en su estudio de 1993 —en el que confrontó sus cifras con las de Bogoljub Kočović y tuvo en cuenta las personas que fallecieron en el extranjero— que el número de muertos yugoslavos en la guerra mundial fue de un millón veintisiete, de ellos doscientos treinta y siete mil partisanos, doscientos nueve mil colaboracionistas y quinientos ochenta y un mil civiles, de ellos cincuenta y siete mil judíos. El reparto geográfico de las víctimas es el siguiente: trescientas dieciséis mil personas perecieron en Bosnia-Herzegovina; doscientas setenta y tres mil, en Serbia (incluido Kosovo); doscientas setenta y una mil, en Croacia; treinta y tres mil, en Eslovenia; veintisiete mil, en Montenegro; diecisiete mil, en Macedonia; y ochenta mil en el extranjero. En cuanto al reparto por culturas y nacionalisdades, el mismo autor da los siguientes números: quinientos treinta mil serbios muertos, ciento noventa y dos mil croatas, ciento tres mil musulmanes cincuenta y siete mil judíos, cuarenta y dos mil eslovenos, veintiocho mil montenegrinos, dieciocho mil albaneses, otros tantos gitanos y seis mil macedonios, además de otros trece mil de otras comunidades (siete mil de ellos, eslavos). Bogoljub Kočović, por su parte, calcula que hubo cuatrocientas ochenta y siete mil víctimas serbias, doscientas siete mil croatas, ochenta y seis mil musulmanas, sesenta mil judías, cincuenta mil montenegrinas, treinta y dos mil eslovenas, veintisiete mil gitanas, veintiséis mil alemanas, siete mil macedonias, seis mil albanesas, doce mil de otros grupos eslavos y catorce mil de otras comunidades; en total, un millón catorce mil muertos.

## La posguerra

### De la monarquía la federación comunista

Escudo de la República Federal Socialista de Yugoslavia con la fecha de la proclamación del primer Gobierno por el Consejo Antifascista de Liberación Nacional de Yugoslavia (29/11/1943).

La guerra arruinó a Yugoslavia: además de las pérdidas humanas, las materiales se calcularon en cuarenta y seis mil novecientos millones de dólares estadounidenses, cincuenta veces el PIB prebélico del país. El país empezó la reconstrucción al tiempo que Tito se aseguraba el poder absoluto. Los tres ministros no comunistas, arrumbados, fueron dimitiendo uno tras otro: Šubašić lo hizo en octubre.
El partido comunista, cuyo número de afiliados había crecido enormemente hasta los ciento cuarenta mil, transformó la coalición en un «frente nacional» con el que se presentó a los comicios de la asamblea constituyente. El escrutinio, que se verificó en noviembre, estuvo plagado de irregularidades; el Partido Campesino Croata y el Démocratico no pudieron hacer campaña, por lo que decidieron retirar a sus candidatos; así, el Frente Nacional, única formación que acabó presentándose a las elecciones, obtuvo oficialmente el 90 % de los votos.
La Asamblea Constituyente se reunió el 29 de noviembre de 1945 —segundo aniversario del segundo congreso del AVNOJ— y abolió la monarquía. El país fue a partir de entonces la República Federal Popular de Yugoslavia (luego República Federal Socialista de Yugoslavia), compuesta de varias repúblicas «populares» autónomas: la República Socialista de Serbia (con un Kosovo autónomo), la de Croacia, la de Bosnia-Herzegovina, la de Montenegro, la de Eslovenia y la Macedonia.
Pedro II murió en el exilio en 1970, sin haber podido volver nunca a Yugoslavia. La antigua familia real pudo hacerlo en 1990; Pedro II recibió funerales de Estado en Serbia en 2013.

### La crisis de Trieste
Los comunistas lograron dominar Yugoslavia, pero no apoderarse de Trieste: ocuparon la ciudad durante cuarenta días, pero tuvieron que abandonarla en junio de 1945. La URSS deseaba que su posesión no desatase un conflicto con el resto de Aliados y por ello dejó de respaldar sus correligionarios yugoslavos. Los soldados de Tito siguieron ocupando parte de la comarca, que continuaron reivindicando. La llamada «crisis de Trieste» acabó con la partición de la Venecia Julia en dos zonas de ocupación, una yugoslava y otra angloestadounidense.
El Tratado de París de 1947 cedió el grueso de Istria a Yugoslavia, así como parte de la Venecia Julia y enclave italiano de Zara en Dalmacia; la ciudad de Trieste y su comarca, que Tito deseaba para Yugoslavia, se constituyó en el Territorio libre de Trieste, mientras se dirimía el contencioso territorial entre Yugoslavia e Italia. La población italiana abandonó las tierras asignadas a Yugoslaiva: entre doscientas y trescientas mil personas emigraron entre 1945 y 1954, año en el que el territorio libre dejó de existir y se repartió entre Italia y la s repúblicas yugoslavas de Eslovenia y Croacia. El litigio territorial se resolvió finalmente mucho después: el 10 de noviembre de 1975, en virtud del Tratado de Osimo, que fijó el trazado definitivo de la frontera común.

### Depuración sangrienta
Los comunistas gozaban de un notable apoyo popular en 1945 tras la victoria militar, basado en su heroísmo en los combates de la contienda mundial, su composición multiétnica y su programa de federalización que para muchos suponía una solución seductora para el problema de los nacionalismos yugoslavos. Sin embargo, Tito empleó desde el principio métodos estalinistas draconianos para afianzar su autoridad: al fin de la guerra mundial le siguió una terrible represión política en la que los comunistas eliminaron los últimos núcleos de resistencia chetnik y ustacha, acometieron purgar masivas y ajustaron cuenta ajusticiando o encarcelando a colaboracionistas reales y supuestos. En Kosovo estalló un levantamiento en el invierno de 1944 que continuó entre Drenica y la frontera albanesa; el Gobierno despachó entre treinta y cuarenta mil soldados y agentes de la OZNA a sofocarla. Los insurgentes albaneses fueron vencidos finalmente entre marzo y el verano de 1945, a lo que siguió una violenta represión. John R. Lampe calcula en cien mil los muertos yugoslavos entre 1945 y 1946, mientras que para Robert Service la represión cortó la vida a doscientas cincuenta mil personas entre 1945 y 1947. En Eslovenia, —menos afectada por el conflicto que otras regiones— la depuración fue especialmente brutal: en 2009, una comisión eslovena localizó seiscientas fosas con unos cien mil cadáveres.

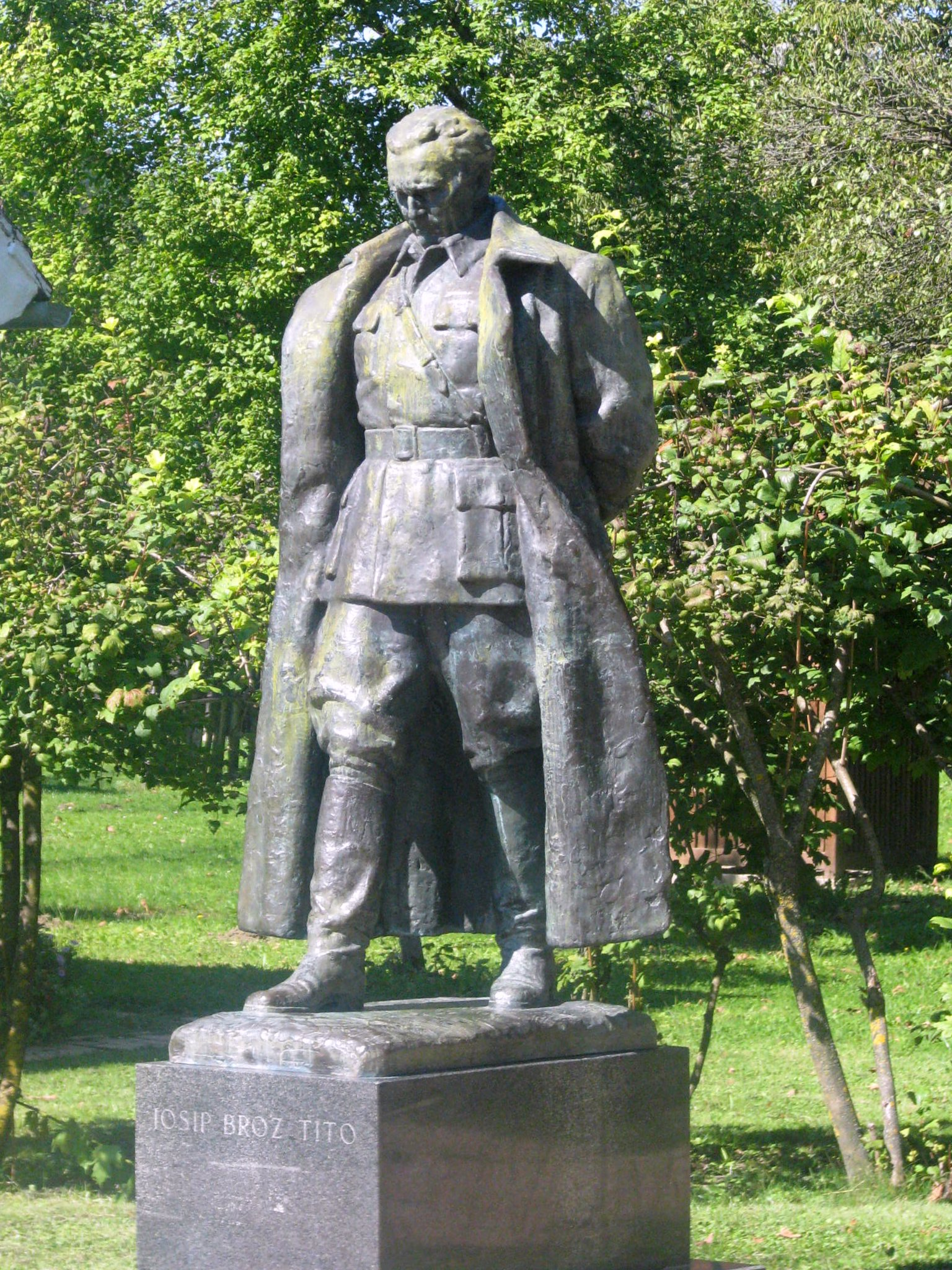
Estatua del mariscal Tito cerca de su casa natal en Kumrovec (Croacia).

La Yugoslavia titista fue el régimen comunista más violento del bloque del Este —por entonces en formación— durante la posguerra. Allí el sistema de partido único se impuso antes que en ningún otro país., la OZNA llevó a cabo grandes campañas de terror y las ejecuciones fueron tan copiosas que incluso el propio Tito pidió en diciembre de 1945 más moderación, pues pensaba que tal grado de violencia hacía que nadie temiese ya a la muerte. Los opositores fueron perseguidos y detenidos y los adversarios de los partisanos presentados como traidores y criminales a la altura de los ustachas y los afiliados al ZBOR. Decenas de sacerdotes de distintas religiones fueron asesinados o ajusticiados y muchos otros encarcelados, oficialmente por su actitud durante la guerra. La represión comunista se centró en los sacerdotes católicos, muchos de los cuales habían colaborado con los ocupantes o con los ustachas, especialmente los franciscanos de Bosnia-Herzegovina, que habían respaldado con vehemencia al régimen de Zagreb; también fueron perseguidos los religiosos ortodoxos y —quizá en menor medida—, los musulmanes. La mitad de los religiosos de la diócesis de Liubliana fueron condenados por colaboración con el enemigo y varios fueron ajusticiados. Monseñor Stepinac, que había sido muy crítico con el nuevo régimen, fue acusado finalmente de haber colaborado con Pavelić y condenado a una pena de cárcel. También fueron perseguidas las minorías italiana y alemana; esta, presente en la zona desde el siglo XVIII y que antes de la guerra la formaban en torno al medio millón de personas fue encerrada en campos y luego deportada casi por completo a Alemania. Muchos húngaros de Voivodina, acusados de crímenes de guerra, fueron ejecutados o deportados y sus bienes expropiados y distribuidos luego entre la población no magiar.
Draža Mihailović, apresado en marzo de 1946, fue juzgado con otros miembros de su organización y con colaboradores del régimen de Nedić y partidarios de Ljotić. También lo fueron in absentia algunos ministros del Gobierno yugoslavo en el exilio como los expresidentes del Gobierno Slobodan Jovanović y Božidar Purić. El jefe chetnik fue condenado a muerte por colaboración y crímenes de guerra y fusilado. Milan Nedić, detenido en Austria y entregado al nuevo Gobierno yugoslavo, se suicidó en prisión sin que pudiese ser juzgado. Leon Rupnik, también extraditado desde Austria, fue condenado a muerte y ajusticiado. Entre los mandos de las fuerzas de ocupación, el general Alexander Löhr, que había sido apresado por los yugoslavos, fue también juzgado y ejecutado en Belgrado en 1947 por crímenes de guerra. El antiguo jefe militar italiano Mario Roatta, al que el Gobierno también deseaba juzgar, evitó ser extraditado.
Los servicios secretos yugoslavos pasaron los años siguientes buscando y tratando de asesinar a los colaboracionistas que se habían exiliado. Ante Pavelić, que se había refugiado en Argentina, fue herido gravemente en 1957 en un atentado del que se culpó al régimen de Tito; falleció dos años después a causa de las heridas sufridas.